# Histoire du Maroc
 (novembre 2024).
- Si vous ne connaissez pas le sujet, laissez ce bandeau (vous pouvez alors contacter les auteurs).
- Si vous supprimez le contenu mis en cause (vous pouvez préalablement contacter les auteurs),

argumentez précisément cette suppression dans la page de discussion
(un manque de référence n'est pas un argument ; une recherche réelle de référence doit avoir été effectuée, être formellement documentée).
 (novembre 2024).
 (juin 2025).
La mise en forme du texte ne suit pas les recommandations de Wikipédia : il faut le « wikifier ».
Les points d'amélioration suivants sont les cas les plus fréquents. Le détail des points à revoir est peut-être précisé sur la page de discussion.
- Les titres sont pré-formatés par le logiciel. Ils ne sont ni en capitales, ni en gras.
- Le texte ne doit pas être écrit en capitales (les noms de famille non plus), ni en gras, ni en italique, ni en « petit »…
- Le gras n'est utilisé que pour surligner le titre de l'article dans l'introduction, une seule fois.
- L'italique est rarement utilisé : mots en langue étrangère, titres d'œuvres, noms de bateaux, etc.
- Les citations ne sont pas en italique mais en corps de texte normal. Elles sont entourées par des guillemets français : « et ».
- Les listes à puces sont à éviter, des paragraphes rédigés étant largement préférés. Les tableaux sont à réserver à la présentation de données structurées (résultats, etc.).
- Les appels de note de bas de page (petits chiffres en exposant, introduits par l'outil «  Source ») sont à placer entre la fin de phrase et le point final[comme ça].
- Les liens internes (vers d'autres articles de Wikipédia) sont à choisir avec parcimonie. Créez des liens vers des articles approfondissant le sujet. Les termes génériques sans rapport avec le sujet sont à éviter, ainsi que les répétitions de liens vers un même terme.
- Les liens externes sont à placer uniquement dans une section « Liens externes », à la fin de l'article. Ces liens sont à choisir avec parcimonie suivant les règles définies. Si un lien sert de source à l'article, son insertion dans le texte est à faire par les notes de bas de page.
- La présentation des références doit suivre les conventions bibliographiques. Il est recommandé d'utiliser les modèles {{Ouvrage}}, {{Chapitre}}, {{Article}}, {{Lien web}} et/ou {{Bibliographie}}. Le mode d'édition visuel peut mettre en forme automatiquement les références.
- Insérer une infobox (cadre d'informations à droite) n'est pas obligatoire pour parachever la mise en page.

Pour une aide détaillée, merci de consulter Aide:Wikification.
Si vous pensez que ces points ont été résolus, vous pouvez retirer ce bandeau et améliorer la mise en forme d'un autre article.
Habité dès la préhistoire, le Maroc et son territoire ont connu des peuplements successifs et des organisations politiques différentes. C'est en 788, lors de son exil, qu'Idris Ier, fuyant les persécutions du califat des Abbassides, a donné naissance à un État dans le Maghreb al-Aqsa (Maghreb extrême). Depuis, le Maroc a toujours gardé, si ce n'est une indépendance absolue, du moins une très forte autonomie[réf. nécessaire], ce qui est le cas sous le protectorat.
L'attrait des richesses provenant du commerce du Sud (le Sahara) vers le Nord (l'Occident) va attiser les convoitises de diverses tribus avec pour ville carrefour Marrakech[pas clair], qui deviendra naturellement la capitale de certaines dynasties marocaines (Almoravides, Almohades, Saadiens)[Quoi ?] ; c'est la raison pour laquelle toute l'histoire du Maroc (des Idrissides aux Alaouites) fut marquée par le commerce des richesses du Sud vers le Nord[source secondaire nécessaire]. L'histoire et l'origine du Maroc furent et restent marquées par le lien avec le Sahara.

## Premières traces de peuplement
L'homme a laissé de nombreuses traces au cours de toute la période préhistorique, marque d'un peuplement très ancien, sans doute facilité par un climat plus favorable qu'aujourd'hui,.
À l'Acheuléen (Paléolithique inférieur), des indices datant d'au moins 700 000 ans traduisent une première activité humaine. Ces hommes vivaient principalement de la cueillette et de la chasse. Les outils de cette époque sont les galets aménagés, le biface, les hachereaux découverts notamment dans les régions de Casablanca et de Salé. Découverte en 1999 de la statuette de la Vénus de Tan-Tan.
C'est au Maroc, à Djebel Irhoud, que sont découverts, en juin 2017, les plus anciens restes d'Homo sapiens au monde, datant de plus de 300 000 ans,.
En 2017, des bijoux constitués de petits coquillages perforés sont découverts dans la grotte de Tafogalt, vieux de 82 000 ans, alors les plus anciens bijoux personnels connus au monde. En 2021, les archéologues découvrent 33 bijoux formés de petits coquillages provenant de la grotte de Bizmoun (sud-ouest du Maroc) sous forme d'un gisement remontant à plus de 142 000 ans, ce qui en fait les bijoux les plus anciens au monde.

Peuplement ibéromaurusien

La période de l'Atérien, de 145 000 à 30 000 AP, est connue uniquement en Afrique du Nord. Cette période se caractérise par la maîtrise de la production d'outils présentant des pédoncules destinés à faciliter l'emmanchement. Cette période a aussi connu un changement climatique, puisque la faune et la flore se raréfient, laissant place au désert qui coupe aujourd'hui l'Afrique en deux.
Le Paléolithique supérieur est marqué par l'arrivée d'Homo sapiens, porteur de l'industrie ibéromaurusienne. À Taforalte (Berkane), les outils retrouvés datent de 30 à 20 000 ans av. J.-C. Des rites funéraires sont identifiés : les morts ont le corps en décubitus latéral et les os peints. Une étude sur des restes âgés de 15 000 ans dans la région a démontré que l'Afrique du Nord a reçu des quantités importantes de flux génétique d'Eurasie avant l'holocène et le développement des pratiques agricoles,.

## Mésolithique et Néolithique

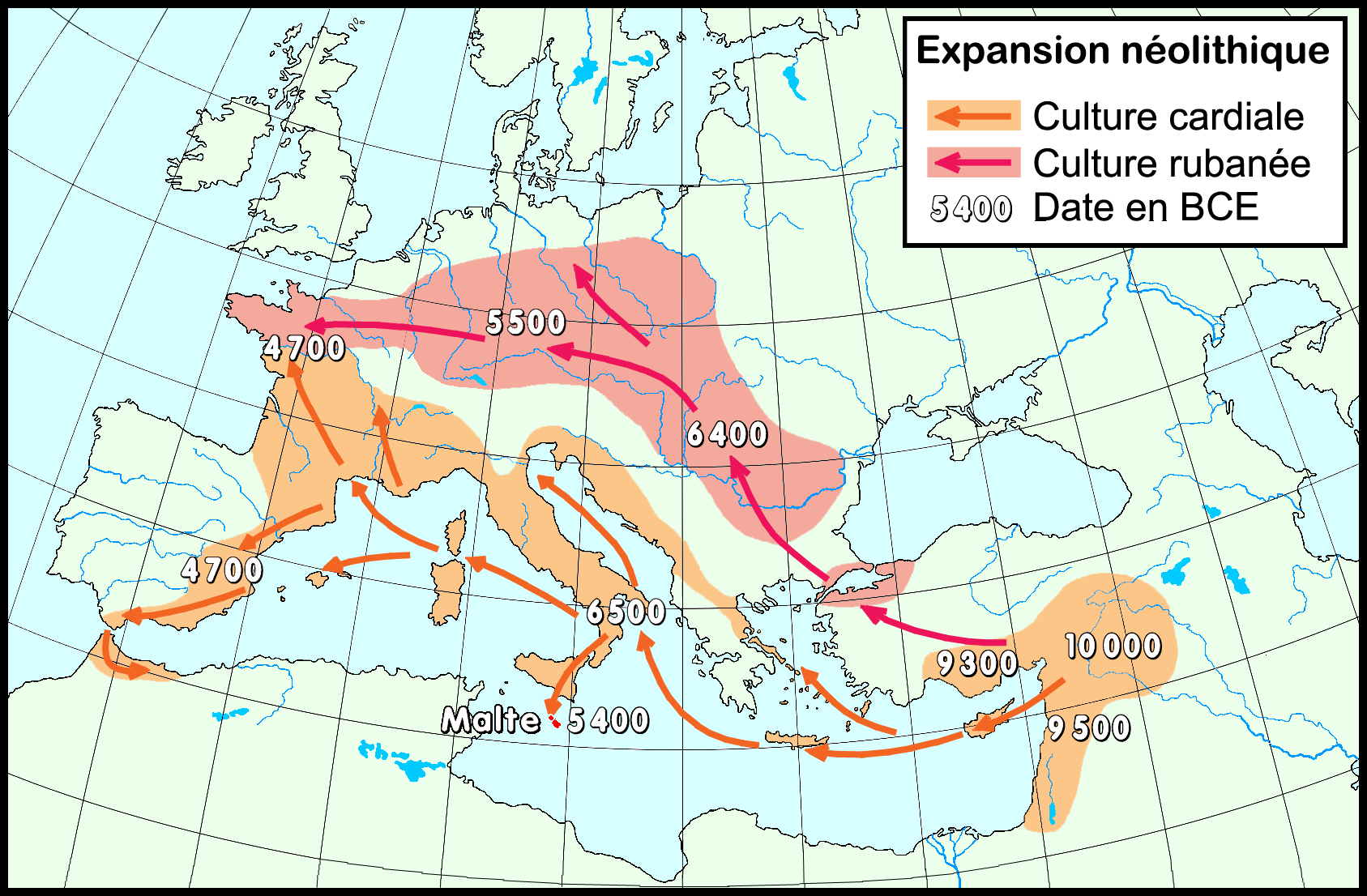
Expansion néolithique de la culture cardiale et de la culture rubanée en Europe d’après l'archéologie.

Ces populations se maintiennent jusque vers 9 000 ans av. J.-C. puis elles sont éliminées ou absorbées par l'arrivée des premiers ancêtres des populations berbères actuelles : les capsiens (nom issu de la ville antique de Capsa, aujourd'hui Gafsa) arrivent de l'est (comme le montrent les études linguistiques, qui classent dans la même famille l'égyptien et le berbère)[réf. nécessaire]. 
Les études de l'ADNa ont révélé que les Nord-Africains du début du néolithique (vers - 7000 AP) trouvent leurs ancêtres dans ces groupes paléolithiques d'Afrique du Nord, tandis que les groupes du néolithique tardif (il y a 5 000 ans) contiennent une composante ibérique, suggèrant un flux de gènes par Gibraltar. Ces signaux différents entre les individus du Néolithique ancien et ceux du Néolithique tardif indiquent que la propagation des pratiques agricoles en Afrique du Nord a impliqué à la fois une diffusion culturelle et démique depuis l'Europe. Les similitudes culturelles et génétiques entre les traditions ibériques et néolithiques nord-africaines renforcent encore le modèle de migration ibérique vers le Maghreb.
Des sites néolithiques, montrant l'apparition d'une sédentarisation et la naissance de l'agriculture sont découverts près de Skhirat (Nécropole de Rouazi-Skhirat) et de Tétouan (grottes de Kaf Taht el Ghar et de Ghar Kahal)[réf. nécessaire].
La phase de l'âge du bronze tardif, vers 1300-900 av. J.-C. demeure très mal connue.

## Antiquité

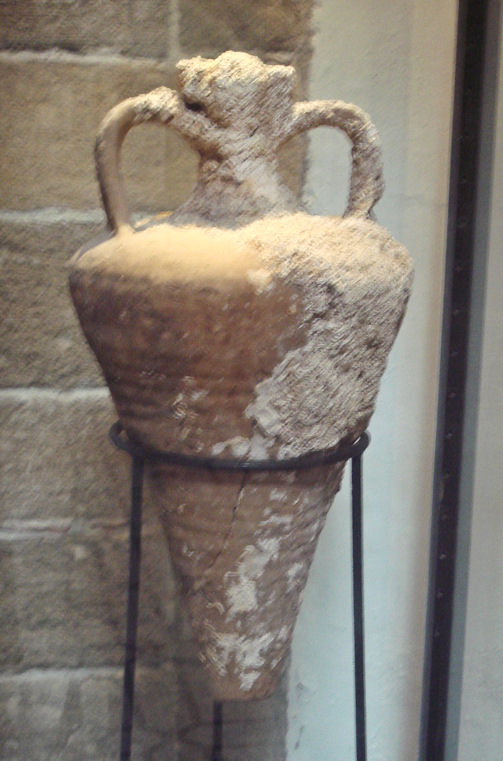
Amphore égéenne découverte dans l'ancien comptoir phénicien des Îles Purpuraires d'Essaouira

### 800c-150c: période phénicienne et carthaginoise
Les Phéniciens, commerçants entreprenants originaires de la Phénicie située dans le pays de Canaan, installent leurs premiers établissements dans ce que les géographes grecs comme Strabon nomment la Libye (terme qui désigne alors l'ensemble de l'Afrique du Nord à l'ouest de l'Égypte, et non la seule Libye contemporaine) et notamment sur les côtes marocaines, dès le XIe siècle av. J.-C. La flotte phénicienne fonde des comptoirs à Tingi (Tanger), Lixus (près de Larache), Thymiateria (Mehdia), Azama (Azemmour) et Cerné (qui serait localisée à Dakhla). À l'époque de l'arrivée des Phéniciens, le territoire de l'actuel Maroc était loin d'être inhabité. Des établissements comme celui de Kach Kouch témoignent de l'installation des populations locales, qui ont maintenu des rapports commerciaux avec les Phéniciens mais en conservant une architecture locale de cabanes bâties en terre. C'est à partir de la fondation de Carthage en Tunisie que la région commence à être réellement mise en valeur et explorée par de grands navigateurs comme Hannon. L'influence de la civilisation carthaginoise se fera sentir près de mille ans sur le territoire du Maroc actuel : en effet à partir du VIe siècle av. J.-C., les Carthaginois en quête de métaux précieux (extraits des mines de l'Atlas et de la vallée pré-saharienne du Drâa), de murex (un coquillage très présent aux Îles Purpuraires d'Essaouira et utilisé pour produire la teinture pourpre prisée chez les Anciens) et de bois rares des forêts nord-africaines, vont commercer avec les populations locales et introduire des éléments culturels propres à la société phénicienne. Néanmoins, les Maures étaient les dépositaires d'une culture très ancienne, atlanto-méditerranéenne, remontant à l'âge du cuivre, comme l'atteste le cromlech de M'zora qui peut être mis en relation avec des sites mégalithiques comparables comme Ħaġar Qim à Malte, et Carnac et Stonehenge au nord-ouest de l'Europe.

### Royaume de Maurétanie (de 300c AEC à 40c)

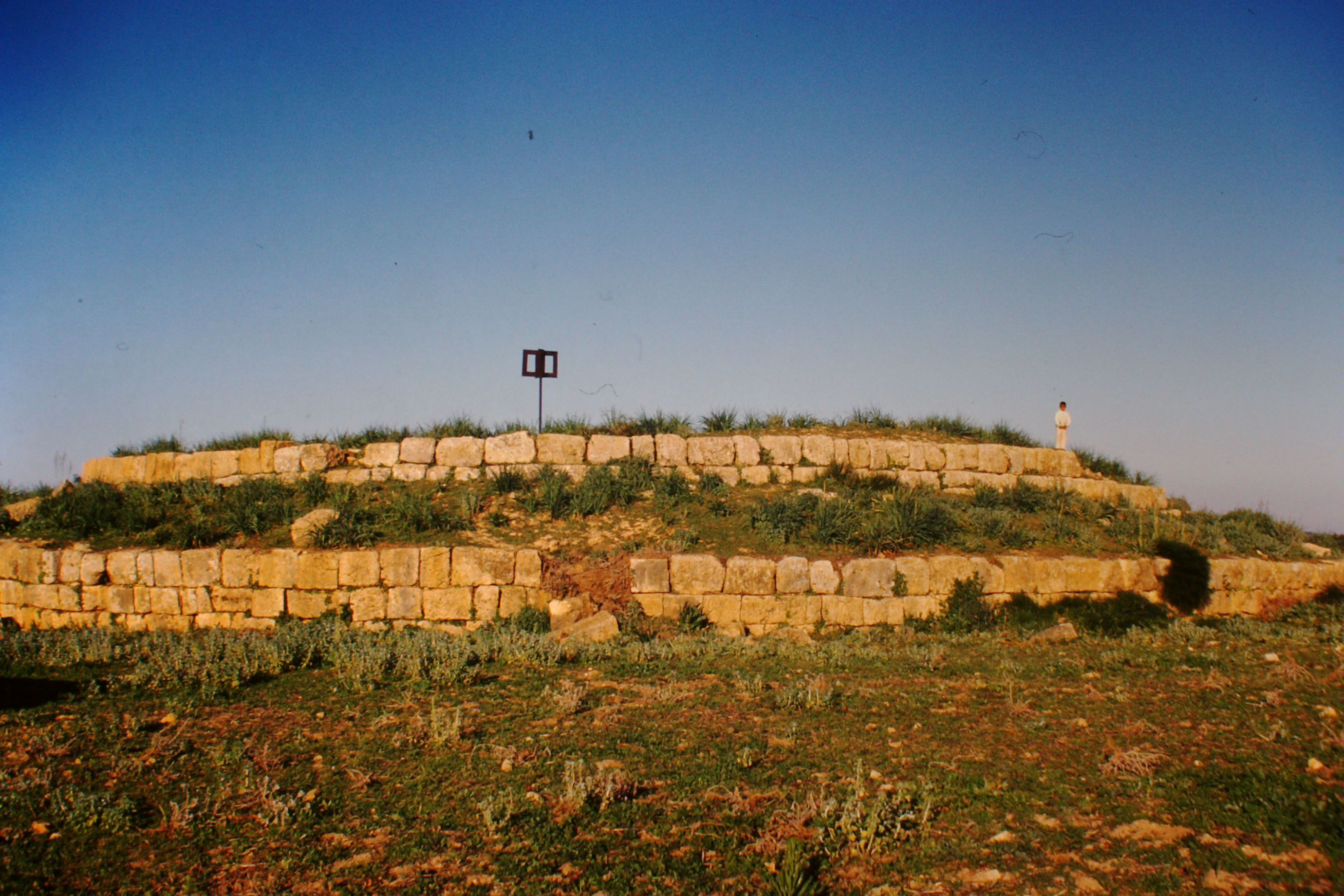
Monument funéraire d'El Gour (région de Meknès), mausolée probable d'un aguellid maurétanien

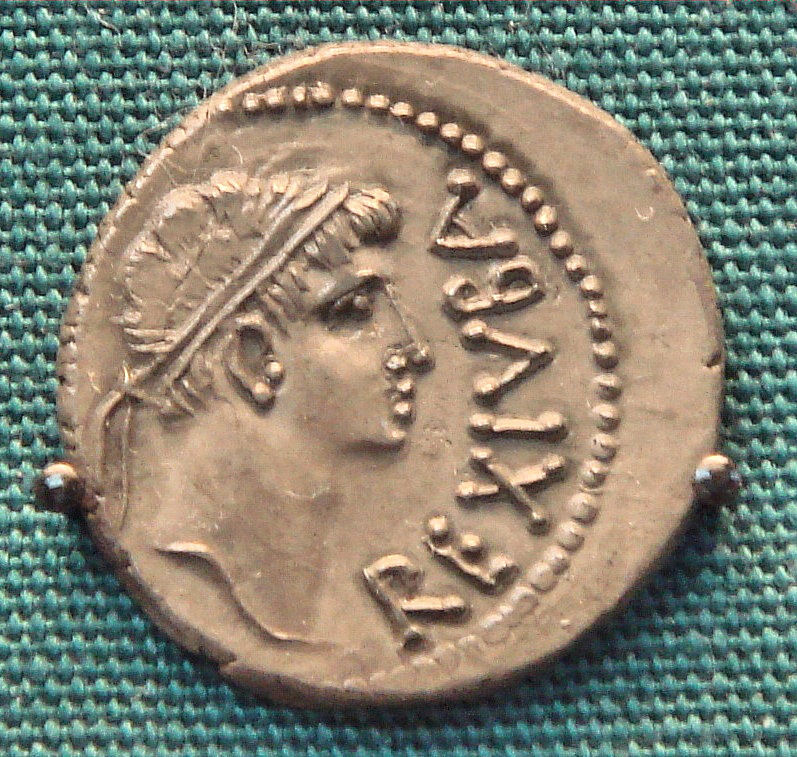
Pièce de monnaie à l'effigie de Juba II.

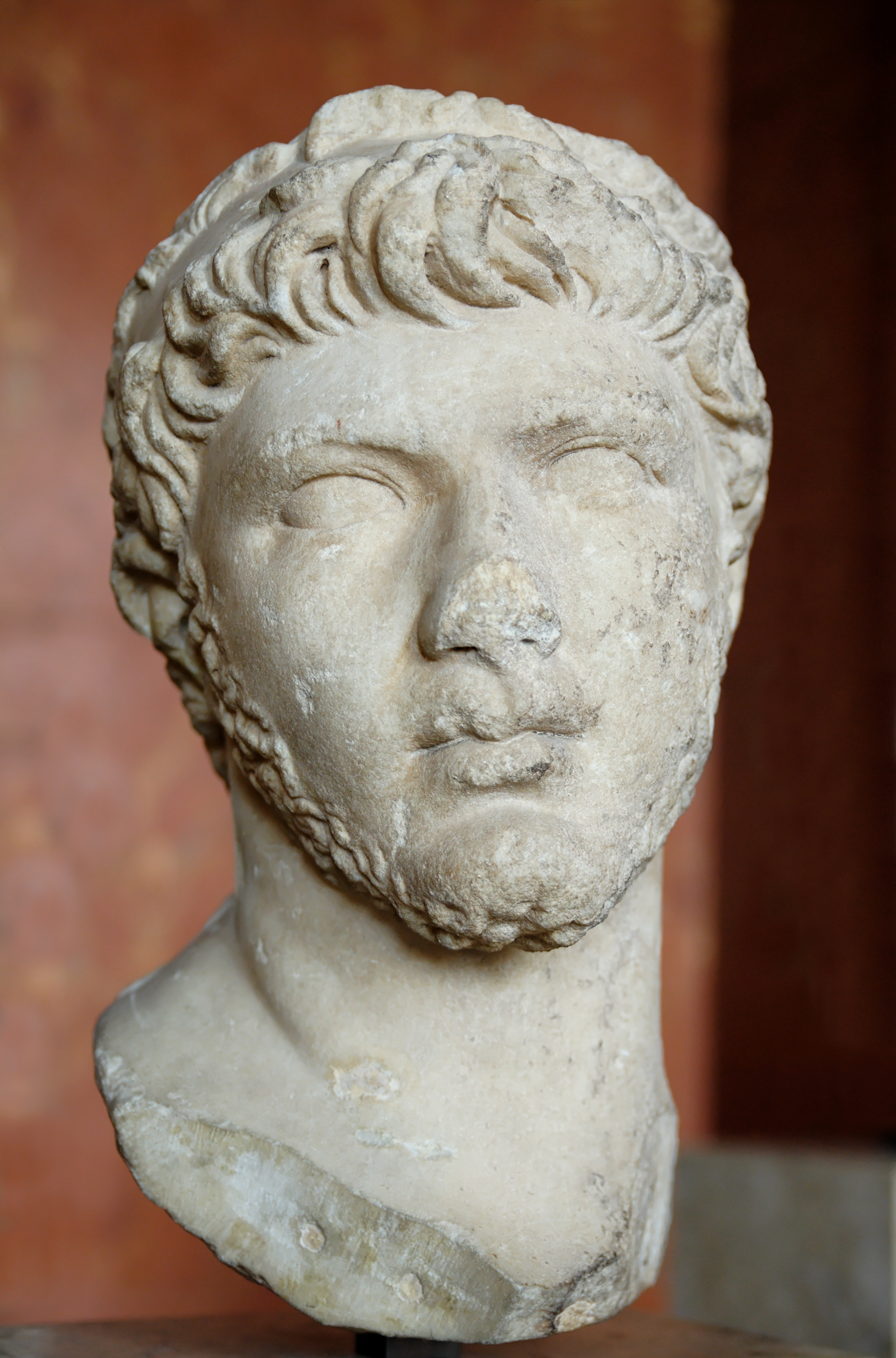
Buste de Ptolémée de Maurétanie, v. 30–40 ap. J.-C.

À partir du IVe siècle av. J.-C. apparaît dans le nord-ouest du Maroc actuel la première organisation politique du pays : le royaume de Maurétanie, qui résulte de la fédération de différentes tribus berbères imprégnées des valeurs helléniques d'État unitaire, avec Baga comme premier souverain connu et Sophax comme fondateur légendaire. La Maurétanie adopte dès lors une organisation centralisée autour du roi (qui porte le titre d'aguellid comme les rois de Numidie), détenteur du pouvoir exécutif, militaire et fiscal.
Les cités sont administrées par des magistrats appelés suffètes et conservent leur organisation politique héritée de l'époque carthaginoise. Les chefs des tribus vassales sont tenus de fournir des contingents variables de guerriers pour constituer l'armée de l'aguellid qui possède également des unités de mercenaires originaires de l'ensemble du monde méditerranéen. Le punique, variété carthaginoise du phénicien, est la langue officielle utilisée pour les documents administratifs, les rapports diplomatiques et les cultes de Baal, de Tanit et des divinités du panthéon libyco-carthaginois. Les Maures cohabitent avec d'autres populations, comme les Gétules du Sud, cousins des Garamantes, ainsi qu'avec les Éthiopiens occidentaux, les Pharusiens des régions centrales et les Atlantes situés par Hérodote à proximité des monts de l'Atlas.

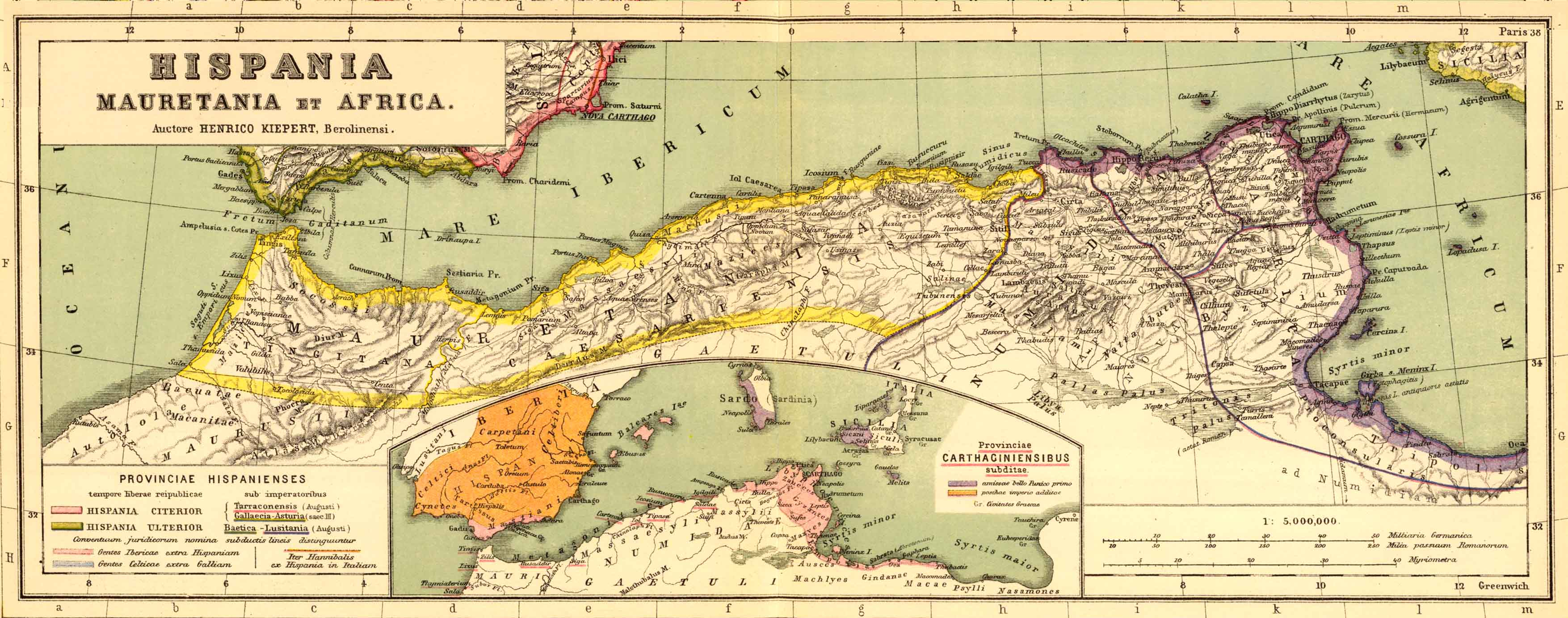
Maurétanie Tingitane à l'ouest, Maurétanie Césarienne au centre-ouest, Numidie au centre-est et Africa à l'est.

Lorsque les Romains prennent pied en Afrique vers le IIe siècle av. J.-C., après la destruction de Carthage, ils s'allient au roi Bocchus de Maurétanie contre la Numidie réunissant les puissants peuples des Massyles et des Massæsyles. Cette stratégie leur permet de prendre à revers leur ennemi, le roi numide Jugurtha, gendre de Bocchus que celui-ci leur livre. Le souverain maurétanien gagne en récompense le titre d'Ami du peuple romain décerné par la République romaine ainsi que l'estime du consul Caius Marius. La politique d'alliance entre Rome et la Maurétanie se poursuit avec Bogud et son épouse la reine Eunoé, qui seront de fidèles partisans de Jules César dans la lutte qui l'oppose à Pompée pendant la guerre civile de César.
La Maurétanie devient un royaume vassal, un « État-client », qui, s'il dépend étroitement de Rome et prendra part à toutes les querelles internes de la République finissante et des débuts de l'Empire, reste autonome. Mais, faute d'héritier pour la lignée des Bocchus, le royaume finit par échoir à une dynastie d'origine numide, avec le règne de Juba II à partir de 25 av. J.-C., après un court interrègne romain.
Le roi Juba se distingue par son érudition, par son ouverture à toutes les cultures du monde méditerranéen et par son intérêt pour les arts, les belles lettres, la philosophie, ainsi que pour certaines disciplines scientifiques comme la géographie (Juba II fait explorer le Haut Atlas, une partie des régions désertiques sahariennes, ainsi que Madère et l'archipel des îles Canaries, nommées alors îles Fortunées). Il épouse avec la bienveillante bénédiction d'Auguste la princesse Cléopâtre Séléné, fille de Marc Antoine et de Cléopâtre VII, et n'hésite pas à faire remonter sa généalogie au demi-dieu Héraclès (Hercule). Une civilisation maurétanienne émerge alors, combinant avec originalité l'apport carthaginois et les influences hellénistiques et égyptiennes, avec un art et une esthétique qui s'expriment dans l'urbanisme des cités comme Tamuda, Zilil, Lixus, Césarée de Maurétanie (capitale de Juba II, correspondant à l'actuelle Cherchell) et Rusibis, et dans la construction de monuments funéraires tels que le Mausolée royal de Maurétanie ainsi que le bazina d'El Gour.

### Maurétanie Tingitane (42-690c)

Villes de l'Afrique romaine.

L'empire romain au III.

Villes et voies de circulation en Maurétanie tingitane.

En 40, la Maurétanie perd son dernier roi Ptolémée. L'empereur Caligula, qui l'a fait assassiner à Lyon (Lugdunum), fait face à la révolte d'Aedemon (un esclave affranchi de Ptolémée) : il faudra quatre ans pour écraser la révolte des partisans de l'ancienne monarchie maurétanienne. Le général romain Caius Suetonius Paulinus prend la tête d'une expédition militaire qui le conduit jusqu'au sud de l'Atlas, au Tafilalet et à l'Oued Guir aux portes du désert, tandis que Cnaeus Hosidius Geta poursuit la mise au pas du territoire avec des pouvoirs étendus. Claude annexe le royaume à l'Empire romain. La partie à l'ouest du fleuve Moulouya devient la province de Maurétanie tingitane avec pour chef-lieu la cité de Tingis. La domination romaine se limite aux plaines du nord (jusqu'à la région de Volubilis près de Meknès) et l'Empire ne cherche pas à contrôler le pays brutalement : il semble que les tribus pacifiques, comme celles des Baquates, des Zegrenses ou des Macénites sont incluses dans le territoire de la province et assurent même les communications avec la Maurétanie césarienne. Pour autant Rome doit lutter sans cesse contre les Berbères hostiles des montagnes et ceux des régions au sud du Bouregreg, comme les Autololes issus du grand peuple gétule, qui mènent selon Pline l'Ancien des raids dévastateurs jusqu'à Sala.

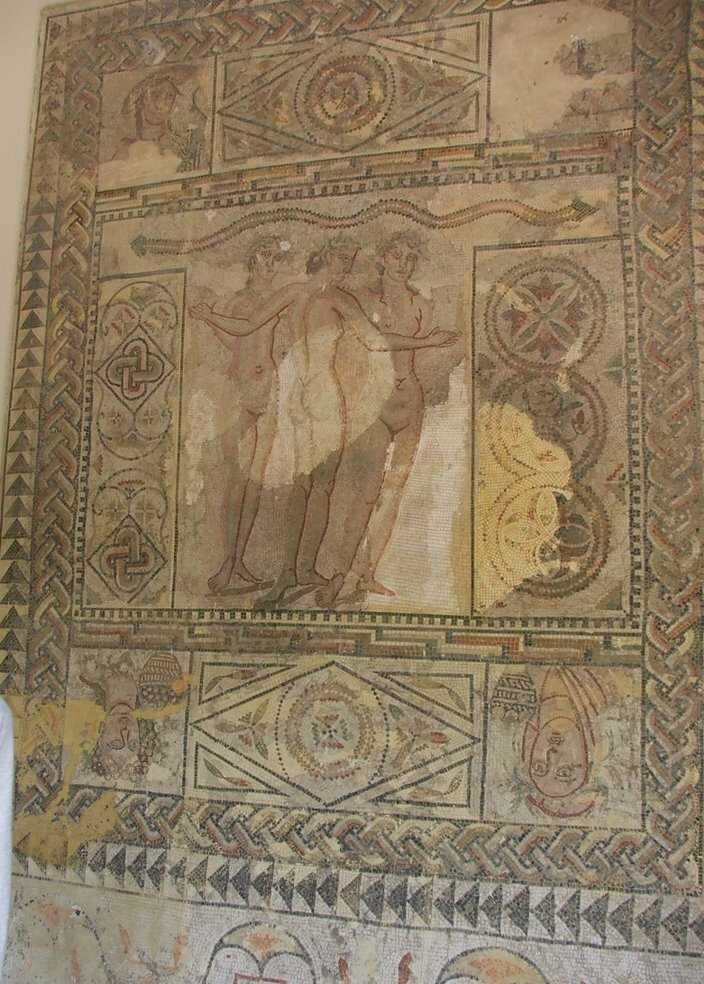
Mosaïque romaine de Lixus sur le thème des Charites (musée archéologique de Tétouan)

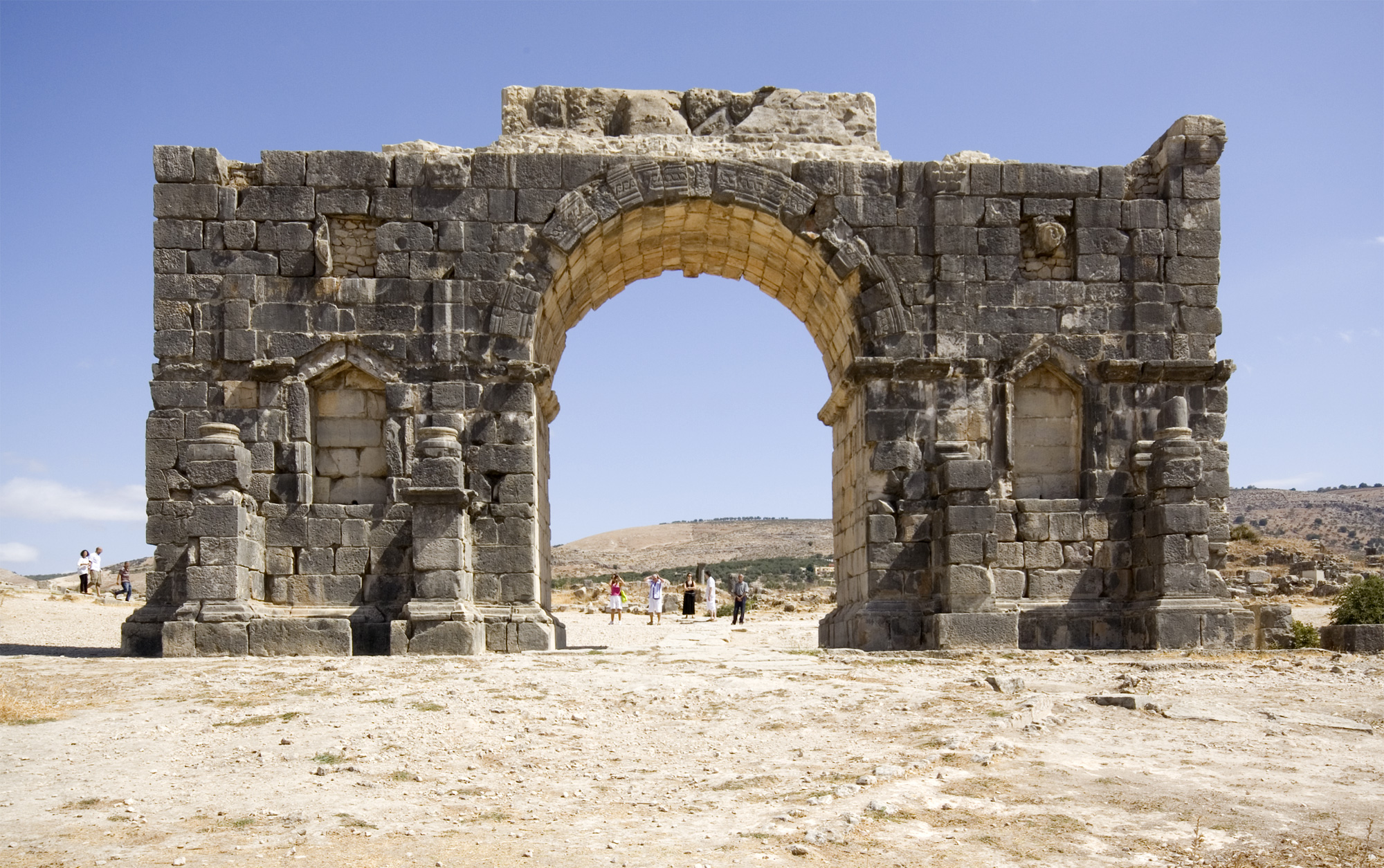
Arc de triomphe de Volubilis dédié à l'empereur romain Caracalla

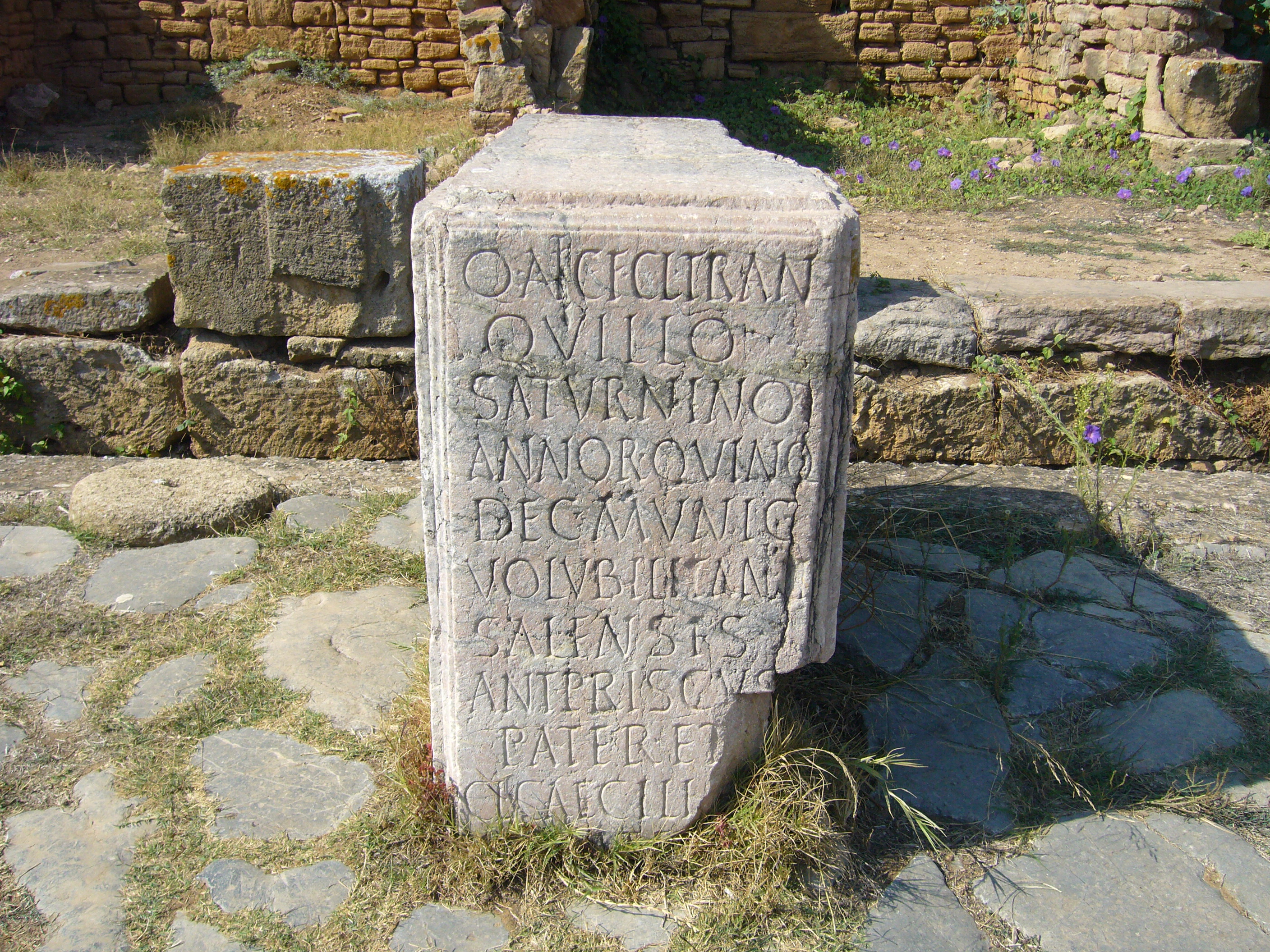
Borne avec inscription en latin provenant de la cité romaine de Sala Colonia (Chellah, à côté de Rabat).

La Maurétanie Tingitane est une province militaire relevant directement du Conseil impérial, administrée par un procurateur issu de l'ordre des chevaliers romains (ordre équestre). Le procurateur dispose d'une armée de 10 000 hommes comportant dix cohortes d'infanterie et cinq ailes de cavalerie, dont les effectifs sont recrutés en Hispanie, en Gaule, en Britannia, en Illyrie et en Syrie. Ces unités sont principalement réparties dans le triangle Tingis-Sala-Volubilis, dispositif appuyé par d'importants camps militaires comme ceux d'Oppidum Novum (Ksar El Kébir), de Thamusida (près de Kénitra), de Tocolosida au sud de Volubilis, et par les structures défensives de la région de Banasa dans la vallée de l'oued Sebou. Elles assurent le maintien de la Pax Romana et la défense de la province contre les peuplades insoumises.
Des troupes berbères sont également recrutées par les Romains, mais pour défendre les frontières de l'Empire sur le Rhin, le Danube et l'Euphrate. Le plus connu de ces Africains au service de Rome est le général Lucius Quietus. Ce dernier, fils d'un chef tribal (amghar), fait carrière dans l'armée impériale romaine et se couvre de gloire au cours des campagnes militaires contre les Daces et les Parthes, conquit la Médie, l'Arménie et la Babylonie et écrase les révoltes anti-romaines de Judée. Sa puissance et son prestige deviennent tels qu'il brigue la succession de l'empereur Trajan, avec l'appui d'une partie du Sénat de Rome. L'élimination de Lusius Quietus par Hadrien, garant de la lignée des Antonins, provoque des troubles en Maurétanie Tingitane, sa province d'origine où il jouissait d'une extrême popularité parmi les tribus maures. Hadrien est contraint d'envoyer Quintus Marcius Turbo réunir les deux Maurétanies avec un rang de légat à titre exceptionnel et provisoire pour réprimer les soulèvements berbères.

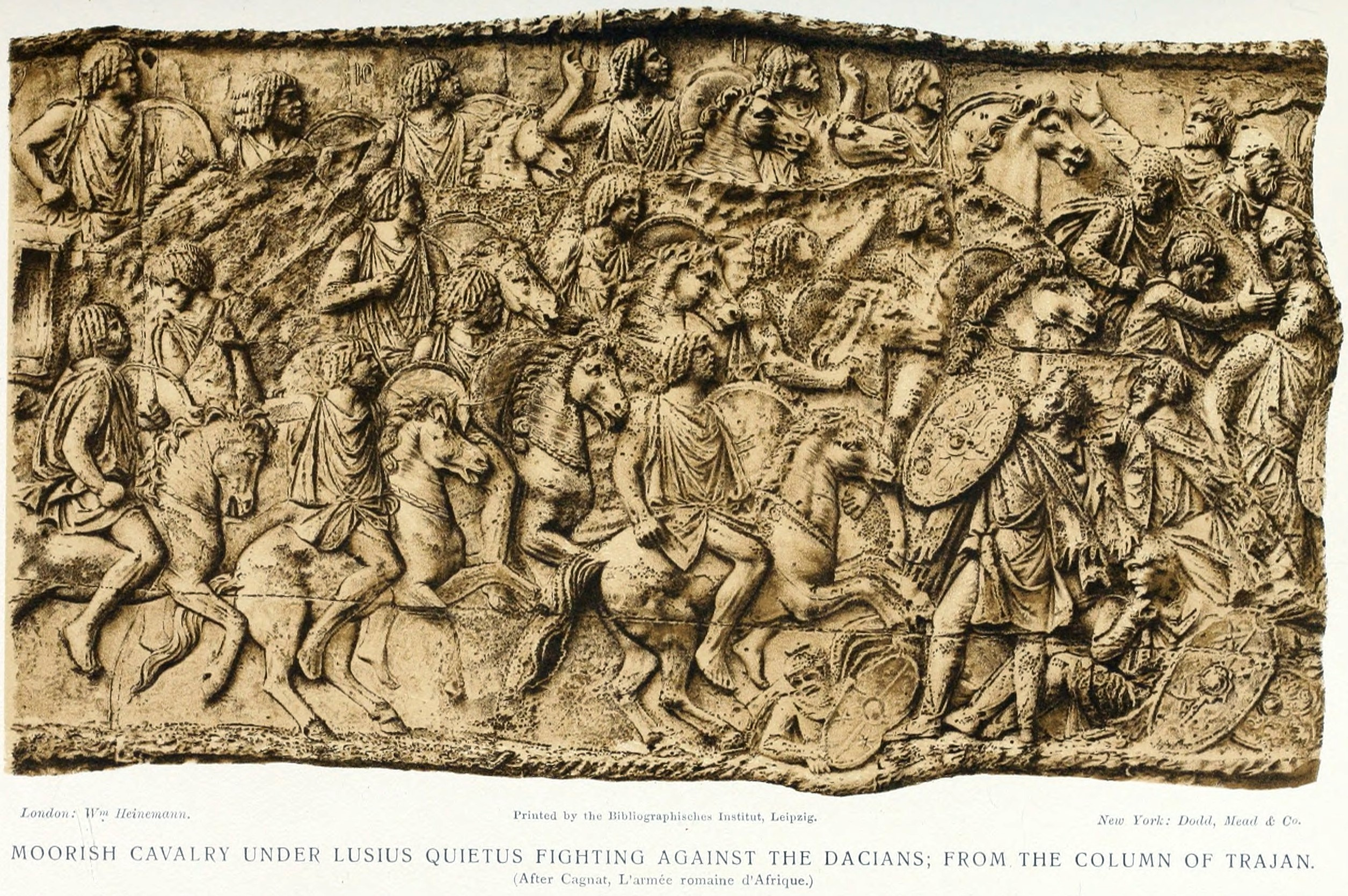
La cavalerie maure attaquant les Daces sous les ordres de Lucius Quietus, bas-relief de la Colonne Trajane à Rome.

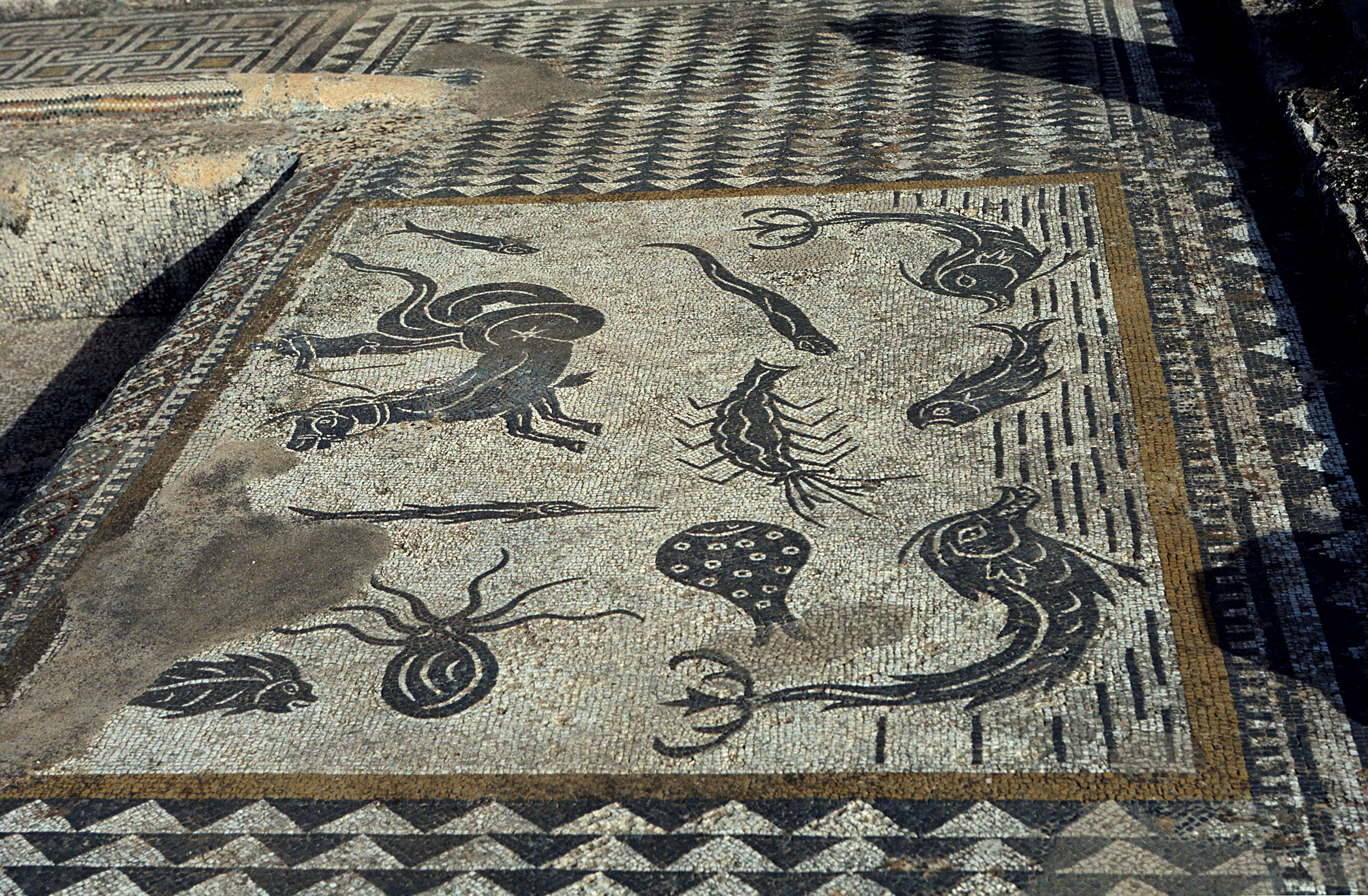
Mosaïque romaine de Volubilis représentant des monstres marins.

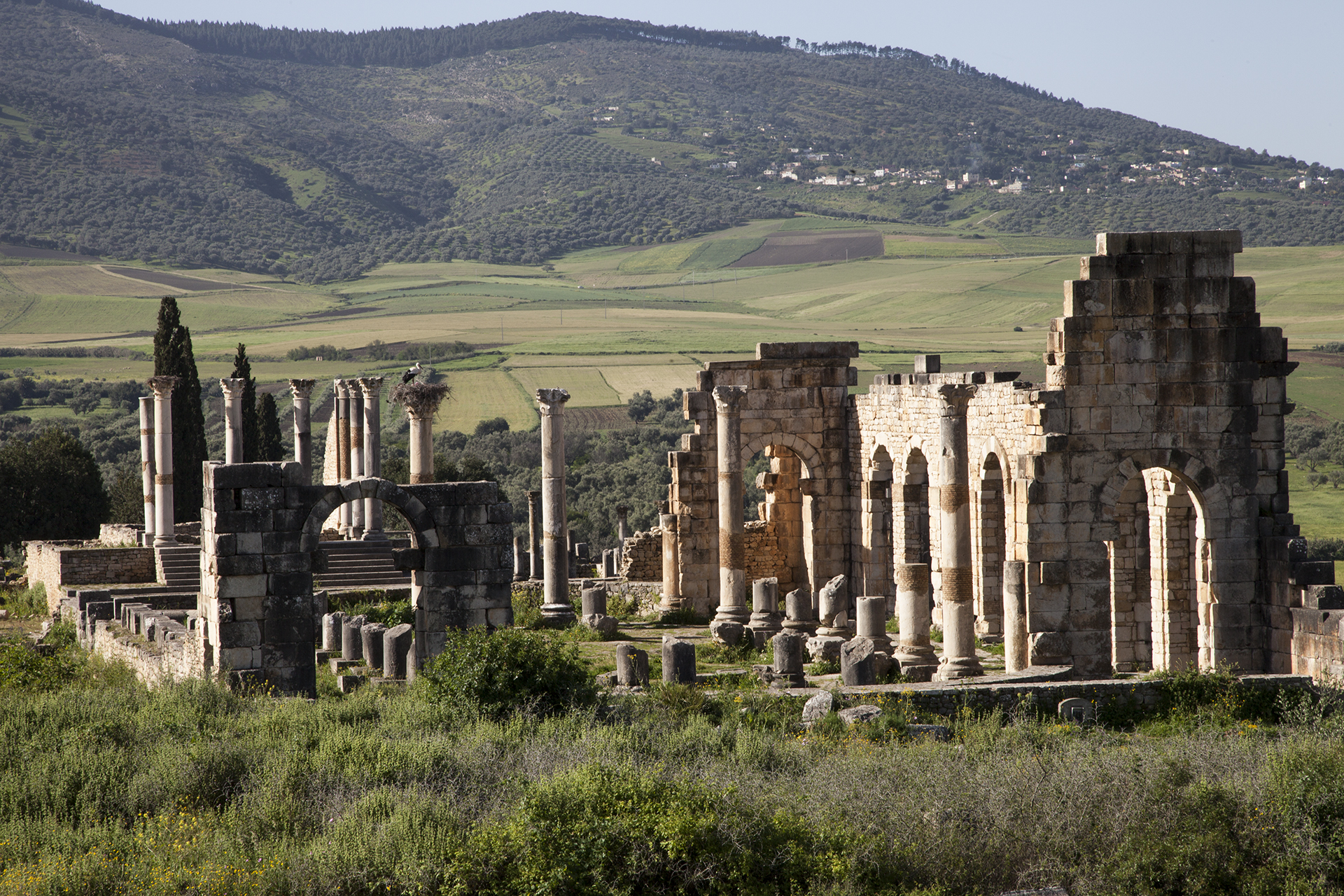
Basilique municipale de la cité romaine de Volubilis.

Les colonies et les municipes de la Tingitane adoptent le schéma romain classique, avec avenues rectilignes, forum, arc de triomphe, basilique, théâtre (à Lixus et Zilil), capitole, et temple dédié au culte de la Triade capitoline (Jupiter, Junon, Minerve). Des quartiers résidentiels destinés aux classes sociales favorisées sont également bâtis à proximité des monuments officiels.
La cité de Volubilis, la plus connue de la Maurétanie Tingitane, compte à son apogée jusqu'à 12 000 habitants dont une forte proportion de Romano-africains, ainsi que des Romains originaires d'Italie et d'Hispanie, des Grecs d'Asie, des Judéens et des Orientaux venus de Palmyrène et de Nabatène.
Certaines familles de l'aristocratie locale réalisent de brillantes carrières, au point d'envoyer leurs membres siéger au Sénat romain. Les campagnes proches sont mises en valeur par les grands propriétaires terriens également issus de cette aristocratie provinciale, et les terres plus lointaines laissées au parcours des pasteurs nomades et semi-nomades. La richesse agricole principale de la Tingitane est l'huile d'olive, largement exportée dans le reste de l'Empire. Les plaines produisent aussi du blé et des fruits en grande quantité, et les forêts sont exploitées pour le bois de cèdre et de thuya. Toutes ces substances sont acheminées vers les ports, surtout ceux de Tingis, Thamusida et Sala qui connaissent une très forte activité commerciale. Les produits maritimes issus de la pêche (tels que le garum) constituent également une part importante de l'exportation, comme au temps des Carthaginois. Des animaux sauvages (lion de l'Atlas, ours de l'Atlas, panthère de Barbarie) sont capturés pour être expédiés à Rome pour les Jeux du Cirque.
Au même titre que le reste de l'Afrique et de l'Empire, la Maurétanie Tingitane va connaître la christianisation. Des dizaines d'évêchés couvrent la région, s'adressant d'abord aux populations romaines des villes puis aux romanisés des campagnes, en dépit des persécutions infligées par les autorités impériales. En 298 à Tingis, sous le règne de Dioclétien, le centurion Marcellus est décapité, ce qui en fait un martyr plus tard canonisé sous le nom de saint Marcel, de même que Cassien de Tingis considéré également comme saint par l'Église catholique et par l'Église orthodoxe. Six évêchés ont été recensés en Tingitane (à Tingis, Septem, Zilil, Lixus, Tamuda et Sala).
La diffusion du christianisme demeure cependant très faible dans la province, en comparaison des autres régions de l'Afrique romaine. La communauté chrétienne de Tingitane semble demeurer fidèle au catholicisme et reste en dehors de la querelle du donatisme qui agite les provinces voisines, notamment l'Afrique proconsulaire et la Numidie.
Au IIIe siècle, l'Empire romain recule territorialement. C'est notamment le cas en Afrique du Nord et particulièrement à l'ouest : la Maurétanie Tingitane se trouve réduite à Tingis et à sa région. Elle est d'ailleurs rattachée administrativement au diocèse d'Hispanie, relevant lui-même de la préfecture des Gaules. Les cités de la province sont presque toutes évacuées par les autorités officielles (Volubilis comprise) en 285 sous le règne de Dioclétien. Au sud du fleuve Loukkos les Romains conservent toutefois Sala et les îles purpuraires de Mogador.
Les raisons de ce repli sont mal connues : pression des Berbères insoumis ? Crise économique plus violente dans cette région ? Anarchie causée par les conflits internes à l'Empire ?

### Vandales, Byzantins, Wisigoths et royaumes maures post-romains (429-698c)

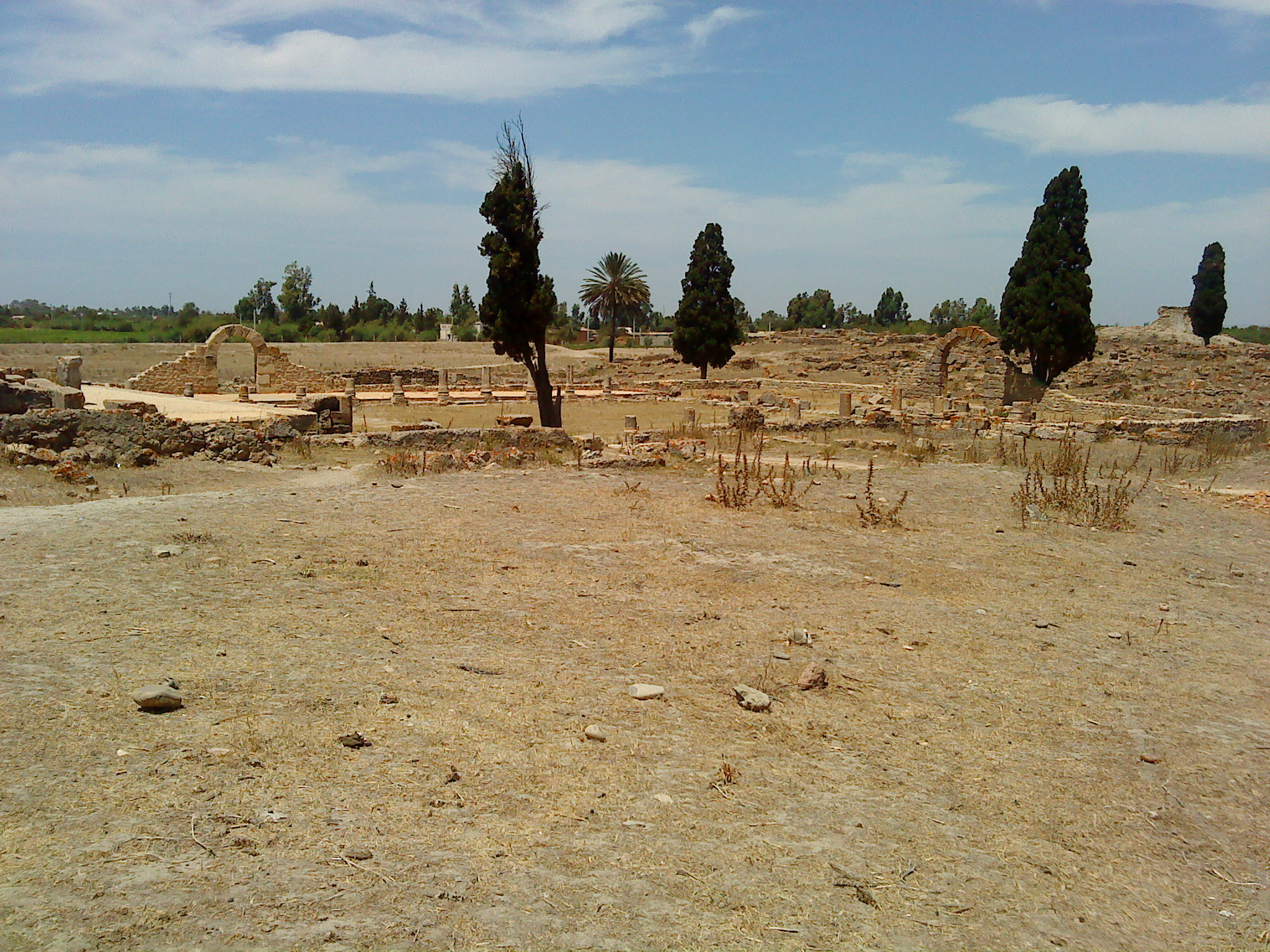
Vestiges du forum de la cité romaine de Banasa sur les rives de l'Oued Sebou.

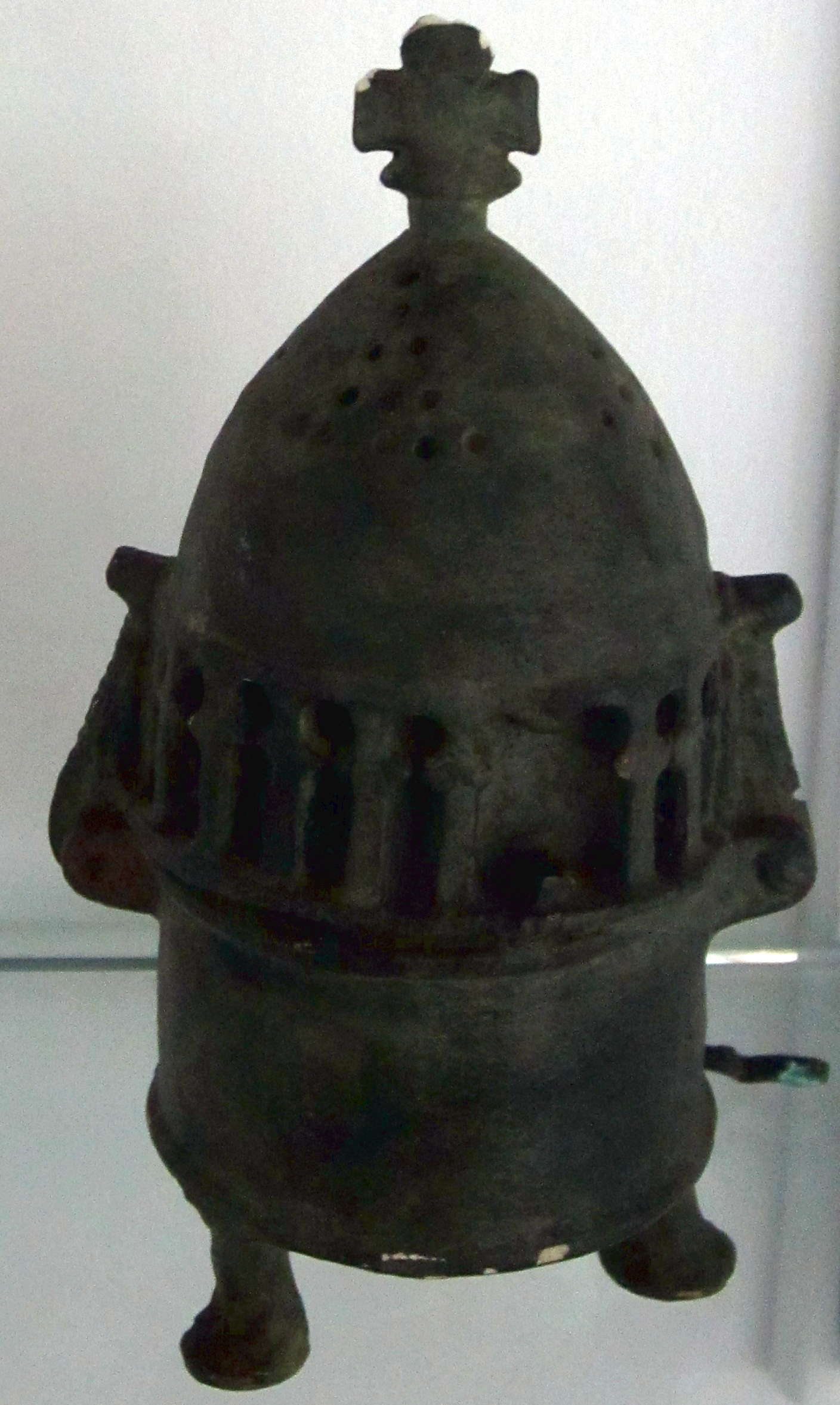
Encensoir byzantin à croix grecque du VIe siècle découvert à Volubilis

Profitant de ce grave affaiblissement de l'Empire romain d'Occident, une coalition de barbares en majorité germaniques, formée de Suèves, de Vandales mais aussi d'Iraniens, principalement des Alains, traverse le Rhin en 406. Les Vandales descendent alors en Espagne et passent en Maurétanie en 429, débarquant sur la rive africaine des Colonnes d'Hercule, probablement près de Tingis. Dirigés par leur roi Genséric, ils se dirigent rapidement vers Carthage qui devient la capitale de leur nouveau royaume. Il faut attendre 533-534, pour que s'engage la campagne d'Afrique, dite guerre des Vandales, décidée par l'empereur byzantin Justinien Ier, avec une puissante armée commandée par le général Bélisaire. Le corps expéditionnaire byzantin anéantit le royaume vandale et déporte ses élites en Asie mineure. La pacification du territoire reconquis est plus laborieuse à l'intérieur des terres et se heurte à la pugnacité des Maures, notamment ceux de l'ouest de l'Afrique du Nord.

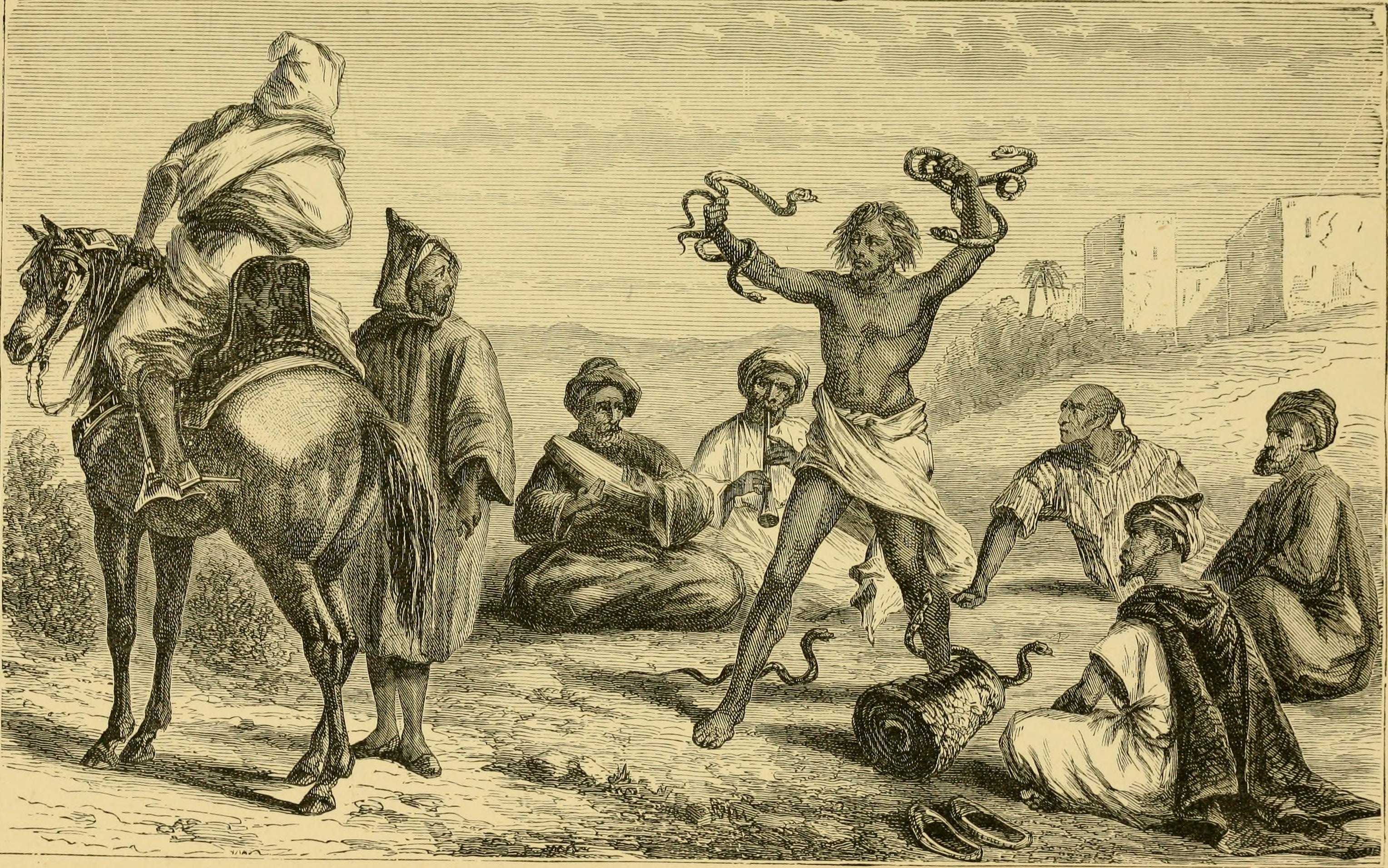
Gravure issue de Marocco and the Moors (1891)

La Maurétanie tingitane n'est pas réellement concernée par l'expansion du royaume vandale, qui ne contrôle en effet localement que quelques points des côtes méditerranéennes du Rif, et concentre plutôt ses efforts à l'est et en direction des îles comme les Baléares, la Corse, la Sardaigne ou la Sicile. Quand la région passe sous domination byzantine en 534, les Maures habitués à une indépendance réelle depuis plus d'un siècle résistent farouchement autour de Garmul, chef charismatique qui se proclame roi des Maures et des Romains, avec une sphère d'autorité s'étendant d'Altava à Volubilis et sur les confins maurétaniens. Ses forces harcèlent avec succès les légions de Bélisaire repoussées vers la péninsule tangéroise.
Les Byzantins organisent malgré tout l'extrême Nord marocain, autour de Ceuta (Septem Fratres) et de Tanger en province de Maurétanie Seconde, administrée par un comes (comte) dont le pouvoir s'étend également sur le sud de l'Hispanie (Espagne byzantine (Spania)) pris aux Wisigoths. Les comtes de Maurétanie Seconde dépendent théoriquement de l'exarque de Carthage qui incarne la plus haute autorité byzantine en Afrique du Nord.
La province connaît un renouveau économique et démographique non négligeable. La présence fragile des Romains orientaux de Constantinople, bien que menacée en permanence à la fois par les Maures et par le royaume wisigoth d'Espagne (les Wisigoths s'emparent de Tanger en 621 avec à leur tête leur roi Sisebut), subsiste néanmoins jusqu'à la conquête arabo-musulmane au début du VIIIe siècle. Le comte Julien est l'ultime gouverneur byzantin de Maurétanie Seconde, et aidera même les forces musulmanes de Tariq ibn Ziyad à traverser le détroit de Gibraltar et à débarquer en Espagne pour combattre les Wisigoths.
Plus au sud, les peuples de la vallée du Draâ auraient connu une cohabitation parfois pacifique, parfois hostile, entre des entités politiques encore méconnues, notamment un royaume juif et un royaume chrétien. Le judaïsme aurait été apporté par l'une des premières diasporas, après la grande révolte juive contre les Romains et la destruction du Temple de Jérusalem par Titus en 70 (voir Histoire des Juifs au Maroc), tandis que le christianisme aurait été introduit depuis la province de Maurétanie Tingitane, sous une forme qui n'a pas été élucidée (catholicisme, arianisme, voire monophysisme),. Cette civilisation du Maroc pré-saharien se caractérisait par un important brassage entre les Haratins, les Berbères, les Hébreux et un peuple mystérieux dit du "Cœur de la Mer" selon l'expression employée par les manuscrits anciens du Draâ,.
- Royaume des Maures et des Romains (429-578)
- Royaume vandale (435-534)
- Préfecture du prétoire d'Afrique (534-585) puis Exarchat de Carthage (591-698) (Afrique byzantine, Empire byzantin),

## Ère islamique (698-1911)

### Conquête arabo-musulmane (690c-710c)
La conquête musulmane du Maghreb, commencée au milieu du VIIe siècle de notre ère, s'achève au début du VIIIe siècle, apportant à la fois la langue arabe et l'islam dans la région.
La plupart des tribus berbères adoptent l'islam, mais conservent leurs lois coutumières, tout en payant des impôts et un tribut à la nouvelle administration musulmane des Omeyyades.

### Califat omeyyade de Damas (700c-740c)
En 711, les gouverneurs de la dynastie des Omeyyades prennent contrôle de l'actuel Maroc et d'une grande partie de l'Afrique du Nord. Tous ces territoires font partie du califat jusqu'à son déclin en 740
Bien que désormais partie du plus grand Empire islamique, le Maroc reste initialement organisé comme une province subsidiaire de l'Ifriqiya, avec les gouverneurs locaux nommés par le gouverneur musulman de Kairouan.

### Grande révolte berbère (739-743)

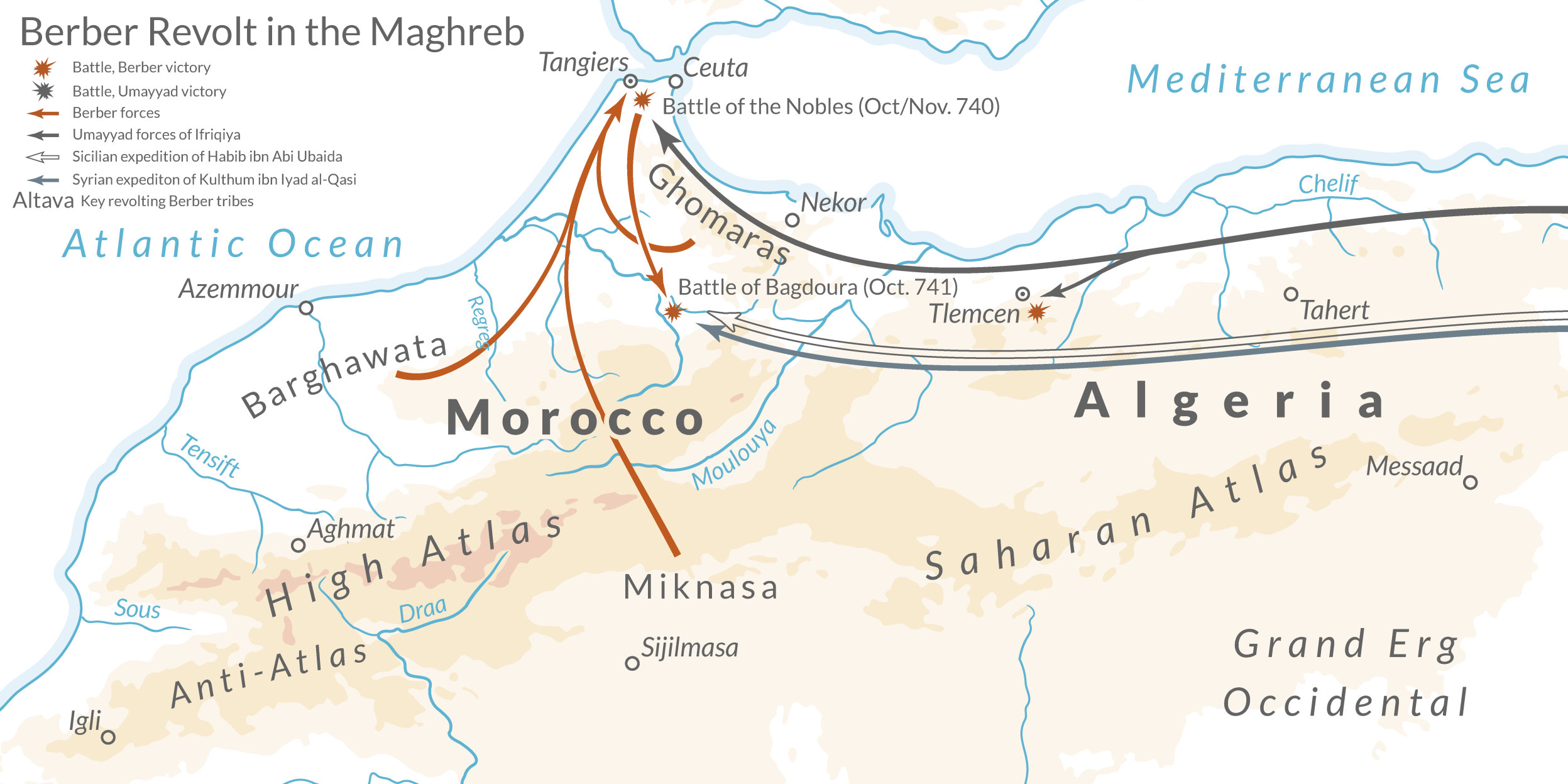
Schéma de la révolte berbère du Maghreb

Dès les débuts de la conquête musulmane du Maghreb, les Kharijites originellement basés en Irak envoient des représentants au Maghreb pour tenter de rallier les populations berbères. Les Berbères accoutumés au système de communauté égalitaire et supportant mal la domination arabe, finissent par trouver dans le kharijisme un redoutable moyen de contestation politique.
En 739 Maysara al-Matghari, mandaté par les populations du Maghreb al-Aqsa, conduit à Damas une délégation auprès du calife Hicham pour présenter les doléances des Berbères : égalité dans le partage du butin et arrêt de la pratique qui consiste à éventrer les brebis pour obtenir la fourrure des fœtus (le mouton étant un élément essentiel de l'économie pastorale des tribus berbères).
Les plaintes parviennent au calife omeyyade qui ne donne pas suite, ce qui déclenche une insurrection à Tanger. Maysara s’empare de la ville, tue le gouverneur Omar Ibn Abdallah et se proclame calife. Il réussit à empêcher le débarquement d’une armée arabe envoyée d’Espagne. Le gouverneur d'Espagne Uqba ibn al-Hajjaj intervient en personne mais ne parvient pas à reprendre Tanger, tandis que Maysara s'empare du Souss dont il tue le gouverneur. Puis Maysara, se conduisant comme un tyran, est déposé et tué par les siens, et remplacé par Khalid ibn Hamid al-Zanati. Sous son commandement, les Berbères sont victorieux d’une armée arabe sur les bords du Chelif, au début de 740.
Les troupes arabes ayant été battues, Hichām envoie des troupes de Syrie dirigées par le général Kulthum ibn Iyad. Elles sont vaincues par les Berbères sur les rive du Sebou en octobre 741. Le gouverneur égyptien Handhala Ibn Safwan intervient à son tour et arrête les deux armées kharidjites au cours de deux batailles à Al-Qarn et à El-Asnam (Algérie) alors qu'elles menaçaient Kairouan (actuelle Tunisie) au printemps 742.
Quand survient la chute des Omeyyades de Syrie (750), l'ouest de l'Empire échappe totalement au pouvoir central damascène. L'Espagne revient aux émirs omeyyades de Cordoue et le Maghreb se morcelle en plusieurs petits États indépendants (de 745 à 755).

### Dynastie idrisside (789-985)

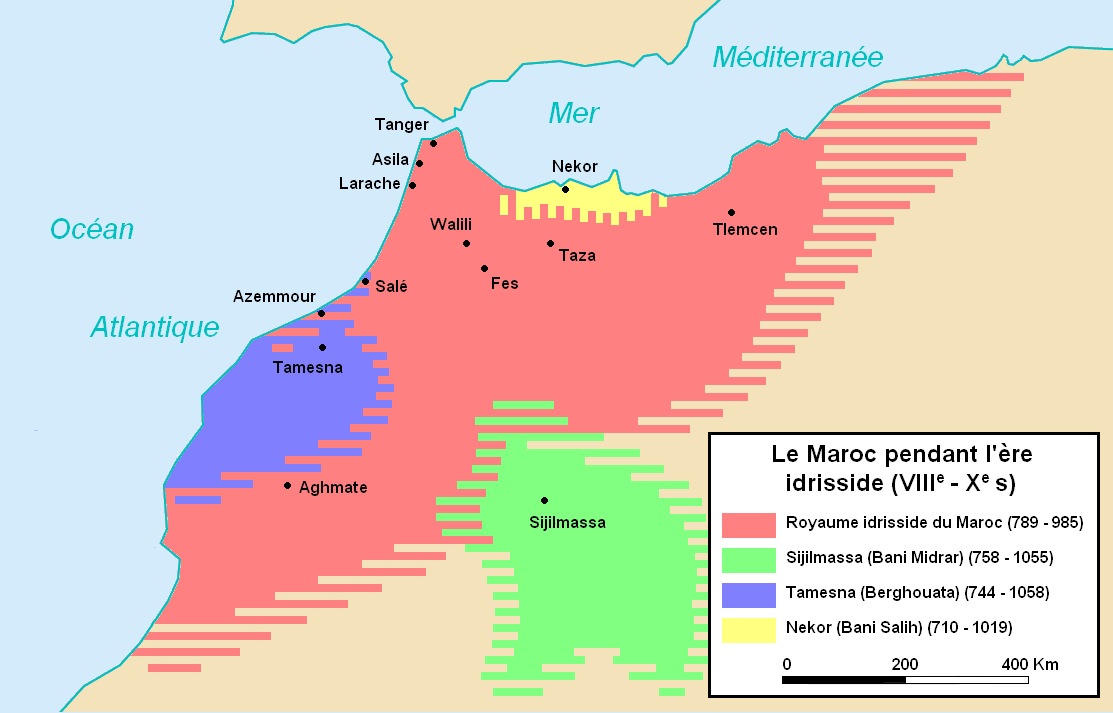
Carte du royaume idrisside.

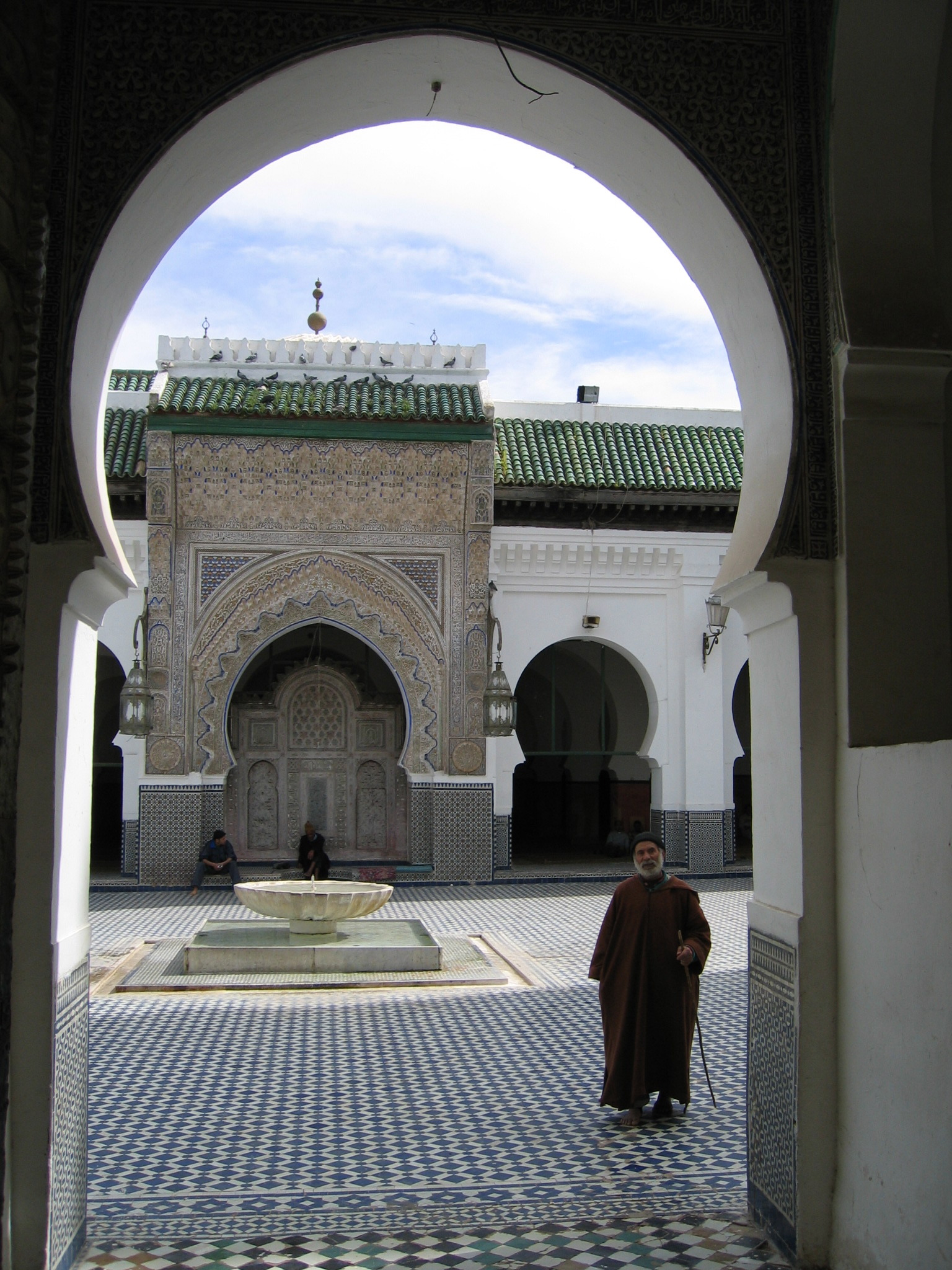
Mosquée Al Qaraouiyyine de Fès, abritant une université fondée au IXe siècle sous le règne des Idrissides.

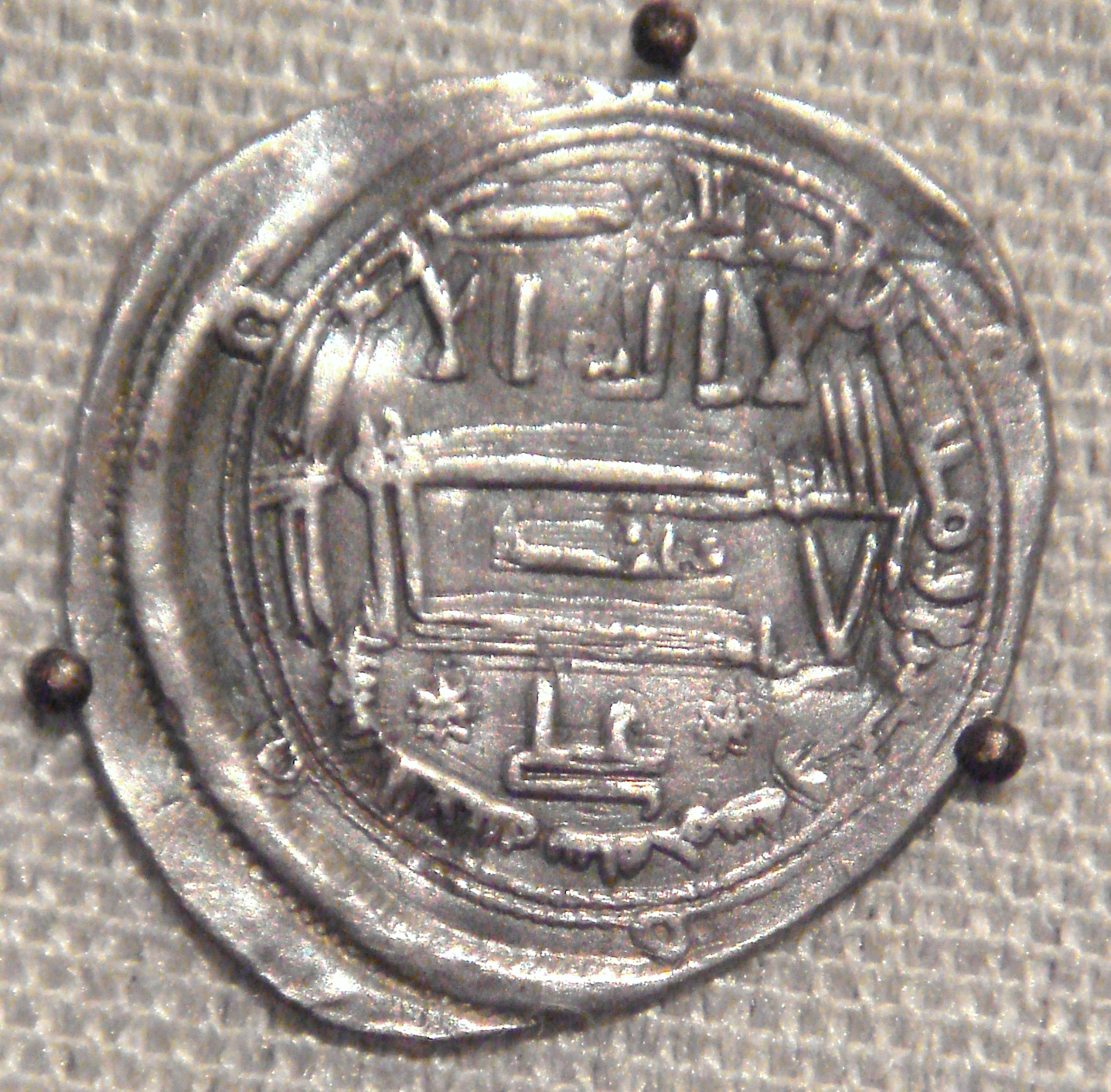
Dirham idrisside frappé à Al Alya (Fès) en 840, marque de création d'un État indépendant

L'histoire des Idrissides commence, lorsqu'un prince arabe chiite de la famille de `Ali (quatrième calife de l'islam), Idris Ibn 'abd Allah al-Kamil et son affranchi Rachid Ben Morched El Koreichi, se réfugient dans le Moyen Atlas. Fuyant la menace des Abbassides (qui avaient massacré des Alides et leurs partisans chiites lors de la bataille de Fakh près de La Mecque), ils séjournent en Égypte avant de s'installer à Walilah (Volubilis), sous la protection de la tribu berbère des Awerbas. Parvenant à rallier les tribus locales à sa cause, Idriss est investi Imam et fonde la ville de Fès en 789 sous le nom d'Idris Ier. C'est le début de la dynastie des Idrissides.
Idris Ier est assassiné par un émissaire du calife abbasside Hâroun ar-Rachîd de Bagdad, un certain Sulayman Ibn Jarir Al Chammakh, qui avait été en fait avisé par le puissant vizir barmécide Yahya ben Khalid. Ne se doutant que la femme d'Idris Ier (Kenza al Awrabiya) est enceinte, Haroun al-Rachid et son vizir pensent que la menace de l'émergence d'un pouvoir alide à l'ouest du Maghreb est définitivement éradiquée.
Mais quelques mois plus tard, naît Idris II. Son éducation est confiée à l'affranchi de son père Rachid qui assure une sorte de régence.
Après onze années sous la tutelle de Rachid, Idris II est proclamé Imam des croyants de Fès. Au fil du temps, grâce à son talent politique, il réussit à fédérer davantage de tribus, le nombre de ses fidèles s'accroît et son armée désormais professionnelle incorpore des éléments arabes des tribus Qaïs, Azd, Madlaj, Bani Yahsob et Soudaf, parmi lesquels il choisit son ministre Oumaïr Ibn Moussab; un tel apport lui permet d'élargir sa zone de domination sur le Maghreb al-Aqsa. Le royaume idrisside englobe ainsi toute la portion de territoire s'étendant de Tlemcen à l'est jusqu'au Souss au sud et au Gharb à l'ouest. Il semble que la dynastie idrisside, du moins à ses débuts, ait professé le chiisme et plus précisément le zaydisme, réputé être le plus modéré des rites chiites. Les princes idrissides successifs passeront cependant au sunnisme, notamment sous l'influence de leurs voisins omeyyades.
Se considérant à l'étroit à Walilah, Idriss II quitte l'antique cité romaine pour Fès, où il fonde le quartier des Kairouanais (également appelé Al-Alya) sur la rive gauche (Idris Ier s'était établi sur la rive droite, le quartier des Andalous). Les Kairouanais sont issus de familles arabes orientales et arabo-persanes (originaires du Khorassan) établies en Ifriqiya depuis l'époque abbasside. Ces familles sont expulsées de Kairouan en raison des persécutions infligées par l'émir aghlabide Ibrahim Ier.
Les Andalous qui s'installent à Fès sont quant à eux des opposants aux Omeyyades, originaires des faubourgs cordouans qui s'étaient révoltés massivement contre l'émir omeyyade d'Al-Andalus Al-Hakam Ier (notamment du faubourg de Rabed, d'où le nom de Rabedis attribué aux éléments de cette première vague d'immigration andalouse au Maroc). Les Kairouanais et les Andalous forment ainsi le premier noyau de peuplement citadin de Fès et font bénéficier la nouvelle capitale des Idrissides de leurs nombreux apports, notamment dans les domaines intellectuels et économiques.

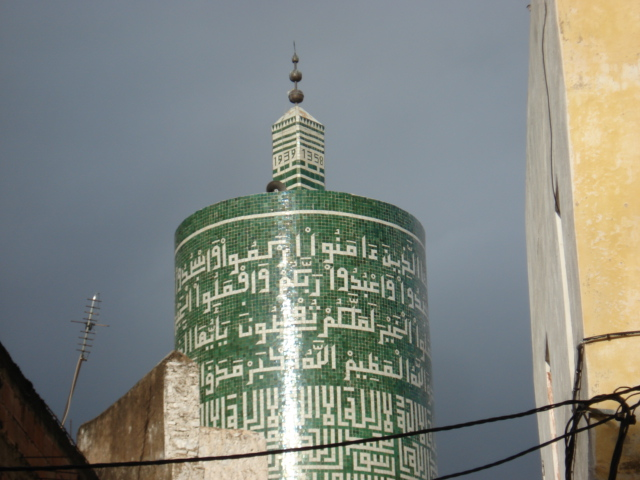
Minaret de la mosquée de la ville sainte de Moulay Idriss Zerhoun, où repose Idris Ier

Le royaume idrisside connaît une importante phase d'urbanisation, illustrée par la création de villes nouvelles telles que Salé, Wazzequr, Tamdoult et Basra, cette dernière inspirée de la Basra irakienne. Ces nouveaux centres sont des foyers de diffusion de culture arabe et des vecteurs d'islamisation en pays profondément berbère. La fondation de la mosquée et université Al Quaraouiyine par Fatima al-Fihriya, une aristocrate d'origine kairouanaise, assure à Fès un rayonnement des plus intenses, qui fera participer la cité idrisside à l'âge d'or islamique des sciences, des arts et des lettres aux côtés des grands centres civilisationnels prestigieux que sont alors Cordoue, Le Caire et Bagdad.
À cette même époque, les Vikings venus de la lointaine Scandinavie et menés par Hasting et par le prince suédois Björn Côtes-de-Fer, attirés par les ressources potentielles qu'offrent les rives du détroit de Gibraltar et de la Méditerranée occidentale, se signalent par leurs incursions dévastatrices sur les côtes nord du Maroc (notamment dans les régions d'Assilah et de Nador). L'historien et géographe andalou Al-Bakri désignera les envahisseurs vikings par le terme de Majus et relatera particulièrement leurs exactions contre le royaume des Banu Salih de Nekor dans le Rif sous le règne de l'émir salihide Saïd I ibn Idris.
En 985, les Idrissides perdent tout pouvoir politique au Maroc et sont massivement exilés en Al-Andalus par le calife omeyyade Al-Hakam II. Installés à Malaga, ils récupèrent peu à peu leur puissance, au point d'engendrer une dynastie pendant l'époque des taïfas, les Hammudites. Ces derniers vont jusqu'à revendiquer la fonction califale à Cordoue en remplacement des Omeyyades déchus en 1016.

### Omeyyades, Fatimides et factions zénètes (985-1171c)
- Meknassas, Maghraouas, Ifrenides, Califat de Cordoue, Fatimides

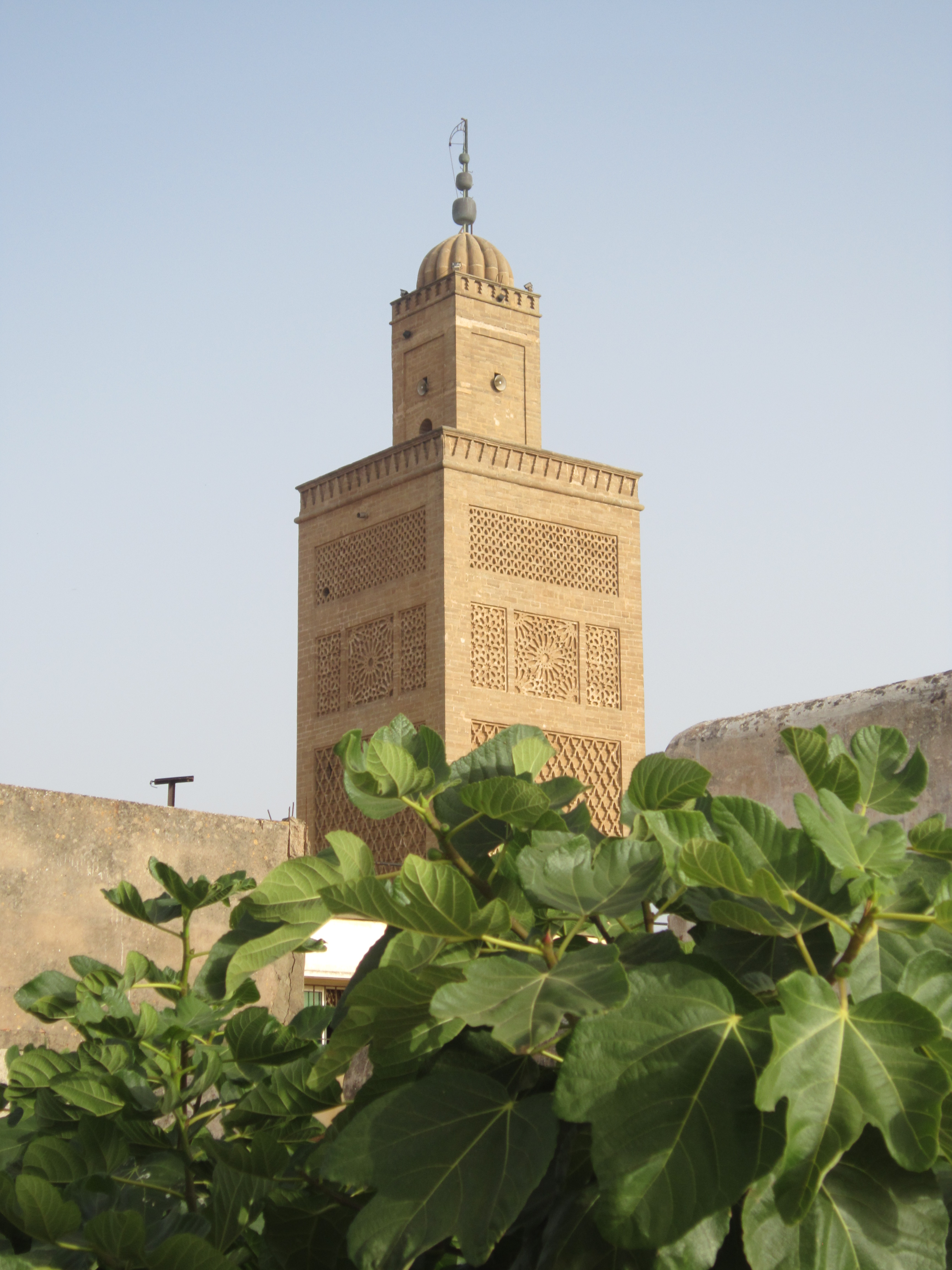
Le minaret de la Grande mosquée de Salé, construite par les Ifrenides entre 1028 et 1029.

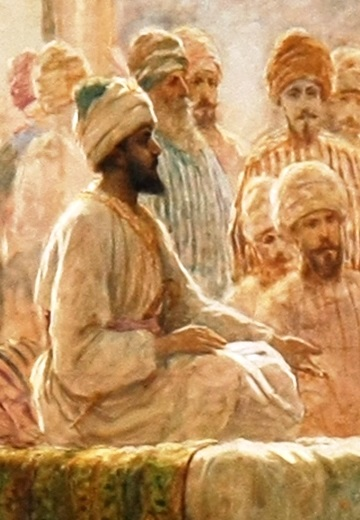
Abd al-Rahman III, calife omeyyade d'Al-Andalus, ennemi implacable des Fatimides au Maghreb.

À partir de la première moitié du Xe siècle, le Maroc devient l'enjeu des rivalités entre les Omeyyades d'Al-Andalus et les Fatimides d'Ifriqiya.
En 920, une armée au service des Fatimides dirigée par Messala ibn Habbous, émir des Meknassas et gouverneur de Tahert, envahit le Maroc et prend Fès, soumettant le roi idrisside Yahia IV. L'avènement de Hasan al-Hajjam en 925 voit le Maghreb al-Aqsa s'émanciper des Fatimides avant qu'il retombe de nouveau dans leurs mains en 927, et ce jusqu'en 937. Les Idrissides, cependant, ne réussissent pas à réunifier leur royaume qui tombe aux mains des tribus zénètes.
En 932, les Idrissides perdent Tlemcen au profit des Meknassas pour le compte des califes fatimides. La ville restera aux mains des Fatimides jusqu'en 955, date de sa prise par les troupes omeyyades, avant de retomber aux mains des Fatimides en 973.
Au milieu du Xe siècle, depuis leur forteresse de Hajar Annasr, les Idrissides ne contrôlent plus que le nord-ouest du pays,.
En 974, une intervention omeyyade enlève toute indépendance aux Idrissides et en fait leurs vassaux. En 977, c'est par le biais de leurs vassaux zirides, dirigés par Bologhine ibn Ziri, que les Fatimides tentent de nouveau de conquérir le Maroc actuel, s'avançant jusqu'à la péninsule tingitane ; ils sont cependant contraints de reculer devant l'armée omeyyade venue d'Andalousie à la demande des Maghraouas.
À partir de 985, date de la destruction du dernier bastion de l'État idrisside par les Omeyyades, l'extrême occident maghrébin est contrôlé par les Meknassas, les Maghraouas et les Ifrenides, dont les allégeances oscillent entre les califes cordouans et fatimides. Les trois factions zénètes, entrées en conflit les unes contre les autres, exercent alternativement le commandement à Fès, alors que les Ifrenides avancent jusqu'à l'intérieur du territoire des Berghouatas.
Jusqu'au milieu du XIe siècle et la réunification par les Almoravides, le Maghreb occidental est partagé entre les différents groupes tribaux zénètes, luttant à la fois les uns contre les autres et contre les Sanhajas ; cette instabilité ne permet à aucune de ces trois tribus de constituer une dynastie durable.

### Émirat de Nekor (710-1019)
- Émirat de Nekor

Le royaume des Salihides, fondé vers 710 par Salih Ibn Mansour, originaire de Himyar au Yémen, est de fait le plus ancien État musulman crée au Maroc. Ses capitales successives seront Temsamane et Nekor. À l'instar des Omeyyades de Cordoue dont ils sont tributaires, les émirs salihides s'entourent d'une garde Saqaliba d'origine slave, et font face aux raids destructeurs des Vikings. Les membres de la famille salihide se déchirent dans de dures luttes pour le pouvoir, auxquelles participent les tribus du Rif et des Ghomaras, mais malgré ces épisodes d'invasions et de guerres internes, l'émirat brillera par sa prospérité économique, marquée par les liens avec Al-Andalus et son ouverture sur l'ensemble du monde méditerranéen grâce au port d'Al Mazamma.

### Royaume des Berghouata (744-1058)
Les Berghouatas, confédération de tribus issues essentiellement des Masmoudas, forment un royaume puissant entre le VIIIe et le XIe siècle. À la suite de la grande révolte kharijite de Maysara, ils établissent un émirat indépendant dans la région de Tamesna, sur les côtes de l’Atlantique entre Safi et Salé, sous l’égide de Tarif al-Matghari.
L'État berghouata, dirigé par un pouvoir royal théocratique, fixe les rituels d'une nouvelle religion d'essence messianique empruntant à la fois à l'islam, au judaïsme et aux antiques croyances locales, et adopte un livre saint inspiré du Coran, mais rédigé en berbère et comportant 80 sourates. Les rois berghouatas prennent les titres de Mahdi et de Salih al Mou'minine et désignent Dieu par le nom de Yakouch. Parallèlement chez les Ghomaras du Rif occidental, de même souche masmoudienne que les Berghouatas, un faux prophète du nom de Ha-Mîm prêche également une religion messianique et rédige un "livre saint" en berbère, s'inspirant du principe du Salih al Mou'minine. Mais Ha-Mîm ne parvient pas à créer un royaume comme la dynastie de Tarif al-Matghari et il périt exécuté par les Omeyyades en 928.
Les Berghouatas maintiennent leur suprématie dans la région des plaines atlantiques durant quatre siècles et entretiennent des relations diplomatiques et commerciales avec le califat omeyyade de Cordoue qui voit probablement en eux des alliés potentiels contre les Fatimides et leurs alliés zénètes. Il semble que, sur les vingt-neuf tribus constitutives de ce royaume, douze aient adopté réellement la religion barghwata, les dix-sept autres étant demeurées fidèles au kharijisme.

### Émirat de Sijilmassa (758-1055)

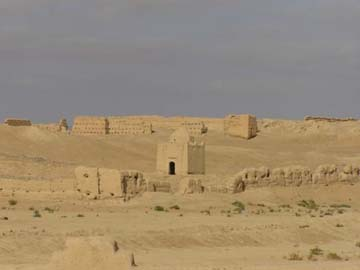
Ruines de Sijilmassa.

Un émirat fondé par les Zénètes émerge dans la région du Tafilalet à partir de 758. Dirigée par la dynastie des Midrarides (dont le fondateur est Samgou Ibn Wassoul al Miknassi), cette entité politique et théocratique à forte structure tribale prend pour capitale la cité de Sijilmassa. Le royaume midraride professe officiellement le kharidjisme de rite sufrite mais finit par reconnaître à partir de 883 la suprématie religieuse du califat sunnite des Abbassides de Baghdad. Les Midrarides se consacrent cependant à maintenir une alliance avec les autres États kharidjites, comme le royaume des Rostémides de Tahert dirigé par une dynastie d'origine persane. Sijilmassa établit également un fructueux commerce caravanier de l'or avec le royaume du Ghana, à l'époque maître des plus importants gisements aurifères de l'Afrique de l'Ouest.
L'émirat de Sijilmassa atteint ainsi son apogée au IXe siècle grâce à son rôle de plaque tournante du trafic des métaux précieux, et sa renommée s'étend ainsi jusqu'aux pays méditerranéens et à tout l'Orient abbasside (voire jusqu'à la Chine mongole des Yuan selon Ibn Battûta, qui y rencontre des Sijilmassiens). C'est précisément cette position de débouché de l'or africain subsaharien et les connexions faciles avec l'Asie et la Route de la soie qui excitent les convoitises des Omeyyades de Cordoue et des Fatimides qui s'affrontent pour sa domination. Ce sont finalement les Almoravides qui s'emparent du royaume midraride en 1055. Par la suite, la fondation de Marrakech éclipse définitivement le prestige de Sijilmassa.

## Dynasties berbères (1060c-1554)

### Dynastie almoravide (1060c-1147)

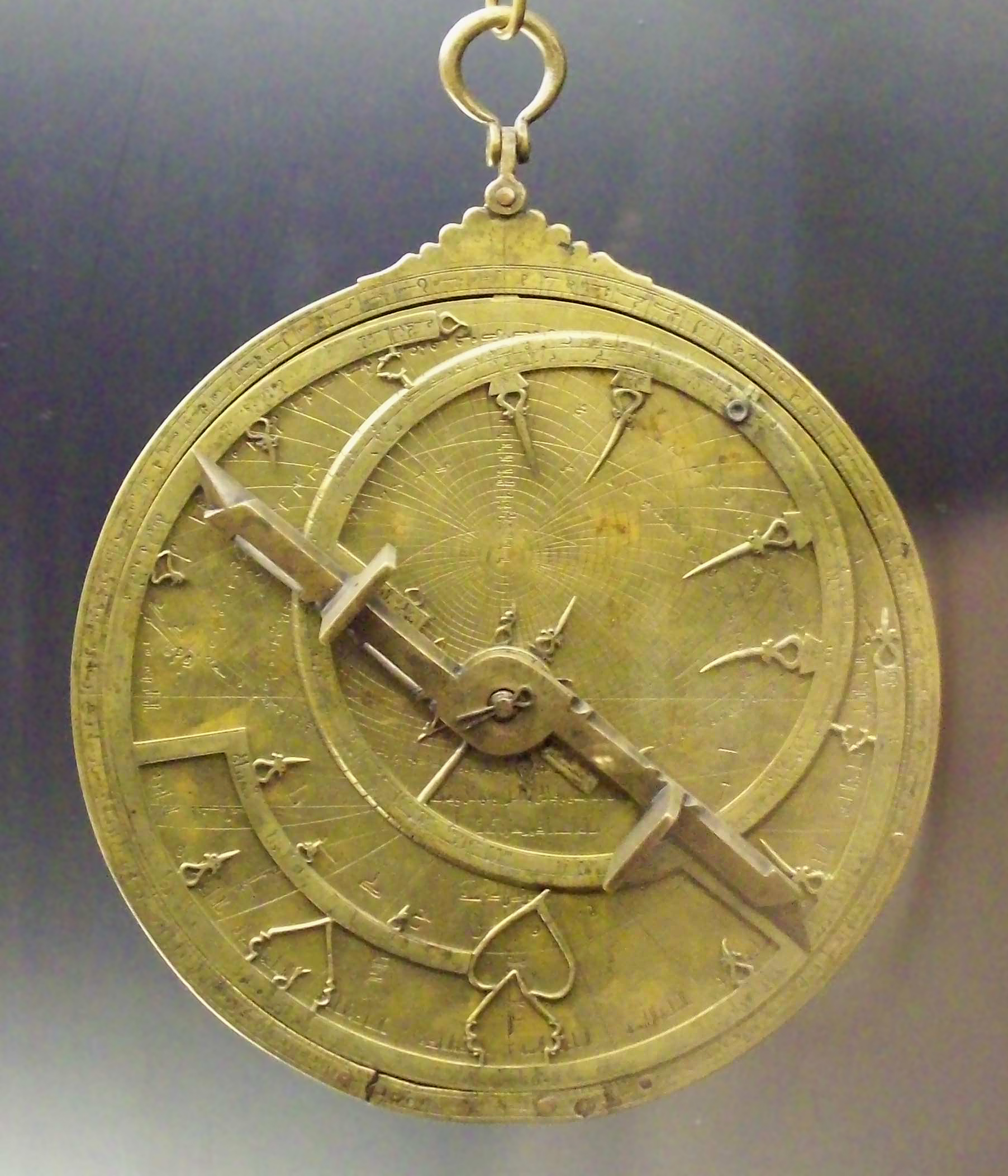
Astrolabe andalou d'époque almoravide

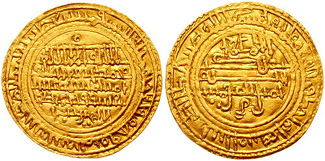
Dinar d'or frappé à sous le règne de l’émir almoravide Ali Ben Youssef.

C'est dans la région de Taroudant qu'un dénommé Ouagg ben Zellou indique l'existence d'un prédicateur, un certain Abdellah ben Yassin originaire du Sud marocain, à l'émir lemtouna Yahya ben Ibrahim de retour d'un pèlerinage à La Mecque. Yahya Ibn Ibrahim s'était arrêté à Kairouan où le grand théologien Abou Imran al-Fasi (en) lui avait recommandé son disciple au Souss, Ouagg ben Zellou, pour l'aider dans son entreprise de purification spirituelle des Sanhajas nomades du Sahara. L'émir lemtouna et Ibn Yasin s'en retournent donc tous deux dans l'Adrar convertir les Djoudala (tribu des Lemtouna) au malikisme puritain. Si au départ leurs enseignements sont plutôt bien accueillis, leur austérité et leurs méthodes radicales (instruments de musique et habits de couleurs vives bannis) finissent par lasser. Yahya ben Ibrahim et Abdellah ben Yassin errent donc dans le désert et s'en vont fonder un ribat sur l'île de Tidra entre la baie du Lévrier et le cap Timiris. Là ils adoptent une véritable doctrine fondée sur l'interprétation la plus stricte du sunnisme malékite qui leur valut le nom d'Almoravides (de Al-murabitun, المرابطون), les gens du ribat.
Le climat d'exaltation mystique qui régnait au ribat attire de nombreux fidèles de toutes les contrées du Sahara occidental et même au-delà. De 1042 à 1052, les Almoravides conquièrent tout l'ouest du Sahara et tournent leurs regard vers le nord. Yahya ben Ibrahim est tué au combat et remplacé par Abou Bakr ben Omar. Dès lors l'expansion des Almoravides est irrésistible. Aoudaghost, place forte de l'empire du Ghana et importante étape du commerce transsaharien, est prise et détruite. L'année suivante, c'est au tour de Sijilmassa de céder à la pression almoravide et de voir ses maîtres zénètes impitoyablement exterminés. La même année (1056), Taroudant et le Souss alors aux mains de tribus chiites vassales des Fatimides se rendent aux envahisseurs sahariens. Les Almoravides n'ont alors qu'une idée : soumettre les plaines fertiles du Maroc utile et les intrépides tribus de l'Atlas. Néanmoins, les combats contre les hérétiques Berghouata s'éternisent et s'avèrent plus durs que prévu. Abdellah ben Yassin est même mortellement blessé et inhumé sur un des affluents du Bouregreg. Abou Bakr doit alors se rendre à nouveau dans le désert pour mettre fin à des luttes intestines et il confie alors le commandement des terres septentrionales nouvellement conquises à son cousin Youssef ben Tachfine.

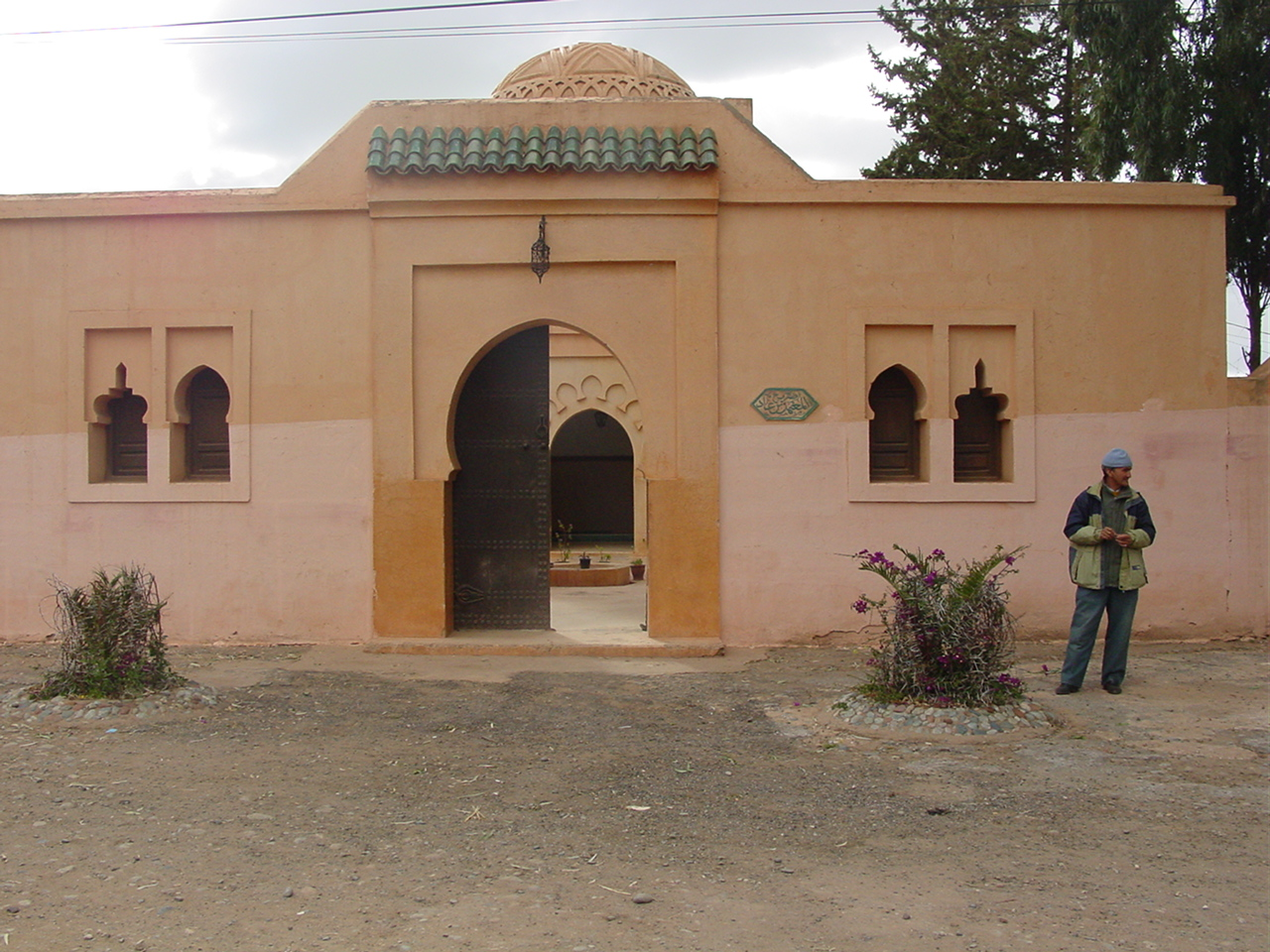
Mausolée du roi abbadide de Séville Al Mutamid ibn Abbad à Aghmat (époque almoravide).

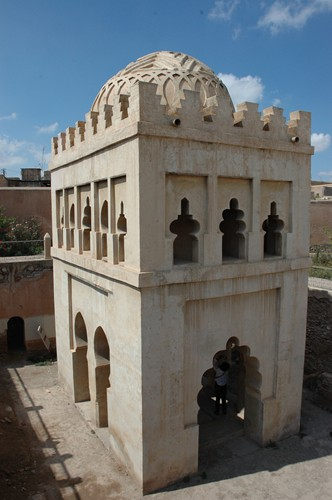
Qoubba Almoravide (1120) à Marrakech.

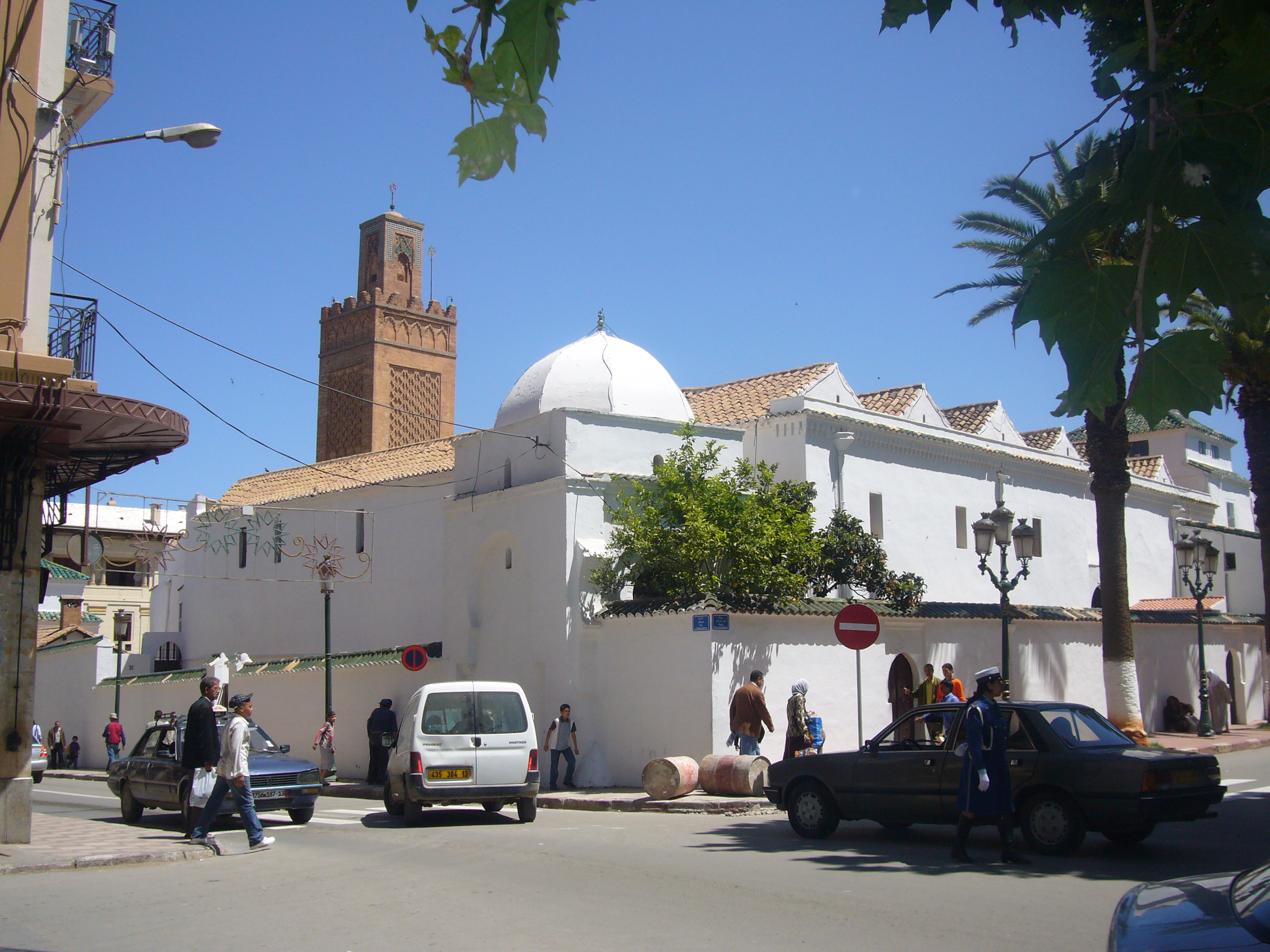
La Grande Mosquée de Tlemcen édifiée par les Almoravides en 1136.

En 1072, ce dernier empêche le retour d'Abou Bakr et fait dès lors de Marrakech, fondée deux ans plus tôt, sa capitale. La rigueur morale de ces « Voilés » et leur attachement aux valeurs islamiques attirent les nombreux déçus du climat d'anarchie ambiant et Youssef ben Tachfine constitue sans mal une armée de 20 000 hommes qu'il arme d'arbalètes. Toutefois, la soumission des intrépides tribus Zénètes n'est pas des plus aisées. Ces derniers se rallient même ponctuellement aux élites bourgeoises de Fès et de Tétouan, bien décidées à repousser ces tribus dont le puritanisme était aux antipodes des aspirations de raffinement et de luxe importées d'Andalousie. Des villes du nord, Meknès tombe la première, puis c'est au tour de Fès (1060 ou 1061), des villes du Rif, de Tlemcen (1069) et enfin d'Oujda (1081). Tanger et Ceuta, fiefs de la dynastie hammudite de Malaga ne cèdent que vers 1084 après un éprouvant siège et subissent de terribles supplices. À l'est, les Almoravides avancent jusqu'à Alger et atteignent les limites du royaume des Hammadides (Ténès et Oran sont gagnées en 1082). L'épouse de Youssef Ibn Tachfin, Zaynab Nefzaouia, joue un rôle politique prééminent, au point d'être perçue comme l'égale d'une véritable reine (malika). C'est elle qui traite des affaires courantes de l'État à Marrakech pendant que son mari mène des campagnes militaires victorieuses.

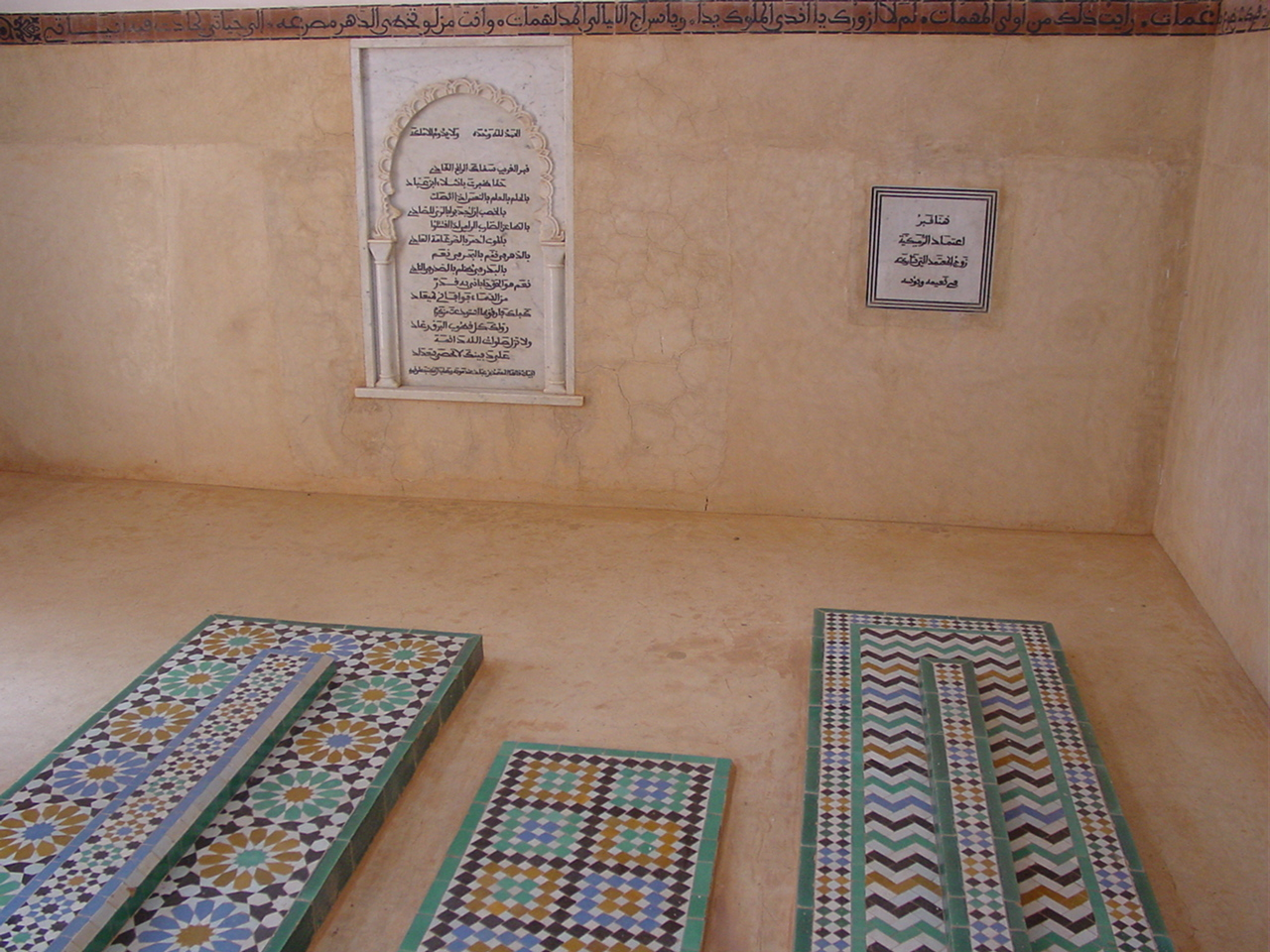
Tombeau du célèbre prince et poète Al Mutamid Ibn Abbad de Séville, condamné à finir sa vie dans une prison d'Aghmat au sud de Marrakech

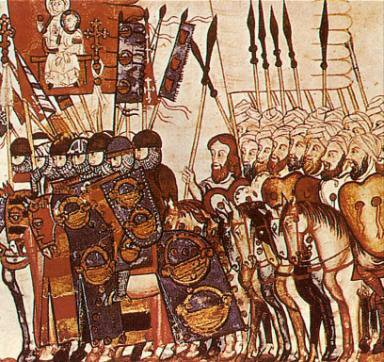
Troupes chrétiennes et musulmanes en Al-Andalus au XIIe siècle.

Alors que dans la brillante Andalousie, les princes musulmans subissaient les premiers revers face aux chrétiens ligués autour de la personne d'Alphonse VI, les extraordinaires prouesses militaires de ces « Voilés » aux mœurs rigides résonnent comme une bénédiction. Al-Muttawakil de la Taïfa de Badajoz fait appel aux Almoravides dès 1079. En 1082, c'est au tour d'Al Mutamid ibn Abbad de solliciter les maîtres du Maghreb. En 1086, pour répondre à ces appels et pour enrayer la « décadence » de la civilisation d'Al-Andalus (arts florissants, consommation de vin...), Youssef ben Tachfine fait embarquer de Ceuta la bagatelle de 7 000 cavaliers et 12 000 fantassins. Rapidement, les rois des différentes taifas rallient les armées almoravides pour former un front commun contre l'ennemi castillan.
Les victoires s'enchainent et les armées d'Alphonse VI sont mises en déroute non loin de Badajoz le 23 octobre 1086. Youssef ben Tachfine rentre au Maroc régler des affaires internes mais le désordre en Andalousie le pousse à revenir. Il y est encouragé par les fakihs, du fait des difficultés lors du siège à Aledo et surtout des divisions entre taifas qu'il considérait personnellement comme une honte pour l'islam. En 1090, un concile almoravide à Algésiras déclara la guerre aux reyes de taifas accusés d'impiété et de fitna. L'alliance de certains de ces derniers avec des princes chrétiens n'empêcha pourtant pas l'irrésistible avancée des Almoravides en Al-Andalus, qui s'acheva en 1094 avec la prise de Badajoz et l'impitoyable mise à mort d'Al-Mutawakil et de sa famille. Les victoires s'enchainent encore face au Cid retranché à Valence.
En 1106, après la prise de Valence et alors que les Baléares sont enfin occupées, Youssef ben Tachfine décède et son fils, Ali ben Youssef hérite du trône et du titre de "Commandeur des Musulmans" que lui octroie le calife abbasside Al-Mustazhir (les Almoravides considèrent le titre califal réservé exclusivement aux Abbassides de Bagdad, dont ils reconnaissent la prééminence religieuse et dont ils utilisent les insignes symboliques). Fils d'une esclave chrétienne affranchie, il devient par la même occasion maître d'un empire s'étendant du Tage au fleuve Sénégal, et du centre de l'Algérie jusqu'aux côtes atlantiques marocaines. Il nomme son frère Temyn gouverneur d'Al-Andalus. Les armées almoravides défont Sancho, fils d'Alphonse VI lors du siège du château d'Uclès. Alphonse VI décède l'année suivante, en 1109. Ali revient alors en Andalousie et remporte les sièges de Madrid, Guadalajara et Talavera. À l'ouest, les armées almoravides poussent jusqu'à Porto, menaçant même les côtes galiciennes. À l'est, les Baléares servent de base logistique aux razzias menées contre Barcelone.
Cependant, les innombrables exploits militaires ne parviennent pas à pallier le mécontentement ambiant en Andalousie où le fragile équilibre entre chrétiens mozarabes, juifs et musulmans est quelque peu rompu par la rigueur religieuse imposée par les conquérants. L'autodafé des écrits du très populaire Al-Ghazali ne fait qu'amplifier le malaise des élites culturelles, nostalgiques de l'âge d'or du califat omeyyade. Les mozarabes de Grenade, accusés de collusion avec le royaume d'Aragon, sont expulsés au Maroc, notamment dans les régions de Salé et de Meknès, en 1125. Paradoxalement, la sollicitation par l'armée divine des milices chrétiennes de Reverter pour maintenir l'ordre au Maroc même est mal comprise par les tribus montagnardes du Haut Atlas, de jour en jour plus mécontentes de l'autoritarisme almoravide.

### Dynastie almohade (1121-1269)

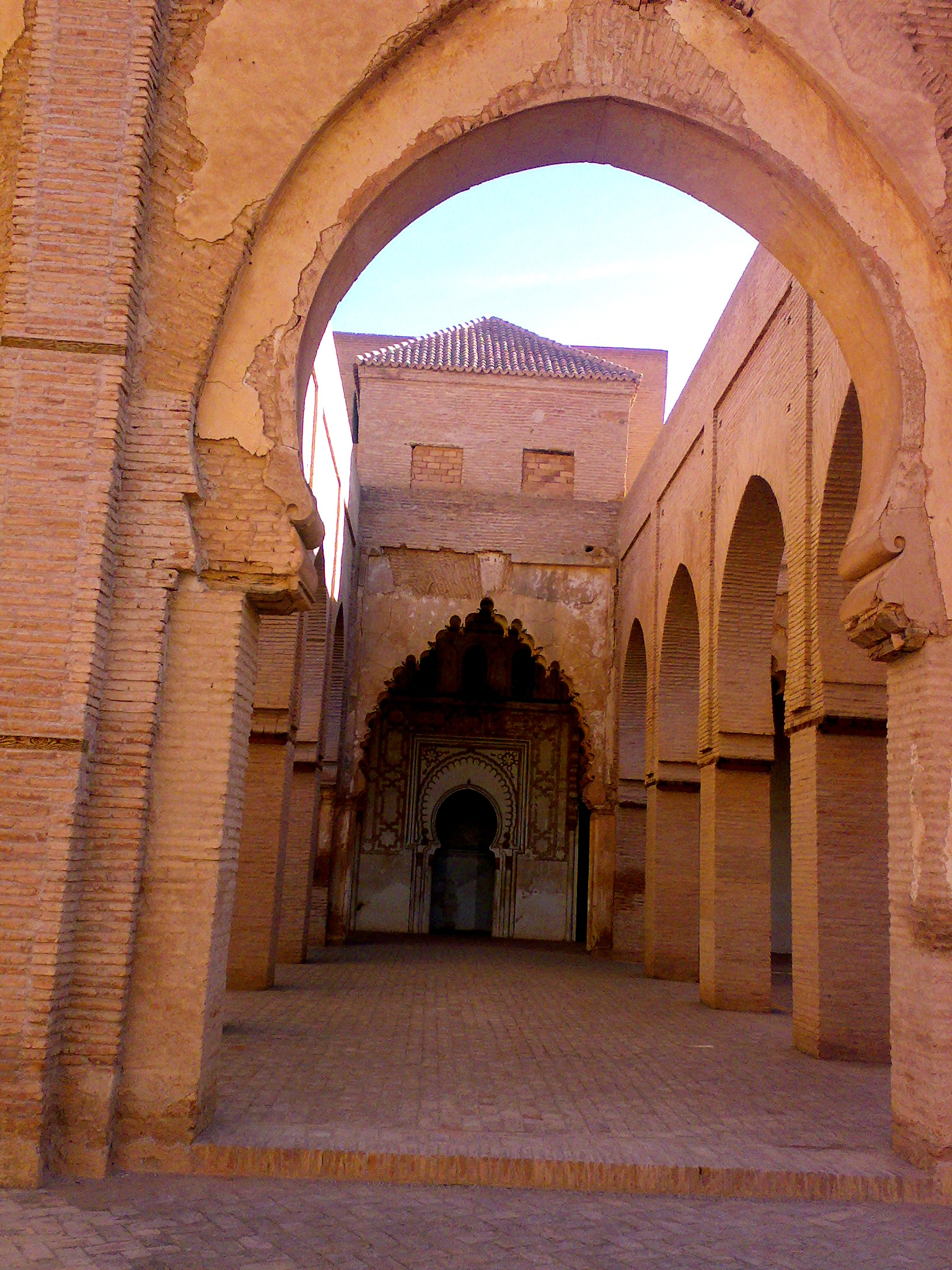
Intérieur de la mosquée de Tinmel, fief originel de la doctrine almohade.

Mohammad Ibn Toumert, futur Mahdi autoproclamé, est fils d'un amghar, chef de village de la tribu des Arghen, dans le Haut-Atlas. Très précocement animé par un zèle religieux, il entreprit dès sa jeunesse de multiples voyages l’amenant à visiter Bagdad, Le Caire et peut-être même Damas où il découvre tout l'ampleur de la tradition musulmane, et notamment le soufisme. Au cours de ce périple, Ibn Toumert rencontre probablement le fameux mystique persan Al-Ghazali, dont les œuvres avaient été condamnées par les cadis almoravides en Occident d'Islam. Rapidement, il entretient une profonde aversion pour l'étroitesse du malikisme régnant en maître en sa patrie. C'est en 1117 qu'il regagne le Maghreb, via Tripoli, puis Tunis et enfin Béjaïa où ses prêches pieuses galvanisent les foules. À Melalla, il se lie d’amitié avec Abd al-Mumin, un Zénète, qui devient son meilleur disciple.
C'est à Igiliz, puis à Tinmel, au cœur de la très isolée vallée du N'fis qu’il établit sa « capitale » provisoire. Ses prêches rencontrent un écho considérable et il clame ouvertement son intention de liguer toutes les tribus insoumises des montagnes contre les Almoravides. Son aura grandissante suscite de jour en jour davantage d'inquiétudes de la part des Almoravides qui lancent contre lui en 1121 une expédition militaire commandée par le gouverneur du Souss, Abou Bakr Ben Mohammed El-Lamtouni. L'expédition est écrasée.
À la suite de cette déconvenue, ses désirs s'estompent un temps mais en 1127 (ou 1129), une nouvelle expédition parvient dans les contreforts du Haut Atlas aux environs d’Aghmat dans l'espoir de frapper un grand coup en pays Hintata, fief de la doctrine « Unitaire » du Tawhid. Mais Abd El Moumen et El Béchir contrarient ce plan et profitant de l'effet de surprise, ils parviennent même à assiéger ponctuellement Marrakech, capitale almoravide. Cependant, leurs faiblesses en combat de plaine les poussent à se retrancher en toute hâte (El Béchir mourut). Quelques mois plus tard, en septembre 1130, Ibn Toumert meurt à son tour.
Abd El Moumen succède d'abord secrètement au fondateur de la secte et privilégie une politique d'alliance avec les tribus de l'Atlas. Pour ce faire, il joue non seulement de ses origines zénètes mais aussi de ce qui restait de cercles d'initiés qu'avait fondé son prédécesseur. Dès 1140, une intense campagne permet aux Almohades de s'attirer les faveurs des oasis du sud. Taza puis Tétouan sont les premières grandes cités à tomber.
À la faveur du décès d’Ali ben Youssef en 1143, il s'empare de Melilla et d'Al Hoceïma, faisant ainsi du nord du Maroc sa véritable base logistique. La mort du redoutable chef mercenaire chrétien Reverter en 1145 suivie la même année de celle de Tachfine ben Ali permet aux Almohades les prises respectives d’Oran, de Tlemcen, d'Oujda et de Guercif.
S'ensuit le long et éprouvant siège de Fès qui durera neuf mois durant lesquels Abd El Moumen se charge personnellement de prendre Meknès, Salé et Sebta. La conquête du Maroc s'achèvera finalement en mars 1147 par la prise de Marrakech, capitale du désormais déchu empire almoravide et dont le dernier roi Ishaq ben Ali sera ce jour-là impitoyablement tué. Pour fêter cette victoire, Abd El Moumen fait bâtir la très célèbre mosquée Koutoubia sur les ruines de l'ancien Dar El Hajar.

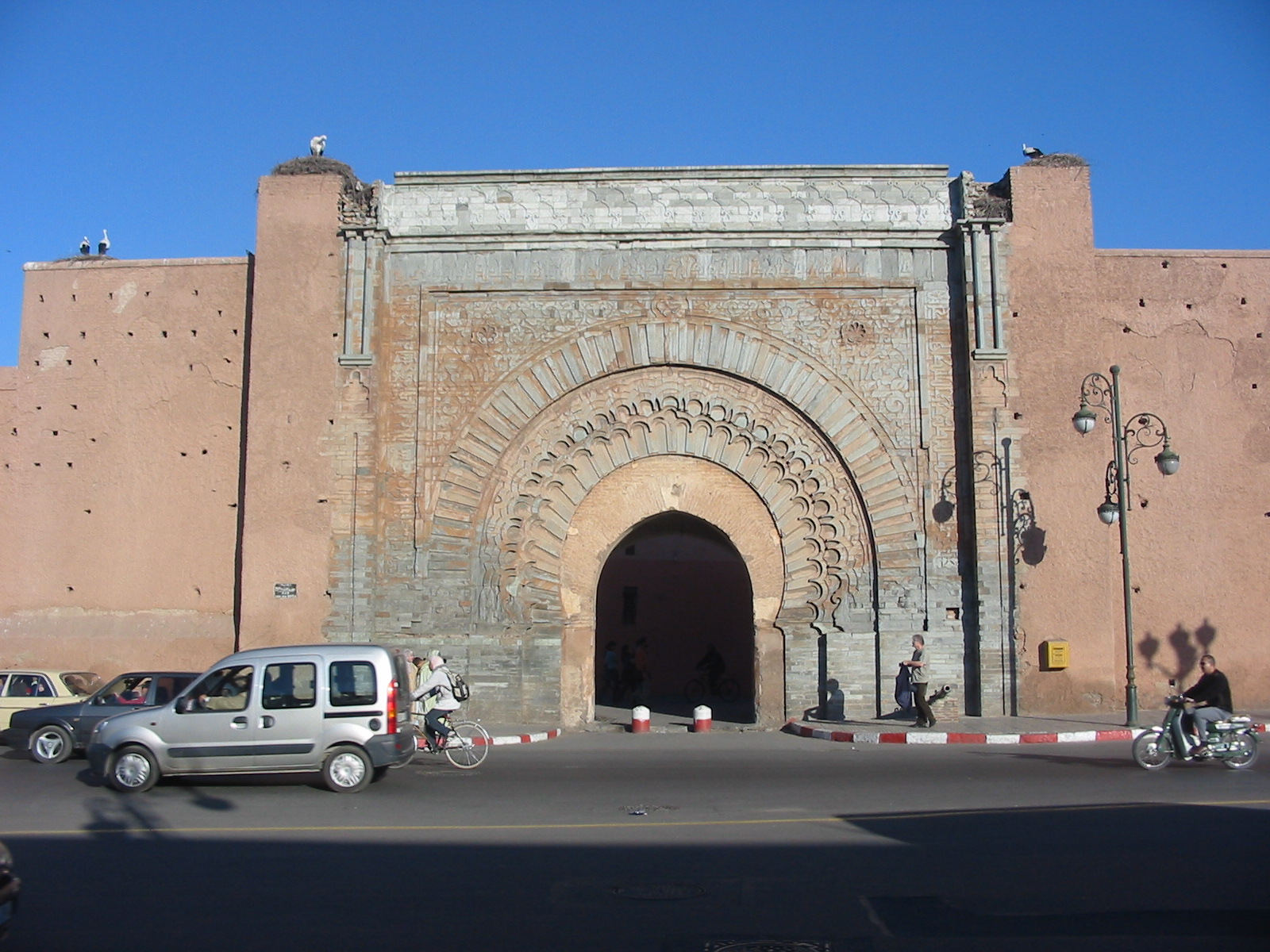
Bab Agnaw, porte d'entrée de la Casbah de Marrakech où se situait la résidence des califes almohades.

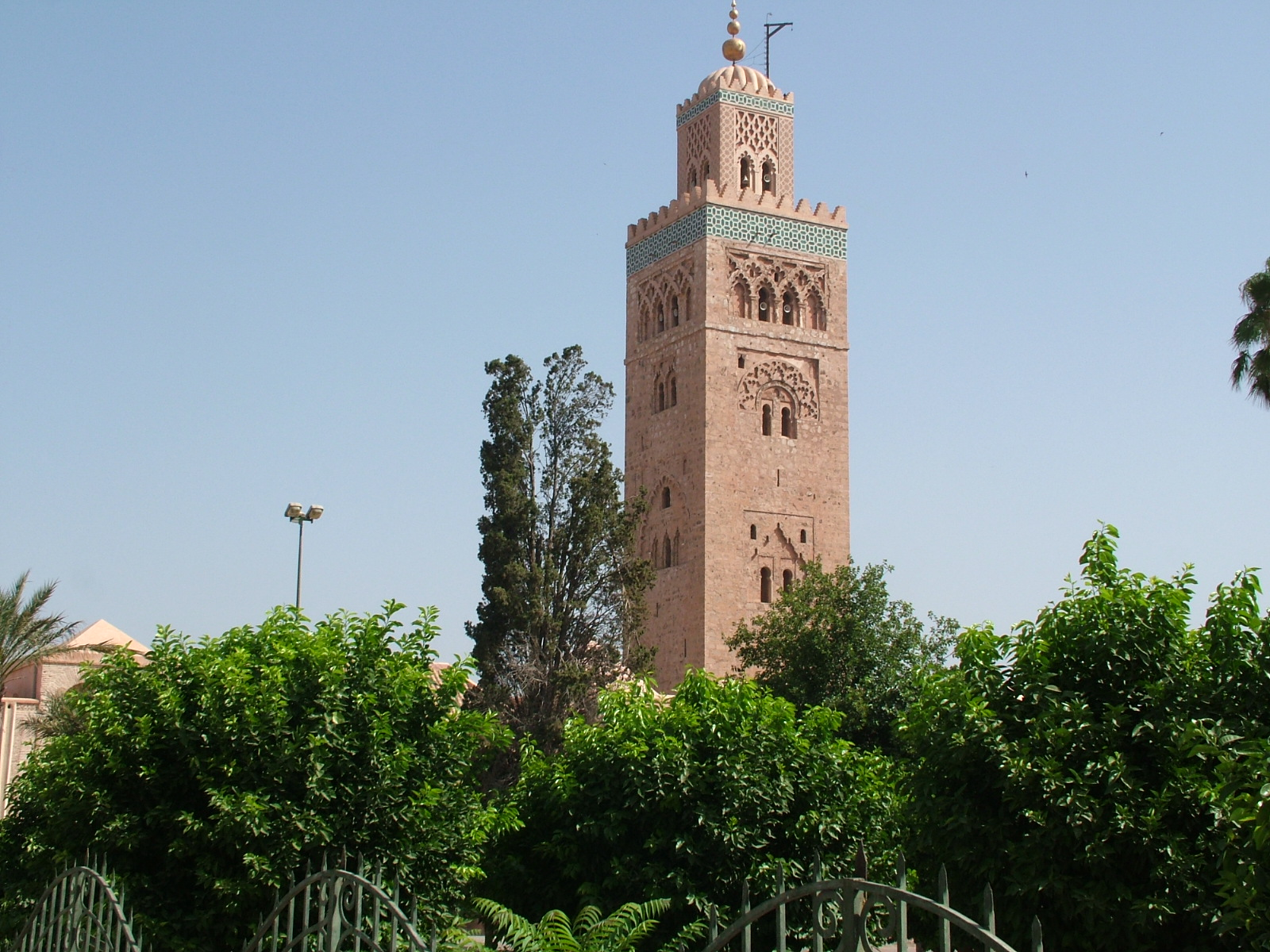
Le minaret de la mosquée almohade de la Koutoubia.

De manière assez inédite, les premiers efforts militaires d'Abd El Moumen désormais intronisé comme calife (pour marquer l'indépendance religieuse des Almohades par rapport aux Abbassides) se tournent vers l'est du Maghreb, sous le péril conjugué des Normands de Sicile menés par Roger II (qui ont pris le contrôle de Djerba et Mahdia et menacent la prospère Béjaïa) et des tribus bédouines hilaliennes envoyées depuis la Haute-Égypte par les souverains fatimides du Caire, furieux de voir Zirides et Hammadides échapper à leur contrôle. Les opérations lancées s'avèrent largement fructueuses puisque les bédouins sont complètement écrasés à Béjaïa puis Sétif en 1152. En 1159, une puissante armée terrestre est levée depuis Salé, secondée par une flotte de soixante-dix navires, obligeant les Normands à se retrancher sur Sfax et Tripoli. Ainsi l'Empire almohade s'étend-il à la fin des années 1150 des rivages de l'océan Atlantique jusqu'à la Cyrénaïque, englobant toute l'Afrique musulmane à l'ouest de l'Égypte.
Suivant les préceptes de leur secte, les Almohades mettent en place un système socio-politique et théocratique complexe et strictement hiérarchisé. Le calife n'est pas uniquement un souverain temporel, mais également le dépositaire d'un pouvoir sacralisé qui en fait un Mahdi et un Imam ma'ssoum (infaillible). Le Tawhid est considéré comme l'aboutissement ultime de l'islam, et à ce titre l'Empire almohade est érigé en terre sanctifiée de laquelle est proscrite la dhimma, et donc réservée exclusivement aux musulmans, parmi lesquels les adeptes du mouvement almohade obtiennent tous les pouvoirs par le système du tamyiz. Les nouvelles élites dirigeantes du califat bénéficient d'un programme complet, physique, militaire et intellectuel, vraisemblablement inspiré du Livre V de La République de Platon, et destiné à forger l'archétype d'un homme nouveau capable d'accomplir la doctrine du Tawhid et d'être le fer de lance de la lignée d'Abd El Moumen. Ces élites prennent le nom de talaba, et obéissent au Conseil des Cinquante, lui-même soumis au Conseil des Dix qui constitue l'entourage direct de l'Imam-calife et le noyau dur de la secte. Dans cet organigramme politique et religieux le rôle des fakihs malékites est désormais marginalisé, et une personnalité malékite de premier plan comme Cadi Ayyad sera victime du fondamentalisme almohade, ce qui lui vaudra de devenir plus tard l'un des sept saints de Marrakech.
En Andalousie, la fin de la période almoravide a permis la résurgence autonomiste des royaumes de taïfas et un regain de vigueur des chrétiens. En 1144, les Castillans prennent même temporairement le contrôle de Cordoue. À l'ouest, Lisbonne et Santarem tombent aux mains des Portugais. Almeria est également prise par les Aragonais pour une décennie entière. Directement menacées par cette avancée chrétienne de plus en plus soutenue par la papauté et l'ensemble du monde catholique, les petites royautés des taïfas se voient obligées de faire appel aux nouveaux maîtres du Maghreb.
Ainsi, avant la prise de Marrakech par les Almohades, Jerez et Cadix s'offrent à ces derniers. Dans le sillage de la prise de Marrakech, des corps expéditionnaires permettent la conquête de tout le Sud de la péninsule (Grenade, Séville, Cordoue…) puis de Badajoz. En 1157, Almería est reprise. Abd El Moumen décède finalement en 1163 à Salé. Son fils Abu Yaqub Yusuf lui succède, d'abord reconnu à Séville puis à Marrakech. Il s'efforce jusqu'à son décès en 1184 de régner en véritable « despote éclairé », soucieux de desserrer l'étau d'orthodoxie religieuse pesant sur le Maghreb et de consolider la puissance acquise et héritée de son père.

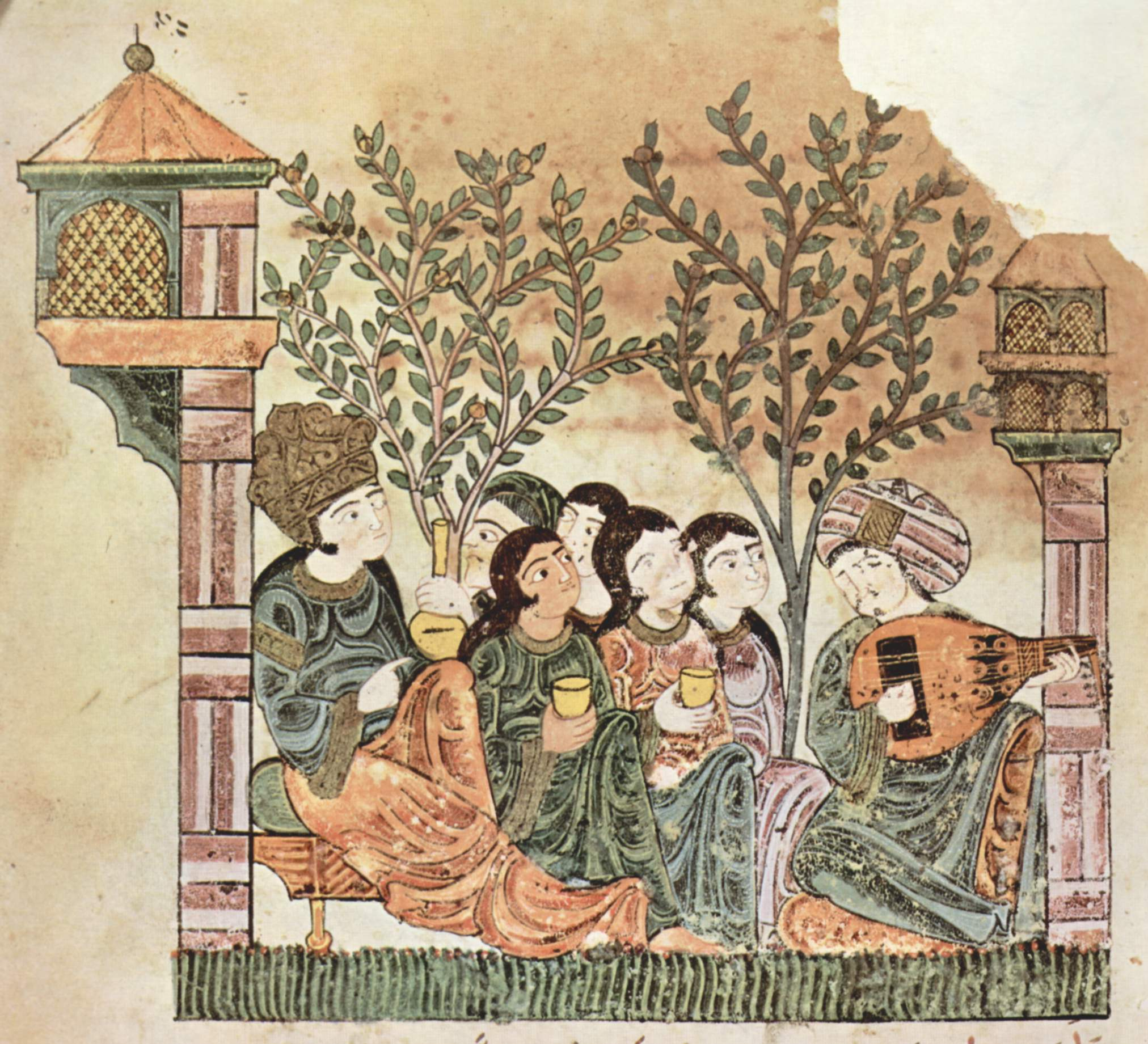
Histoire de Bayâd et Ryâd, manuscrit avec miniature de style maroco-andalou d'époque almohade.

Sous son impulsion fleurissent des arts autrement épanouis que sous la dynastie précédente. L’architecture en particulier atteint son apogée, se traduisant par la construction de la Giralda à Séville, honorée du statut de capitale andalouse, ainsi que de la Tour Hassan à Rabat (dont le minaret ne fut jamais achevé) et de la Koutoubia à Marrakech, toutes trois bâties sur un modèle sensiblement équivalent et parfaitement alignées sur un axe Séville-Rabat-Marrakech correspondant en quelque sorte à la colonne vertébrale du califat almohade d'Occident. Dans d’autres registres, le palais de l’Alhambra est érigé sur les hauteurs de Grenade par les Nasrides et les Jardins de l'Agdal sont plantés à Marrakech (cf. l'article Art almoravide et almohade).
C’est également sous les Almohades que vécurent le brillant philosophe Averroès (de son vrai nom Ibn Rûshd ابن رشد), de même qu'Ibn Tufayl ainsi que Maïmonide, qui va néanmoins s’exiler au Caire afin de pouvoir pratiquer librement sa religion (il était de confession juive). Ces intellectuels mettent à l'honneur la philosophie grecque antique, et particulièrement celle d'Aristote.
À la mort d’Abu Yaqub Yusuf, les Almoravides demeurés maîtres des Baléares s’en vont porter le glaive là où jadis sévissaient les Normands. Ils arrachent Alger, Miliana, Gafsa et Tripoli aux Almohades et subventionnent des tribus arabes d’Ifriqiya qui s’en iront mener des razzias dans tout le Maghreb médian et descendront même jusque dans les oasis du Drâa, avec l'aide de Turcomans commandés par Qaraqûch, officier de la caste des Mamelouks d'Égypte. Vaincues par les vigilantes milices d’un certain gouverneur Abu Yusf, les tribus bédouines seront par la suite sédentarisées dans l’Ouest marocain, dans l’ancien pays bergouata où elles contribueront à l’effort d’arabisation des plaines du Gharb et de la Chaouia. Après la victoire d’Alarcos durant laquelle Alphonse VIII est battu par le souverain Abu Yusuf Yaqub al-Mansur, les derniers fauteurs de troubles almoravides sont écrasés dans le Sud tunisien. C’est l'apogée almohade.

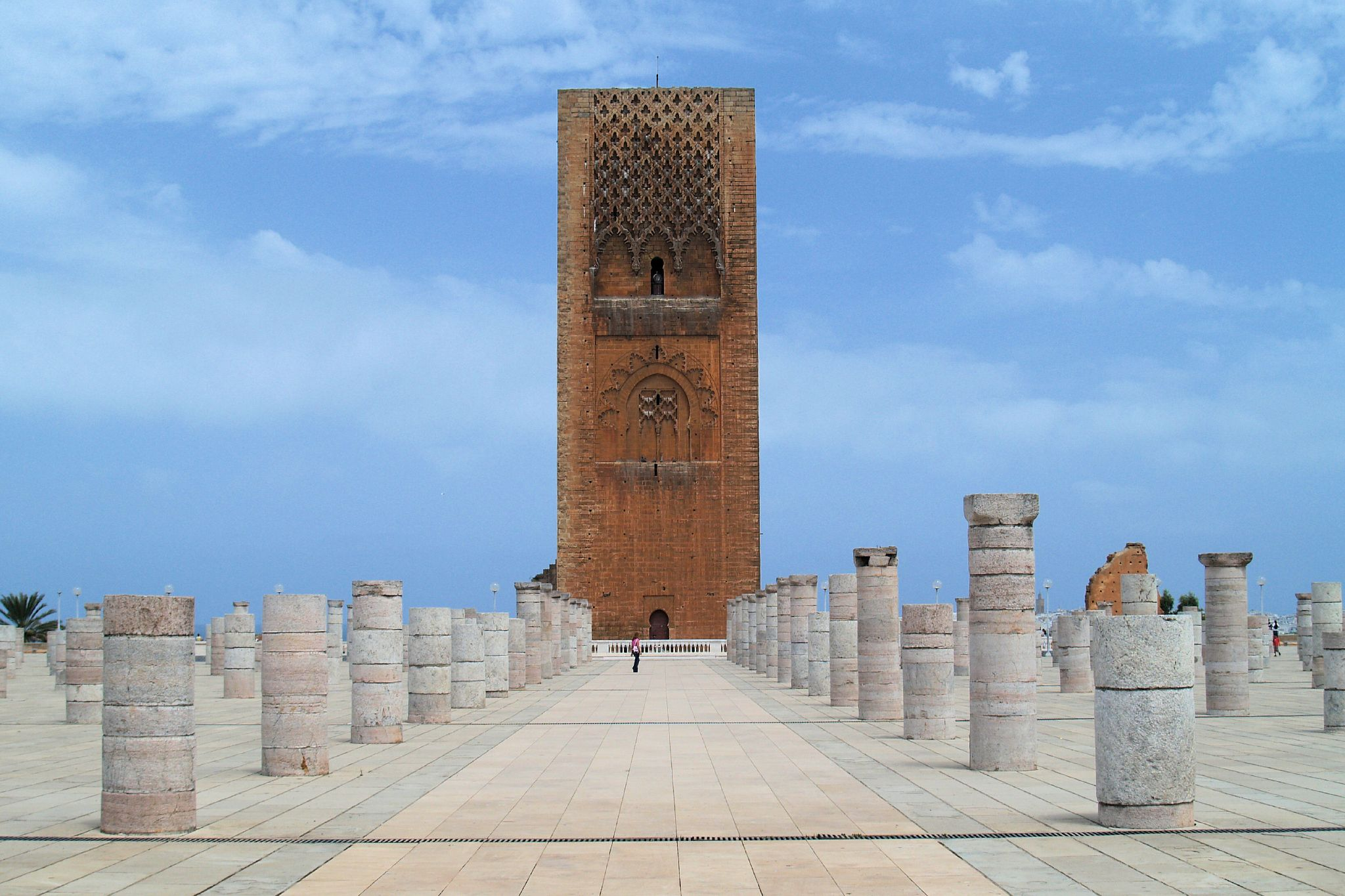
Tour Hassan construite par le calife almohade Yacoub al-Mansour à Rabat.

Muhammad an-Nasir succède à son père en 1199. Le 16 juillet 1212, son armée de 200 000 hommes est mise en déroute par une coalition de près de 220 000 chrétiens venus de France, d’Aragon et de Catalogne, de León et de Castille répondant à l'appel à la Croisade contre les Almohades lancée par le pape Innocent III. C’est la bataille de Las Navas de Tolosa que l’histoire retiendra comme l’événement charnière de la Reconquista. Dans le même temps, an-Nasir reçoit une étrange proposition d'allégeance de Jean sans Terre, alors en froid avec les souverains chrétiens du continent européen, de faire du lointain royaume d'Angleterre un vassal du califat almohade de Marrakech.
L’autorité des Almohades sur leur empire sera durablement affaiblie par cette débâcle, au point que le Muhammad an-Nasir renoncera à son trône l’année suivante, le cédant à son fils. À 16 ans, Yusuf al-Mustansir accède donc au trône. Dépourvu d’autorité, il voit rapidement le Maghreb médian lui échapper. Il en va de même en Andalousie où le gouverneur almohade de Murcie réclame une régence et franchit le détroit pour le faire savoir. À Séville, Al-Mamoun fait sensiblement de même. Les taïfas renaissent de leurs cendres et imposent le malikisme. À Marrakech même les cheikhs souhaitent procéder à l’élection d’un nouveau calife, ne laissant d’autre alternative au jeune souverain que la fuite pour un temps. Son fils, Abd al-Wahid al-Makhlu lui succède en 1223. Il mourra étranglé l’année même.
Les cheikhs de Marrakech procéderont alors à l’élection d’Abu Muhammad al-Adil. Les Hafsides de Tunis (du nom d’Abû Muhammad ben ach-Chaykh Abî Hafs, autrefois vizir de Muhammad an-Nasir), déclarent leur indépendance en 1226, sous l’impulsion de Abû Zakariyâ Yahyâ. La mort d’Abu Muhammad al-Adil marquera le début de l’ingérence du royaume de Castille dans les affaires marocaines. Ferdinand III de Castille soutient Abu al-Ala Idris al-Mamun tandis que les cheikhs de la hiérarchie soutiennent le fils de Muhammad an-Nasir, Yahya al-Mutasim.
C’est le premier qui prend pour un temps l’ascendant, parvenant à s'emparer de Marrakech et à massacrer les cheikhs. Il renie la doctrine religieuse almohade au profit du malikisme et consent en paiement de sa dette à l'égard des Castillans de construire l’église Sainte-Marie de Marrakech en 1228, ce qui survient alors peu de temps après l'affaire des Franciscains martyrs du Maroc.

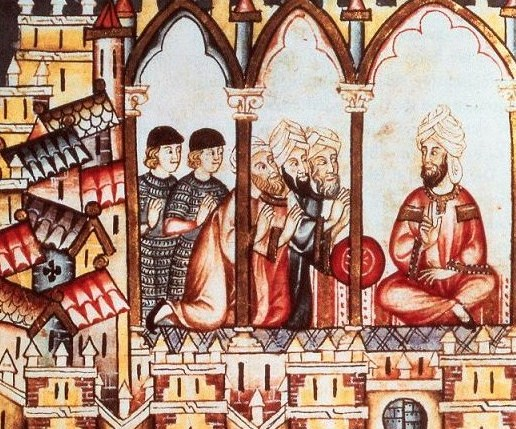
Abu Hafs Umar al-Murtada, calife almohade de 1248 à 1266, représenté sur une enluminure castillane du XIIIe siècle.

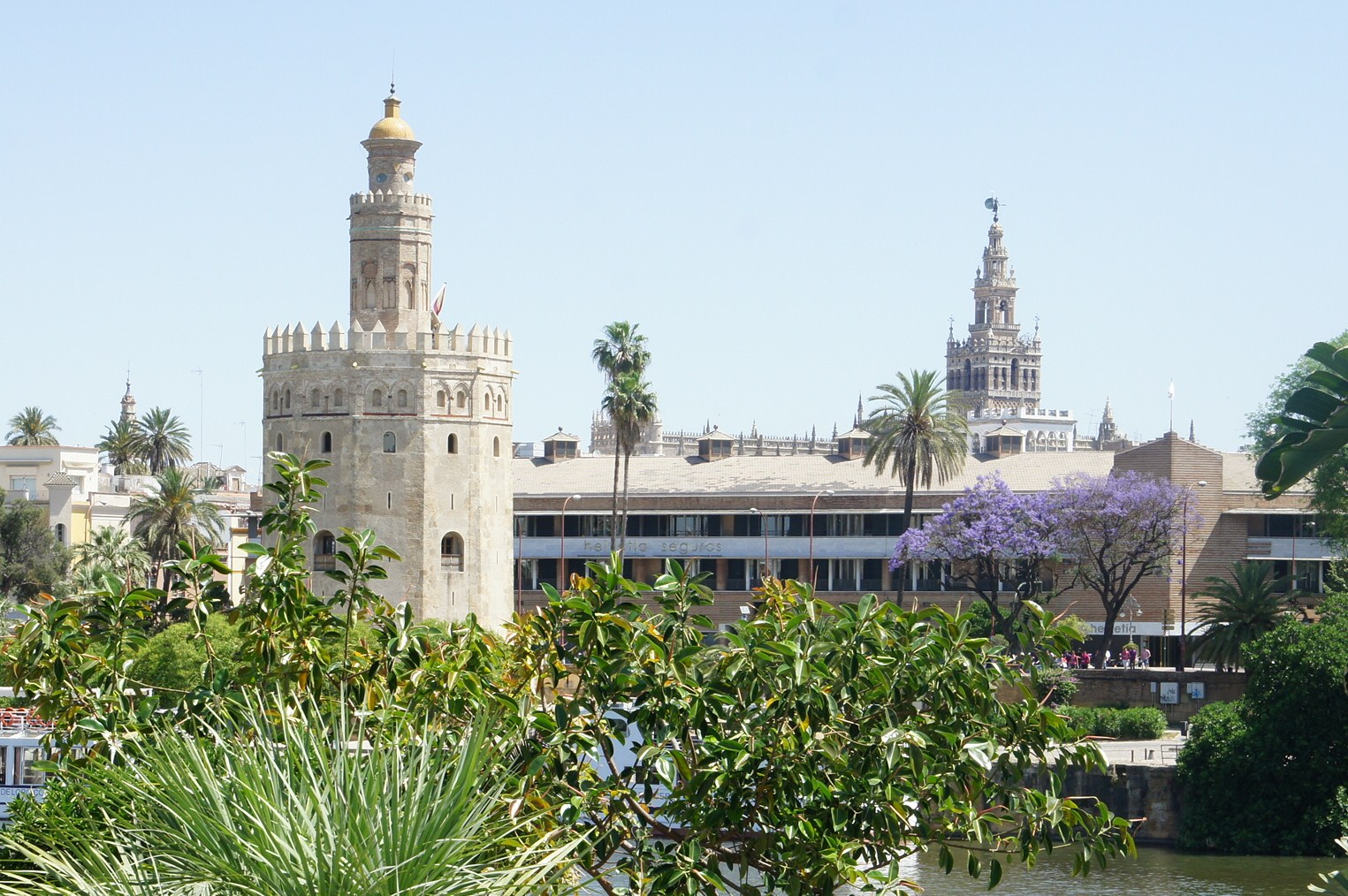
Vue de Séville et de ses monuments bâtis par les Almohades (Torre del Oro, Giralda, etc.)

En 1233, son fils Abd al-Wahid ar-Rachid reprend Marrakech et chasse de Fès les Bani Marin futurs Mérinides (ces derniers faisaient payer à la ville et à sa voisine Taza un tribut depuis 1216), permettant de réunifier le Maroc. En Andalousie, Cordoue tombe aux mains de Ferdinand III dès 1236. Valence avec son gouverneur Zayd Abu Zayd qui fait allégeance à Jacques Ier d'Aragon lui emboîte le pas deux ans plus tard. Puis c'est au tour de Séville d'être prise par les Castillans en 1248, ce qui marque un coup fatal à la présence de l'Islam dans la péninsule, désormais réduit au royaume de Grenade.
Entre-temps, Abu al-Hasan as-Saïd al-Mutadid parvient à rétablir un semblant d’unité sur le Maroc mais accumule les échecs face aux Mérinides dont l’avancée est irrésistible sur le nord du Maroc. Pour une trentaine d’année, les Almohades survivent, repliés sur la plaine du Haouz puis dans le Haut Atlas, et payant un tribut à leurs voisins septentrionaux. En 1269, Marrakech tombe aux mains des Mérinides, suivie en 1276 de Tinmel, fief originel de la dynastie. La chute de Tinmel marque la fin définitive de l'Empire almohade, qui fut pour un demi-siècle la puissance majeure incarnant l'Occident musulman, et le seul califat berbère aux prétentions universelles.

### Le Maroc au cours des Croisades (1100c-1300c)

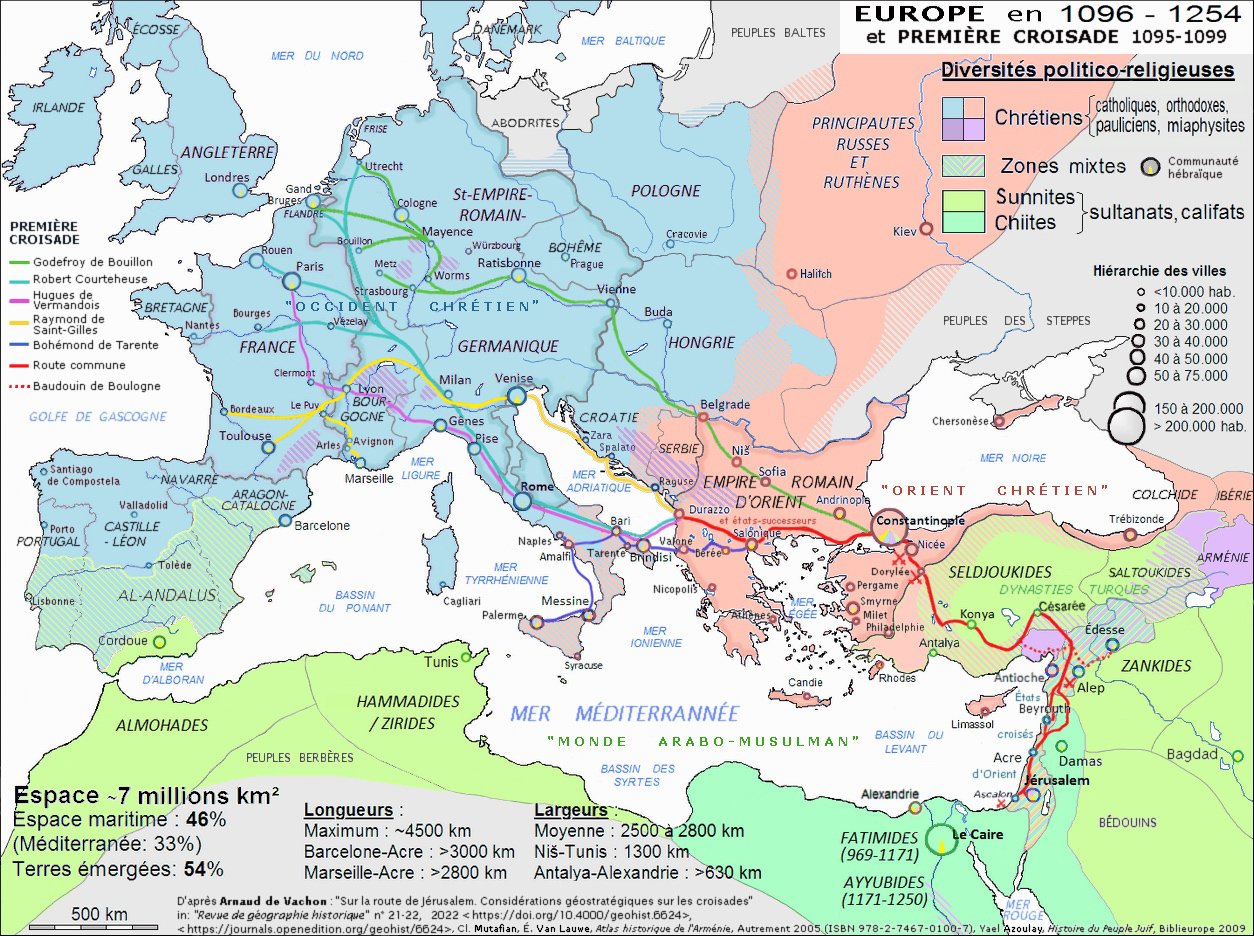
Les différentes routes de la Ire croisade.

L'Empire almohade, sous le règne d'Abu Yusuf Yaqub al-Mansur, établit un partenariat stratégique avec l'Égypte du sultan Saladin. Le point d'orgue de cette relation est l'ambassade d'Abou al Harith Abderrahman Ibn Moukid envoyé par Saladin auprès de la Cour califale de Marrakech. Cette mission débouche sur la reconnaissance de l'autorité almohade et une alliance entre Almohades et Ayyoubides, qui se concrétise par la participation de la flotte marocaine aux opérations maritimes contre les Croisés (sur les côtes méditerranéennes du Proche-Orient et même en mer Rouge, où les navires almohades prêtés à Al-Adel mettent en échec l'expédition contre La Mecque organisée par Renaud de Châtillon en 1182). À la suite de la prise de Jérusalem par Saladin en 1187, plusieurs familles originaires du Maghreb et du Maroc en particulier viennent participer au repeuplement de la ville sainte d'Al-Qods. Ces populations établissent ainsi un quartier qui prit par la suite le nom de « quartier des Magharibas (Marocains) » et dont l'un des vestiges est la Porte des Maghrébins ; de nombreux Palestiniens de Jérusalem descendent ainsi de ces Marocains installés en Terre sainte.

### Dynastie mérinide (1244-1465)

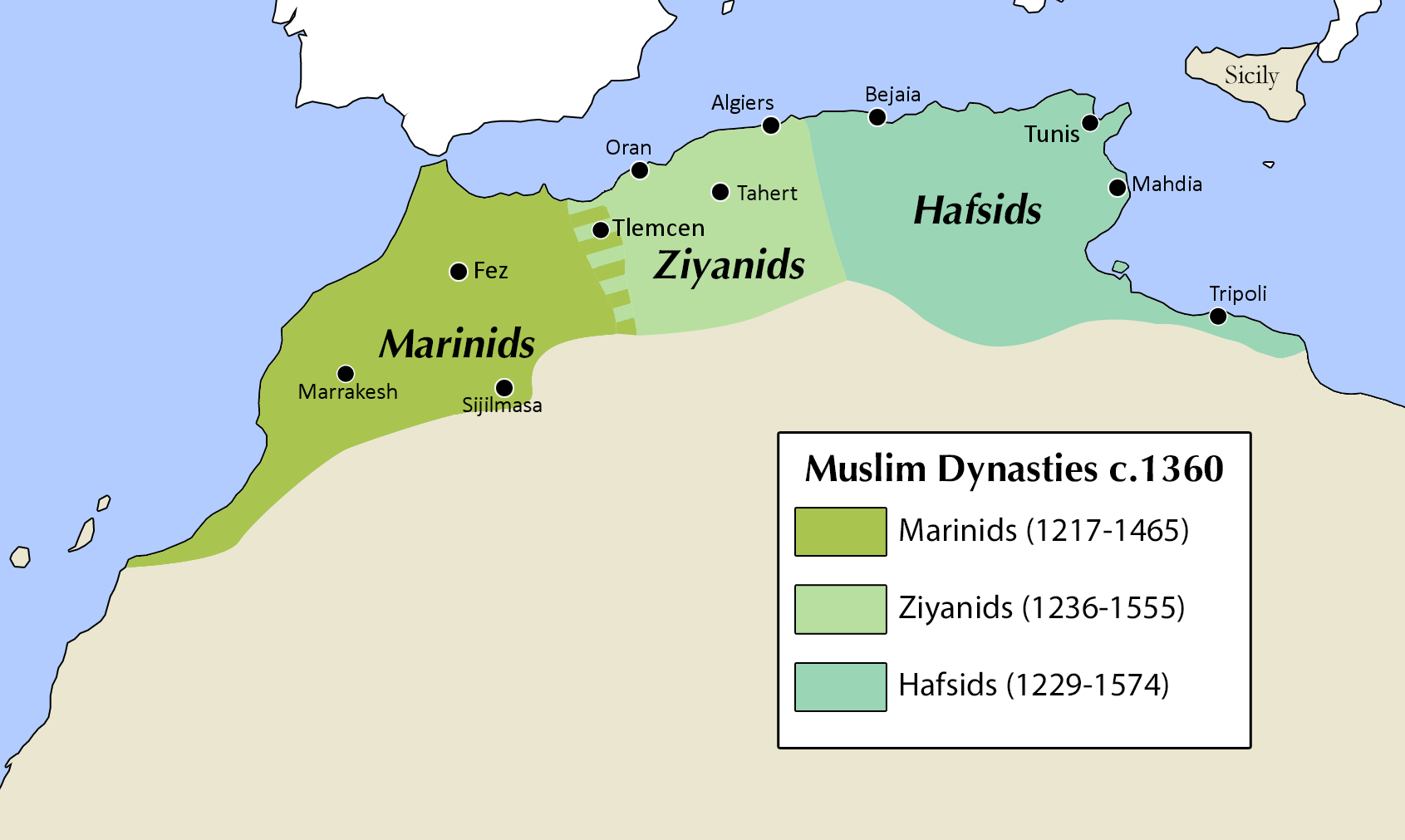
Carte du sultanat mérinide.

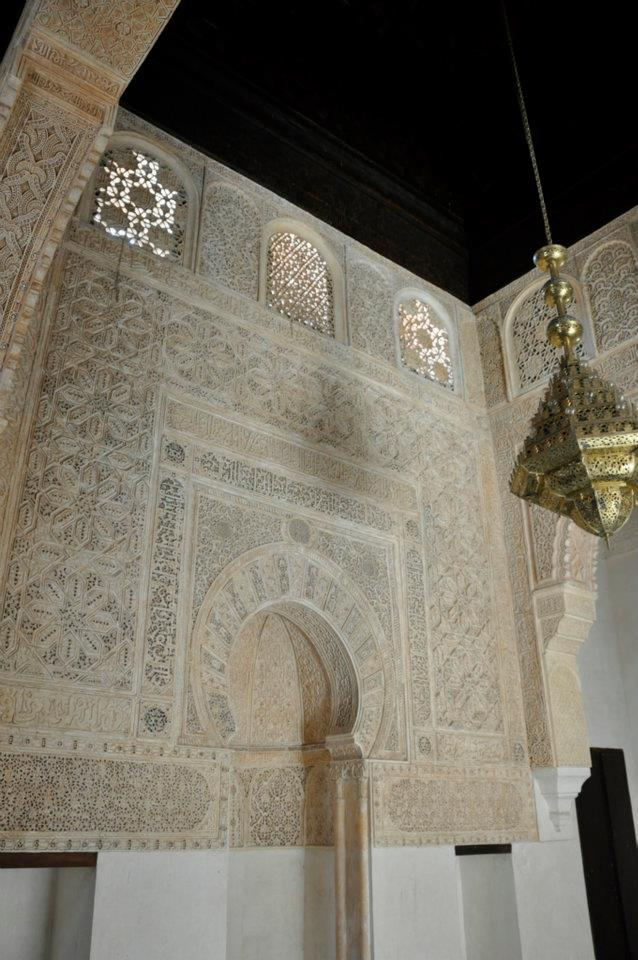
Mihrab de la médersa mérinide de Salé, construite par le sultan Abu al-Hasan ben Uthman en 1341.

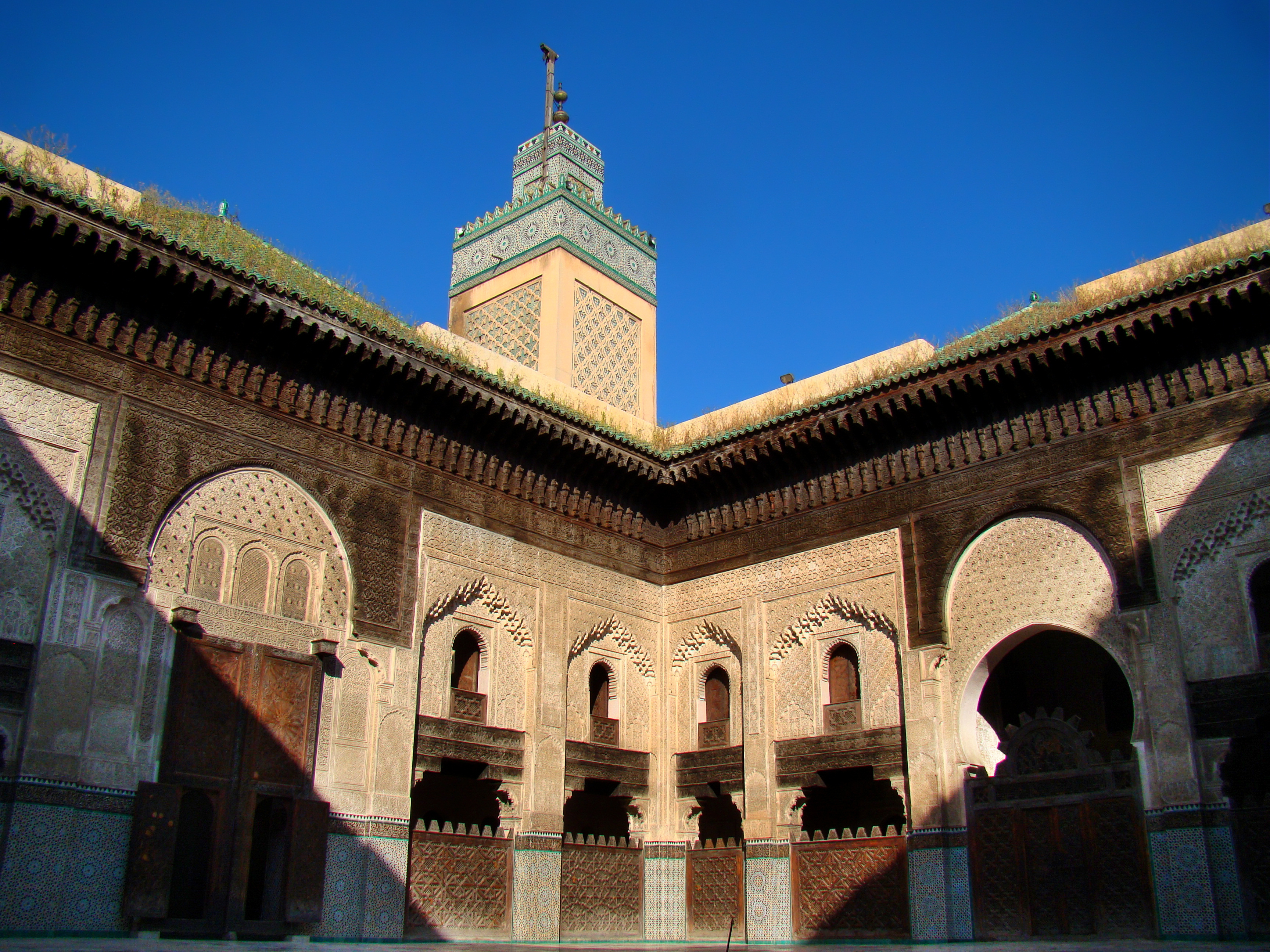
Vue d'ensemble de la Médersa Bou Inania de Fès, architecture mérinide du XIVe siècle.

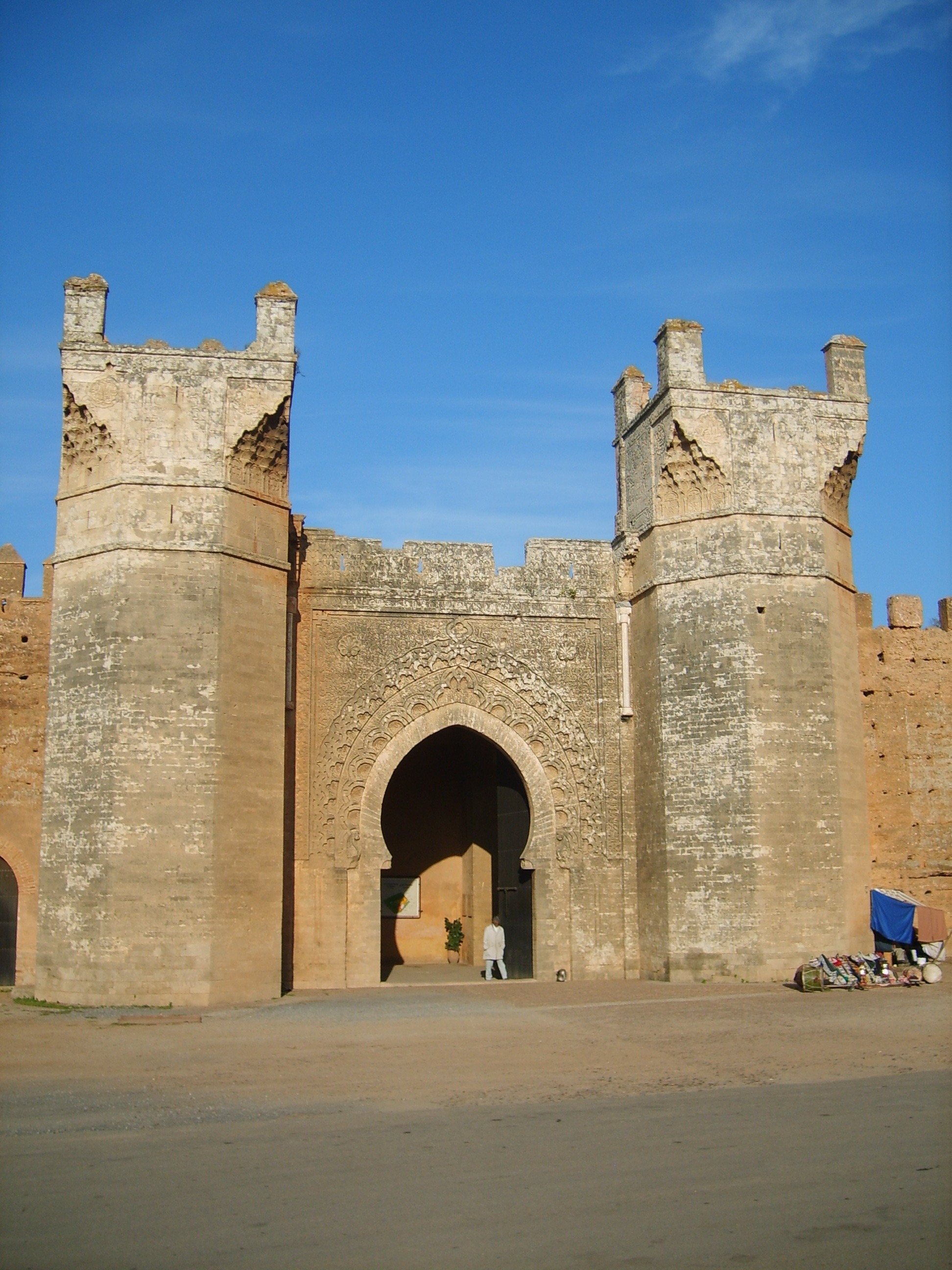
Nécropole mérinide de Chellah, qui abrite notamment la tombe de Abu al-Hasan ben Uthman.

Contrairement aux deux dynasties précédentes, la montée en puissance des Mérinides n’est pas à mettre sur le compte d’une démarche personnelle associable à un individu mais plutôt à l’affirmation collective d’une tribu. L’autre rupture que marque l’accession au pouvoir des Mérinides est l’abandon du leitmotiv de la purification religieuse au profit d’une conception de la conquête du pouvoir plus classique, plus conforme à l’identité tribale des protagonistes.
La tribu en question est une tribu zénète dont les origines sont issues des Wassin. Toujours est-il que les Beni Merin (ou Bani Marin) constituent tout au long du XIIe siècle l’archétype d’une tribu berbère caractéristique, nomadisant entre le bassin de la Haute-Moulouya à l’ouest (entre Guercif et Missour) et le Tell algérien, au sud de Sidi Bel Abbès à l’est.
La première occurrence de la tribu des Beni Merin dans l'historiographie marocaine coïncide avec leur participation en tant que groupe à la bataille d'Alarcos (1196), bataille finalement remportée par le camp almohade. C’est à cette occasion que s’illustre Abd al-Haqq considéré comme le véritable fondateur de la dynastie mérinide. De retour au pays, la tribu retombe dans un anonymat relatif jusqu’à la cinglante défaite almohade de Las Navas de Tolosa à l’issue de laquelle les troupes mérinides iront défaire 10 000 soldats almohades. À la suite de ce succès, les Mérinides s’installent temporairement dans le Rif, soutenus par des Meknassas sédentarisés au nord de Taza.
Dès 1216, ils se faisaient payer tribut par les cités de Fès et Taza. Les Almohades soucieux de restaurer leur autorité sur tout leur territoire lancent de nombreuses contre-offensives, le plus souvent vaines. C’est au cours d’une de ces manœuvres que décède Abd al-Haqq. Son fils Uthman ben Abd al-Haqq lui succède. Dès 1227, toutes les tribus entre le Bouregreg et la Moulouya ont fait allégeance aux Mérinides. En 1240, Uthman ben Abd al-Haqq décède, assassiné par son esclave chrétien. C’est son frère Muhammad ben Abd al-Haqq qui lui succède, assiégeant avec un succès relatif Meknès. Il décède en 1244, tué par des milices chrétiennes au service des Almohades.
Au milieu de la décennie 1240, les troupes almohades sont mises en déroutes à Guercif. Les Mérinides s’engouffrent alors dans la très stratégique Trouée de Taza, tremplin qui leur permit d’entreprendre le siège de Fès en août 1248 et d’envisager la prise de toute la moitié nord du Maroc. Mais la moitié sud n’est pas en reste. Abu Yahya ben Abd al-Haqq ayant précédemment succédé joue des amitiés traditionnelles des Beni Merin avec les Béni-Ouaraïn du Moyen Atlas et d’autres tribus du Tafilalet pour contrôler les oasis et détourner les revenus du commerce transsaharien de Marrakech vers Fès, désignée comme capitale mérinide.
En 1258, Abu Yusuf Yaqub ben Abd al-Haqq succède à son frère enterré dans l’antique Nécropole de Chella qu’il avait commencé à réhabiliter. Le début de son règne est marqué par une lutte avec son neveu qui réclamait la succession. Ce dernier parvient à prendre Salé. La situation à l’embouchure du Bouregreg profite à la Castille qui occupe la cité durant deux semaines à l'initiative d'Alphonse X.
L’ouest du Rif est également en proie à de nombreuses insurrections ghomaras tandis que Ceuta et Tanger sont alors aux mains des roitelets locaux azafides. Rapidement le nouveau souverain exprime son désir d’en finir rapidement avec les Almohades retranchés dans le Haouz, l’est des Doukkala et une partie du Souss.
Une première tentative en ce sens se solda par un échec en 1262. Les Almohades pressent alors les Abdalwadides d’attaquer leurs rivaux Mérinides par surprise. Yghomracen, célèbre souverain abdalwadide est défait en 1268. L’année suivante, Marrakech est définitivement prise par les Mérinides.
Durant les années qui suivent, il boute les Castillans hors de tous leurs établissements atlantiques jusqu’à Tanger. En 1276, Fès, capitale du royaume mérinide, se voit augmentée d’un nouveau quartier administratif et militaire (Fes El Jedid), à l’écart de l’ancienne ville, où se côtoient notamment le palais sultanien et le Mellah. Globalement la ville connaît sous l’ère mérinide un second âge d’or, après celui connu sous les Idrissides. Après la pacification totale du territoire et la prise de Sijilmassa aux Abdalwadides, le sultan franchit le détroit et tente de reconstituer la grande Andalousie musulmane des Almohades.
Les campagnes militaires espagnoles des Mérinides sont complexes mais n’accouchent que de peu de résultats concrets. À la suite du siège de Xérès, un traité de paix stipule le retour de nombreux documents et ouvrages d’art andalous (tombés aux mains des chrétiens lors des prises de Séville et Cordoue) vers Fès. En 1286, Abu Yusuf Yaqub ben Abd al-Haqq décède à Algésiras. Il est inhumé à Chellah.

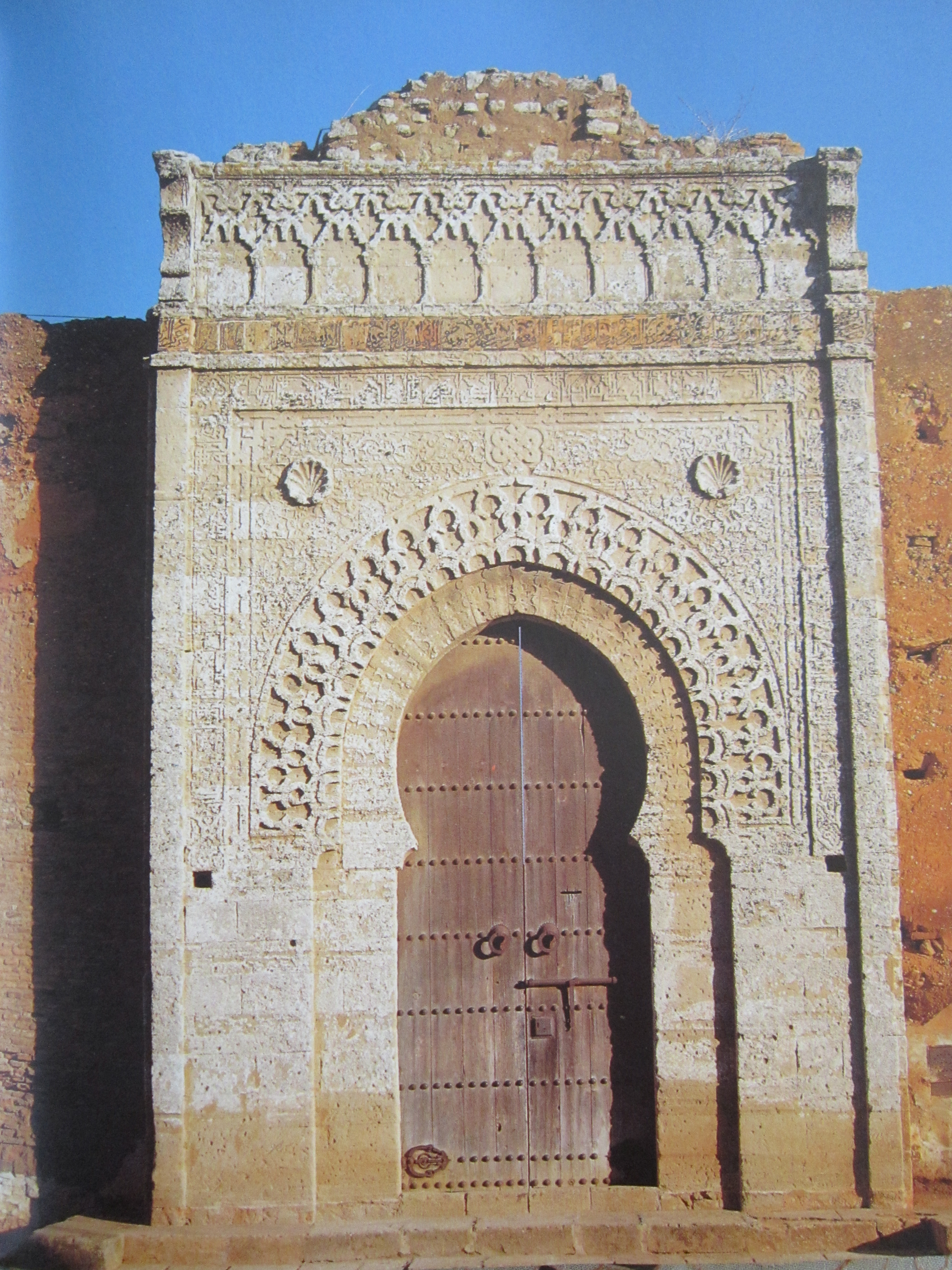
Zaouia En-noussak édifiée par le sultan Abu Inan Faris à Salé en 1356.

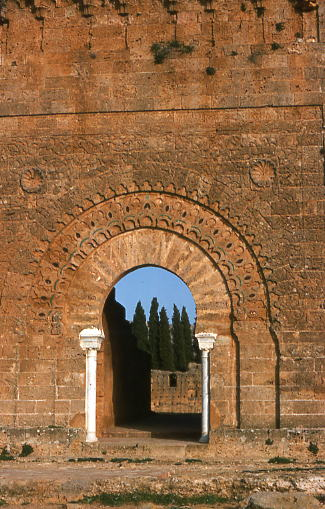
Minaret des ruines de Mansourah en Algérie, mosquée bâtie sous le sultan Abu Yaqub Yusuf an-Nasr.

Son fils Abu Yaqub Yusuf, plus tard dit an-nāsr, lui succède et se voit confronté dès son intronisation à un durcissement des révoltes dans le Drâa et à Marrakech et à un désaveu de certains membres de sa famille, s’alliant tantôt avec les Abdalwadides ou les révoltés. Il rend Cadix aux Nasrides de Grenade en guise de bonne volonté mais six ans plus tard, en 1291, ces derniers, alliés aux Castillans dont ils sont les vassaux, entreprennent de bouter définitivement les Mérinides hors de la péninsule Ibérique. Après quatre mois de siège, Tarifa est prise par les Castillans.
Mais Abu Yaqub Yusuf an-Nasr est plutôt préoccupé par Tlemcen, capitale des éternels rivaux des Beni Merin que sont les Abdalwadides. Il se dirige vers Tlemcen à la tête d’une armée cosmopolite puisqu’essentiellement composée de mercenaires chrétiens (Castillans et Aragonais principalement), de Turkmènes oghouzes et de Kurdes. Le siège durera huit ans et se poursuivra jusqu’à l’assassinat du souverain, des mains d’un des eunuques de son harem, en 1307.
Jusqu’à l’avènement d’Abu al-Hasan ben Uthman en 1331, la dynastie est marquée par une forme de décadence dont les principaux symptômes sont la multiplication :
- des querelles de succession ;
- des révoltes populaires (des difficultés dans le Rif, à Ceuta et Tanger se surajoutèrent au climat insurrectionnel croissant à Marrakech et dans le Souss) ;
- des révoltes du corps militaire (mutineries).

En 1331 donc, Abu al-Hasan ben Uthman (surnommé le « Sultan noir ») succède à son père, quelques mois seulement après avoir obtenu son pardon. Rapidement, l’obsession de ses aînés pour Tlemcen le rattrape. Il entame un nouveau siège sur la ville qui s’avérera vain. Il évince ceux qui dans son entourage familial le jalousent mais sait faire preuve d’une grande dextérité dans sa gestion des ambitions tribales. Tlemcen tombe enfin en 1337. Abu al-Hasan ben Uthman est auréolé de gloire. Cette victoire lui ouvre la voie du Maghreb médian mais avant de s’engouffrer dans cette brèche ouverte en direction d’Ifriqiya, le souverain tient à venger la mort de son fils Abu Malik, surpris par les Castillans après son succès à Gibraltar en 1333. La bataille de Tarifa, le 30 octobre 1340 se solde par une lourde défaite qui signe la fin définitive des ambitions marocaines en terre espagnole.
Sept années plus tard, le sultan et ses armées parviennent à soumettre l’Ifriqiya. L’année suivante pourtant, les Mérinides essuient une cuisante défaite à Kairouan. L’écho de la déconvenue est grand, au point que naît et se répand une folle rumeur selon laquelle Abu l’Hassan serait mort au combat. À Tlemcen, Abu Inan Faris est alors intronisé. C’est de sa volonté qu’émanera la construction de la médersa Bou Inania de Fès.

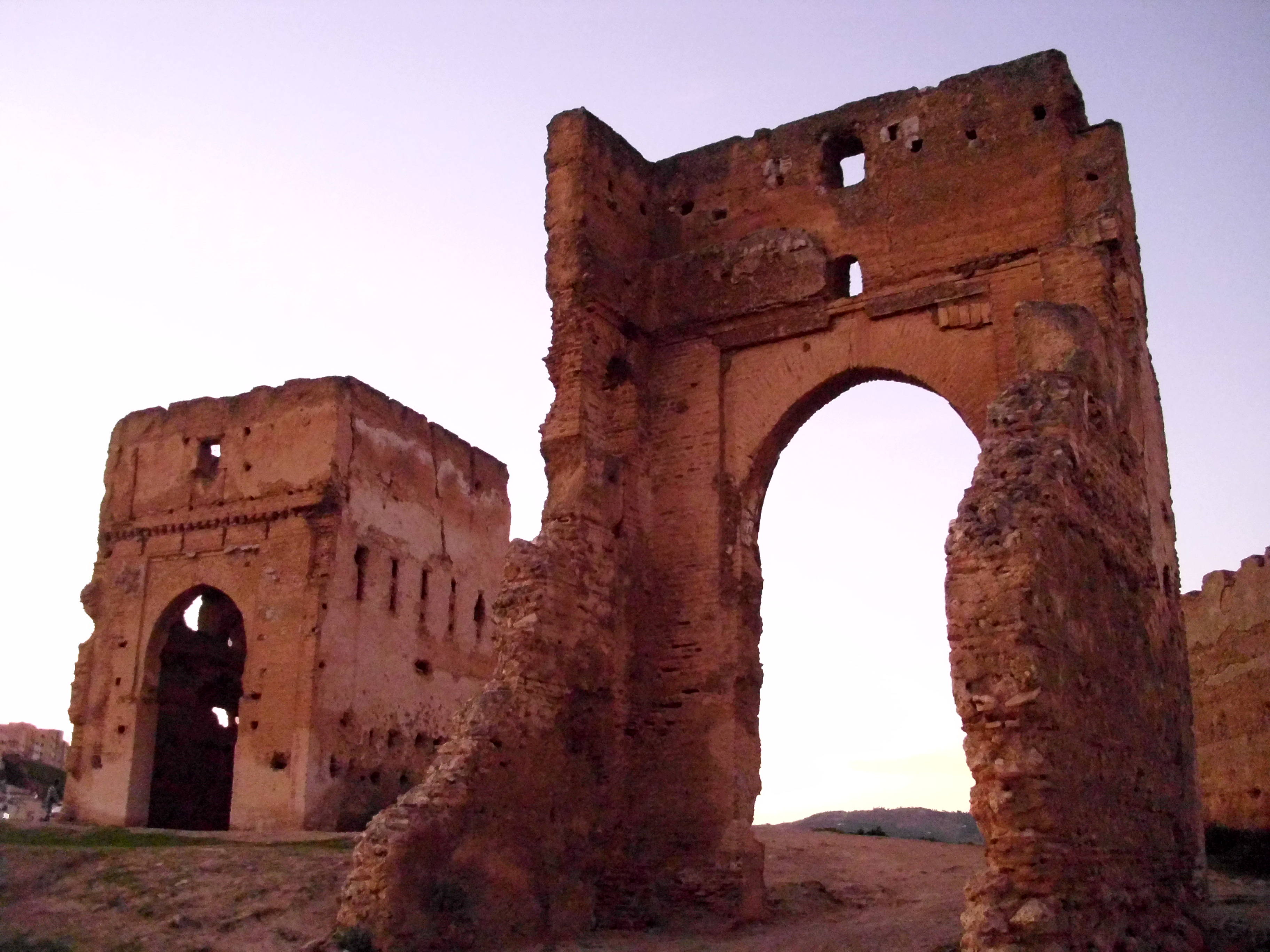
Tombeaux des sultans mérinides à Fès

Il a d’ailleurs également parachevé la construction de la Medersa Bou Inania de Meknès, entamé par son aîné. Ce dernier tentera un vain retour via Alger puis Sijilmassa. Il est finalement défait et tué par les armées de son fils sur les rives de Oum Errabiâ. Abu Inan Faris, profondément chagriné par ce décès, tentera alors de faire asseoir son autorité sur l’ensemble du royaume, de nouveau fragilisé par la recrudescence des volontés insurrectionnelles.
Il s’entoure à ces fins d’Ibn Khaldoun, penseur de génie et véritable précurseur de la sociologie moderne. Son neveu, maître de Fès, est exécuté, mais à l’occasion de ce déplacement au Maroc, c’est Tlemcen qui se soulève. Une intense campagne permet un certain regain de vigueur des Mérinides mais Abu Inan est étranglé des mains d’un de ses vizirs, un certain al-Foudoudi, le 3 décembre 1358, neuf ans seulement après son accession au pouvoir.

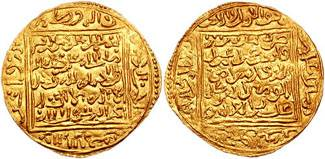
Dinar d'or du sultan Abu Inan Faris (1348-1358).

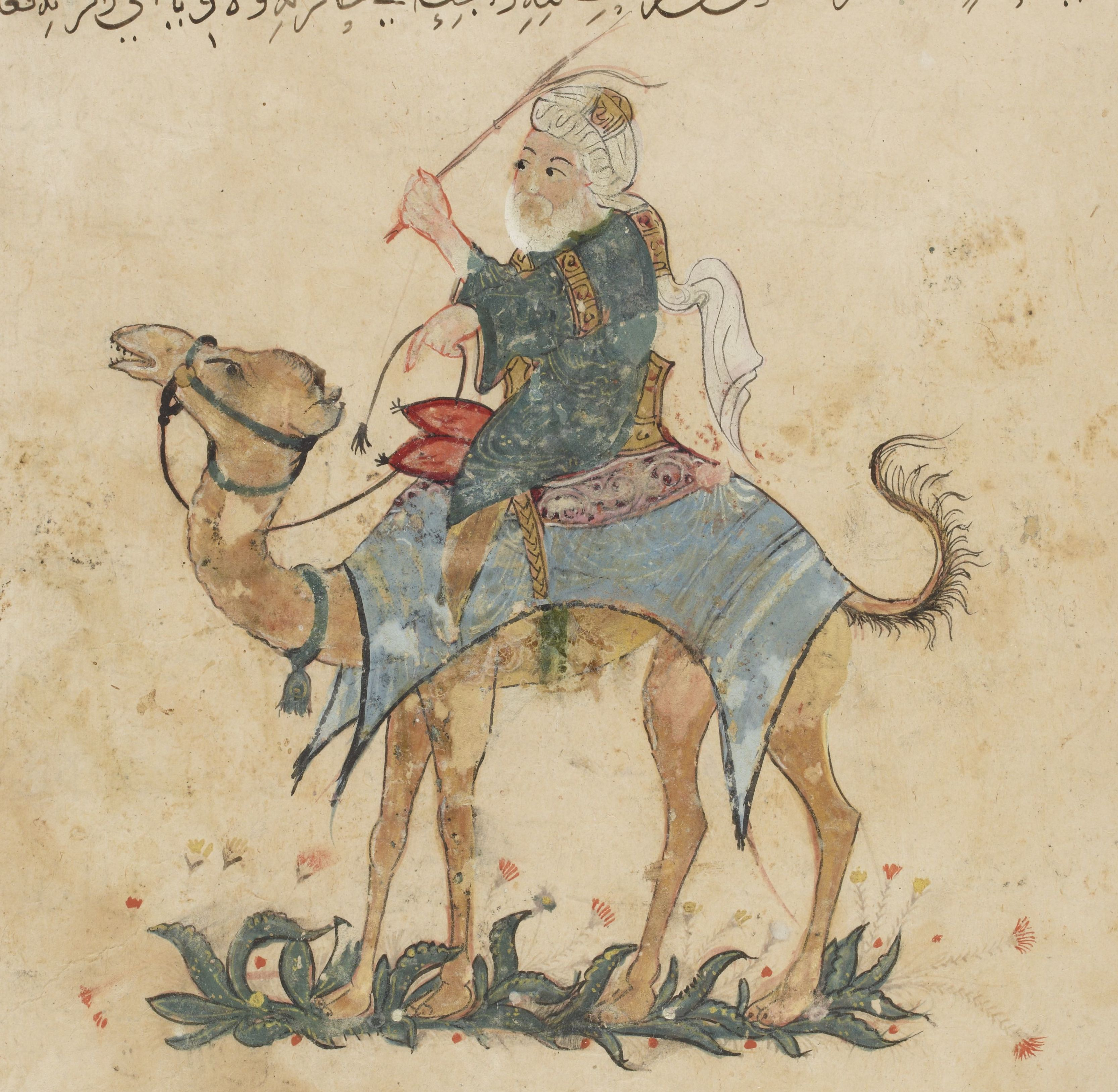
Ibn Battûta, grand voyageur tangérois de l'ère mérinide sur trois continents.

L’anarchie est alors à son paroxysme. C’est le premier grand déclin de la dynastie. Chaque vizir tente de porter sur le trône le prétendant le plus faible et manipulable. Les richesses patiemment accumulées par les souverains précédents sont pillées. Un premier prétendant venu de Castille parvient à se soustraire pour un temps à ce diktat des vizirs. Il s’appelle Abû Ziyân Muhammad ben Ya`qûb plus simplement appelé Muhammad ben Yaqub. Reconnu et acclamé dans le nord du Maroc, il règne à partir de 1362 sur un royaume dont seule la moitié nord est demeurée loyale à l’autorité mérinide. Tout au long de son bref règne, il tentera de faire évincer un à un les vizirs jugés encombrants mais c’est des mains d’un de ces derniers, le grand vizir Omar, qu’il périra en 1366.
Omar désincarcère alors le fils d’Abu l’Hasan, Abu Faris Abd al-Aziz ben Ali ou plus simplement Abd al Aziz. Après avoir réussi le tour de force d’évincer bon nombre de vizirs dont celui qui l’a porté au pouvoir, il parvient à mater le pouvoir parallèle en place à Marrakech (pouvoir dit d’Abou l'Fadel, vaincu en 1368). Il parvient à asseoir son autorité en pays Hintata, puis dans le Souss et à Sijilmassa. En 1370, Tlemcen, où s’était reconstitué le pouvoir abdalwadide, retombe aux mains des Mérinides. Mais deux ans plus tard seulement, il s’éteint. Le royaume est à nouveau scindé en deux, les zaouias prenant le pouvoir à Marrakech. La peste noire se fait dévastatrice.
S’ensuivent 21 années de déclin durant lesquelles se multiplient les intrigues dynastiques, les coups politiques des différents vizirs, les ingérences nasrides et de vaines tentatives de coup d’éclat militaires face à Tlemcen. Durant les deux périodes de déclin, la pratique de la piraterie maritime se développe, tant dans le Nord, dans les environs de Tanger et Ceuta, que sur la côte atlantique (notamment à Anfa, qui sera détruite en 1468 par des représailles portugaises).
En 1399, alors que le Maroc est en proie à une anarchie des plus totales, le roi Henri III de Castille arme une expédition navale destinée à annihiler la pratique de la course depuis Tétouan. En fait, la ville est non seulement mise à sac mais également totalement vidée de sa population (la moitié est déportée en Castille). En 1415, c’est au tour de Ceuta de tomber aux mains des troupes de Jean Ier, roi du Portugal, lui aussi en croisade contre la course maritime des cités portuaires de la côte marocaine.
La dynastie mérinide connait un tragique déclin. Abu Said Uthman ben Ahmad dit Abu Said succède à Abu Amir Abd Allah dans des circonstances troubles. En 1421 Abu Muhammad Abd al-Haqq succède à Abu Said alors qu’il n’a qu’un an; cette accession au trône appela bien sûr une régence. Les vizirs wattassides s’avèreront incontournables et accapareront le pouvoir pendant près de quarante années, à l'issue desquelles ils seront massacrés, en 1459, par Abd al-Haqq qui reconquiert le pouvoir par l'occasion. Une révolte populaire éclate néanmoins à Fès en 1465 et Abd a-Haqq est égorgé ; cet épisode marque la fin du règne des Mérinides.

### Anarchie mérinide et restauration idrisside (1465-1471)
En 1465, à la suite de la chute du régime mérinide à l'issue de la révolte de Fès, le chérif Mohammed ibn Ali Amrani-Joutey, un descendant des Idrissides, est proclamé sultan ; le pouvoir du sultan Mohammed est toutefois limité à la région de Fès, ce qui plonge le reste du pays dans l'anarchie et l'expose aux velléités expansionnistes et agressives des États catholiques de la péninsule Ibérique, Portugal et Castille-Aragon. Pendant ce temps, Mohammed ach-Chaykh, un des deux survivants du massacre de 1459, prépare sa reprise du pouvoir, qu'il accomplira finalement en 1471 mettant fin à l'éphémère gouvernement néo-idrisside.

### Dynastie wattasside (1471-1554)

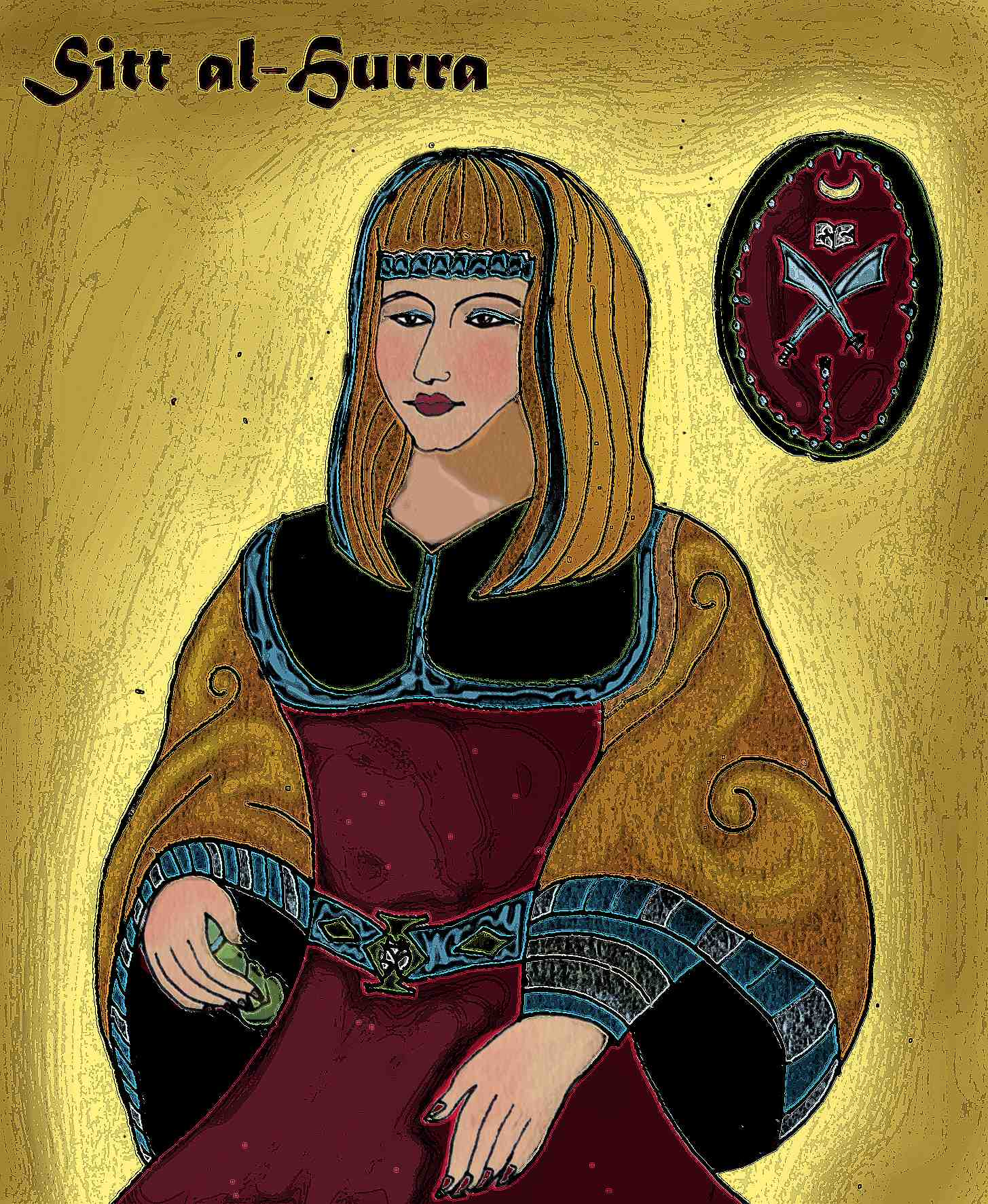
Sitt al-Hurra, reine de Tétouan en 1515

Les Wattassides ou Ouattassides ou Banû Watâs sont une tribu de Berbères zénètes comme les Mérinides.
Cette tribu, qui serait initialement originaire de l'actuelle Libye, était établie dans le Rif, au bord de la Méditerranée. De leur forteresse de Tazouta, entre Melilla et la Moulouya, les Beni Wattas ont peu à peu étendu leur puissance aux dépens de la famille régnante mérinide (voir l'article détaillé sur les Wattassides).
Ces deux familles étant apparentées, les Mérinides ont recruté de nombreux vizirs chez les Wattassides. Les vizirs wattassides s'imposent peu à peu au pouvoir. Le dernier sultan mérinide est détrôné en 1465. Il s'ensuit une période de confusion qui dure jusqu'en 1472.
Le Maroc se trouve coupé en deux, avec à Marrakech les émirs Hintata auxquels succède la dynastie des Saadiens, et à Fès le sultanat wattasside déclinant qui perd également le contrôle de la puissante principauté de Debdou. Plus au nord, à Tétouan et à Chaouen, apparaît une sorte de taïfa à dominante andalouse, peuplée par les réfugiés venus de l'ancien royaume de Grenade (conquis par les Espagnols catholiques en 1492), et dirigée par une femme nommée Sayyida al-Hurra. Sayyida al-Hurra (ou Sitt al-Hurra) mène une lutte implacable contre les Portugais qui occupent Ceuta depuis 1415, et contracte une alliance matrimoniale avec les Wattassides en épousant le sultan Abu al-Abbas Ahmad ben Muhammad. Sur le plan stratégique elle joint ses forces à celles de l'amiral ottoman Barberousse établi à Alger, et qui affronte de son côté les Espagnols en Méditerranée occidentale. Sayyida al-Hurra règne sans partage sur son fief tétouanais jusqu'en 1542.
En 1472, les sultans wattassides de Fès ont perdu l'essentiel des territoires côtiers et ne contrôlent plus la rive marocaine du détroit de Gibraltar. Les Portugais prennent possession de Tanger en 1471 puis cèdent la ville à l'Angleterre en 1661 comme dot apportée par Catherine de Bragance à son époux Charles II d'Angleterre.
La domination anglaise sur Tanger, relativement courte (1661-1684), sera contestée en permanence par le Parlement de Londres malgré l'octroi d'une charte civique à la colonie par Charles II, et cela en raison des difficultés financières qu'entraîne l'entretien de sa garnison soumise en permanence à la pression des assauts marocains. L'évacuation de Tanger est finalement décidée et confiée à l'amiral Dartmouth, les troupes de Moulay Ismail prennent alors possession de la ville après plus de 200 ans d'une triple domination étrangère (portugaise, espagnole, anglaise). Les Anglais compenseront la perte de Tanger en s'emparant de Gibraltar en 1704.

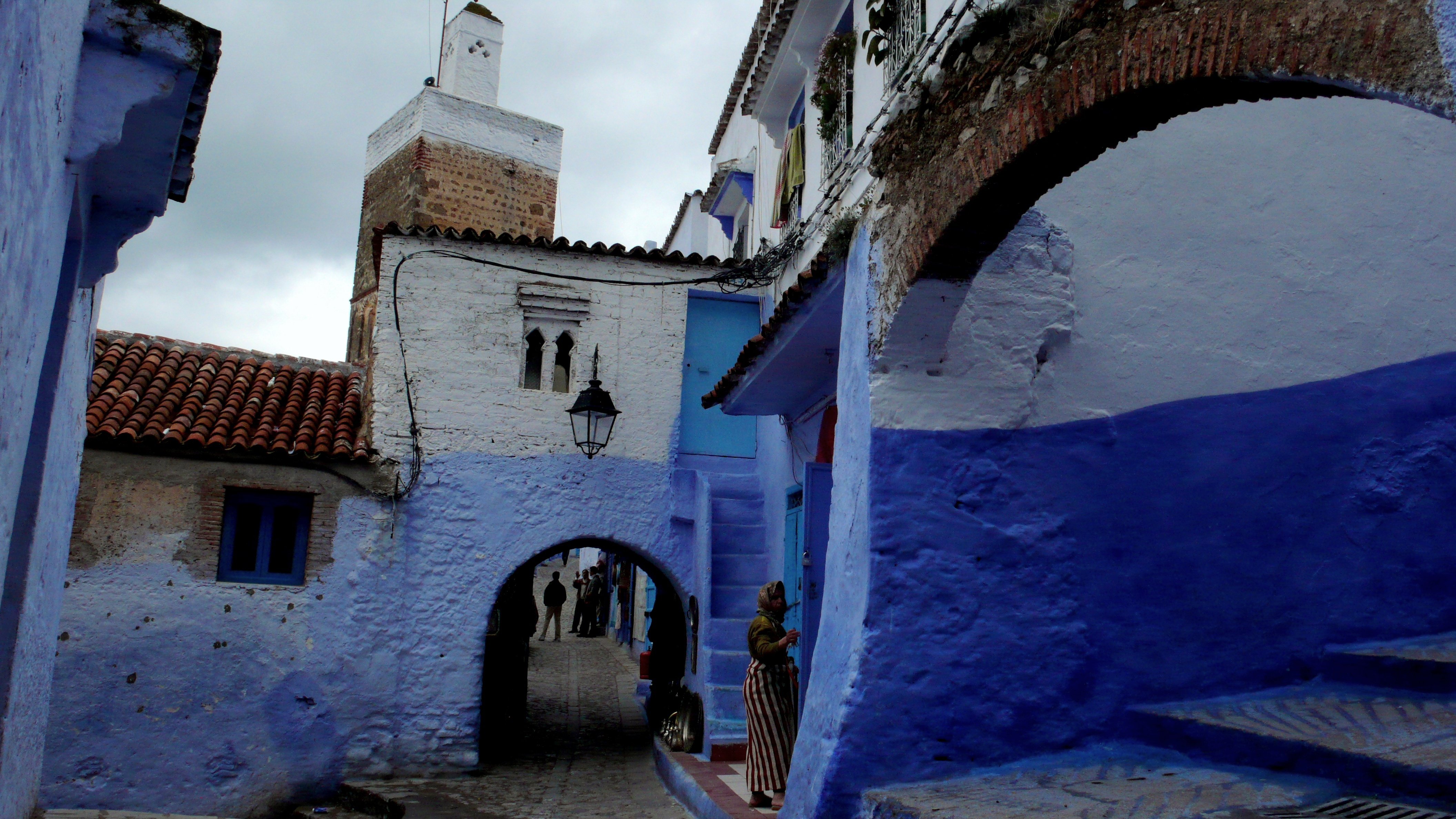
Chaouen cité du nord du Maroc, fondée en 1471 pour accueillir les Andalous originaires du royaume musulman de Grenade.

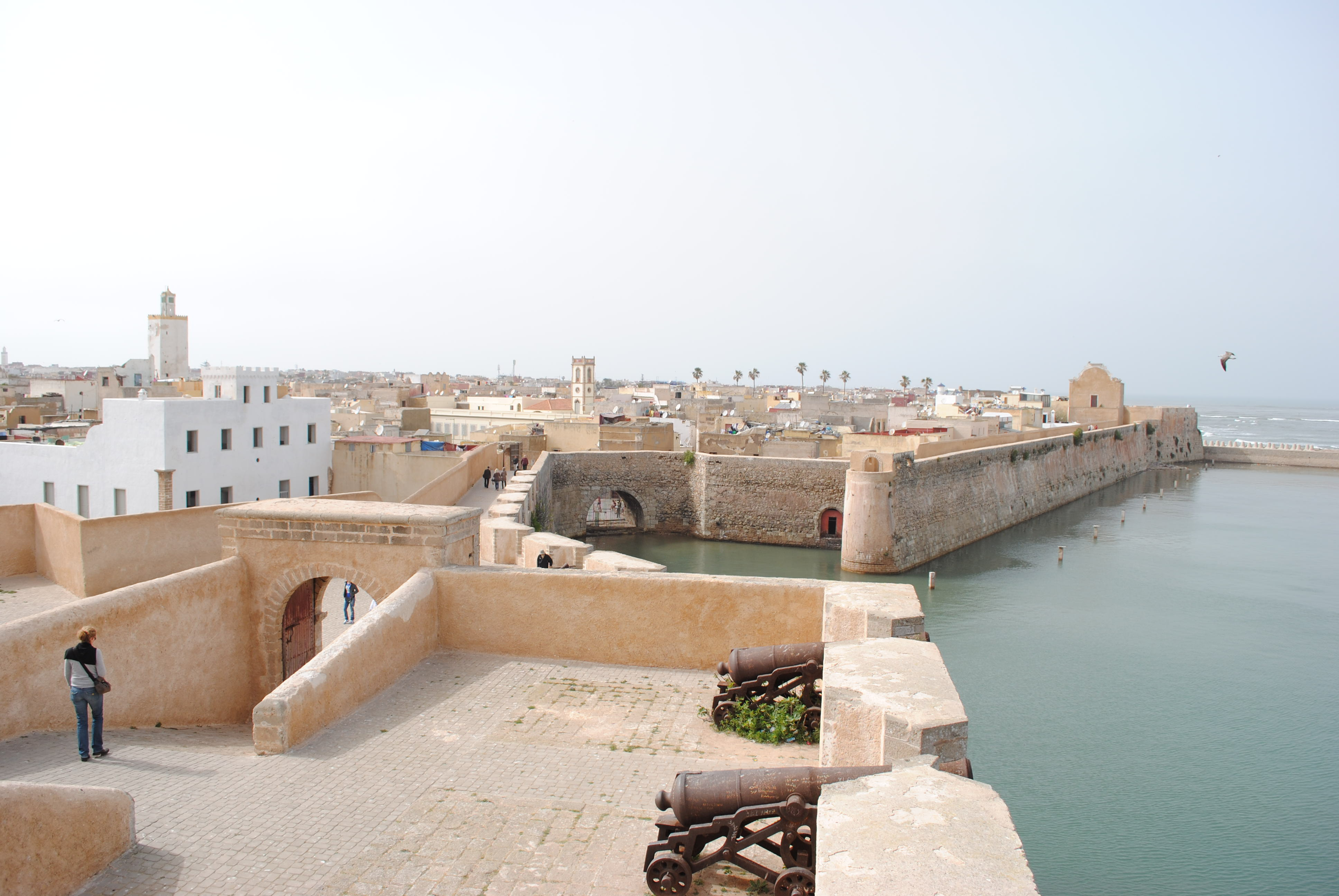
Ancienne colonie portugaise de Mazagan (El Jadida), recouvrée par le Maroc en 1769.

Durant la domination portugaise (1471-1661, avec un intermède espagnol entre 1580 et 1640), Tanger constitue la capitale de l'Algarve d'Afrique, car il existe alors deux Algarves, celle d'Europe et celle d'Afrique, toutes deux considérées comme territoires relevant personnellement de la maison d'Aviz puis de la maison de Bragance (le roi du Portugal porte aussi le titre de roi des Algarves).
Sous les règnes successifs d'Alphonse V, Jean II et Manuel Ier (période marquant l'apogée de l'expansion portugaise) l'Algarve africaine englobe presque tout le littoral atlantique marocain, à l'exception de Rabat et de Salé.
Les Portugais contrôlent la portion côtière s'étendant de Ceuta à Agadir et à Boujdour, avec pour points de jalon les places fortes de Tanger, Assilah, Larache, Azemmour, Mazagan, Safi et Castelo Real de Mogador. D'Azemmour est originaire Estevanico (de son vrai nom Mustapha Zemmouri), un Marocain réduit en esclavage par les Portugais puis revendu aux Espagnols. Estevanico se rend célèbre par sa découverte et son exploration de l'Amérique du Nord, depuis la Floride jusqu'aux confins du Mexique et de l'Arizona, dans les rangs des conquistadors hispaniques.
Les possessions de la Couronne lusitane constituent des fronteiras, équivalent portugais des presidios espagnols, et sont utilisées comme escales sur la route maritime du Brésil et de l'Inde portugaise. Néanmoins la plus grande partie du Maroc portugais est reconquise par les Saadiens en 1541. La dernière fronteira est celle de Mazagan, récupérée par les Marocains en 1769. Les Espagnols pour leur part s'attribuent la côte méditerranéenne avec les présides de Melilla et le rocher de Vélez de la Gomera, ainsi que la région de Tarfaya faisant face aux îles Canaries.
Ils prennent également le contrôle de Ceuta à l'issue de la débâcle portugaise à la bataille des Trois Rois qui se solde par l'établissement de l'Union ibérique (1580).
Les Wattassides affaiblis donnent finalement le pouvoir à une dynastie se réclamant d'une origine arabe chérifienne (les Saadiens) en 1554.

## Dynasties chérifiennes (1554-présent)

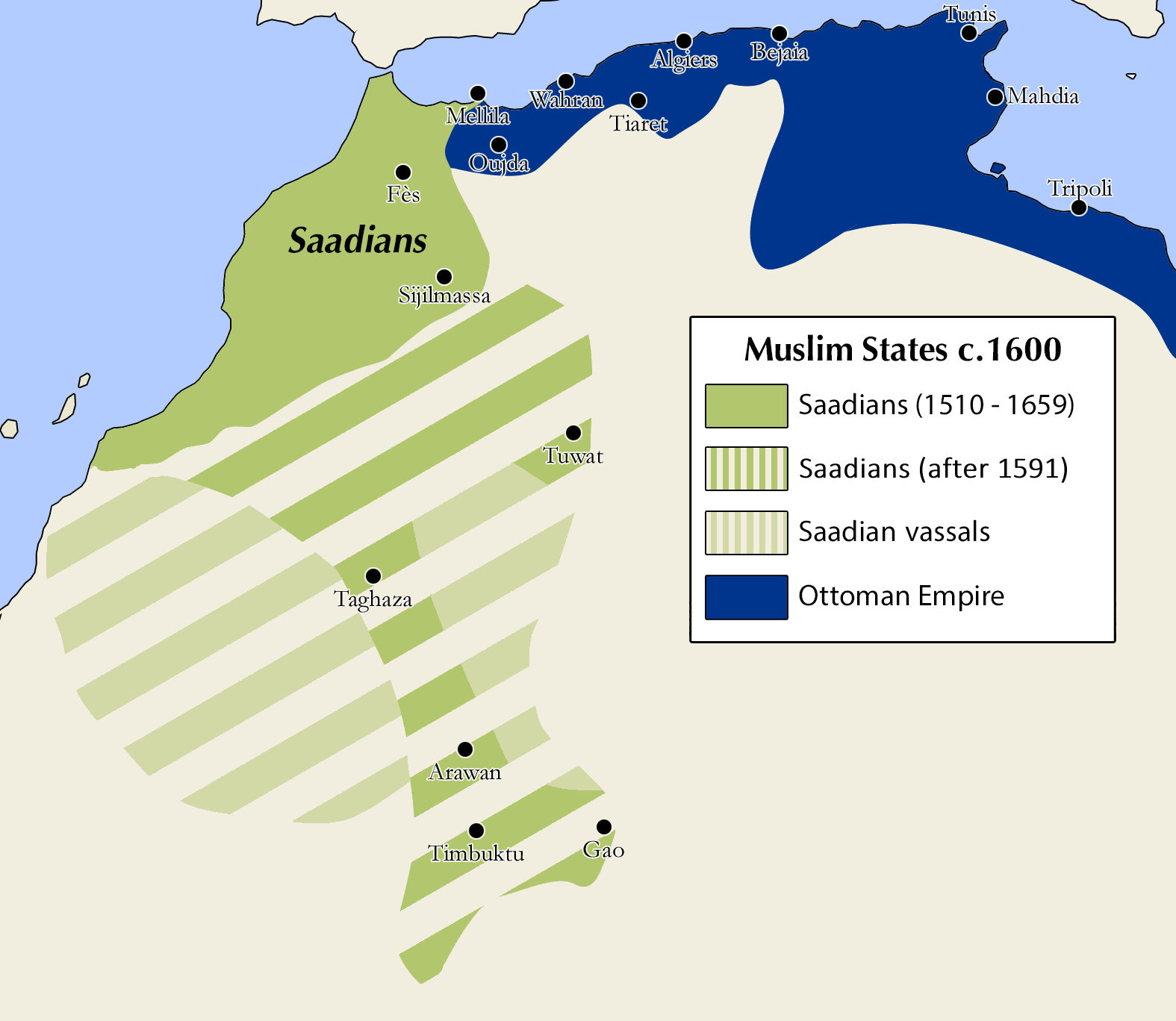
Étendue de l'empire saadien sous le règne d'Ahmad al-Mansur.

### Dynastie saadienne (1554-1659)

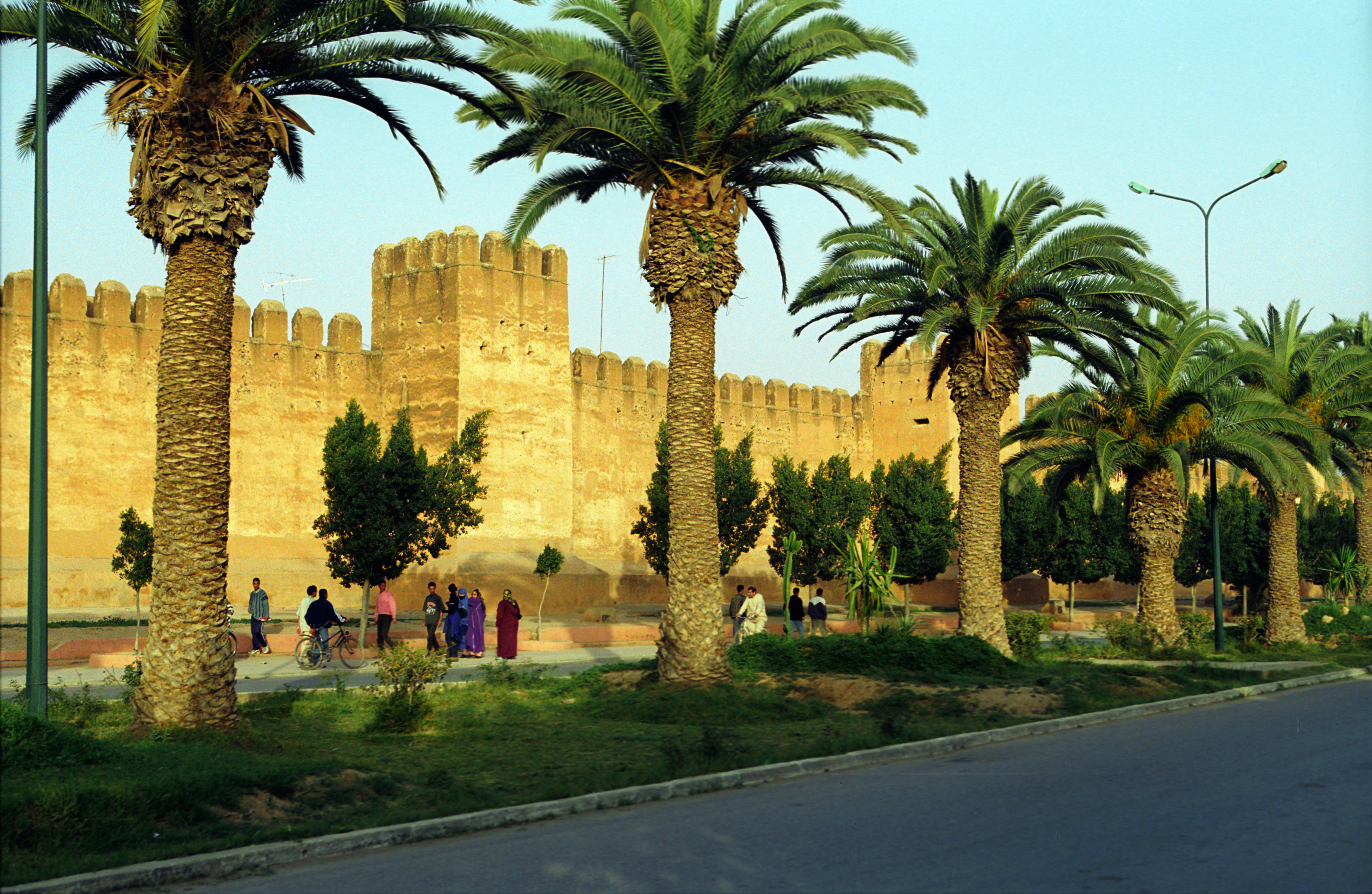
Taroudant, première capitale de la dynastie des Saadiens.

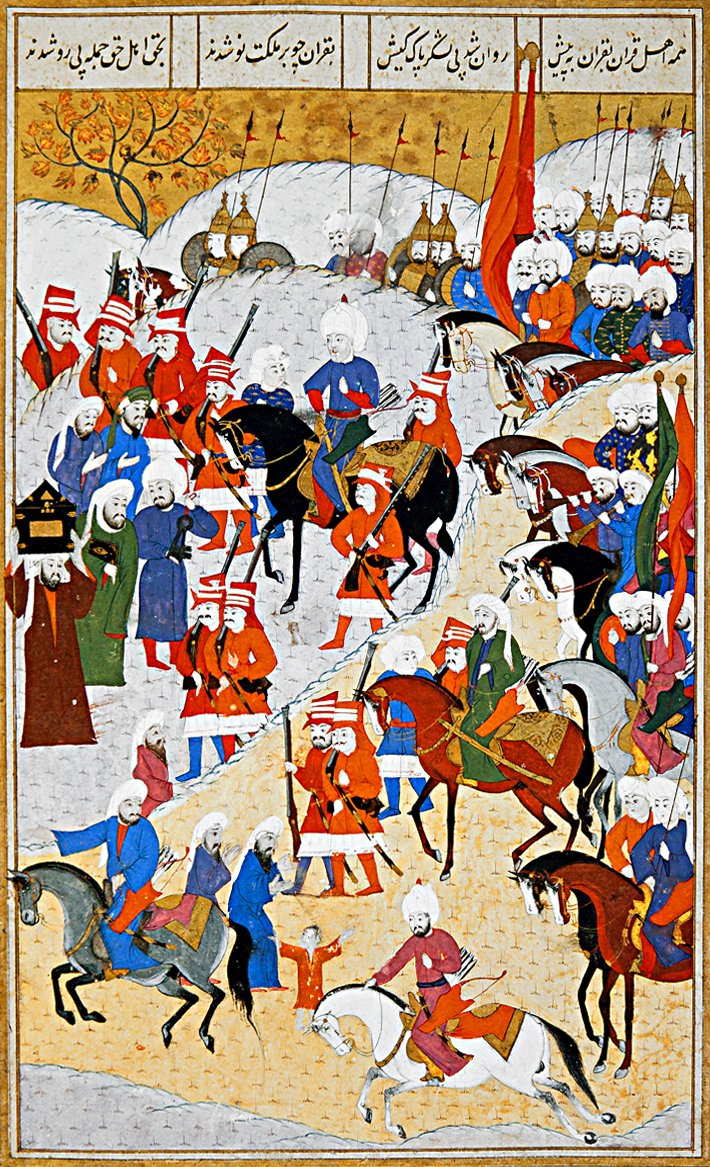
Les troupes mercenaires ottomanes, commandées par Caïd Ramdan et engagées par Moulay Abdelmalik Saadi pour reconquérir le Maroc, s'illustrent particulièrement à la bataille d'al-Rukn (miniature ottomane, XVIe siècle).

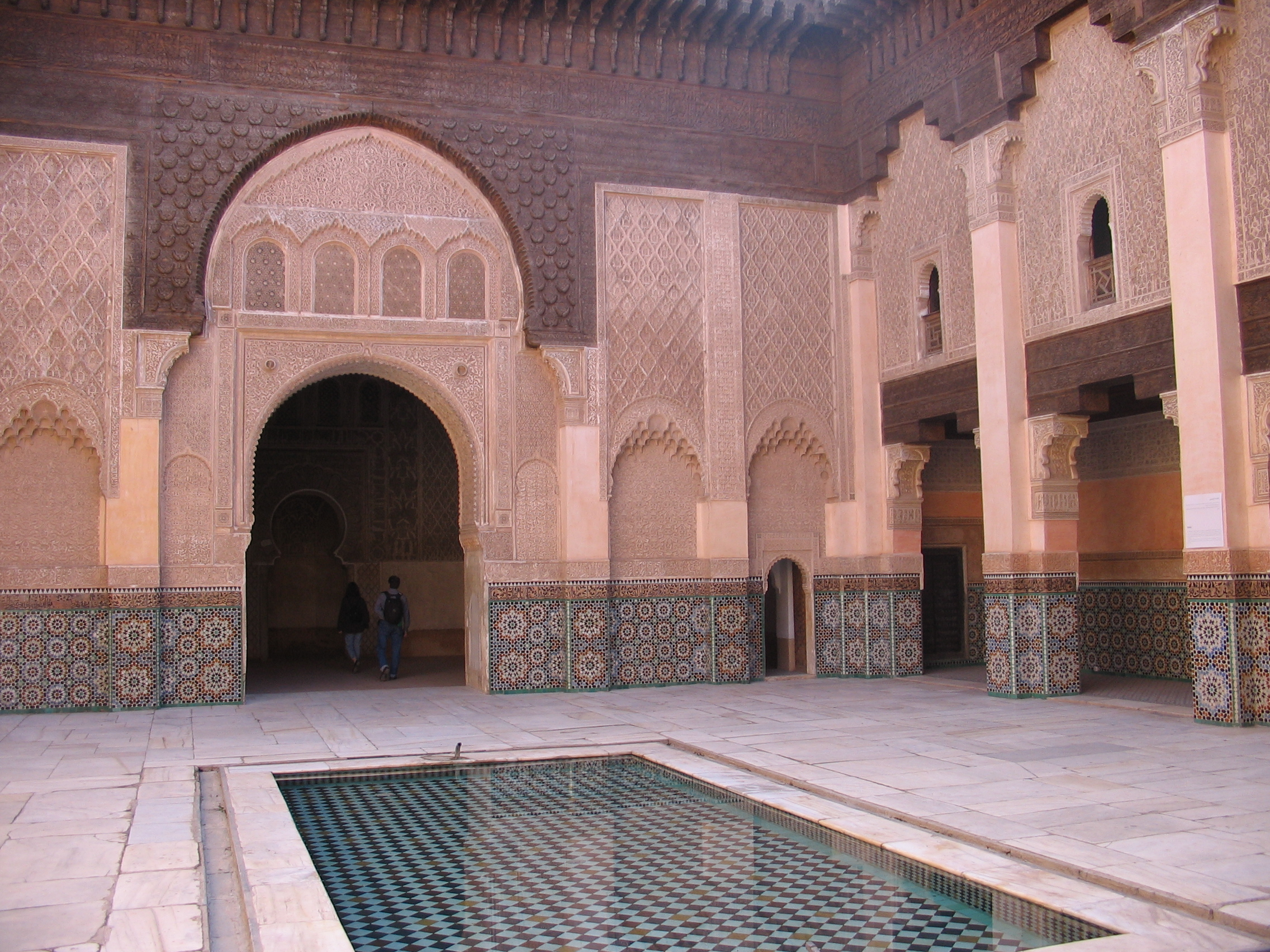
Cour intérieure de la Medersa Ben Youssef à Marrakech, époque saadienne (années 1560).

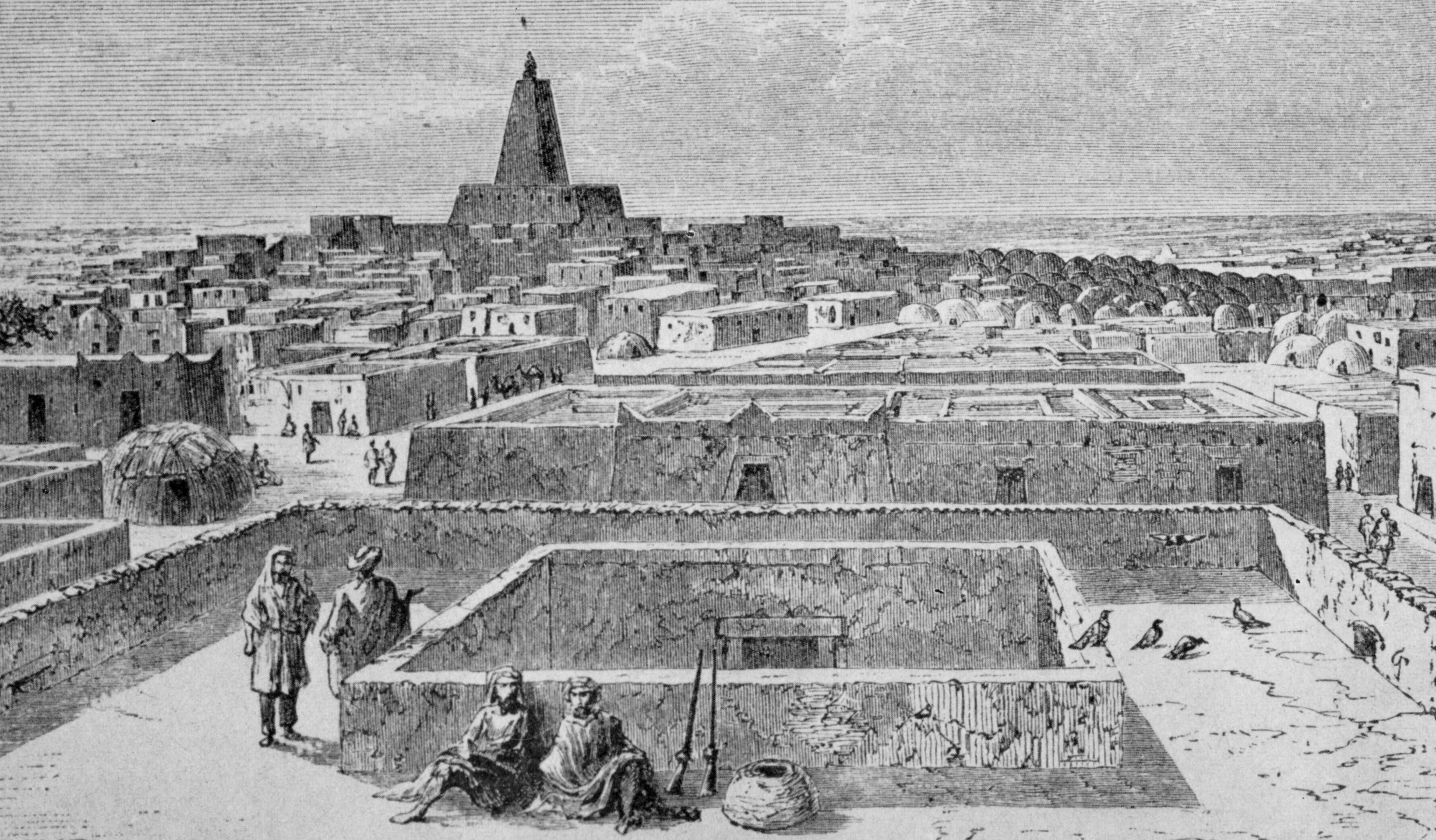
Gravure figurant Tombouctou, grande cité des Songhaï, capitale du pachalik du Soudan marocain à partir de 1591.

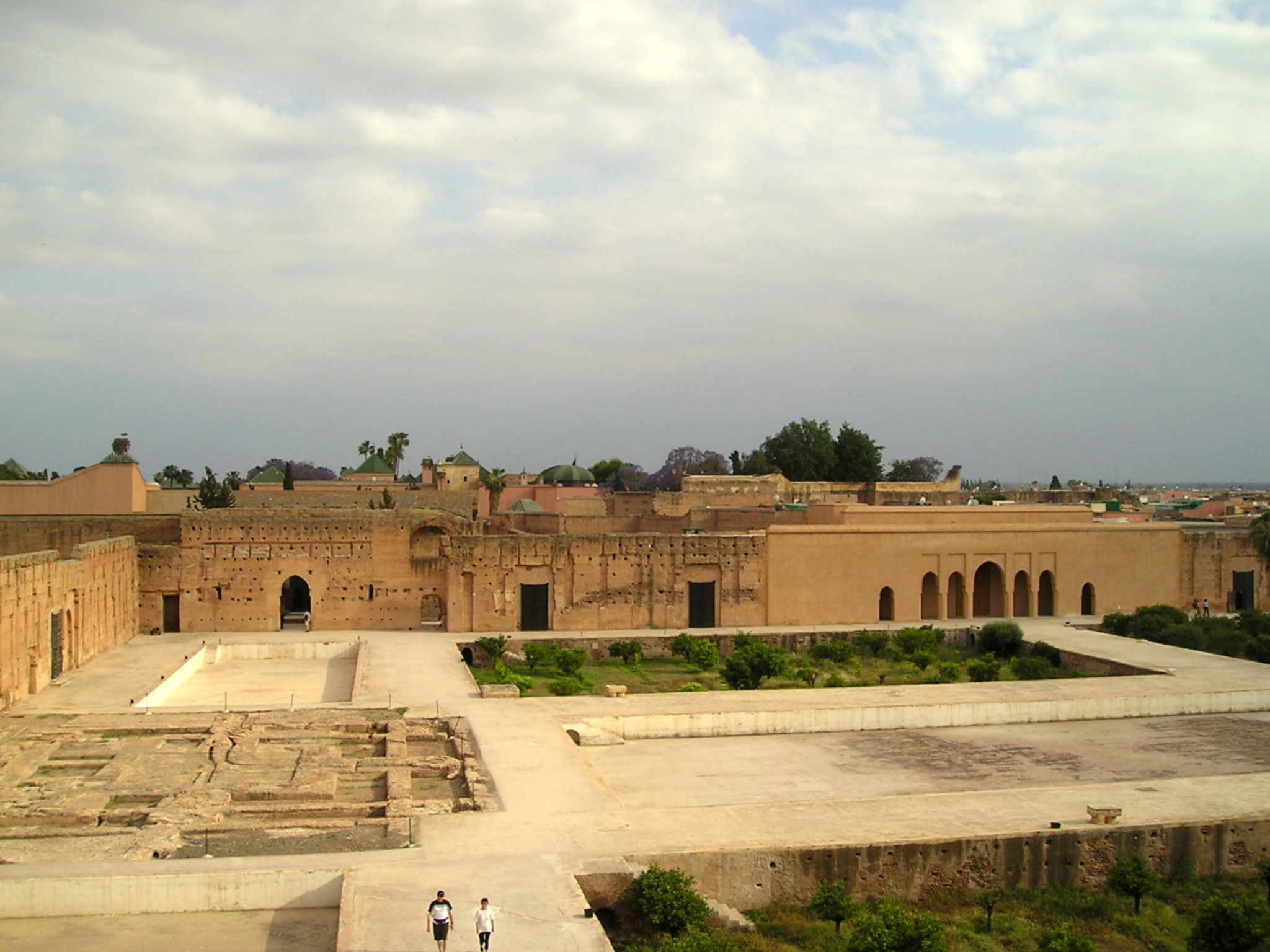
Vestiges du palais El Badi édifié par le sultan al-Mansur à Marrakech.

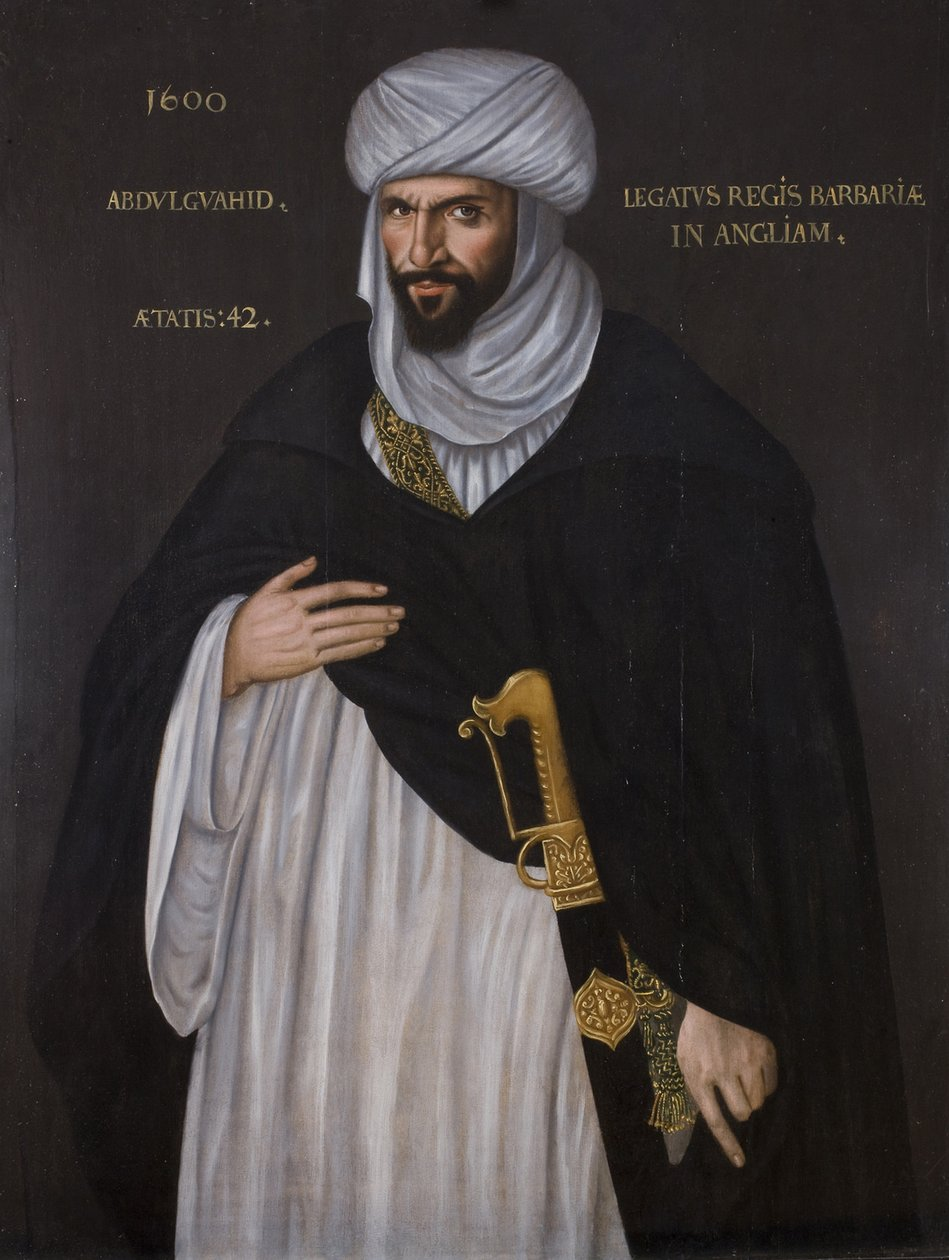
Abd el-Ouahed ben Messaoud, ambassadeur du sultan al-Mansur en Angleterre, vers 1600.

Les Saadiens, appelés parfois Zaydanides, constituent une dynastie originaire de la vallée du Drâa. Elle arrive au pouvoir en 1511 avec le sultan Muhammad al-Mahdi al-Qaim bi-Amr Allah et choisit Marrakech pour capitale définitive après Taroudant. À partir de 1549 elle contrôle entièrement le Maroc et entreprend même son extension en Oranie en direction de Tlemcen et de Mostaganem, alors que le Maghreb central et oriental est sous la domination des Ottomans. Mohammed ech-Cheikh est un adversaire résolu du sultan-calife ottoman Soliman le Magnifique.
Pour conjurer la menace exercée par les gouverneurs turcs d’Alger, le sultan saadien n’hésite pas à chercher l’alliance des Espagnols qui occupent Oran et lui permettent de s’emparer de Tlemcen.
Cependant en 1554, les troupes turques de Salah Raïs bousculent le dispositif saadien établi autour de Tlemcen, et poussent l'offensive jusqu'à Fès avec l'intention d'occuper la moitié nord du Maroc, correspondant au royaume de Fès, et de l'incorporer à l'Empire ottoman. Alors que l'armée commandée par le pacha d'Alger s'apprête à pénétrer dans la vallée du Sebou, une sortie des forces espagnoles du comte d'Alcaudete, gouverneur d'Oran, oblige les Ottomans à évacuer précipitamment leur éphémère conquête marocaine et à revenir défendre l'Ouest algérien menacé par les Espagnols. Ce retrait turc est profitable aux Saadiens qui récupèrent ainsi Fès et les marches orientales du nord-est marocain. Charles Quint a également évité de voir les Ottomans atteindre la rive sud du détroit de Gibraltar et devenir ainsi des voisins directs de l'Espagne.
L'alliance stratégique hispano-saadienne a montré ainsi son efficacité. Mais la diplomatie pro-espagnole de Mohammed ech-Cheikh lui vaut l’inimitié tenace de la Sublime Porte. En effet, en 1557 des assassins à la solde du beylerbey d’Alger Hassan Pacha décapitent le sultan marocain et envoient sa tête en trophée à Constantinople, où Soliman la fera accrocher sur les murs du Sérail de Topkapı. Ce meurtre n’a cependant pas d’incidence sur le front militaire et consolide même les assises de la dynastie saadienne qui sort victorieuse d'une nouvelle confrontation avec les forces turques à l'issue de la bataille de l'Oued-el-Leben en 1558.
Désignés et légitimés par les confréries mystiques et notamment par les cheikhs de la tariqa Jazoulya fondée par Mohammed Ben Slimane al-Jazouli, les Saadiens doivent réunifier le Maroc en proie aux divisions intestines, et faire face aux ambitions du jeune roi Sébastien Ier de Portugal désireux de mener sa croisade personnelle en Afrique du Nord contre les musulmans.
Le 4 août 1578 à Ksar El Kébir (bataille des Trois Rois), une grande armée portugaise composée de soldats originaires de presque toute la chrétienté occidentale catholique — chevaliers et fantassins portugais, miliciens des provinces espagnoles, lansquenets allemands et flamands et mercenaires italiens des troupes papales — est anéantie par les forces militaires de l'Empire saadien qui s'offrent une victoire au retentissement considérable. À l’issue de cette bataille, la dynastie se concentre sur la frange nord-orientale du Maroc afin de protéger le pays des invasions ottomanes, comme en témoignent les importants borjs et ouvrages de fortification militaire de Fès et de Taza.
Malgré leur opposition politique à la Sublime Porte, les Saadiens organisent leur makhzen et leur armée sur le modèle ottoman. L’administration adopte les titres de pacha, de bey et de khaznadar, et les sultans se dotent d’une garde d’élite (composée de peiks, de solaks et de sipahis), qui s'inspire fortement des janissaires turcs dans sa structure hiérarchique, son commandement et ses uniformes. Un khalifa, représentant du sultan à Fès, exerce la fonction de vice-roi sur les provinces du nord et sur les marches orientales face à l'Empire ottoman. Beaucoup de fonctionnaires issus du makhzen saadien sont des renégats d'origine chrétienne et des Andalous chargés de surveiller la perception des impôts et de veiller à la loyauté des populations susceptibles de se révolter contre le pouvoir central. Certains renégats accèdent à de très hauts postes de responsabilité, comme Mustapha Bey qui devient commandant suprême des sipahis et assure la sécurité des portes du palais sultanien.Le Diwân du sultan, composé des ministres et des secrétaires du souverain, contrôle efficacement l'ensemble des rouages et des institutions de l'État.
La forte influence turque sur le Maroc saadien, s’explique par l’exil des princes Abdelmalik et Ahmed (futur Ahmed al-Mansour) à Alger et à Constantinople durant le règne de leur demi-frère Abdallah el-Ghalib, qui avait voulu les éliminer afin d’être l’unique représentant de la dynastie.
Le soutien du sultan ottoman Mourad III aux prétentions des deux princes saadiens peut paraître paradoxal en raison de la nature conflictuelle des relations maroco-turques, mais Abdelmalik puis son frère savent exploiter intelligemment cet appui décisif pour récupérer le trône et éliminer leur neveu Muhammad al-Mutawakkil (fils d’al-Ghalib), qui de son côté s’était allié au Portugal, lequel n'avait pas encore renoncé à ses rêves d'expansion coloniale au Maroc. Les revendications ottomanes sur le Maroc cesseront définitivement en 1576 après la bataille d'al-Rukn et la prise de Fès par les princes saadiens avec l'aide des forces turques commandées par Caïd Ramdan, et l'intronisation de Moulay Abdelmalik al Saadi comme sultan de l'ensemble du pays à Marrakech. La mort de Murad III en 1595 met définitivement fin à l'hégémonie de la Sublime Porte et renforce l’indépendance marocaine.
Si les Turcs sont surtout présents dans l’état-major et dans l’artillerie, l’essentiel de l’armée saadienne est composé de renégats européens (principalement d'origine espagnole) et de tribus militaires arabes Cheragas ainsi que de contingents du Souss (les Ehl el-Souss, constituant l’ossature militaire de la dynastie). Cette force considérable, estimée à 40 000 hommes par l’historien Henri Terrasse, fait du sultan Ahmed al-Mansur le plus puissant chef politique et militaire de cette partie de l’Afrique.

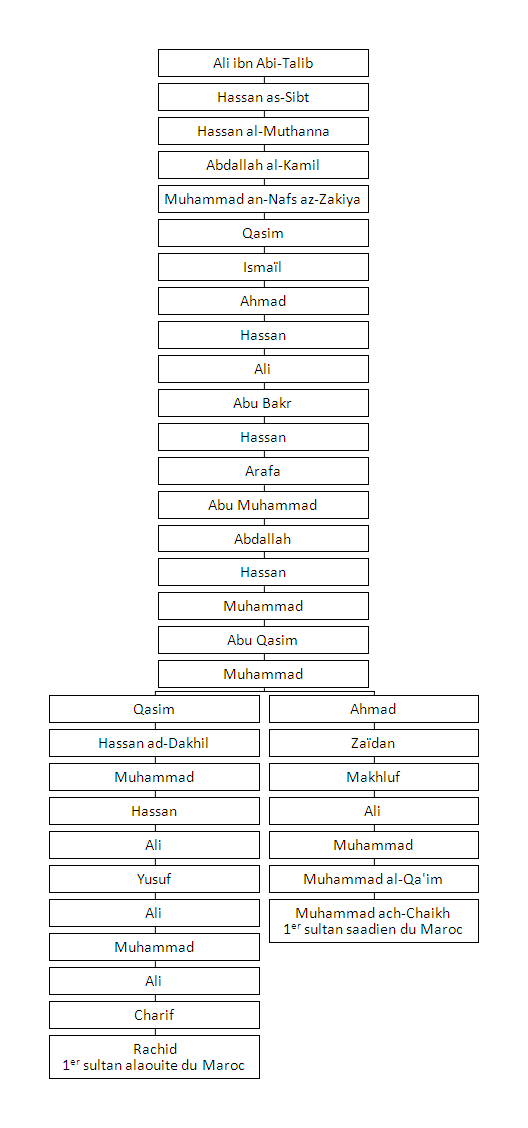
Généalogie des Chérifs saadiens et alaouites du Maroc, démontrant leur lien de parenté.

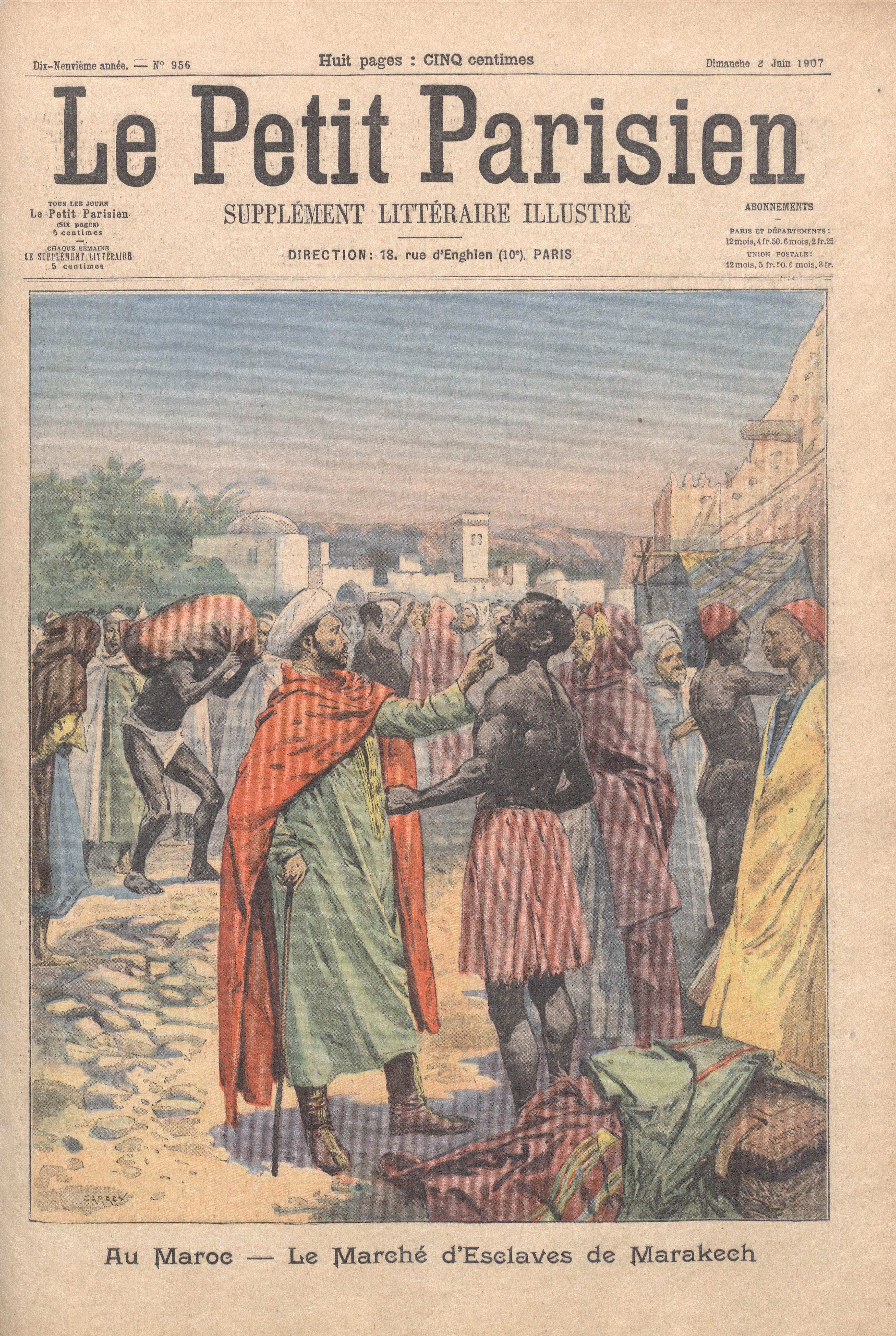
« Le Marché d'Esclaves de Marakech » à la Une du Petit Parisien (2 juin 1907)

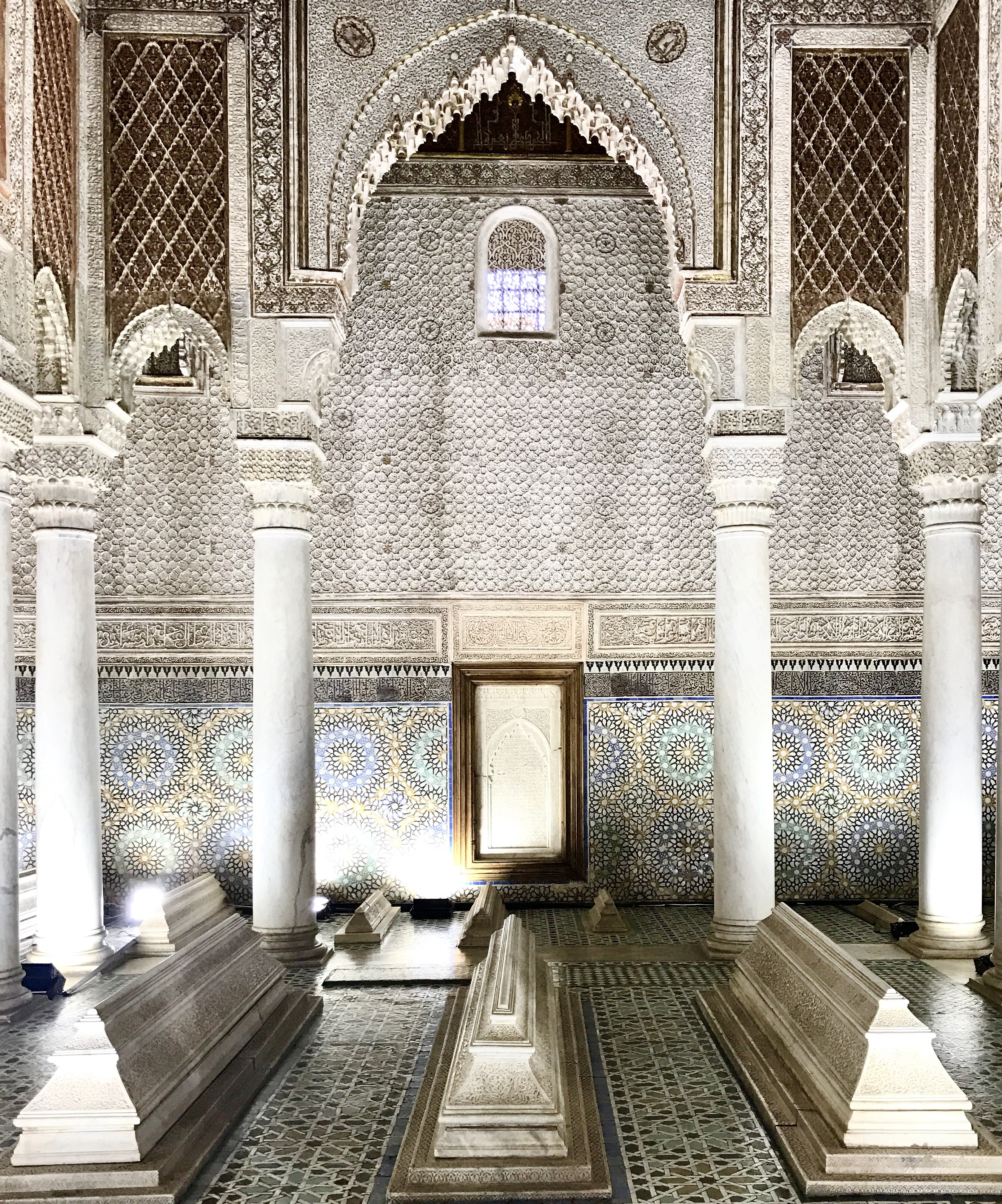
Nécropole de la dynastie saadienne à Marrakech.

Le sultan envoie l'un de ses plus brillants généraux, le Pacha Djoudar, à la conquête de l’Empire songhaï du Mali qui devient après la bataille de Tondibi et la défaite des Songhaï, le pachalik marocain de Tombouctou et du Bilad as-Sûdan (le Soudan occidental traversé par le fleuve Niger, par opposition au Soudan oriental où coule le Nil), incluant les prestigieuses cités de Gao et de Djenné. Dans cette nouvelle province de l'Empire saadien en Afrique occidentale, l'ordre est assuré par un important dispositif de garnisons : les soldats de l'armée marocaine du Soudan finissent par épouser les femmes songhaï, ce qui donne naissance à une nouvelle ethnie issue de ce métissage, les Armas. Sur le plan religieux, le califat saadien est reconnu jusqu’au Tchad par Idriss III Alaoma, roi du Kanem et du Bornou. Cette allégeance spirituelle marque une victoire indéniable pour le sultan al-Mansur sur la scène africaine, au détriment des Ottomans qui entendaient imposer leur califat aux royaumes du Sahel. Du Soudan l'expédition marocaine ramène à Marrakech des esclaves pour travailler dans les champs de canne à sucre de Chichaoua, mais également des grandes notabilités politiques et intellectuelles songhaï réduites en captivité, comme le fameux savant Ahmed Baba Tomboucti.
L'Empire songhaï détruit et son souverain Askia Ishaq II renversé, l’or de la vallée du Niger prend le chemin des oasis marocaines puis de Marrakech par le circuit de caravanes sous forte escorte armée. Grâce à cet or malien, le sultan al-Mansur se lance dans une politique de grand prestige, achève son immense et luxueux palais El Badi siège d'une vie de Cour très fastueuse, et l’on voit même la reine de France Catherine de Médicis tenter de recourir à un emprunt de 20 000 ducats auprès du richissime souverain saadien.
De son côté la reine Élisabeth Ire d’Angleterre veut nouer une alliance stratégique anti-espagnole avec le puissant califat saadien, afin de contrer les ambitions de Philippe II. Cette politique se concrétise par l’attaque conjointe anglo-marocaine contre Cadix (1596) et par l’échange d’ambassadeurs entre les Cours royales de Londres et de Marrakech en 1600. Le sultan al-Mansur va même jusqu'à proposer aux Anglais d'établir un plan de conquête de l'Amérique espagnole et un partage du Nouveau Monde entre l'Angleterre et le Maroc.
Mais cette page brillante s’achève par le décès d’Ahmed à Fès en 1603. Dès 1612, les gouverneurs de Tombouctou cessent d'obéir directement au sultan, et l’or du Mali ne parvient plus jusqu’à Marrakech malgré la tentative de reprise en main du Soudan marocain par le pacha renégat Ammar el Feta. Moulay Zaidan doit affronter le faqih Ibn Abî Mahalli qui se proclame Mahdi et Imam infaillible comme Ibn Toumert avant lui, et veut prendre le pouvoir avant d'être vaincu en 1613. Profitant du désordre politique au Maroc, la France sous l'impulsion du cardinal de Richelieu tente de s'emparer de Mogador et charge Isaac de Razilly d'y installer un comptoir. Finalement Louis XIII y renonce et un traité de paix est conclu en 1631 avec le sultan Al-Walid. La dynastie saadienne s’éteint en 1659 à la mort du sultan Ahmed el-Abbas (assassiné à l'instigation de Kerroum al-Hajj), ce qui met fin à une longue guerre opposant les différents héritiers de la famille saadienne.
À la veille de la disparition des Saadiens, le Maroc se fractionne en plusieurs pouvoirs locaux, dont certains ambitionnent de dépasser leur cadre régional et de s’imposer à l’échelle nationale. Parmi ces différents pouvoirs, les plus remarquables sont la zaouïa de Dila, basée dans le Moyen Atlas et qui étend son hégémonie jusqu'à Fès, et dont la force repose sur les tribus berbères des montagnes, notamment les Sanhadjas; et la zaouïa d'Illigh tenue par les Semlalides, qui fonde le royaume du Tazeroualt dans le Souss et draine une grande partie du commerce caravanier du Sahara et du Soudan marocain.
À côté des États théocratiques soufis de Dila et du Tazeroualt, le chef de guerre El-Ayachi, meneur du jihad dans les provinces atlantiques, se taille un fief important dans le Gharb. Les villes côtières où domine l'élément andalou et morisque s’érigent également en entités politiques indépendantes, comme la République de Salé et la principauté des Naqsides à Tétouan. Enfin, à Marrakech et dans le Haouz émerge la seigneurie des maires du palais saadiens issus de la tribu des Chebânat, ultime vestige de la dynastie agonisante. Mais de tous les protagonistes en présence ce sont les Alaouites, émirs du Tafilalet, qui s’imposent grâce à une conquête méthodique et graduelle du Maroc, mettant à profit les faiblesses internes et les dissensions de leurs adversaires. La dynastie alaouite parvient ainsi au pouvoir sur l’ensemble du territoire au milieu du XVIIe siècle.

### Arrivée des Andalous et des Morisques (1490c-1530c)

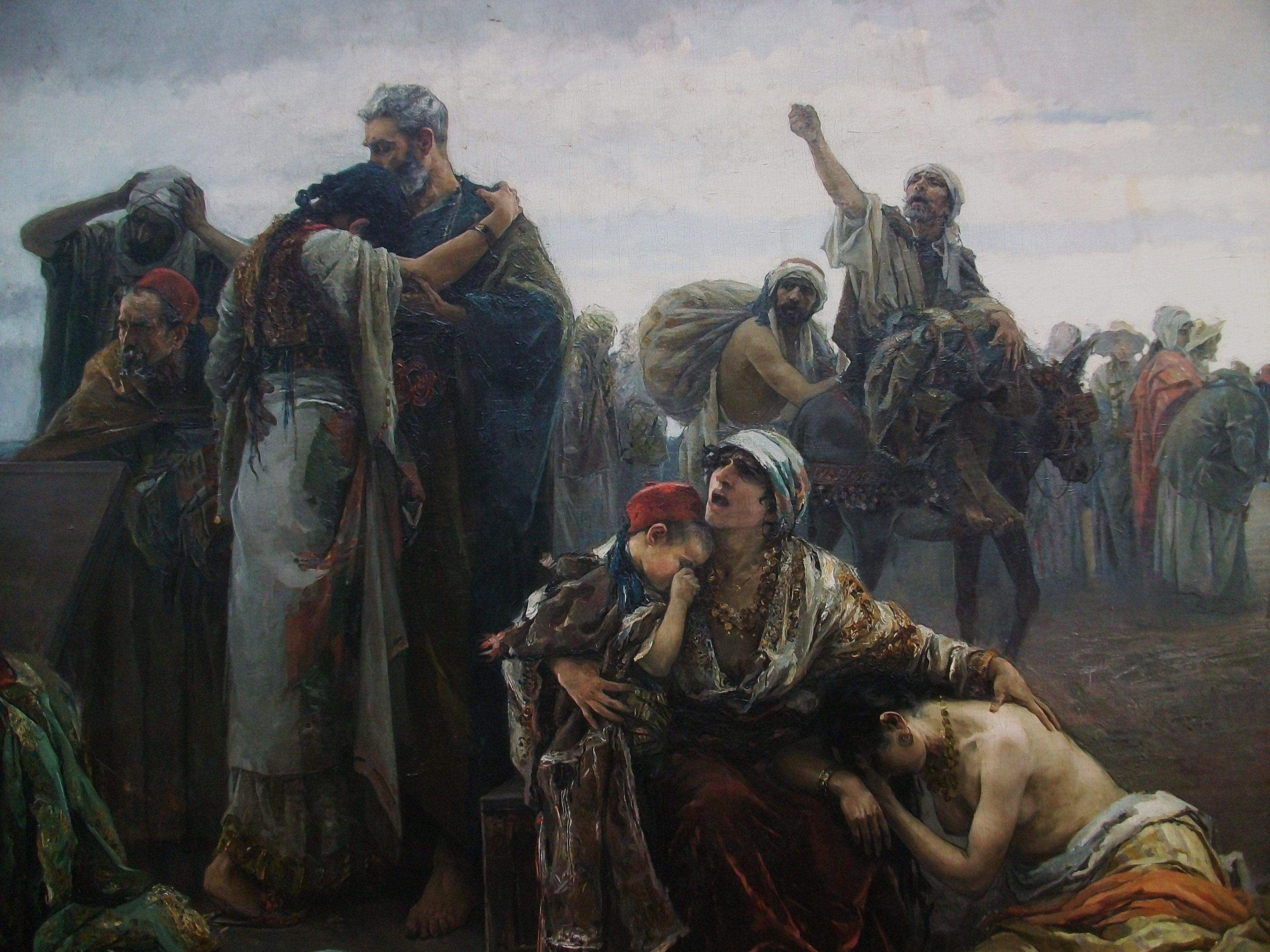
Expulsion des morisques d'Espagne en 1609 à la suite de l'édit de Philippe III.

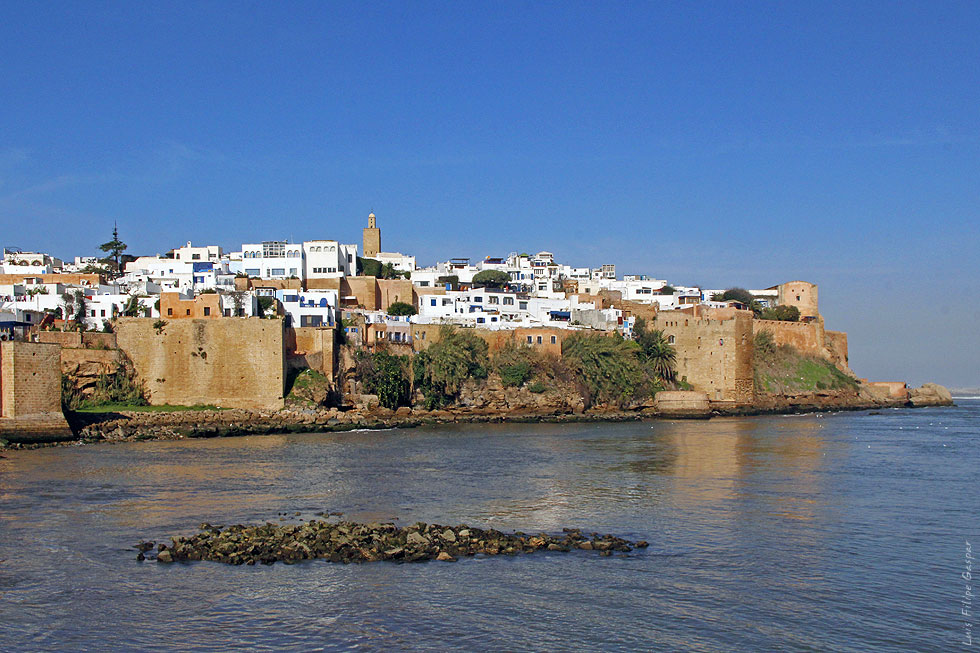
La Kasbah des Oudayas siège du pouvoir de l'État corsaire barbaresque de Rabat et de Salé entre 1627 et 1668.

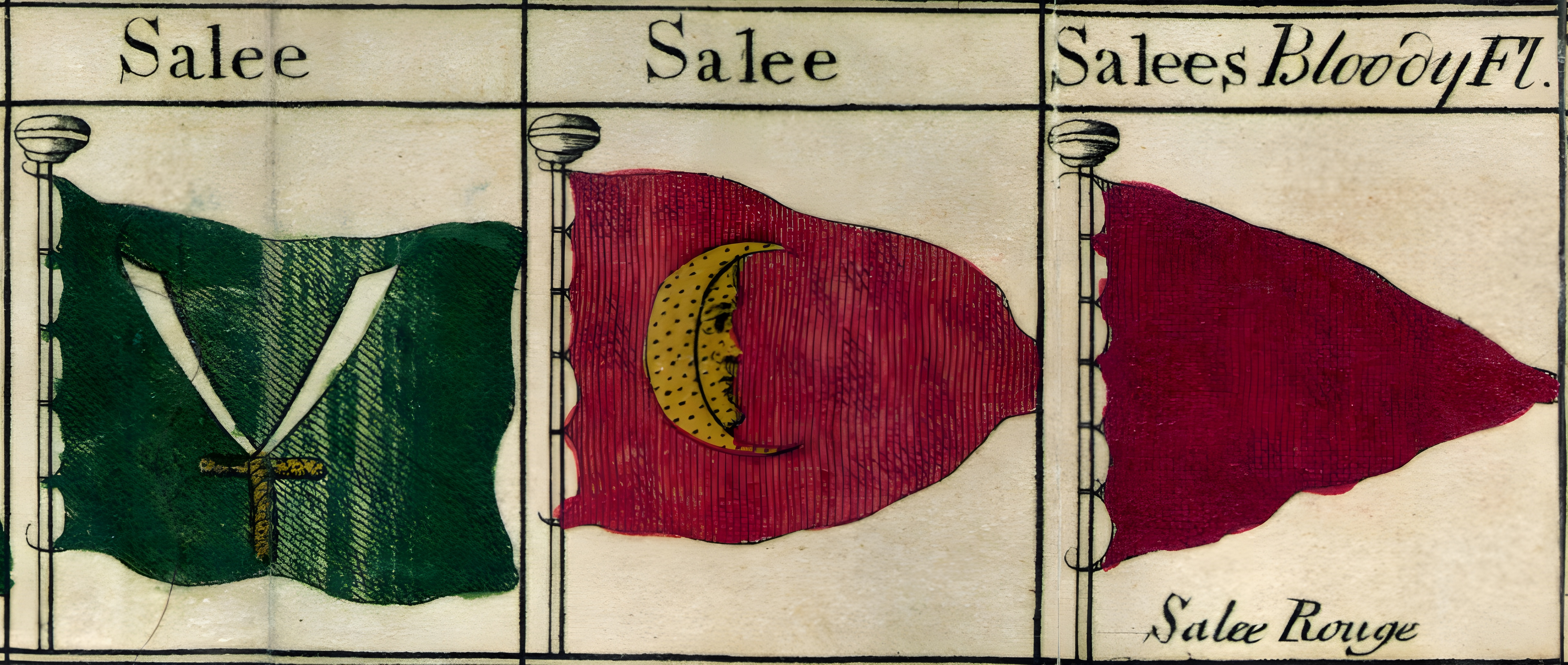
Drapeaux employés par les corsaires salétins

Après les premiers succès de la Reconquista, des musulmans andalous commencent à se replier vers le Maroc en nombre croissant; ainsi dès le XIIe siècle certains Andalous décident de quitter l'Espagne maure, mais la majeure partie d'entre eux est contrainte principalement en deux temps : à la chute de Grenade en 1492, et en 1609 avec l'expulsion des Morisques suivie de l'exil vers le Maghreb.
Dès avant 1492, la proximité géographique du Maroc avec l'Espagne andalouse et l'appartenance d'Al Andalus à la sphère de domination géopolitique almoravide, almohade puis mérinide, ont naturellement induit des échanges constants et variés entre les deux pays.
La proximité du Maroc et la volonté de retour en Espagne entraînent une importante concentration de populations andalouses sur les rivages Nord du Maroc. Les rois catholiques espagnols désireux d'établir un glacis de protection de la péninsule Ibérique attaquent les régions méditerranéennes du Maroc et du reste du Maghreb, et s'emparent des villes de Melilla en 1497 et de Peñón de Vélez de la Gomera en 1508, afin de prévenir toute velléité de revanche, ainsi qu'un éventuel appui marocain ou ottoman aux exilés.
L'arrivée massive des Andalous, que le Maroc devra intégrer dans son tissu social et économique, marque un tournant majeur dans la culture, la philosophie, les arts, la politique et divers aspects de la civilisation marocaine. De nombreux intellectuels et artistes andalous rejoignent les Cours royales et califales du Maghreb, ce mouvement étant initié par le célèbre philosophe Averroès de Cordoue (décédé à Marrakech en 1198) et par le dernier grand poète arabe de l'Espagne musulmane, Ibn al-Khatib de Grenade qui finit sa vie à Fès au temps des Mérinides.
Les Morisques installés à Rabat (appelé la Nouvelle-Salé) et Salé (Salé l'Ancienne), notamment les Hornacheros, forment un État corsaire à partir de 1627, la République du Bouregreg dite aussi République des Deux Rives. Cette entité politique, comparable par certains aspects aux Régences d'Alger, de Tunis et de Tripoli sous domination ottomane, subsiste de courses commerciales fructueuses et d'activités de piraterie barbaresque qui amènent ses caïds-gouverneurs à négocier avec les principales puissances européennes. La témérité des capitaines salétins est en effet réputée, et quelques-uns d'entre eux mènent des raids audacieux jusqu'en Islande voire jusqu'en Amérique du Nord (jusqu'à Terre-Neuve notamment). Après une période d'indépendance au début du XVIIe siècle, le sultan alaouite Moulay Rachid met fin à l'existence de la république salétine et l'annexe à l'Empire chérifien.
De même, la ville de Tétouan, peuplée majoritairement « d'Andalous » depuis sa reconstruction à la fin du XVe siècle, forme une principauté de facto indépendante, gouvernée par la famille Naqsis pendant la première moitié du XVIIe siècle, dans le contexte d'affaiblissement du makhzen saadien et de morcellement territorial du pays. La principauté accueille des dizaines de milliers de Morisques à la suite de leur expulsion d'Espagne en 1609. De structure sociale semblable à celle de Rabat, la course y représente une activité de première importance par le biais de son port de Martil, en aval du fleuve éponyme qui l'y relie.
Au Maroc, la guerre de course décline à la fin du XVIIIe siècle, avec arrêt définitif en 1829, à la suite des attaques de représailles de la flotte autrichienne contre Tétouan et Asilah (bombardements ayant suivi la capture d'un navire autrichien par des corsaires marocains). Les capitaines salétins sont souvent d'origine morisque, mais d'autres sont des renégats européens (le plus célèbre étant le Hollandais Jan Janszoon devenu le grand amiral Mourad Raïs), des Marocains de la proche région de Salé ou encore des Turcs venus d'Alger et de Tripoli et bénéficiant d'une solide expérience de la guerre maritime.

### Dynastie alaouite (1664-présent)

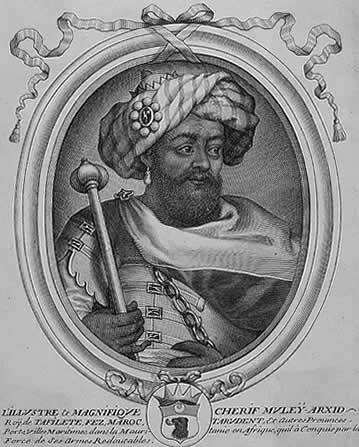
Moulay Rachid, premier sultan de la dynastie alaouite en 1664.

L'un des plus illustres Alaouites est le sultan Moulay Ismaïl, deuxième souverain de la dynastie, à qui les chroniqueurs et les témoins d'époque s'accordent à donner 26 ans lors de son avènement (1672). Il est le demi-frère de Mohammed Ier et de Moulay Rachid ; né d'une esclave noire, Mubaraka bint Yark al-Maghafri, dont il gardera un teint mat prononcé. Son règne se situe entre 1672 et 1727. Moulay Ismaïl succède à son demi-frère Rachid, mort accidentellement à Marrakech. Le règne de Moulay Ismail correspond à une période d'apogée exceptionnelle de la puissance marocaine.

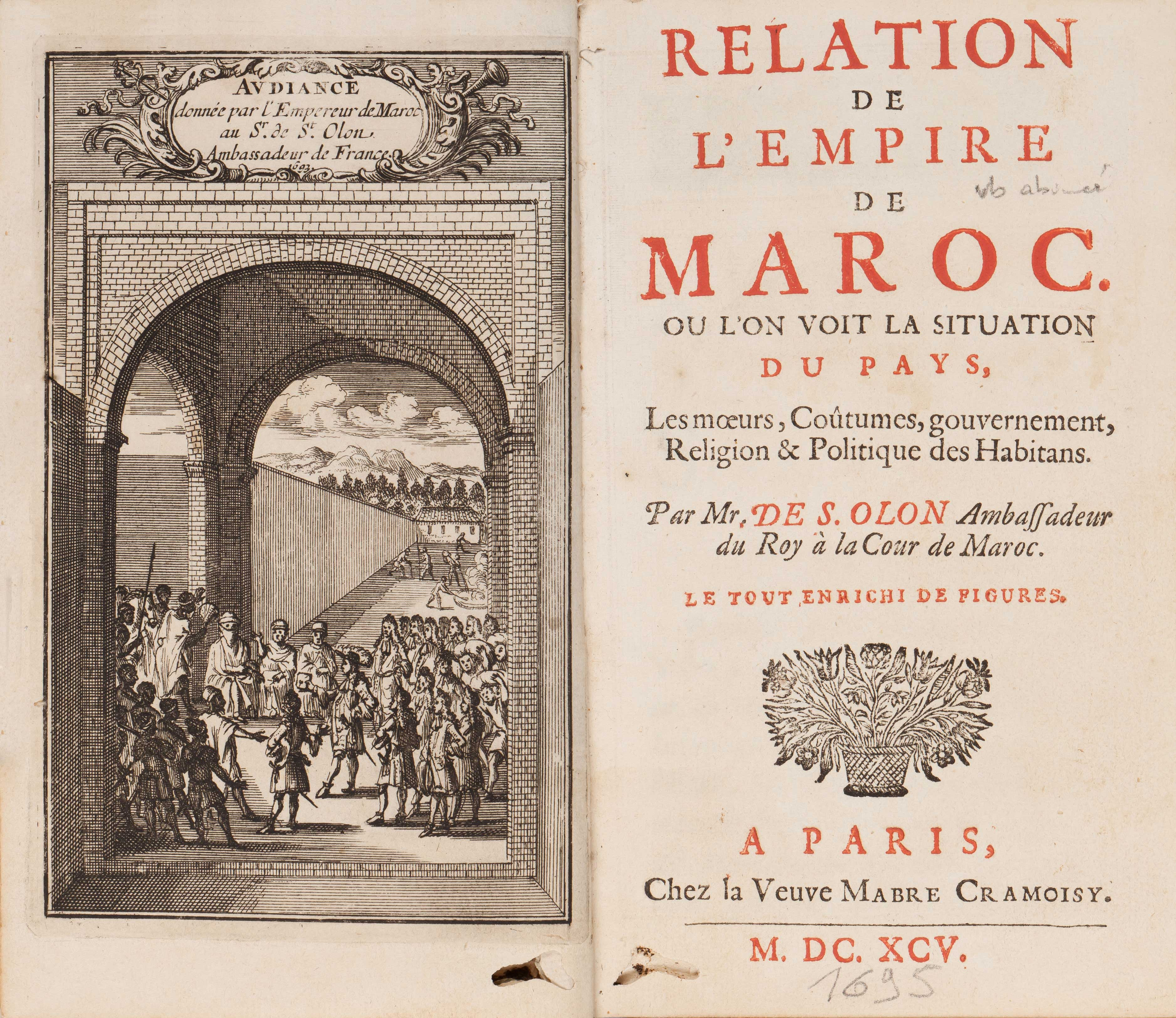
Première page de la Relation de l'Empire de Maroc par le baron de Saint-Olon (1695).

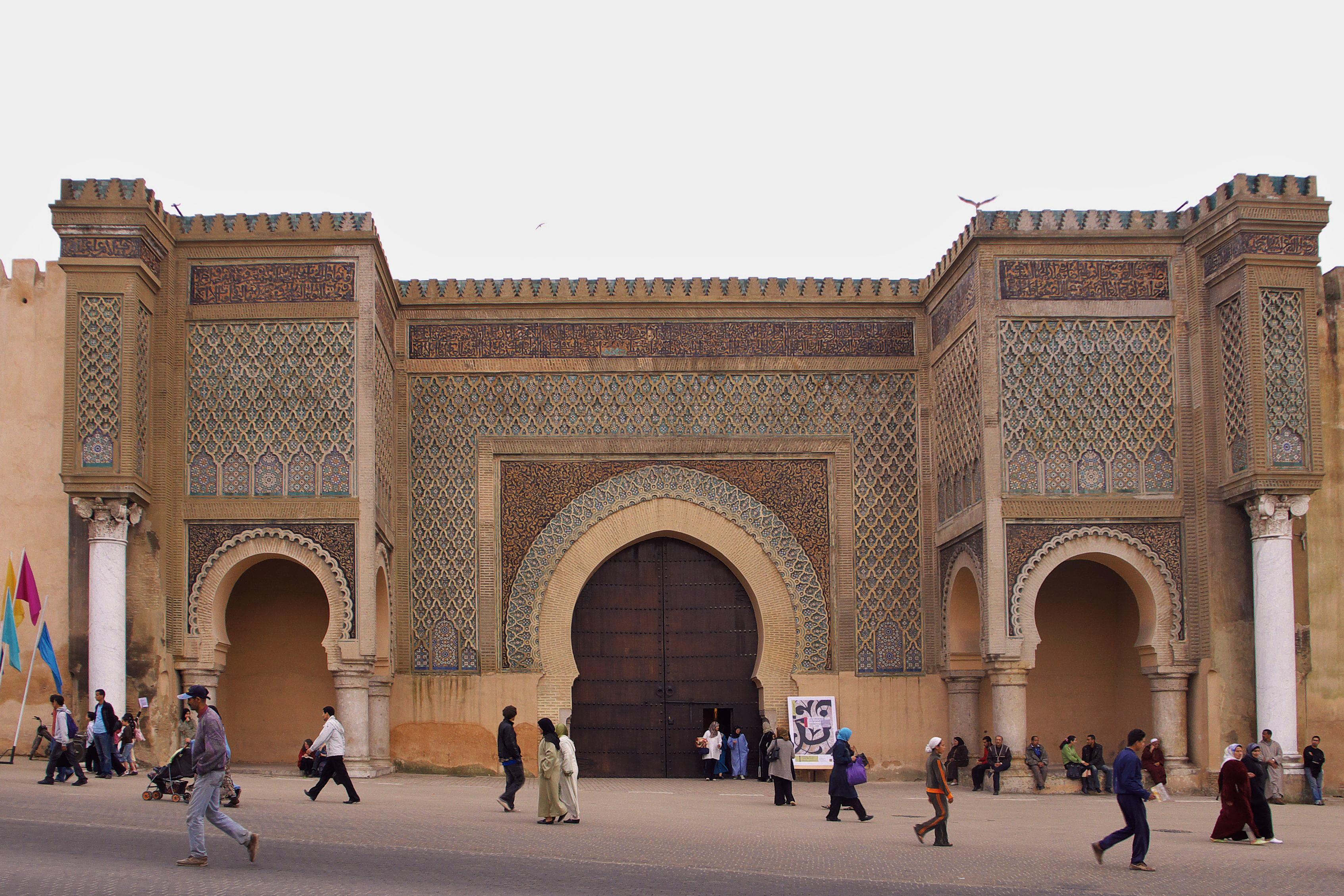
Porte de Bab Mansour el Aleuj dans la Cité impériale de Meknès, achevée en 1732.

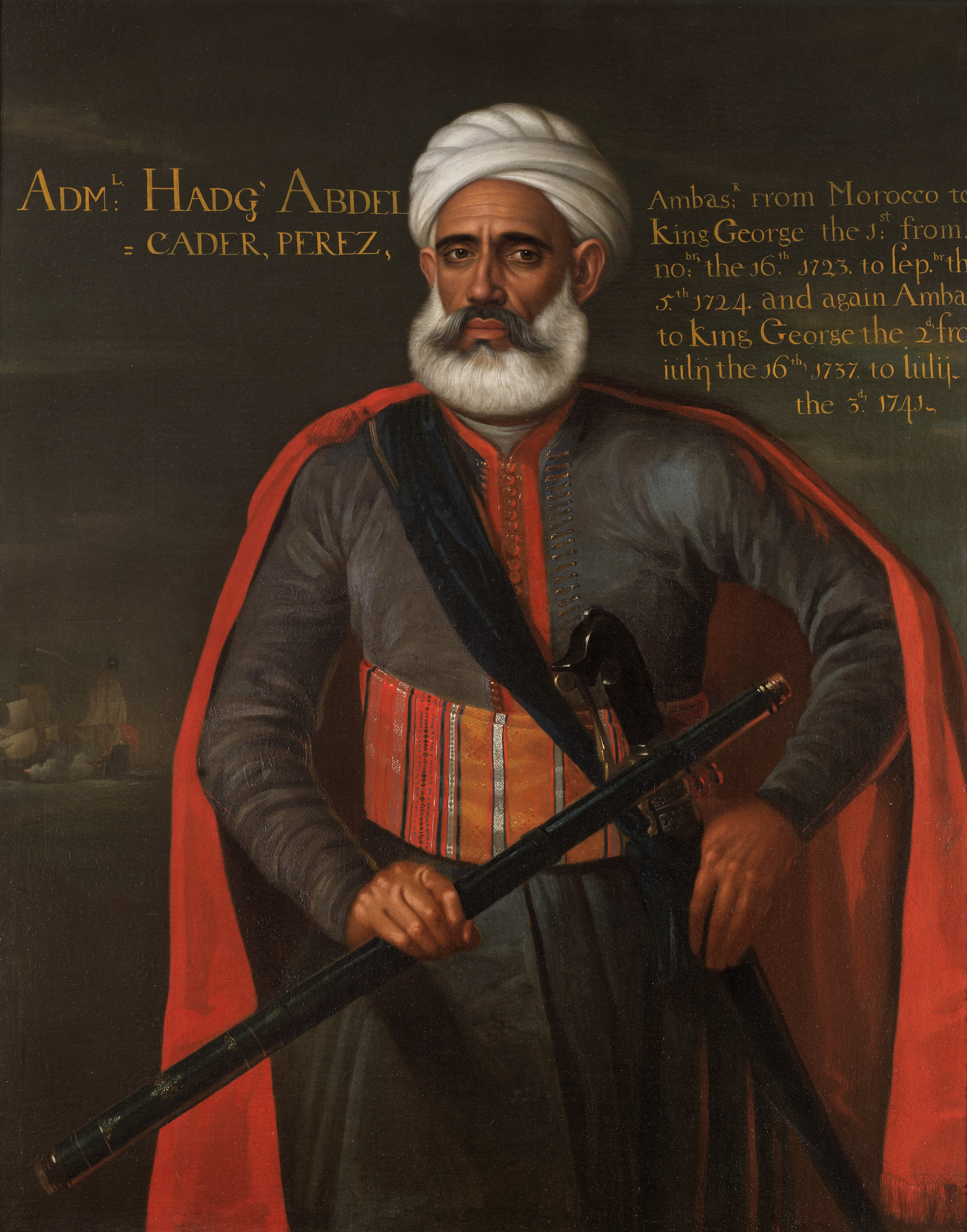
Abdelkader Perez, amiral de la flotte marocaine au début du XVIIIe siècle.

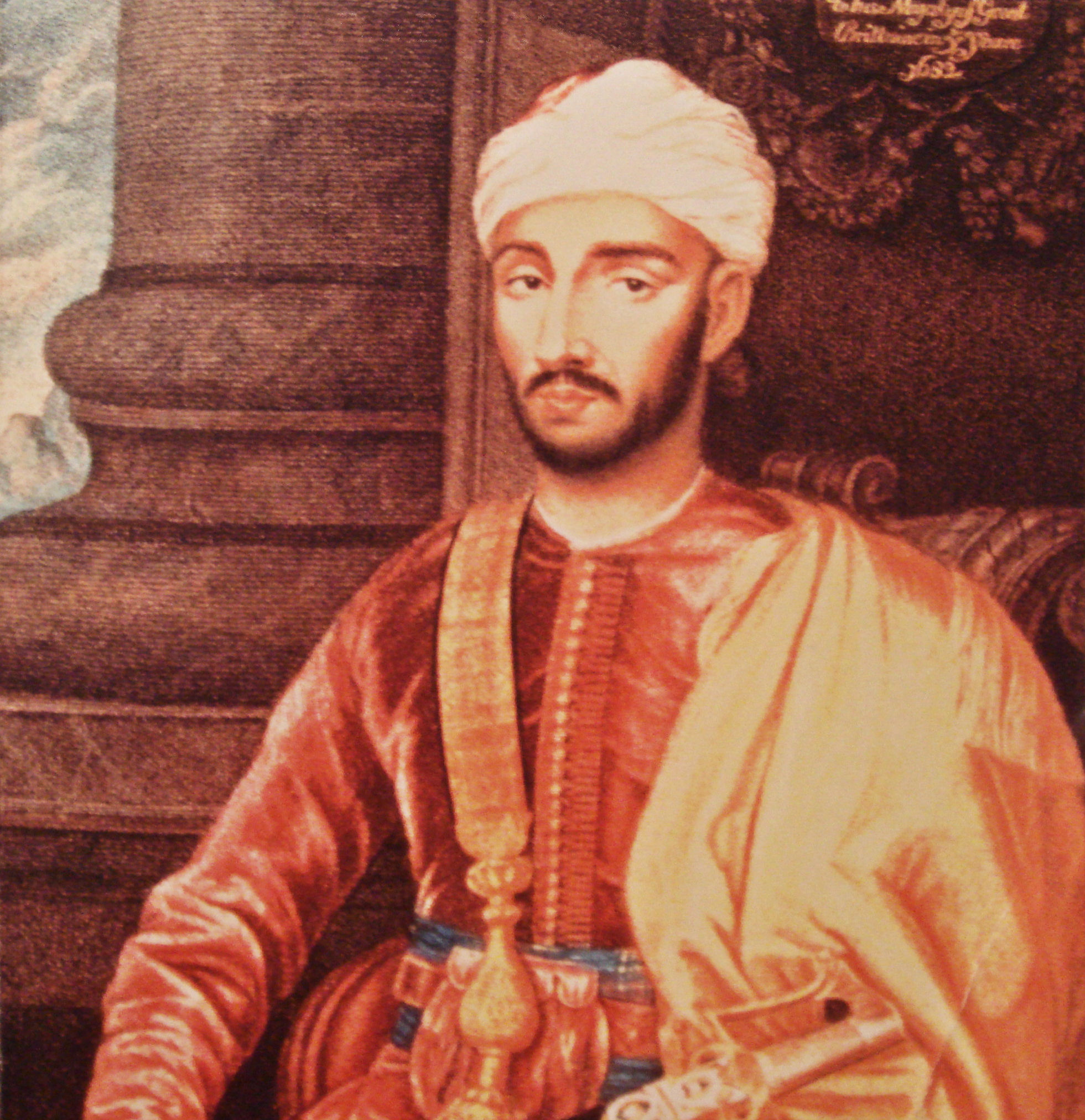
Mohammed Ben Hadou, diplomate et dignitaire du makhzen sous le règne de Moulay Ismail.

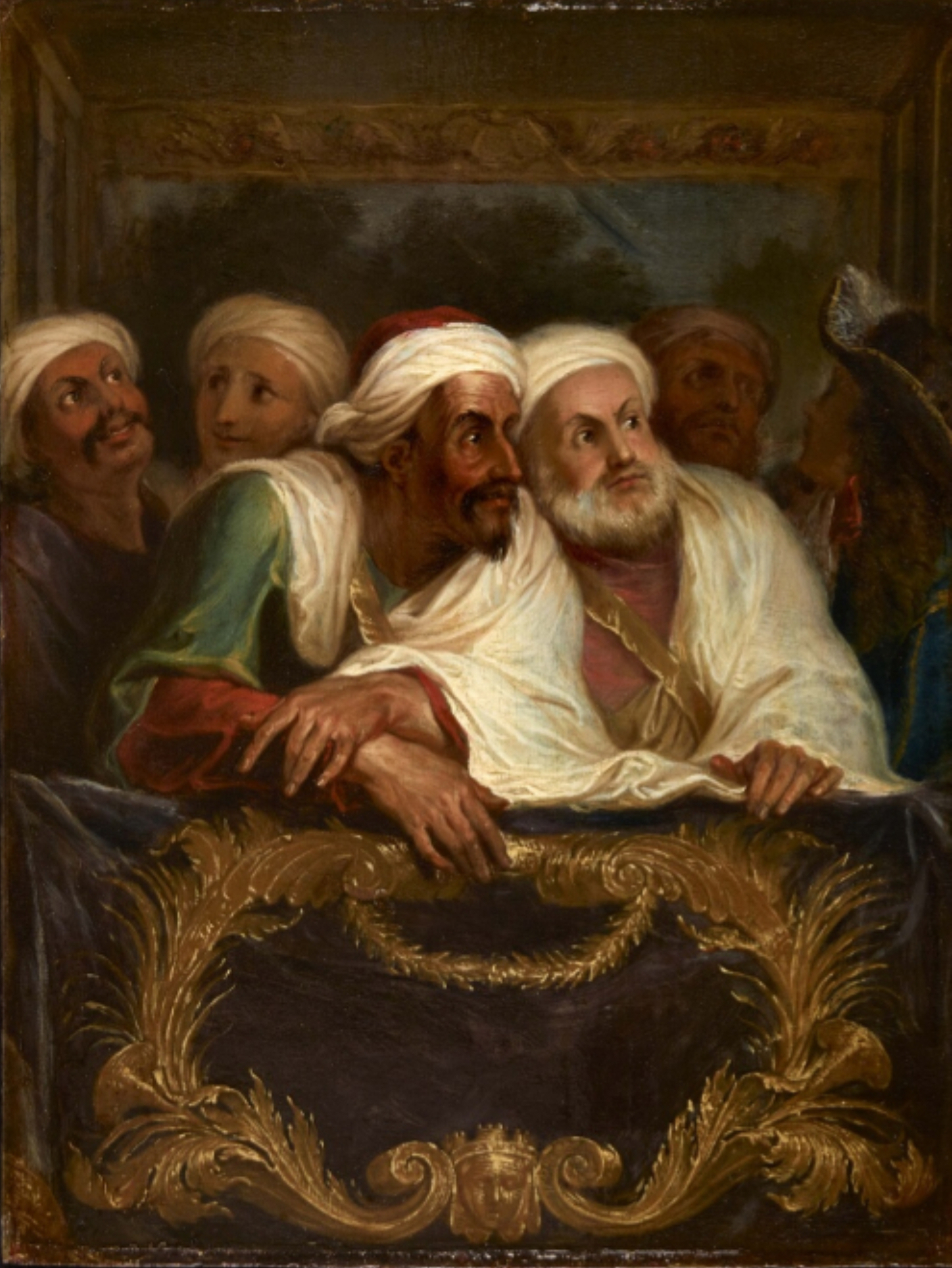
Mohammad Temim, Ambassadeur du Maroc, à la Comédie Italienne (1682), Antoine Coypel (1661-1722), Versailles.

Le sultan impose son autorité sur l'ensemble de l'Empire chérifien grâce à une armée composée de milices d'esclaves originaires d'Afrique occidentale et du pachalik marocain de Tombouctou (les Abid al-Boukhari ou Bouakhers de la Garde noire sultanienne, soldats d'élite dévoués exclusivement à la personne du souverain et qui lui prêtent serment de loyauté et d'obéissance sur le Sahih al-Bukhari). Cette armée noire est comparable par son concept aux janissaires de l'Empire ottoman et aux ghulams de la Perse safavide. Les troupes de Moulay Ismail incluent aussi des tribus arabes guich (Oudayas, Cherrardas, Cheragas) cantonnées aux abords des villes impériales et dans les points stratégiques importants, comme la forteresse de Boulaouane ou la citadelle de garnison de Kasba Tadla. Des unités seront également levées parmi les Rifains, réputés pour leurs qualités guerrières, afin de former le Jaysh al-Rifi et de lutter notamment contre les Anglais et les Espagnols.
Dans le système guich, les tribus bénéficient d'exonérations fiscales et de terres agricoles en échange de leur service dans l'armée du sultan, cela aboutissant à la formation d'une caste militaire toute puissante au sein de laquelle le makhzen recrute également une grande partie de son personnel administratif.
L'État ismaïlien est donc un pouvoir très solidement établi qui contrôle le pays depuis Meknès, nouvelle capitale impériale en remplacement de Fès et de Marrakech. Sous le règne d'Ismaïl Meknès se dote d'une véritable cité privée qui s'inscrit dans la tradition des anciennes capitales califales de l'Islam classique comme Samarra ou Madinat al-Zahra, avec ses ensembles de palais (Dâr-el-Kbira, Dâr-al-Makhzen), de bassins (Agdal), de mosquées, de jardins, de forteresses et de portes monumentales. Cette structure gigantesque est destinée à abriter le souverain, sa Cour, son harem, sa garde personnelle et l'ensemble des hauts fonctionnaires et dignitaires de son administration.
Ismaïl est souvent comparé à son alter ego européen Louis XIV; par ailleurs le sultan marocain entretient une correspondance suivie avec le roi de France, auquel il demande la main de sa fille, Marie-Anne princesse de Conti, néanmoins sans succès. L'ambassadeur marocain en France en 1699, l'amiral des mers marocaines Abdellah Benaïcha, est l'auteur du premier essai en langue arabe décrivant Versailles et les splendeurs de la Cour royale française. Il suivait de quelques années le baron de Saint-Olon, ambassadeur de France à Meknès en 1693, auteur d'une relation (rapport diplomatique) sur l'Empire de Fez et de Maroc.
Les rapports entre les deux pays connaissent une phase de déclin en raison de l'échec des rachats des captifs chrétiens par les missions religieuses catholiques, et en raison également du sort des galériens musulmans retenus en France. Le rapprochement entre la France et le Maroc avait été motivé par l'opposition des deux pays envers l'Espagne de Charles II, mais l'accession au trône espagnol de Philippe V (Philippe de France, comte d'Anjou), petit-fils de Louis XIV, en 1700, met fin à cette entente. Par conséquent les liens diplomatiques officiels sont rompus entre Meknès d'une part et Paris et Madrid d'autre part en 1718, sous l'impulsion du Régent de France Philippe d'Orléans.
Ils ne seront rétablis qu'en 1767. Ismaïl considère en effet la monarchie franco-espagnole des Bourbons comme désormais entièrement hostile aux intérêts du Maroc.
La France est donc supplantée dans l'Empire chérifien par la Grande-Bretagne du roi George Ier de Hanovre, ce que concrétise la brillante ambassade britannique du commodore Charles Stewart et de John Windus à Meknès en 1721, qui est l'occasion de resserrer les liens d'amitié et de coopération avec Londres,.
Ismaïl mène une lutte continuelle contre les seigneurs de guerre comme Khadir Ghaïlan et les derniers Dilaïtes vaincus en 1677, et contre les tribus rebelles du Moyen et du Haut-Atlas (qu'il finit par soumettre), mais aussi contre les ennemis extérieurs : les Espagnols qui occupent Mehdia, Larache et Assilah, les Anglais de la colonie britannique de Tanger jusqu'en 1684, et les Ottomans du dey d'Alger qui convoitent Oujda et les provinces orientales marocaines.
Le sultan étend l'autorité chérifienne sur la Mauritanie jusqu'au fleuve Sénégal grâce au concours des émirs maures et hassanis de l'Adrar, du Trarza, du Tagant et du Brakna, réaffirmant la souveraineté du makhzen sur le pays de Bilad Chenguit et de Tichitt. À l'est, les oasis du Touat jusqu'à In Salah reconnaissent l'autorité du pouvoir central de Meknès, dont les troupes mènent des offensives contre les forces turques d'Algérie, dans la région de l'Oranie et jusqu'au Djebel Amour, notamment en 1678 et en 1701. Des traités sont conclus avec les Ottomans, qui mettent fin aux revendications marocaines sur Tlemcen et fixent la frontière entre l'Empire chérifien et le Deylik d'Alger sur l'Oued Tafna. Durant les années 1700, Ismaïl livre également des campagnes militaires contre quelques-uns de ses propres fils désireux de se tailler des principautés dans le Souss, à Marrakech et dans l'Oriental, comme les princes Moulay Mohammed, Moulay Zidan et Moulay Abdelmalek, ainsi qu'il avait fait face précédemment à son neveu Ahmed ben Mehrez vaincu à Taroudant en 1687.
De 1727 à 1757 le Maroc connaît une grave crise dynastique au cours de laquelle les Bouakhers font et défont les sultans, tandis que les tribus guich se soulèvent et razzient les villes impériales. Les autres tribus profitent de l'anarchie pour entrer en dissidence (siba). De cette période troublée émerge la personnalité du sultan Abdallah II, renversé et rétabli à plusieurs reprises entre 1729 et 1745. Sa mère la sultane douairière Khanatha bint Bakkar, veuve de Moulay Ismail issue de l'une des plus prestigieuses tribus des provinces sahariennes, joue alors un rôle prédominant de régente et tente de préserver les institutions fondamentales de l'Empire chérifien.
Abdallah doit subir les sécessions de ses demi-frères qui établissent des quasi-royaumes dans les provinces qu'ils dominent (Gharb, Fès, Marrakech, Tafilalt), avec l'appui des différentes factions armées des Bouakhers ou des tribus militaires guich. Les habitants de Salé et de Rabat renouent avec l'autonomisme corsaire, tandis que les pachas successeurs du puissant émir militaire Ali Ben Abdallah du Jaysh al-Rifi établissent une véritable dynastie qui contrôle Tanger et Tétouan. Les confédérations tribales berbères des Moyen et Haut-Atlas, naguère soumises au makhzen ismailien (comme les Aït Idrassen, les Zemmours, les Aït Immour et les Guerrouanes), se constituent en blocs politiques et s'emparent du trafic caravanier qui relie les villes commerçantes aux oasis sahariennes et au Soudan marocain. Les gouverneurs de Tombouctou profitent également de la crise dynastique pour se comporter en princes indépendants et négocier séparément avec les Touaregs et les Peuls, ce qui affaiblit considérablement l'autorité marocaine dans la région de la boucle du Niger.

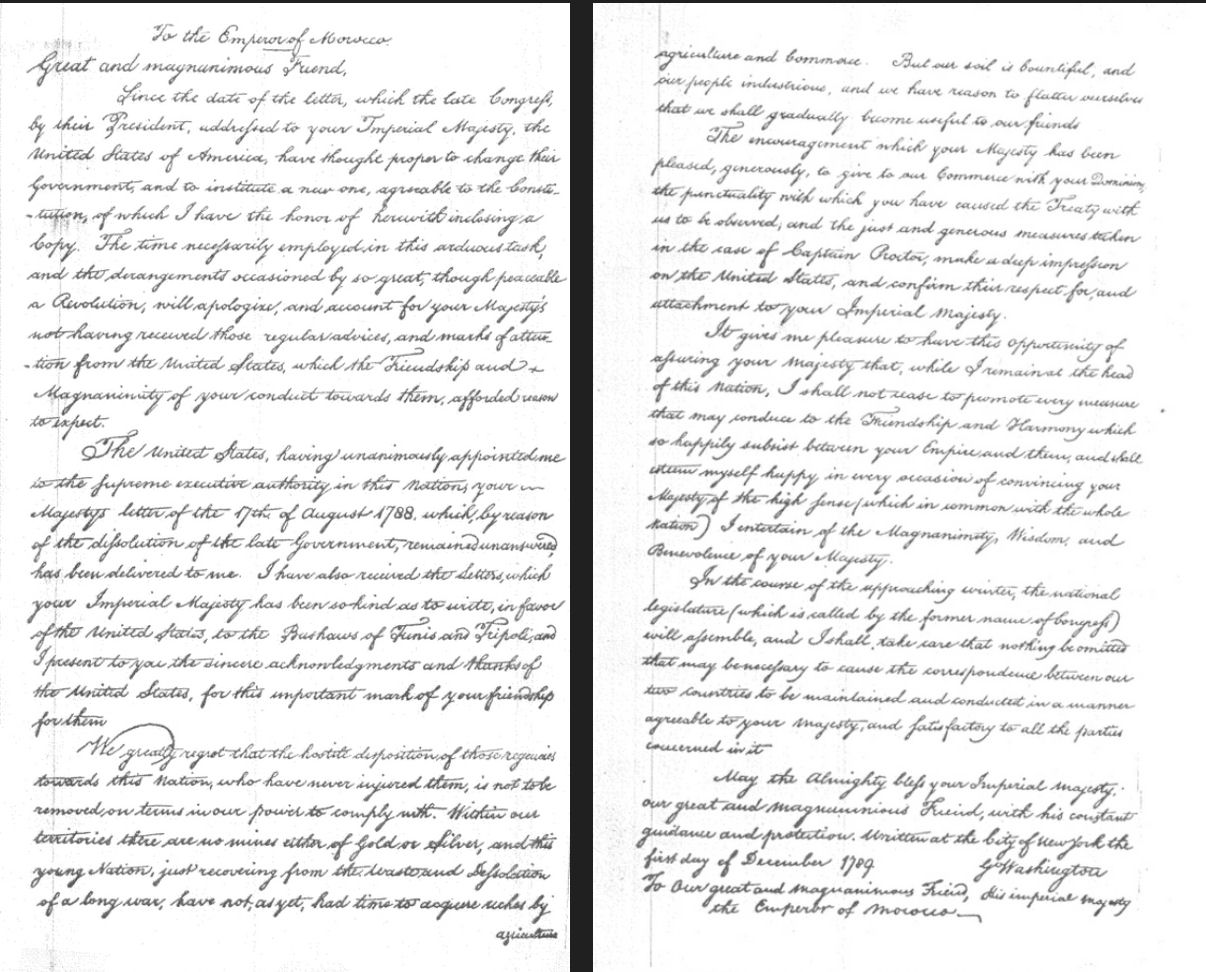
Lettre de George Washington adressée à Mohammed III à l'occasion du traité de paix et d'amitié maroco-américain signé à Marrakech en 1787.

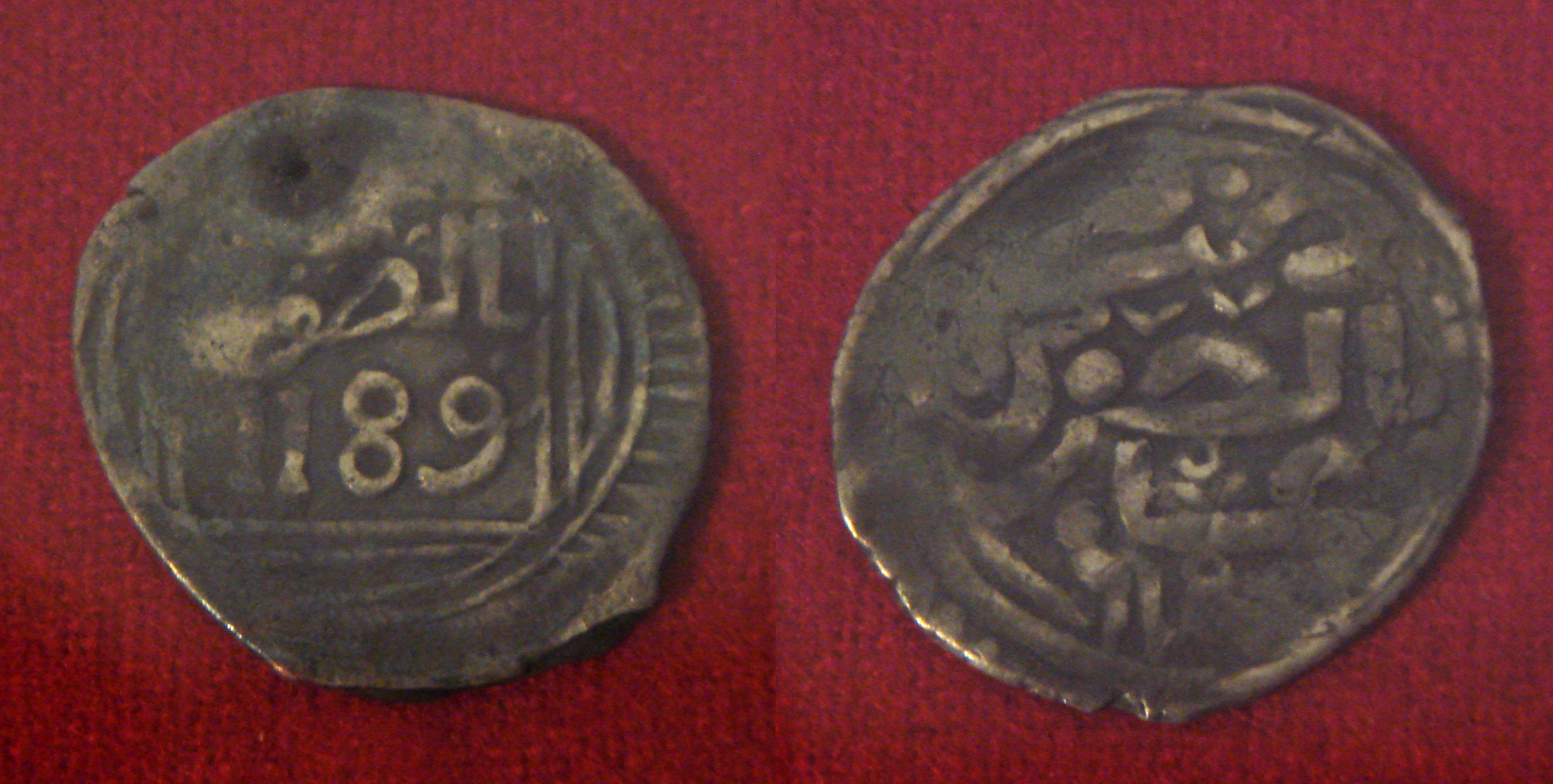
Pièces de monnaie émises sous le règne de Mohammed III (1189 de l'Hégire, 1767 de l'ère chrétienne).

L'ordre est finalement rétabli par Mohammed III (1757-1790), qui restaure l'unité du pays et réimpose tant bien que mal l'autorité du makhzen sur l'ensemble de l'Empire. La politique de Mohammed III se caractérise par l'ouverture diplomatique et commerciale de l'État marocain qui entend percevoir les taxes douanières afin d'alléger la pression fiscale intérieure. Des traités sont conclus avec les principales puissances européennes, qui entretiennent des consulats et des maisons de commerce dans les nouveaux ports marocains fondés par Mohammed III. L'exemple le plus connu de ces nouvelles places économiques est la ville de Mogador (Essaouira, 1764), conçue et édifiée par l'ingénieur et architecte français Théodore Cornut pour le compte du souverain chérifien. Les ports d'Anfa (Casablanca) et de Fédala (Mohammédia) sont également aménagés et symbolisent le développement du littoral atlantique longtemps marginalisé, libéré de toute occupation étrangère après la reconquête de Mazagan sur les Portugais qui marque la fin définitive du Maroc portugais en 1769.
Mohammed III est également le premier chef d'État à reconnaître l'indépendance de la jeune république américaine des États-Unis en 1777.
Le sultan établit une amitié épistolaire avec George Washington, ce qui vaut aux États-Unis de conclure avec le Maroc un traité de paix, d'amitié et de commerce le 16 juillet 1786 (pour une durée de cinquante ans, renouvelé par le traité de Meknès de 1836). La diplomatie marocaine alors particulièrement active, est animée par des ministres et ambassadeurs compétents à l'image d'Ibn Othman Al Maknassi, d'Abou El Kacem Zayani ou de Tahar Fennich qui font carrière sous le règne de Mohammed III et de ses successeurs.

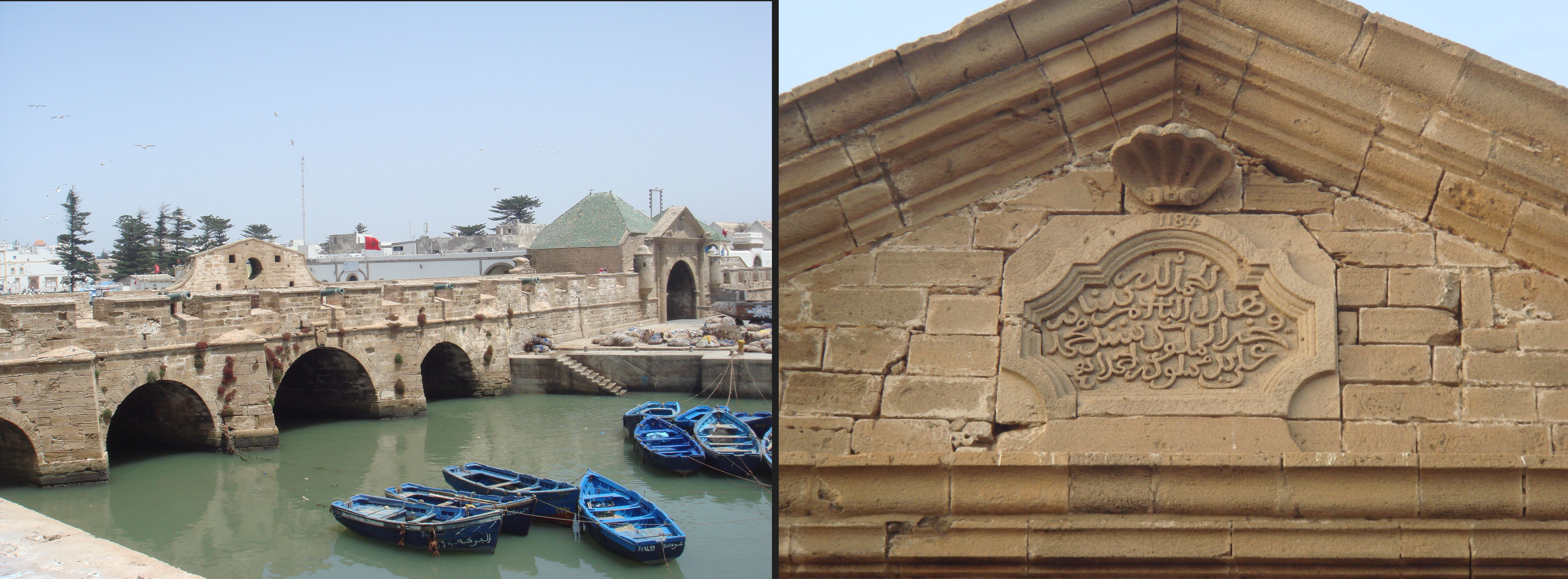
L'entrée du port d'Essaouira édifiée en 1770 par le pacha Ahmed El Inglizi, sur ordre du sultan Mohammed III, comme il est décrit dans la sculpture ornant la façade de la porte de la marine (photo de droite).

Sur le plan intérieur, le règne est marqué par des mutineries suscitées par le corps des Bouakhers (notamment à Meknès en 1778), et par une grave sécheresse de six ans (1776-1782) qui génère des conséquences économiques et démographiques désastreuses. Cette conjoncture négative va en s'accentuant avec Yazid Ier (1790-1792), fils d'une concubine irlandaise de Mohammed III selon Jan Potocki. Son règne très bref s'entache de persécutions et de déprédations qui frappent les dignitaires du makhzen aussi bien que les populations citadines et notamment la communauté juive, puis s'achève par une guerre catastrophique contre l'Espagne de Charles IV qui s'immisce alors de plus en plus dans les affaires internes marocaines. La disparition brutale de Yazid entraîne le retour des troubles de la guerre dynastique et de l'anarchie tribale. L'Empire chérifien se scinde en deux makhzens rivaux, l'un à Fès avec Moulay Sulayman, l'autre à Marrakech avec Moulay Hisham. Sulayman parvient à vaincre définitivement son frère et rival de Marrakech, qui était soutenu par les Espagnols, puis réunifie le sultanat du nord au sud en 1797.
Moulay Sulayman (1792-1822) mène une politique isolationniste, à l'inverse de Mohammed III. Le sultan ferme le pays au commerce étranger, notamment européen, et supprime les postes de douane créés par son père. Sur le plan interne ses dahirs d'inspiration ouvertement salafiste provoquent des révoltes de villes et de tribus, liées à sa décision d'interdire les moussems et le soufisme militant de certaines confréries hostiles au makhzen. Les Berbères du Moyen Atlas, notamment les Aït Oumalou, se regroupent sous la direction du chef de guerre mystique Boubker Amhaouch et forment une grande coalition tribale à laquelle se joignent également une partie des Aït Idrassen avec Bouazza Bennacer al Mtiri ainsi que les Rifains et la puissante zaouïa d'Ouezzane.
Durant les années 1810, l'armée du makhzen essuie ainsi de lourdes défaites, notamment à la bataille de Lenda en 1818, entraînant la chute de Fès, et le repli du sultan sur les provinces côtières atlantiques qui lui sont restées fidèles. Les tribus insurgées et la population de Fès vont jusqu'à essayer d'imposer des neveux de Sulayman, les princes Moulay Ibrahim puis Moulay Saïd fils de l'ancien sultan Yazid sur le trône chérifien, mais finissent par échouer dans leur tentative de changement de pouvoir au profit de l'une des branches de la dynastie alaouite.

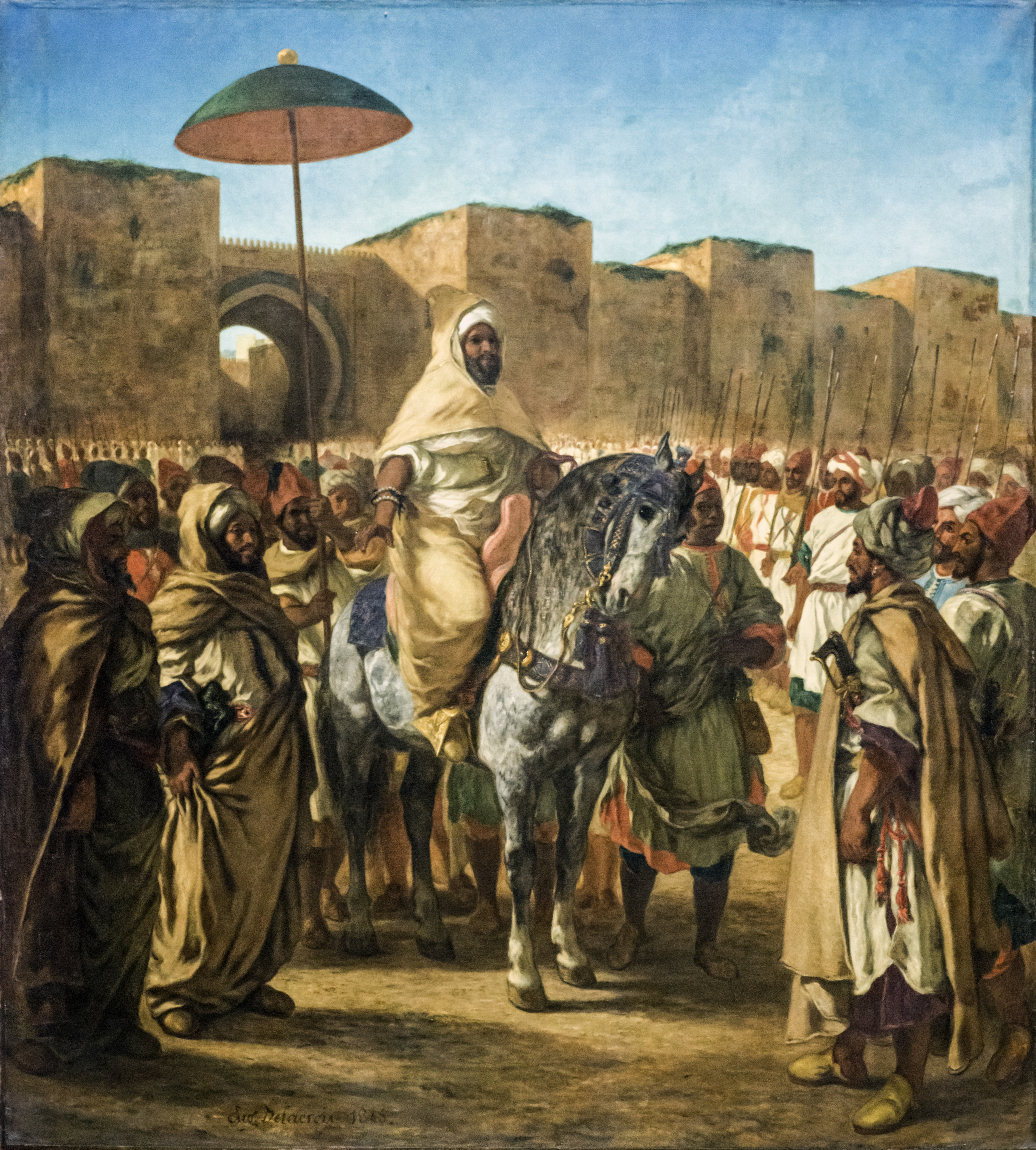
Moulay Abd ar-Rahman, sultan de l'Empire chérifien, devant son palais de Meknès par Eugène Delacroix (1845).

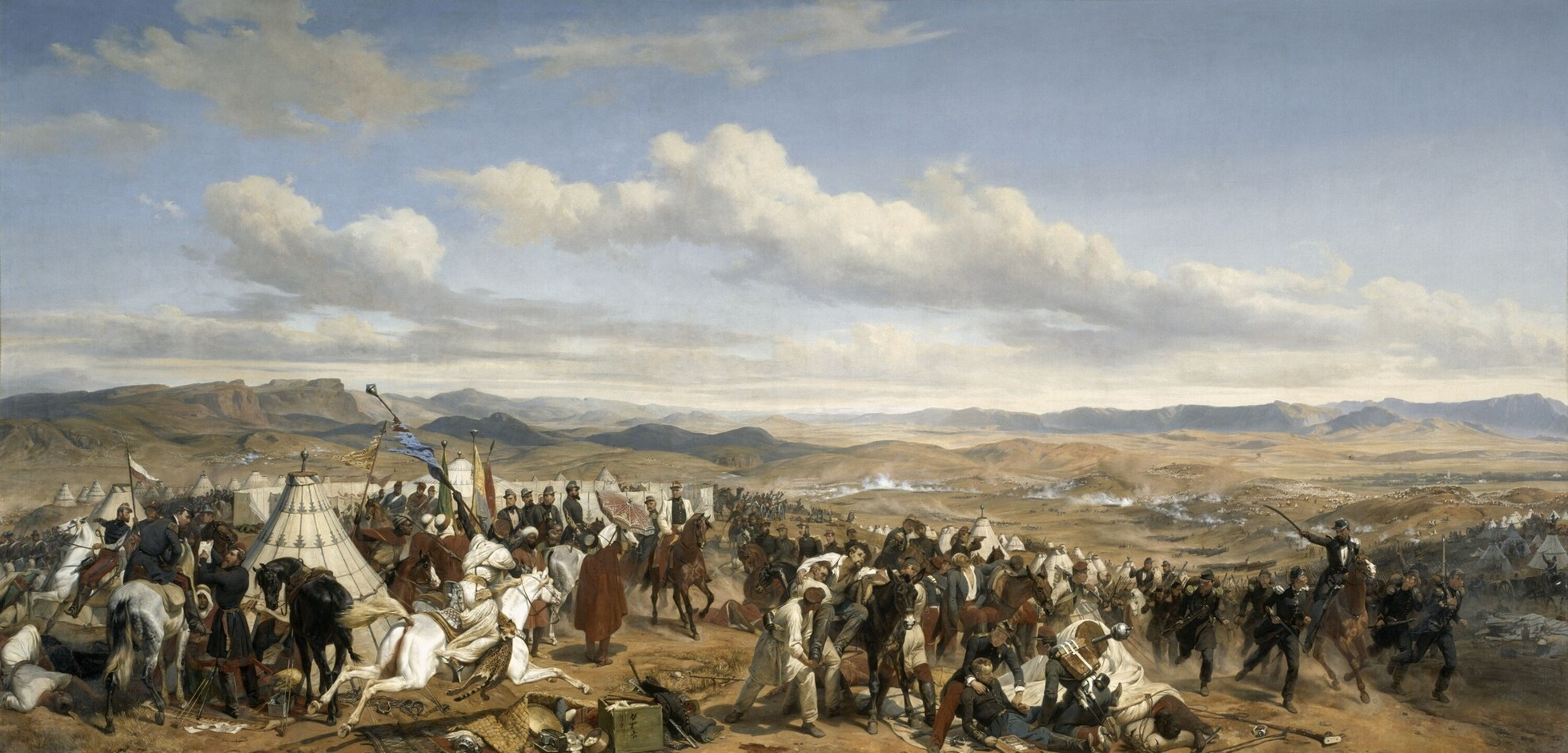
Bataille d'Isly du 14 août 1844, victoire de l'armée commandée par le maréchal Bugeaud contre les troupes marocaines du prince Mohammed ben Abderrahmane au cours de la campagne militaire française de 1844 au Maroc.

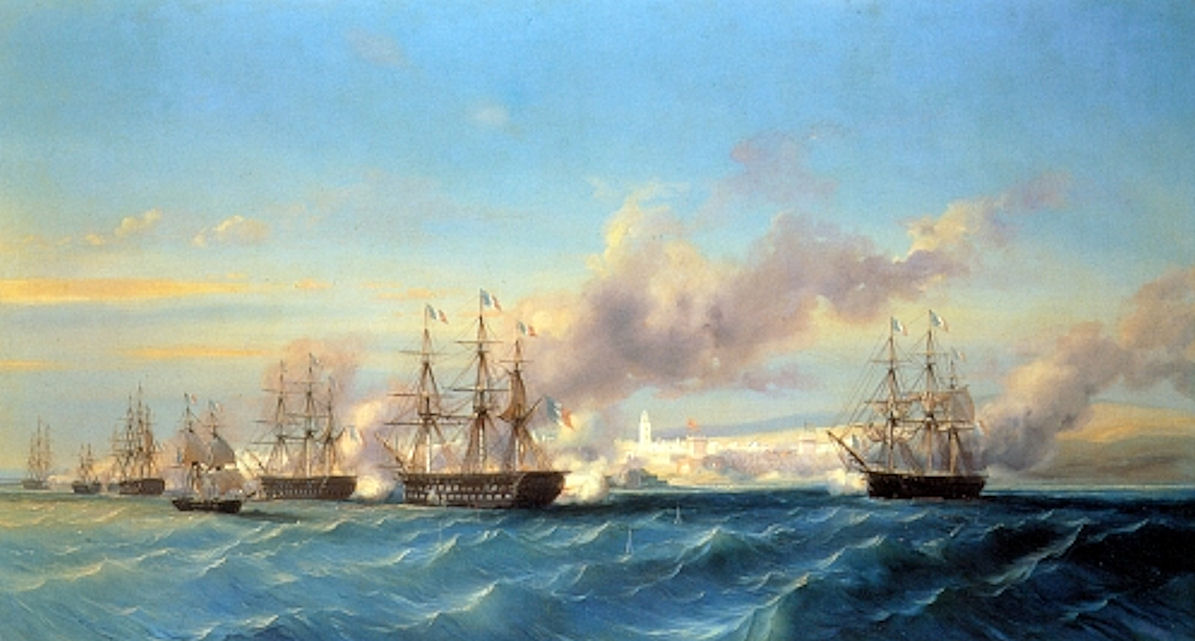
Bombardement de Mogador par la flotte française en 1844.

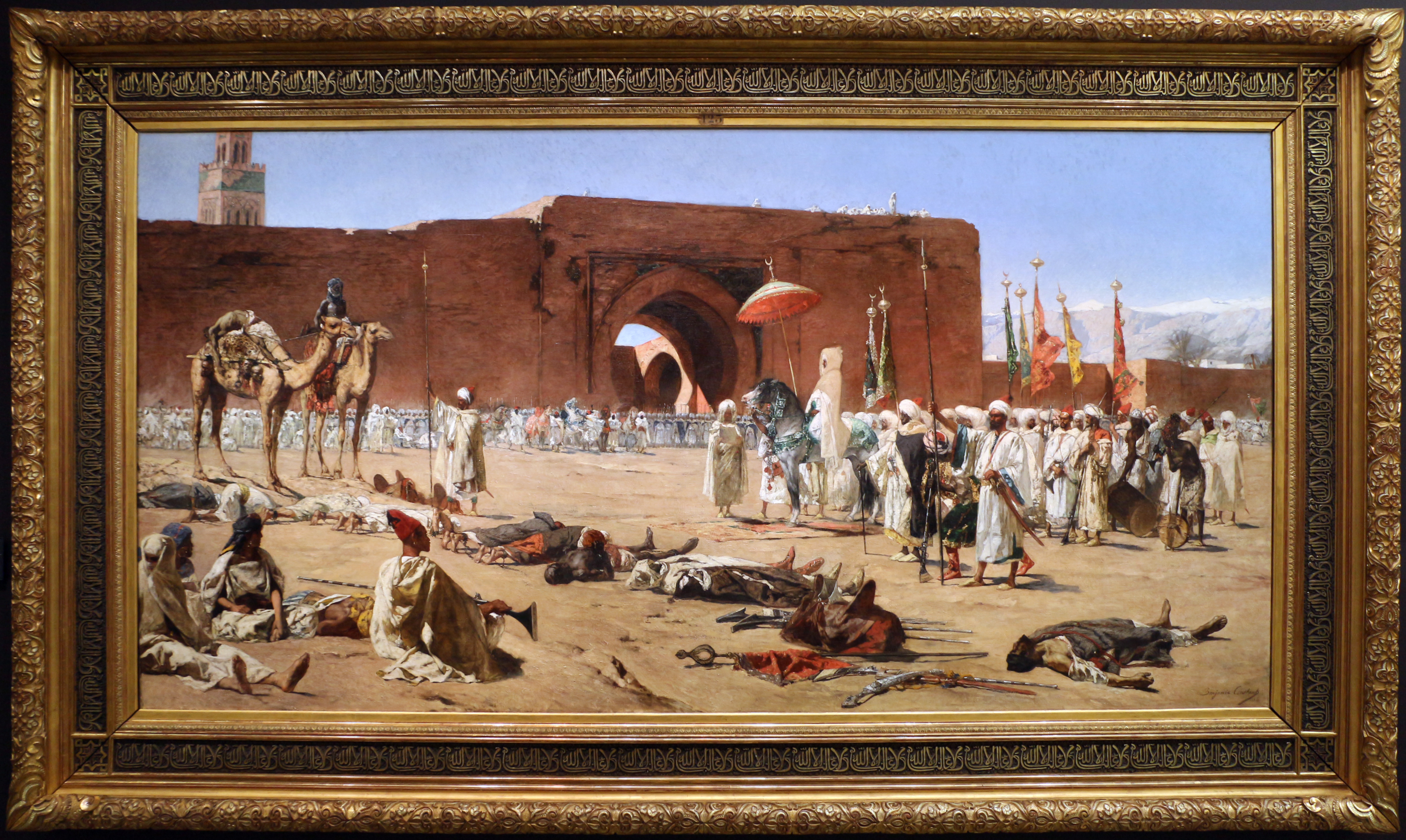
Les Derniers Rebelles, scène d'histoire marocaine (tableau de Benjamin-Constant, vers 1880).

Le sultan parvient à écarter sur le plan extérieur les velléités de pression exercées par Napoléon Ier et par son frère Joseph Bonaparte intronisé roi d'Espagne à Madrid, proches voisins de l'Empire chérifien depuis l'occupation de la péninsule Ibérique par les troupes françaises en 1808, et affiche une neutralité bienveillante à l'égard des Britanniques qui occupent les présides espagnols du Maroc en réaction à l'invasion française de l'Espagne.
Napoléon aurait proposé au makhzen, par le biais de son émissaire à Fès, le capitaine Burel, de s'allier avec la France contre la Grande-Bretagne; en contrepartie le Maroc aurait reçu toute la partie ottomane de l'Afrique du Nord, entre le Deylik d'Alger et le Pachalik d'Égypte.
Mais les efforts français demeureront vains. En direction de l'Orient, Sulayman noue des relations diplomatiques avec Saoud ben Abdelaziz, prince de l'Émirat saoudien du Najd en Arabie, manifestant un fort intérêt pour le salafisme wahhabite en pleine progression.
Ce rapprochement stratégique, politique et religieux, s'explique par les sentiments anti-ottomans que partagent le sultan alaouite et l'émir saoudien, ainsi que par les sensibilités salafistes du souverain chérifien.
Profitant de sa campagne militaire contre les Turcs d'Algérie, Moulay Sulayman parvient à expulser définitivement les troupes ottomanes du bey d'Oran qui occupaient l'Est marocain et à rétablir ainsi son pouvoir sur le Touat et les autres oasis du Sahara oriental, en y nommant des caïds représentants du pouvoir chérifien qui s'assurent du versement de la Zakât au Trésor makhzénien.
Guelmim et le Tazeroualt acceptent également de se soumettre au sultan.
Le sultan finit néanmoins par abdiquer en 1822 au profit de son neveu Abd ar-Rahman et au détriment de son propre fils Moulay Ali, après la lourde défaite infligée à l'armée makhzen par la zaouia Cherradia près de Marrakech.
Moulay Abd ar-Rahman (1778-1859) essaie de sortir l'Empire chérifien de son isolement extérieur, mais ses volontés sont contrecarrées par les premières agressions du colonialisme européen moderne. Le règne de ce sultan correspond en effet à la conquête de l'Algérie par la France, dans laquelle le Maroc se trouve impliqué en apportant son soutien à l'émir Abd el-Kader, et en dépêchant le prince Moulay Ali (cousin du sultan) prendre la tête de Tlemcen et de la province oranaise alors que les populations de cette région avaient fait allégeance au souverain chérifien après le départ des Ottomans.
L'armée marocaine menée par le prince Sidi Mohammed ben Abd ar-Rahman est défaite à la bataille d'Isly par les troupes du maréchal Bugeaud pendant la campagne militaire française du Maroc de 1844, tandis que la flotte française commandée par le prince de Joinville, fils du roi Louis-Philippe Ier, bombarde Tanger puis Mogador.
L'Empire chérifien est contraint de signer avec le France le traité de Lalla Maghnia en 1845, qui impose entre autres une délimitation frontalière entre le Maroc et les possessions françaises d'Algérie depuis l'embouchure de l'Oued Kiss sur la Méditerranée jusqu'au col de Teniet-Sassi dans l'Atlas tellien.
La fin du règne de Moulay Abd ar-Rahman est également assombrie par la guerre hispano-marocaine de 1859-1860, provoquée par des incidents frontaliers entre la garnison de Ceuta et la tribu des Anjra.
Le conflit tourne en défaveur des Marocains, et se conclut par l'humiliant traité de Wad-Ras (1860), et l'occupation de Tétouan par le corps expéditionnaire espagnol sous les ordres du général Leopoldo O'Donnell jusqu'en 1862.
À la suite de ce conflit catastrophique pour le makhzen, qui doit payer au gouvernement espagnol une indemnité de guerre de quatre millions de livres sterling empruntés auprès des banques britanniques, Mohammed IV (1859-1873) successeur de Moulay Abd al-Rahman amorce une politique de modernisation urgente de l'Empire chérifien. L'armée est le premier champ de ces réformes structurelles. Le système des tribus guich est aboli et remplacé par un recrutement au sein de toutes les tribus nouaïbs (soumises à l'impôt régulier) qui sont tenues de fournir des tabors (unités) d'askars (soldats) et tobjias (artilleurs); l'organisation et les uniformes militaires sont calqués sur ceux de la nouvelle armée ottomane du Nizam-i Djédid,.
L'instruction et la formation de ces troupes sont confiées à des conseillers militaires turcs puis européens, à l'instar de l’Écossais Sir Harry Mac-Lean (qui obtient le titre de caïd pour l'organisation des Harrabas, régiment d'élite du sultan formé sur le modèle britannique), et l'armement est acheté auprès d'entreprises étrangères telles que la firme allemande Krupp, (ce qui marque le début de l'influence de l'Allemagne dans les affaires marocaines), quand il n'est pas fabriqué sur place. En 1871, Mohammed IV envisage de demander l'assistance des États-Unis du président Ulysses S. Grant, sortis depuis peu de leur guerre de Sécession, sous forme d'un protectorat américain sur l'Empire chérifien, afin de se soustraire aux pressions anglo-espagnoles (la France étant momentanément absente de la scène nord-africaine en raison de sa défaite face aux Allemands en 1870).

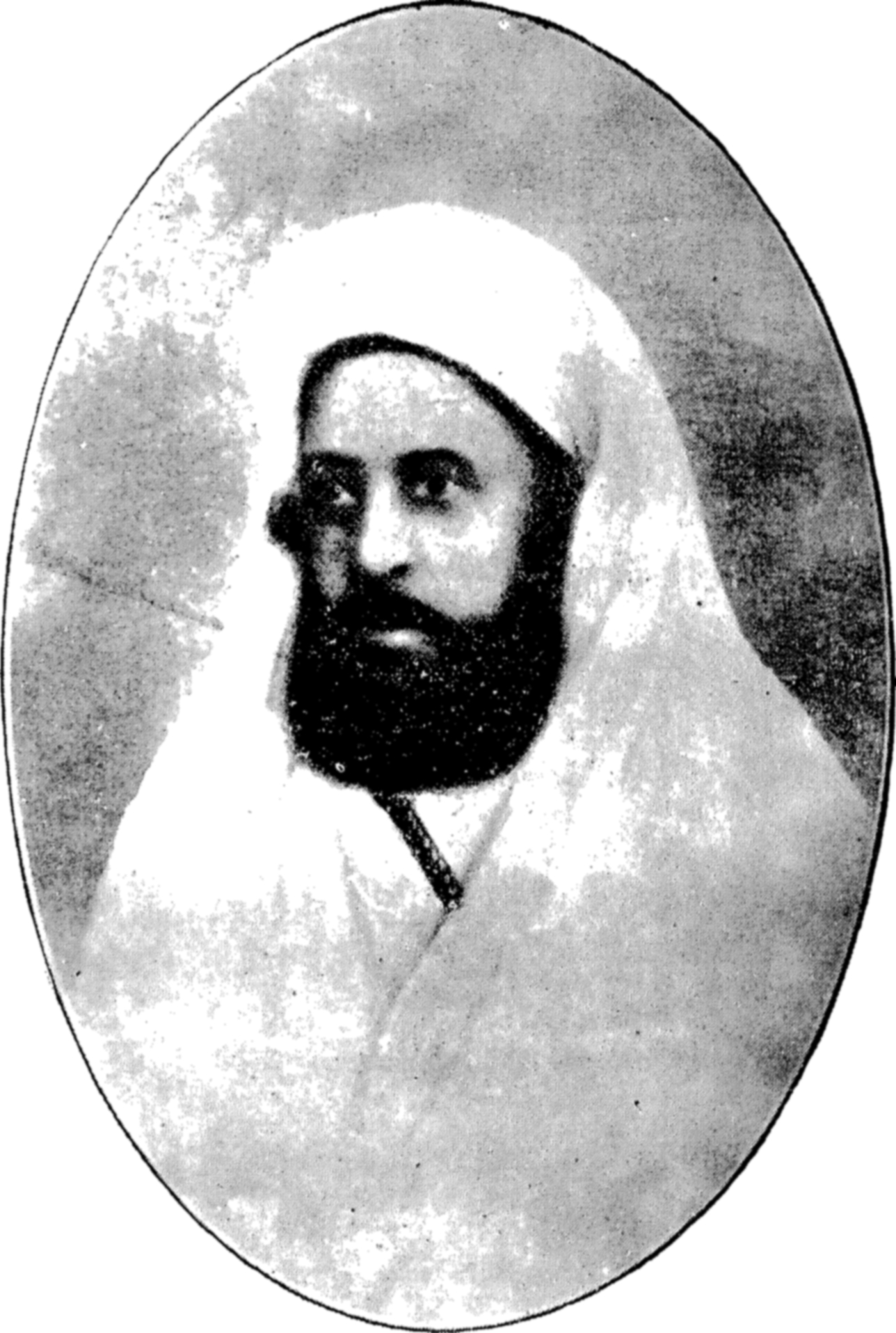
Hassan Ier, sultan de 1873 à 1894.

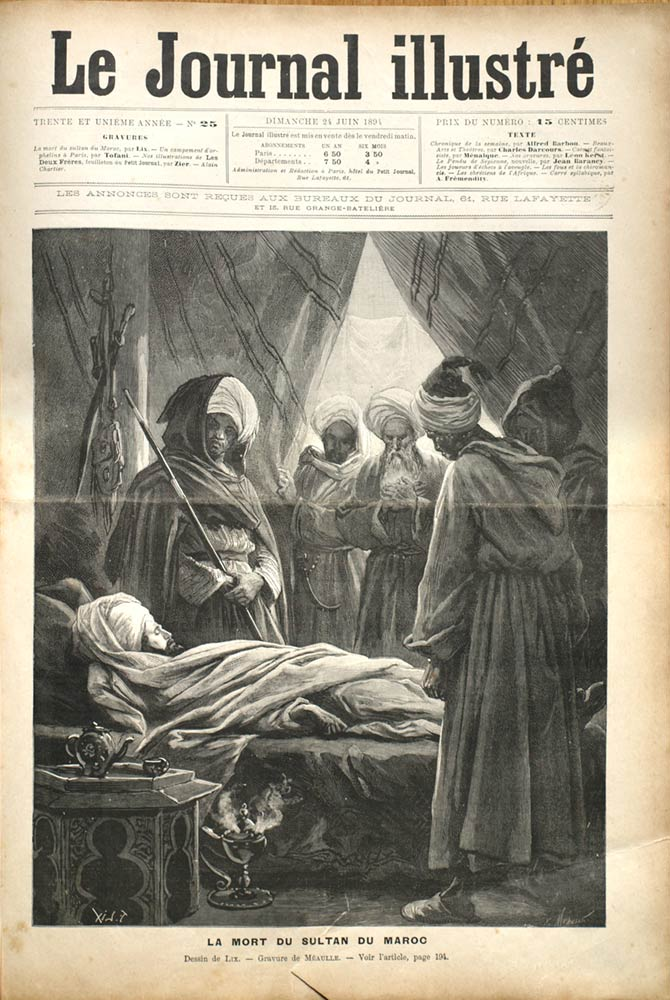
La mort de Hassan Ier en 1894 à la une du Journal illustré.

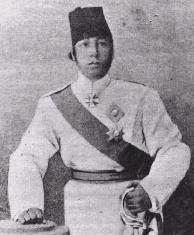
Abd al Aziz, sultan de 1894 à 1908.

Parallèlement à cette modernisation de l'armée, quelques industries sont créées par des étrangers (comme l'arsenal de Dar al-Makina fondé à Fès par des Italiens), et des progrès notables sont enregistrés comme l'installation de la première imprimerie moderne arabe du Maroc en 1865. Mais cette politique de remise à niveau entraîne des dépenses qui nécessitent d'importants financements.
Le makhzen, affaibli par les conséquences de la guerre hispano-marocaine de 1860 et les emprunts bancaires, se voit donc contraint de lever des taxes supplémentaires non conformes à la Loi islamique et nommées mûkûs, rapidement impopulaires et désapprouvées par les oulémas et l'ensemble des corps sociaux et professionnels. Les tensions liées à cette décision éclatent au lendemain de la mort de Mohammed IV et à l'avènement de son successeur Hassan Ier en 1873. Elles prennent dans les villes la forme d'émeutes durement réprimées, dont la révolte des tanneurs de Fès est un exemple illustratif.
Le règne de Hassan Ier correspond à la volonté du sultan de concilier les exigences d'une modernisation de l'État aux complexités sociales et politiques du Maroc. Ce règne s'inscrit de plus dans la perspective des rivalités impérialistes européennes qui deviennent plus pressantes encore à la suite de la Conférence de Madrid de 1880, qui préfigure le futur partage de l'Empire chérifien sur l'échiquier international. À l'image de la Turquie, de l'Iran ou de la Chine de cette époque, le Maroc devient un « homme malade » selon l'expression consacrée par les milieux colonialistes du XIXe siècle.
Par le biais des concessions économiques et du système des emprunts bancaires, chacune des puissances européennes intéressées, notamment la France, l'Espagne, le Royaume-Uni puis l'Allemagne, espère préparer la voie à une conquête totale du pays. L'habileté du makhzen est de savoir tenir à distance les convoitises conjuguées de l'impérialisme européen et de jouer des rivalités entre les puissances.
Mais le décès de Hassan Ier, survenu au cours d'une expédition dans le Tadla en 1894, laisse le pouvoir au très jeune Abd-al-Aziz, fils d'une favorite circassienne du harem impérial du nom de Reqiya et originaire de Constantinople, qui par ses intrigues et son influence favorise l'ascension du grand vizir Bahmad ben Moussa.
Une véritable régence est alors exercée par le grand-vizir Bahmad, issu de l'ancienne corporation des Abid al-Bukhari du Palais impérial. Le grand-vizir sait continuer intelligemment la politique pragmatique de Hassan Ier, mais sa disparition en 1900 entraîne une aggravation de l'anarchie et des pressions étrangères, de même qu'une rivalité entre Moulay Abd al-Aziz et son frère Moulay Abd al-Hafid, khalifa du sultan à Marrakech, rivalité qui se transforme en guerre de course au pouvoir en 1907.
Après la victoire d'Abd al-Hafid sur Abd al-Aziz (désormais exilé sous la protection des troupes françaises qui occupent déjà Casablanca et sa région à la suite d'un bombardement et d'un débarquement très meurtriers), des intellectuels réformateurs influencés par la révolution des Jeunes-Turcs dans l'Empire ottoman et par la Nahda venue d'Égypte et du Levant, représentés notamment par Ali Zniber et dont les idées sont exprimées par le journal Lisan Al-Maghrib, tentent de soumettre au nouveau sultan un projet de Constitution chérifienne le 11 octobre 1908. Cependant, la crise profonde des institutions du sultanat et la pression accrue de l'impérialisme européen rendent impossible l'aboutissement du projet constitutionnel.
La faiblesse du makhzen permet en outre à un aventurier du nom de Jilali Ben Driss plus connu comme le rogui Bou Hmara de se faire passer pour un fils de Hassan Ier, et de se faire reconnaître comme sultan à Taza et dans l'ensemble du nord-est du Maroc, de lever sa propre armée capable de tenir en échec les mehallas impériales chérifiennes pendant quelques années, avant d'être finalement capturé et exécuté à Fès en 1909.
Un autre chef rebelle, El-Raisuni, établit son fief dans la région des Jebalas et à Asilah d'où il rejette l'autorité du gouvernement impérial de Fès et provoque par ses enlèvements de ressortissants américains (affaire Perdicaris) l'intervention personnelle du président des États-Unis Theodore Roosevelt, qui menace le makhzen d'envoyer des navires de l'US Navy débarquer des troupes pour occuper Tanger. La libération des otages évitera les représailles de Theodore Roosevelt et donc la menace d'une invasion américaine, dans un contexte international déjà marqué par une forte tension entre la France et l'Allemagne au sujet de l'avenir de l'Empire chérifien.

## Pression coloniale (1810-1911)

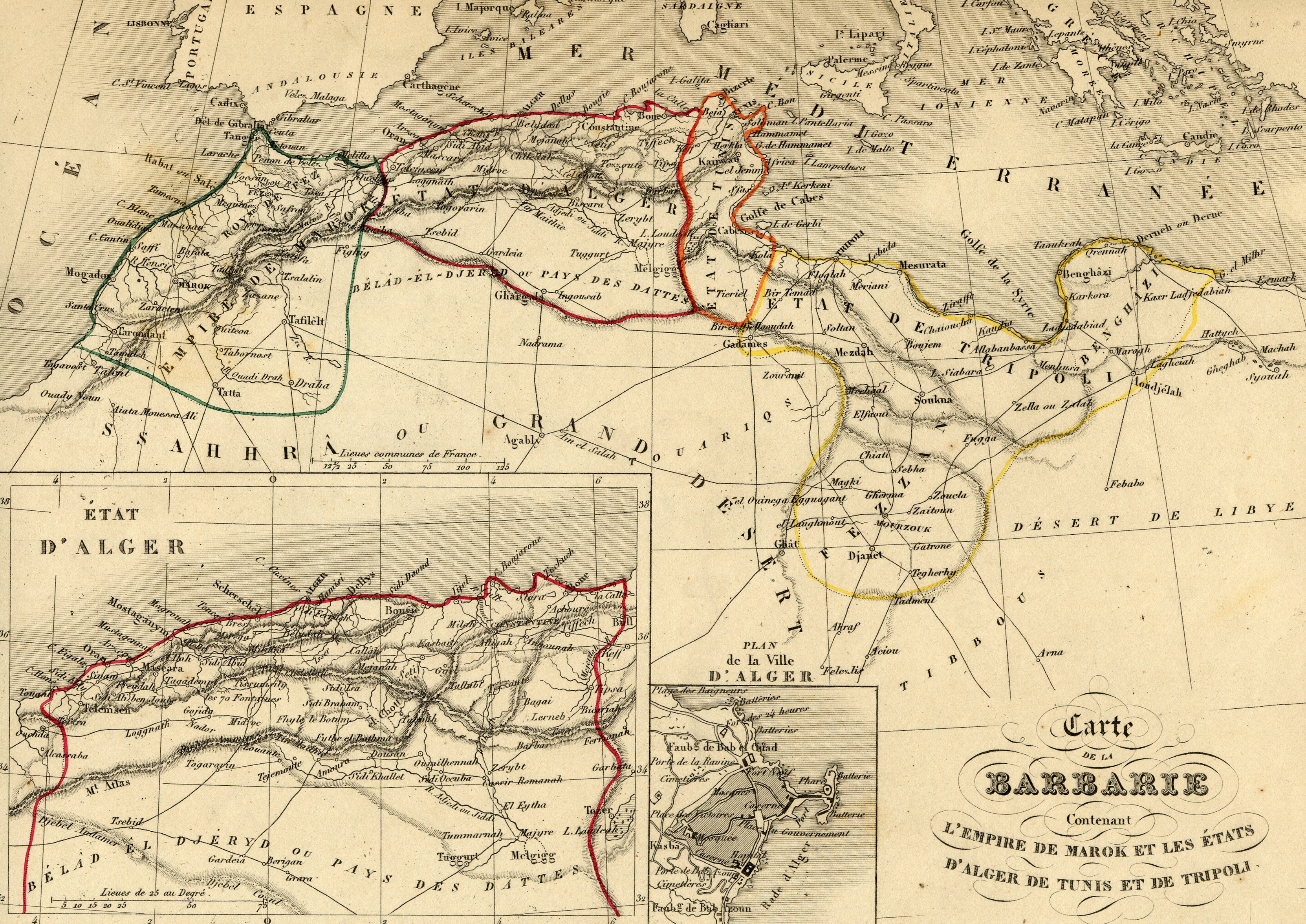
Carte de la Barbarie en 1843 (partie Nord du Maghreb) selon le géographe Alexandre Vuillemin.

### Puissances en présence

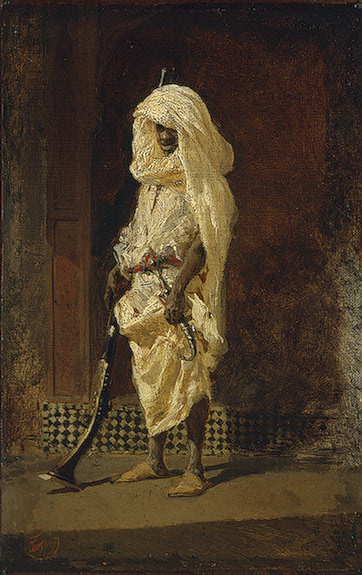
Peinture de Marià Fortuny représentant un soldat marocain vers 1860, il s'agit probablement d'un Bouakher.

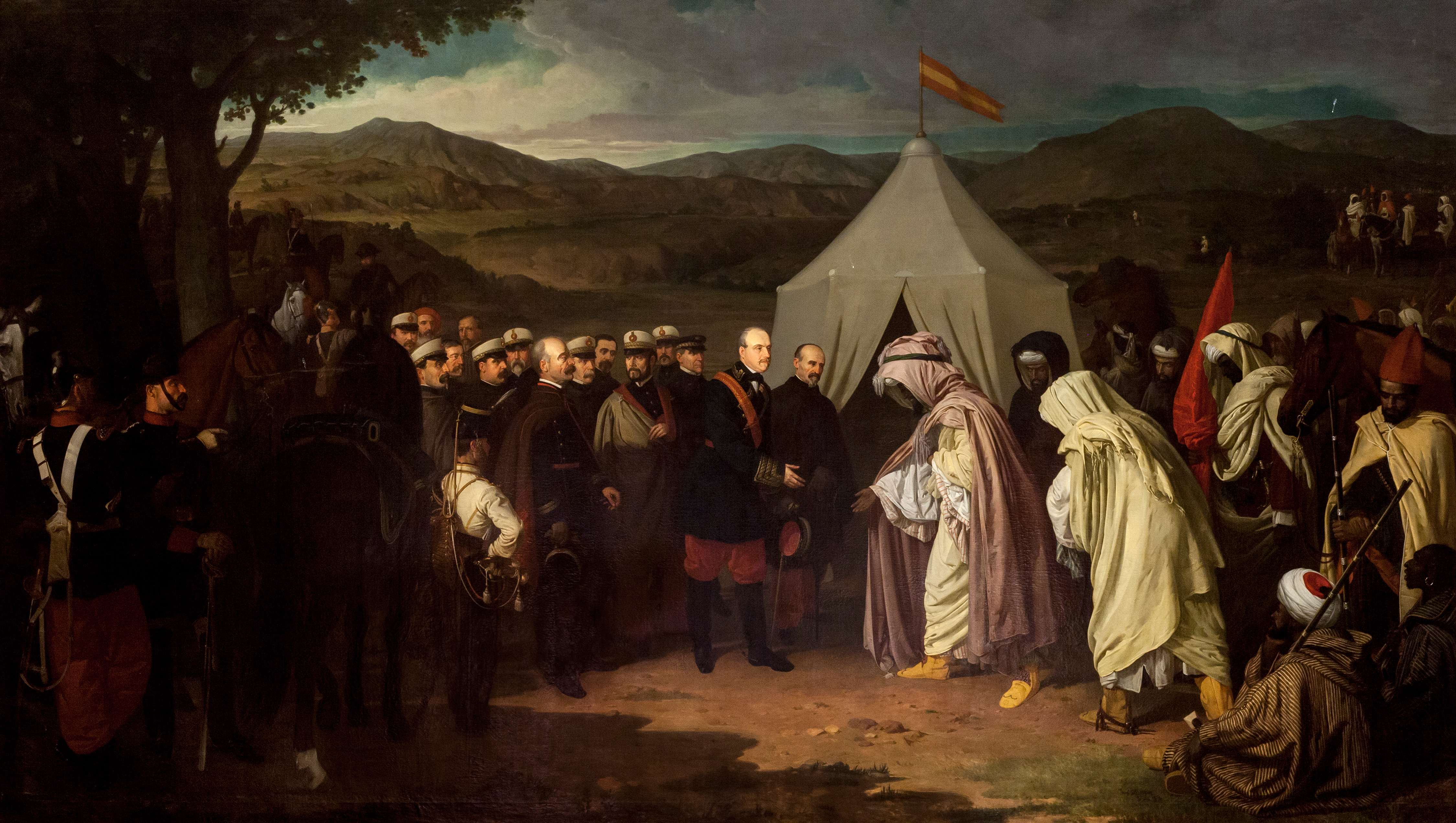
Traité de Wad-Ras à l'issue de la guerre hispano-marocaine de 1860

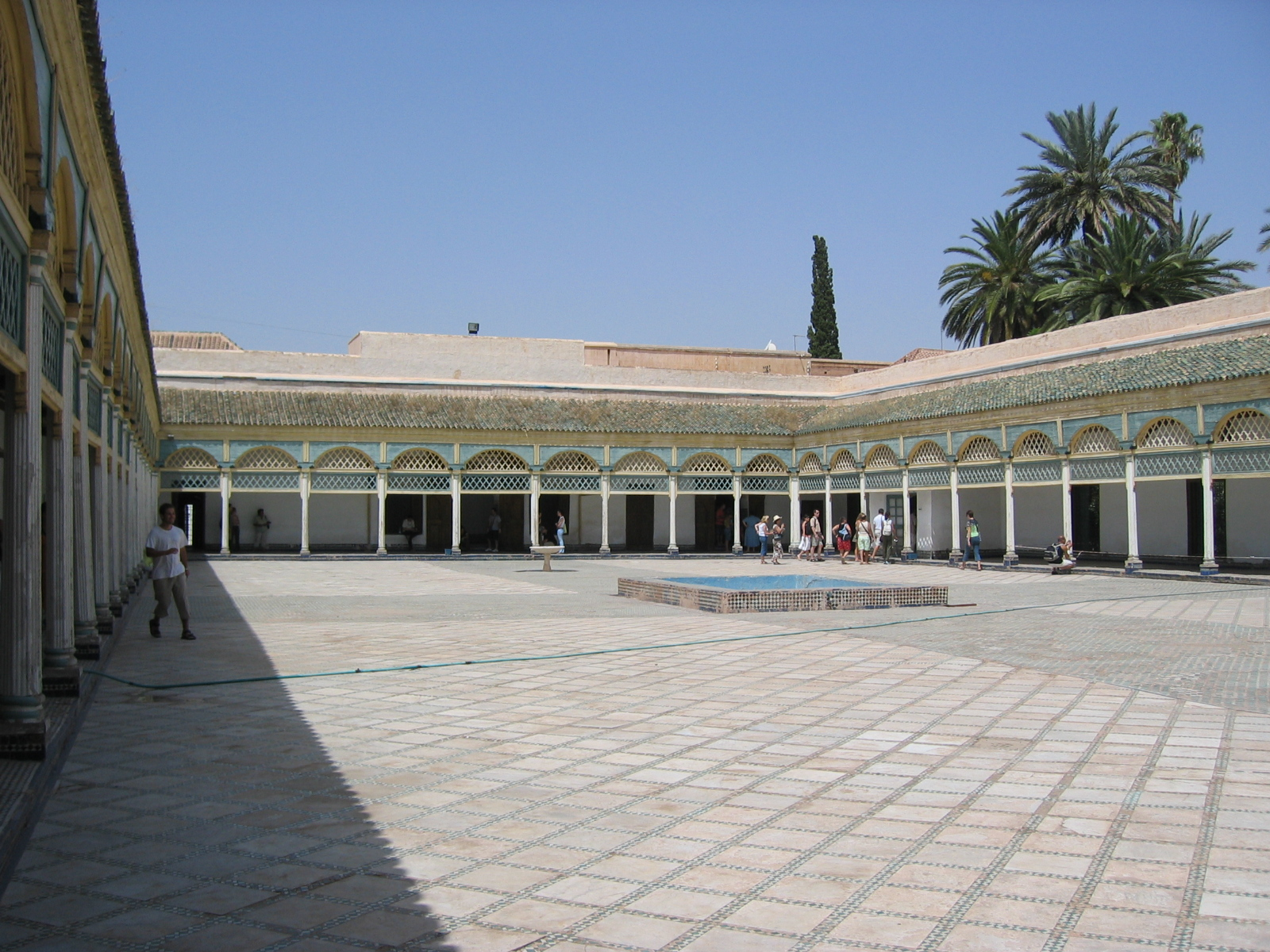
Palais de la Bahia édifié à Marrakech à la fin du XIXe siècle par le grand-vizir Ba H'mad.

Durant le XIXe siècle, les puissances coloniales européennes tentent d'asseoir leur influence en Afrique du Nord.
Lors de la conquête de l'Algérie, la France obtient du Maroc une promesse de neutralité (1832). Mais en 1839, le sultan Abd el-Rahman soutient l'action de l'émir algérien Abd el-Kader, et le conflit s'étend alors aux provinces marocaines de l'Oriental. L'armée marocaine est défaite par les troupes françaises du maréchal Bugeaud à la bataille d'Isly le 17 août 1844. Le traité de Tanger, du 10 septembre 1844, met hors la loi Abd el-Kader et définit pour la première fois une délimitation entre les deux pays, de la Méditerranée jusqu'à l'oasis de Figuig.
Le Royaume-Uni cherche à accroître sa puissance économique et signe en 1856 un traité commercial à son avantage. L'Espagne pousse son désir de reconquête. Répondant aux succès des colonisations accomplies par la France, elle prend possession des îles Jaafarines, petit archipel méditerranéen au large des côtes marocaines, en mai 1848. Elle déclenche et gagne par la suite la guerre hispano-marocaine de Tétouan en 1859-1860.
Cette défaite impose au Maroc de lourdes pertes humaines ainsi qu'une importante indemnité de guerre empruntée auprès des Britanniques, ce qui aggrave une situation économique déjà fragile.
La France quant à elle, désireuse de constituer en Afrique du Nord un territoire homogène signe, en 1863, une convention franco-marocaine. Les avantages accordés à la France et au Royaume-Uni sont élargis à tous les pays européens lors de la Conférence de Madrid de 1880.
Le sultan Moulay Hassan à la tête du pays durant cette période (1873 - 1894) tente de le moderniser comme son prédécesseur Mohammed IV, et joue sur les rivalités européennes (opposant notamment la France au Royaume-Uni, à l'Allemagne et à l'Espagne) pour conserver son indépendance. Mais à son décès, et encore plus à la mort du grand-vizir régent Ahmed ben Moussa (dit « Ba Ahmad ») en 1900, les manœuvres coloniales reprennent de plus belle autour du Maroc. Si l'Espagne est présente dans une partie du Sahara atlantique (Rio de Oro) à partir de 1884, la France quant à elle occupe et annexe un grand nombre de régions marocaines orientales et surtout sud-orientales au département d'Oran et aux territoires sahariens de l'Algérie française entre 1902 et 1904,.
C'est ainsi que Lalla Maghnia et le Sahara central touchant la frontière du Mali, le Touat, Tidikelt, la Saoura, Béchar, Jorf Torba, Abbadia, Métarfa, Hassi Regel, N'khaila, El Hamira, Kenadsa et Timimoun, passent peu à peu sous contrôle français.
En effet, depuis sa conquête et sa colonisation de l'Algérie, la France entreprend de sécuriser les confins algéro-marocains et lorgne sur l'Empire chérifien qui est alors l'un des derniers États indépendants du continent africain au même titre que l'Éthiopie et le Liberia. Les commerçants et entrepreneurs français établis au Maroc se montrent très actifs et en concurrence avec les Allemands, notamment à Casablanca, un port au développement récent qui sera promis à une grande expansion au temps du protectorat.
La politique menée par Abd al-Aziz conduit le pays à une quasi-faillite financière, et accélère le processus de domination précoloniale puis coloniale qui sera confirmé durant le court règne de Moulay Abd el-Hafid entre 1908 et 1912, qui se conclut par la mise en place d'un protectorat franco-espagnol sur l'Empire chérifien.

### Crise de Tanger (1904-1905)

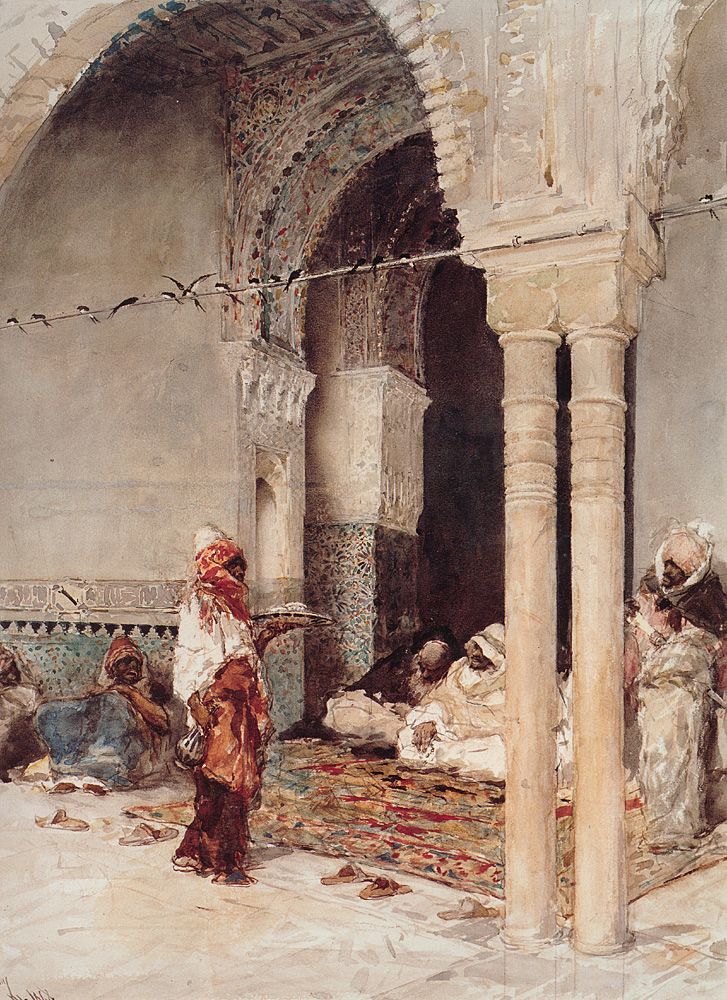
Café maure à Tanger au XIXe siècle (Marià Fortuny, 1868).

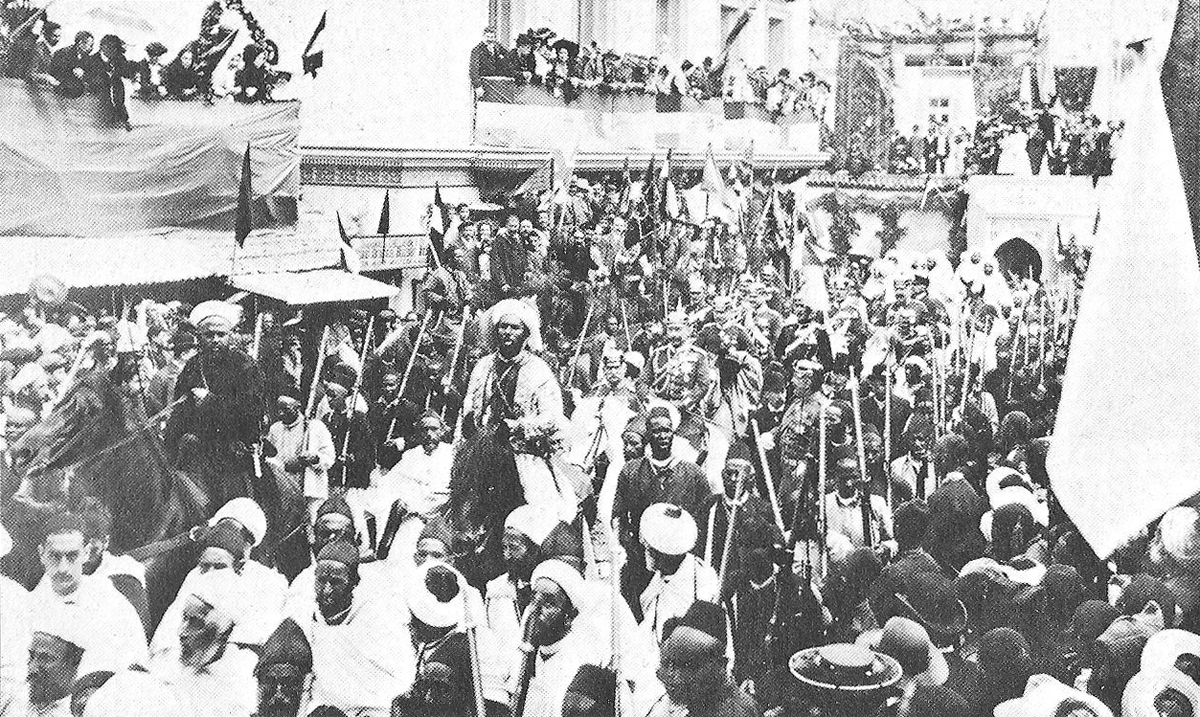
Entrée de l'empereur Guillaume II d'Allemagne à Tanger le 31 mars 1905.

En 1904, un accord conclu entre les partenaires de l'Entente cordiale, la France et le Royaume-Uni, laisse à la France le Maroc comme zone d'influence, le Royaume-Uni se concentrant sur l'Égypte ; le nord du Maroc est concédé à l'Espagne. Grâce à cet accord, la France a toute liberté d'agir au Maroc ; en échange, elle concède aux Britanniques le droit d'instaurer leur tutelle sur l'Égypte où la France conservait de fortes positions économiques et financières, dont la présidence de la Compagnie du Canal de Suez. Un accord similaire avait été conclu avec l'Italie en 1902, qui accordait une totale liberté d'action aux Italiens contre les Turcs en Libye en échange de leur désintéressement du Maroc. L'empereur Guillaume II et le chancelier Bülow protestent contre les ambitions de la France au Maroc. Conformément à sa nouvelle doctrine de Weltpolitik, l'Allemagne veut avoir sa part des conquêtes coloniales, notamment en Afrique subsaharienne, en Chine, dans l'Empire ottoman, et au Maroc où réside une colonie germanique influente (dont font partie par exemple les frères Mannesmann, propriétaires du groupe industriel éponyme ainsi que d'un important patrimoine foncier dans l'arrière-pays de Fédala).
Le 31 mars 1905, en vue de prévenir la mainmise de la France sur le Maroc, Guillaume II débarque théâtralement à Tanger, traverse la ville à cheval, à la tête d'un imposant cortège, va à la rencontre du sultan Abd al-Aziz pour l'assurer de son appui et lui faire part de son désaccord face aux droits concédés à la France sur le Maroc. Il est prêt à entrer en guerre si la France ne renonce pas à ses ambitions marocaines. Le sultan Abd el-Aziz impressionné par ce discours décide de refuser toutes les réformes préconisées par l'ambassadeur Eugène Regnault.
La France hésite, mais ne s'estimant pas prête pour la guerre, accepte la demande d'arbitrage de l'Allemagne. Ce « coup de Tanger » entraîne une poussée de germanophobie en France et la démission du ministre français des Affaires étrangères, Théophile Delcassé.

### Conférence d'Algésiras (1906)

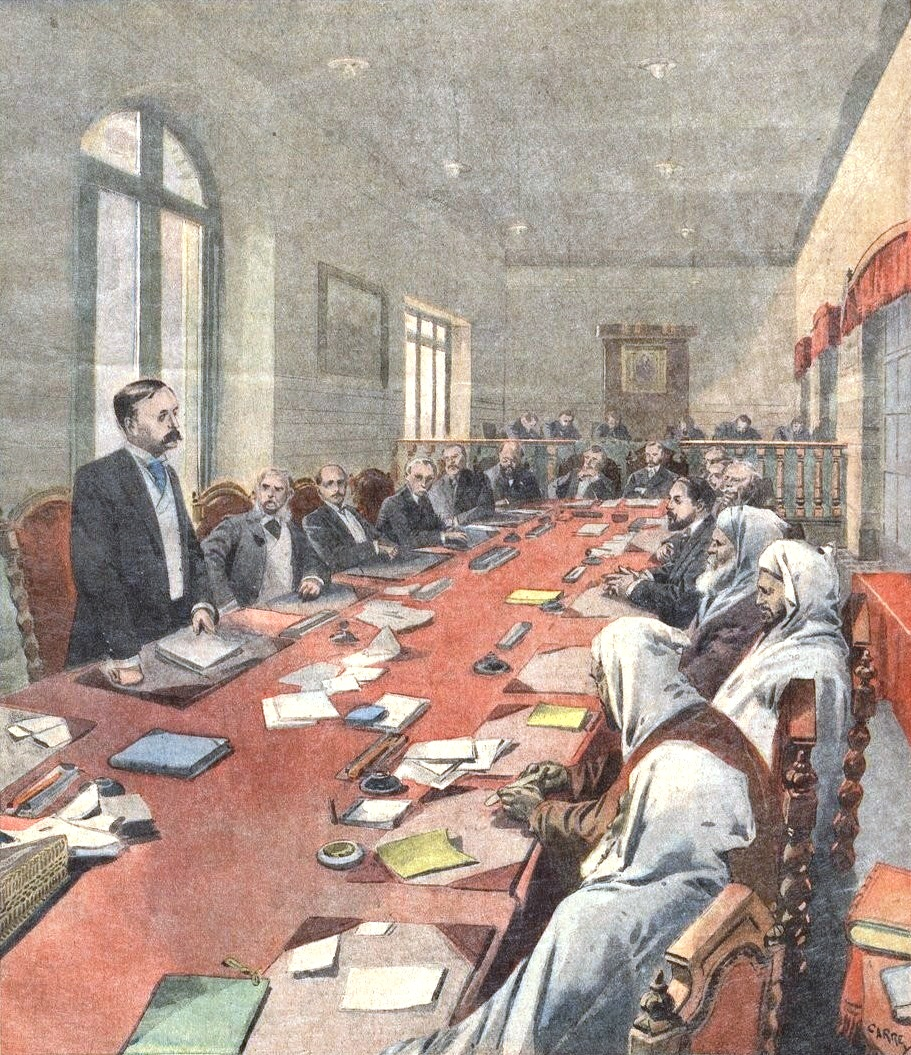
Séance d'ouverture de la Conférence d'Algésiras (1906, dessin de Paul Carrey)

Du 7 janvier au 6 avril 1906, à la suite de l'affaire de Tanger, se tient à Algésiras, dans le Sud de l'Espagne, une conférence internationale sur le Maroc afin d'apaiser les tensions entre les différentes puissances qui se disputent le pays. Elle rassemble les principaux pays européens (France, Allemagne, Royaume-Uni, Italie, Autriche-Hongrie, Espagne, Russie, Suède, Belgique, Portugal, Pays-Bas) ainsi que les États-Unis. Cette conférence confirme l'indépendance de l'Empire chérifien, mais rappelle le droit d'accès de toutes les entreprises occidentales au marché marocain, et reconnaît à l'Allemagne un droit de regard sur les affaires marocaines.
Toutefois, au grand dam de Guillaume II, la France et l'Espagne se voient confier la sécurité des ports marocains et un Français est chargé de présider la Banque d'État du Maroc. La police franco-espagnole des ports, dirigée par un officier helvétique, est créée officiellement pour assurer l'ordre dans l'ensemble des ports marocains ouverts au commerce extérieur.
En 1909, l'Espagne étend sa zone d'influence sur tout le Rif, afin de contrôler ses mines de fer. Les troupes du général Diaz-Ordonez se heurtent néanmoins à une résistance efficace des tribus locales menées par le Chérif Améziane. Les Espagnols cherchent alors au Maroc un terrain d'expansion pour compenser la perte de leurs dernières colonies (Cuba, Porto Rico, Philippines, Guam) à la suite de leur guerre contre les États-Unis.

### Incident d'Agadir (1911)

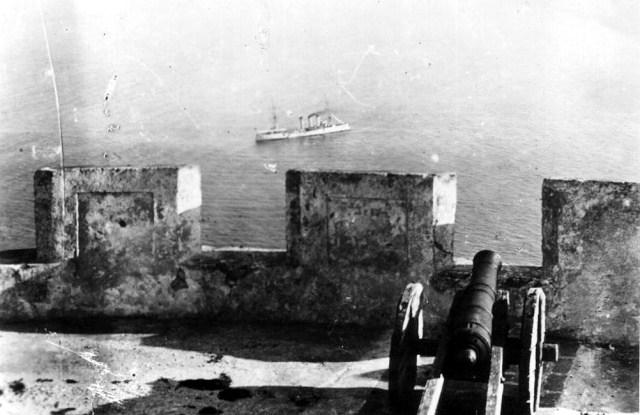
Le croiseur Berlin de la Marine impériale allemande devant la casbah d'Agadir (1911)

En juillet 1911, l'Allemagne provoque un incident militaire et diplomatique avec la France, appelé coup d'Agadir (ou crise d'Agadir), en envoyant une canonnière (navire léger armé de canons) de sa Marine impériale dans la baie d'Agadir en vue d'y débarquer des troupes. Aux termes d'âpres négociations, les Allemands renoncent à être présents au Maroc en échange de territoires du Congo en Afrique-Équatoriale française cédés au Cameroun allemand. Un traité franco-allemand est signé le 4 novembre 1911, entérinant cet accord et laissant définitivement les mains libres à la France dans l'Empire chérifien. Tout est désormais en place pour que la France puisse installer son protectorat conjointement avec l'Espagne sur le Maroc.

## Protectorats français et espagnol (1912-1956)

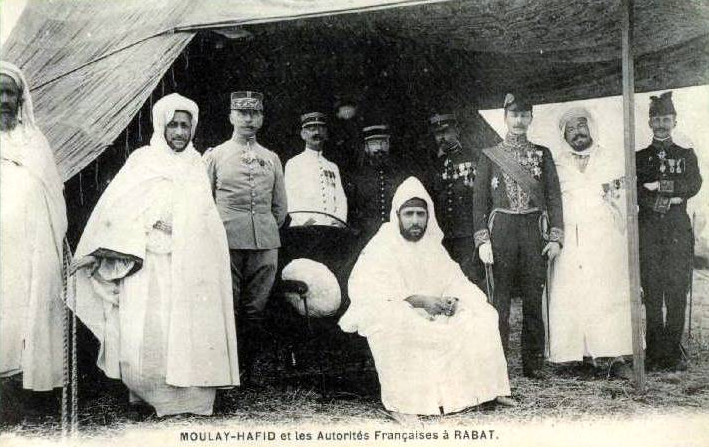
Le sultan Moulay Hafid, le grand vizir Mohammed el-Mokri, le pacha de Fès Mohamed Ben Bouchta El Baghdadi, le conseiller du makhzen Si Kaddour ben Ghabrit, avec les généraux Lyautey et Moinier, 8 août 1912.

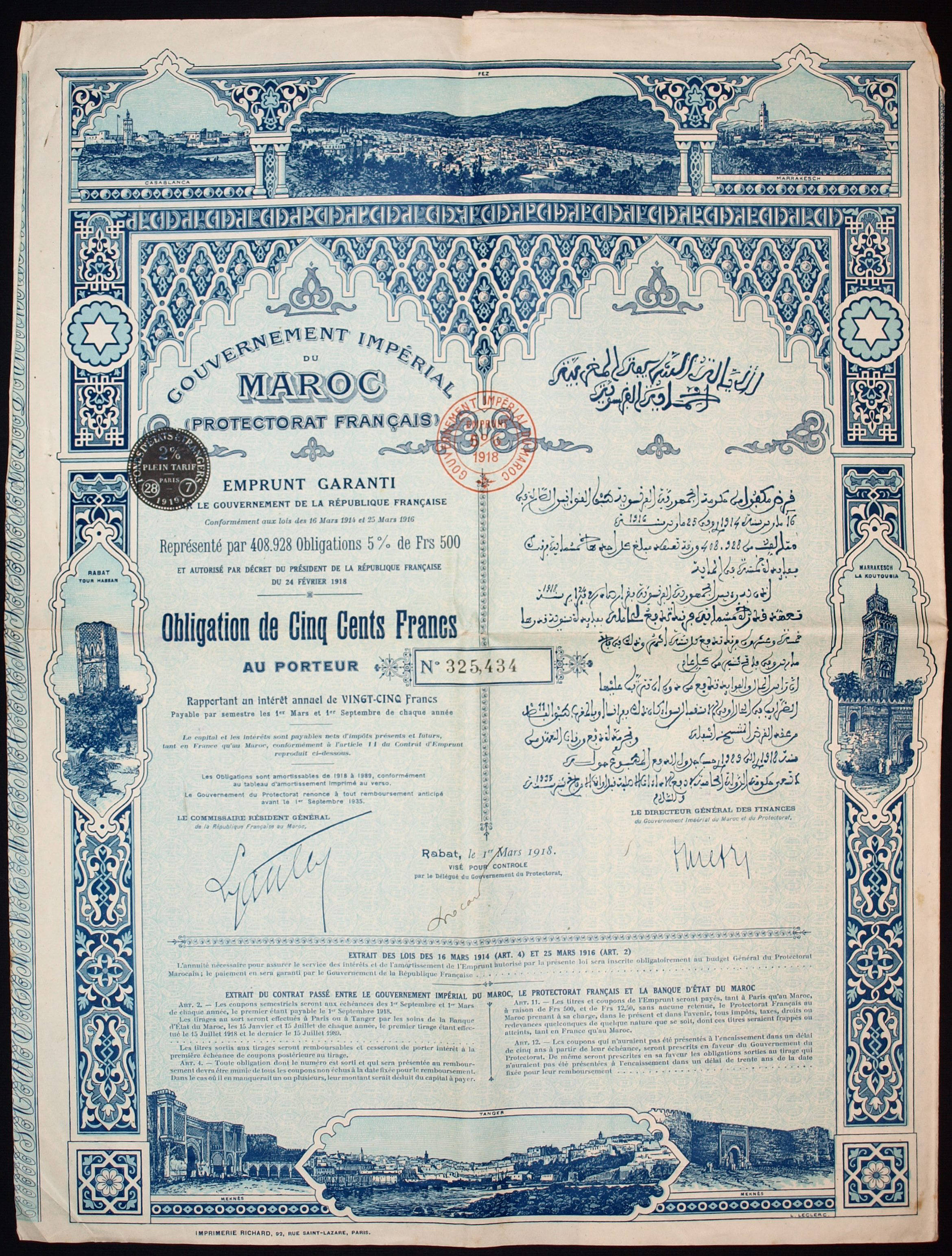
Obligation financière du Protectorat français du Maroc datant de 1918

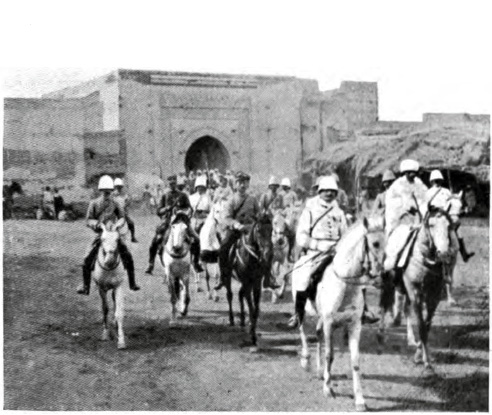
Entrée des troupes coloniales françaises commandées par le général Charles Mangin à Marrakech en septembre 1912.

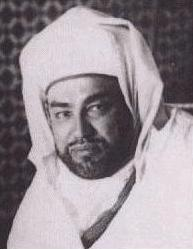
Moulay Youssef, sultan de 1912 à 1927.

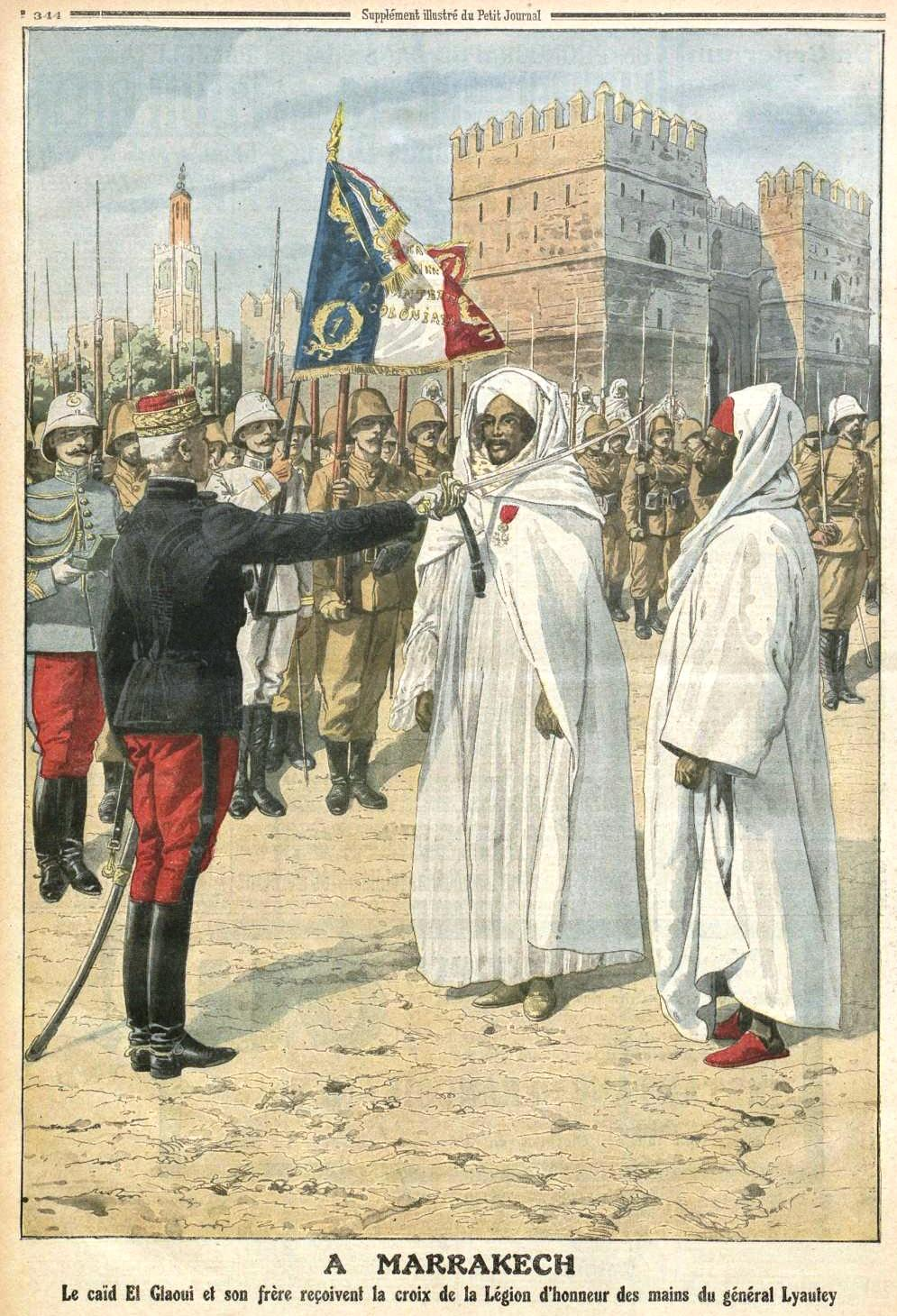
Le pacha El Glaoui et son frère reçoivent la croix de la Légion d'honneur des mains du général Lyautey.

Pavillon marchand du protectorat espagnol au Maroc.

Pavillon marchand du protectorat français au Maroc.

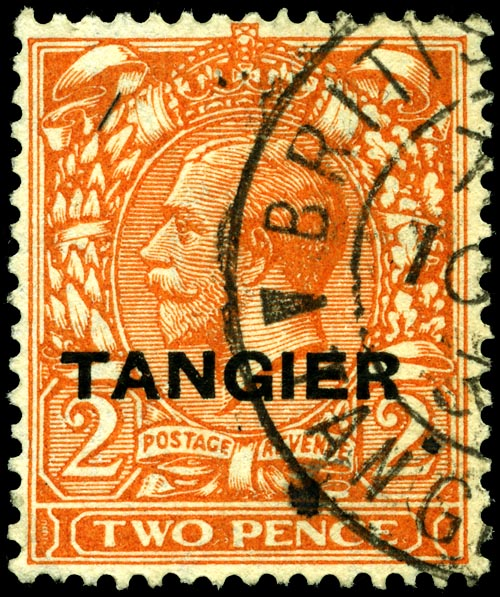
Timbre britannique à l'effigie de George V émis par la zone internationale de Tanger (1927).

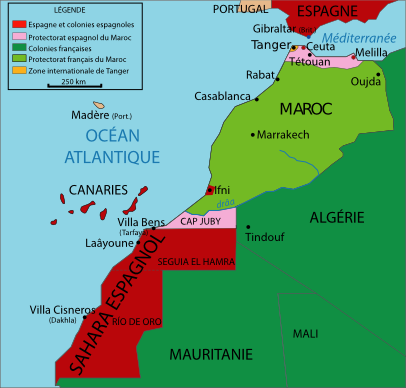
Carte des différentes parties du Maroc colonial (1912-1956) : protectorats français et espagnol, zone internationale de Tanger, territoires annexés directement.

Depuis 1902, la pénétration économique et militaire européenne s’est intensifiée (la France occupe dès 1907 Casablanca et les plaines occidentales du Maroc), au point que le sultan Moulay Abd al-Hafid est contraint de signer en 1912 le traité de protectorat, aussi appelé convention de Fès. La nouvelle de la signature du traité de protectorat provoque par ailleurs un soulèvement sanglant de la population de Fès, rejointe par des unités de goumiers marocains entrées en mutinerie. Cet événement n'est pas étranger à la décision des autorités françaises de transférer définitivement la capitale du Maroc de Fès à Rabat.
Le traité institue, à partir du 30 mars 1912 le régime du protectorat français. En octobre de la même année, le sous-protectorat espagnol est mis en place sur le Nord du Maroc et inclut également les territoires sahariens de Tarfaya et du Rio de Oro.
En zone française le pouvoir exécutif est incarné par le résident général désigné par la France, et qui dispose d'une assez large liberté de manœuvre. Le sultan et son makhzen sont maintenus comme éléments symboliques de l'Empire chérifien, l'autorité réelle étant exercée par le résident et par ses fonctionnaires et soldats (contrôleurs civils et officiers des affaires indigènes). Les Français divisent en effet leur zone de protectorat au Maroc en sept régions administratives : trois civiles (Casablanca, Rabat, Oujda), trois militaires (Meknès, Fès, Agadir), et une à statut mixte civil et militaire (Marrakech). À la suite du départ de Lyautey en 1925, la résidence devient néanmoins sensible aux pressions exercées par les puissants lobbys coloniaux, représentés par les patrons de la haute finance et de la grande industrie, et par les Chambres françaises d'agriculture du Maroc.
Le Maroc connaît en effet une expansion économique importante, illustrée par le développement fulgurant de Casablanca (en 1930 le port de Casablanca devient ainsi le septième de l'Empire colonial français par l'intensité de son trafic) et la construction de nombreuses infrastructures (routes, voies ferrées, barrages, usines, création de villes nouvelles comme Port-Lyautey, Petitjean, Khouribga, Louis-Gentil ou Martimprey-du-Kiss). Par conséquent, se forme un puissant milieu capitaliste européen qui dispose de groupes de pression parfaitement organisés, aussi bien à Rabat qu'à Paris. Un tel essor économique accroît le fossé des inégalités, et à l'exception d'une poignée de dignitaires locaux — tels que le célèbre pacha de Marrakech Thami El Glaoui, qui jouera un rôle primordial dans les événements de 1953 — le peuple marocain subit le sort dramatique d'oppression et d'exploitation partagé par tous les autres peuples colonisés.
Une politique de colonisation de peuplement comparable par certaines caractéristiques à celle de l'Algérie française se met également en place, encouragée par les résidents successifs et par les milieux d'affaire français. À la veille de l'indépendance en 1956, la population européenne du protectorat s'élève ainsi à plus de 500 000 personnes, constituée d'éléments de toutes origines (français, espagnols, italiens, grecs, suisses, russes, etc.) à l'image des Pieds-noirs d'Algérie.
C'est de cette époque coloniale charnière que datent les entreprises-clés de l'économie marocaine, tels que le groupe ONA et l'Office chérifien des phosphates, et plus généralement plusieurs données sociales et politiques du Maroc contemporain.
La zone espagnole dispose d'une organisation assez semblable à la zone française, avec un haut-commissaire (es) nommé par Madrid. Le sultan est représenté par un khalifa (es), lequel réside à Tétouan, capitale du protectorat hispanique. Ce territoire ne connaît pas de développement économique comparable à la zone française, mais joue un rôle décisif dans l'avenir de l'Espagne. C'est en effet depuis le Maroc espagnol qu'éclate le soulèvement du général Franco, commandant des troupes coloniales (Légion espagnole des tercios et unités indigènes regulares), contre la République espagnole le 17 juillet 1936. Cet événement déclenche la guerre civile opposant les nationalistes et la phalange fasciste ibérique aux républicains, conflit particulièrement sanglant et dévastateur qui se solde par la victoire des partisans de Franco en 1939. En 1946 le régime franquiste commet une violation du traité hispano-marocain en soustrayant les territoires sahariens à la responsabilité du khalifa du sultan à Tétouan et en les annexant directement comme "provinces d'outre-mer" sous le nom d'Afrique occidentale espagnole.
La ville de Tanger quant à elle constitue une zone internationale au statut particulier défini en 1923. Cette entité territoriale est régie par une commission de puissances étrangères dans laquelle siègent les États-Unis et un certain nombre de pays européens. Le mendoub, haut fonctionnaire du makhzen, est le délégué du sultan et à ce titre le représentant officiel de l'Empire chérifien, mais le pouvoir appartient en réalité aux membres de la commission internationale. La France, l'Espagne, le Royaume-Uni et l'Italie sont les pays les plus influents au sein de la commission et les plus représentés dans la gestion de la zone internationale.

### Première Guerre mondiale (1914-1918)
En 1915, Hubert Lyautey reçoit l'ordre de Paris de retirer les troupes de l'intérieur pour les envoyer sur le front en France. Cette évacuation semble prématurée dans la mesure où la pacification se heurte encore à des mouvements rebelles soutenus par les Allemands. L'amghar Mouha Ou Hammou Zayani à la tête des Zayanes parvient ainsi à anéantir toute une colonne de l'armée française dans la poche de Khénifra en novembre 1914 (bataille d'Elhri).
Plus au sud le cheikh Ahmed al-Hiba fils de Ma El Aïnin, proclamé sultan à Tiznit en 1912, galvanise la résistance des tribus Chleuhs et Reguibat, et parvient à tenir encore l'Anti-Atlas malgré les offensives des forces coloniales jusqu'à sa mort en 1919 à Kerdous (Anti-Atlas). L'Allemagne lui fournit du matériel par l'intermédiaire de la zone espagnole car l'Espagne reste neutre durant le conflit. Aux abords du Rif, l'émir Abdelmalek petit fils d'Abd el-Kader entretient un foyer d'insoumission anti-française avec l'appui des Allemands et des Turcs. Les opérations militaires françaises ne s'achèvent définitivement qu'en 1934, avec d'une part la soumission des tribus Aït Atta du djebel Saghro (aux confins du Haut et de l'Anti-Atlas, et des vallées du Drâa et du Dadès), et d'autre part avec la prise de Tindouf (aujourd'hui située en Algérie). Les territoires mauritaniens des confins sud de l'Empire chérifien (Bilad Chenguit et Tichitt) sont également complètement pacifiés en 1934, mais séparés du Maroc et inclus dans l'Afrique-Occidentale française.

### Guerre du Rif (1920-1927)

Drapeau de la République du Rif.

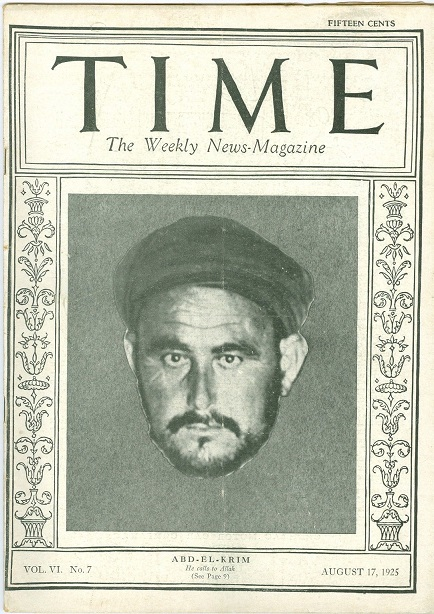
Abdelkrim al-Khattabi en couverture du magazine américain Time en 1925.

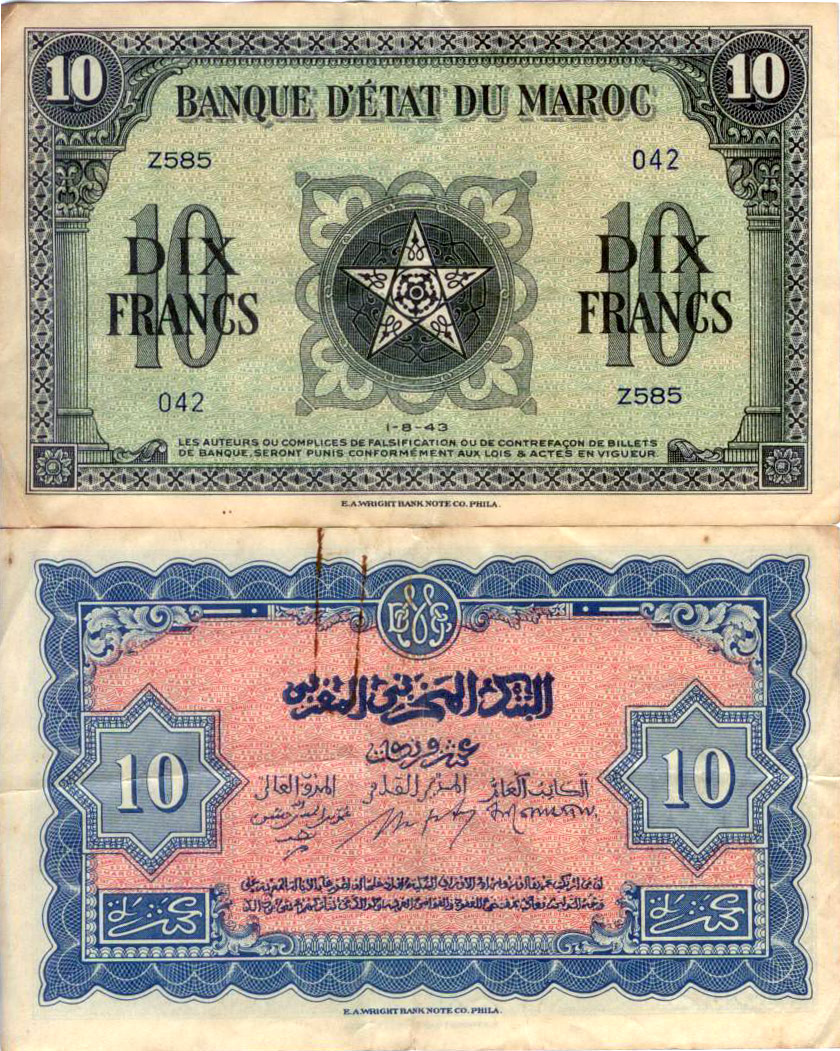
Francs marocains, série de 1943.

En 1921, la tribu berbère des Beni Ouriaghel de la région d'Al Hoceïma, sous la conduite d'Abdelkrim el-Khattabi, se soulève contre les Espagnols. Le général espagnol d'origine cubaine Manuel Fernández Silvestre dispose alors d'une armée forte d'environ 60 000 soldats pour réprimer l'insurrection. En juin, cette armée espagnole est presque totalement anéantie à Anoual. Cette défaite pousse le général à se suicider sur le champ de bataille.
En février 1922, Abdelkrim el-Khattabi proclame la République confédérée des Tribus du Rif, et met en place toutes les structures d'un État moderne avec drapeau, ministères, assemblée législative, armée permanente et télécommunications. Les Rifains espèrent alors rallier les tribus de la zone française et initier un vaste soulèvement au Maroc et dans le reste de l'Afrique du Nord.
Le gouvernement d'Ajdir bénéficie au niveau international du soutien du Komintern et de la neutralité bienveillante du Royaume-Uni. Le prestige d'Abdelkrim est célébré du Maghreb jusqu'au Machrek et en Turquie, où l'opinion publique le compare à Mustafa Kemal Atatürk et le surnomme le "Ghazi victorieux". En France le Parti communiste et la CGT appellent à des mutineries et à des grèves en solidarité avec la cause rifaine. La résonance d'Anoual atteint l'Extrême-Orient et l'Amérique du Sud et l'épopée rifaine sera citée comme modèle de référence de la guerre de libération moderne par les plus célèbres leaders révolutionnaires du XXe siècle, tels que Mao Zedong, Hô Chi Minh, Che Guevara, ainsi que par Tito qui dans les Balkans s'inspirera des méthodes de guérilla des Rifains pour libérer la Yougoslavie de l'occupation nazie.
Les troupes d'Abdelkrim, équipées du matériel abandonné par les Espagnols, menacent dès lors directement Fès, cœur spirituel du Maroc sous protectorat français. Face à leur avancée, la puissance coloniale française envoie le maréchal Philippe Pétain, rendu célèbre par la bataille de Verdun, pour mener l'offensive militaire sur le Rif à la tête de 250 000 soldats et auxiliaires et d'une quarantaine d'escadrilles d'aviation (dont une unité américaine), et avec l'assistance des troupes coloniales fournies par le gouvernement espagnol de Miguel Primo de Rivera. Le résident général Lyautey, jugé trop attentiste, est contraint de démissionner puis est rappelé à Paris en 1925. S'ensuit alors une lourde répression contre les Rifains, où bombardements terrestres et aériens, usage d'armes chimiques de fabrication allemande (y compris sur des populations civiles) et supériorité numérique obligent les troupes d'Abdelkrim à capituler en mai 1926.
Abd el-Krim est exilé dans un premier temps à La Réunion jusqu'en 1948, puis s'établit en Égypte où il prend la tête du Comité de Libération du Maghreb (qui réunit également Allal El Fassi et Habib Bourguiba), et ce jusqu'à son décès au Caire en 1963, pour lequel le raïs égyptien Gamal Abdel Nasser fera organiser des funérailles nationales. Si la reddition de 1926 marque la fin de l'expérience rifaine, une résistance politique issue des milieux citadins marque le pas dès le début des années 1930 avec la création du Comité d'action marocaine, embryon du mouvement nationaliste marocain.

### Seconde Guerre mondiale (1939-1945)

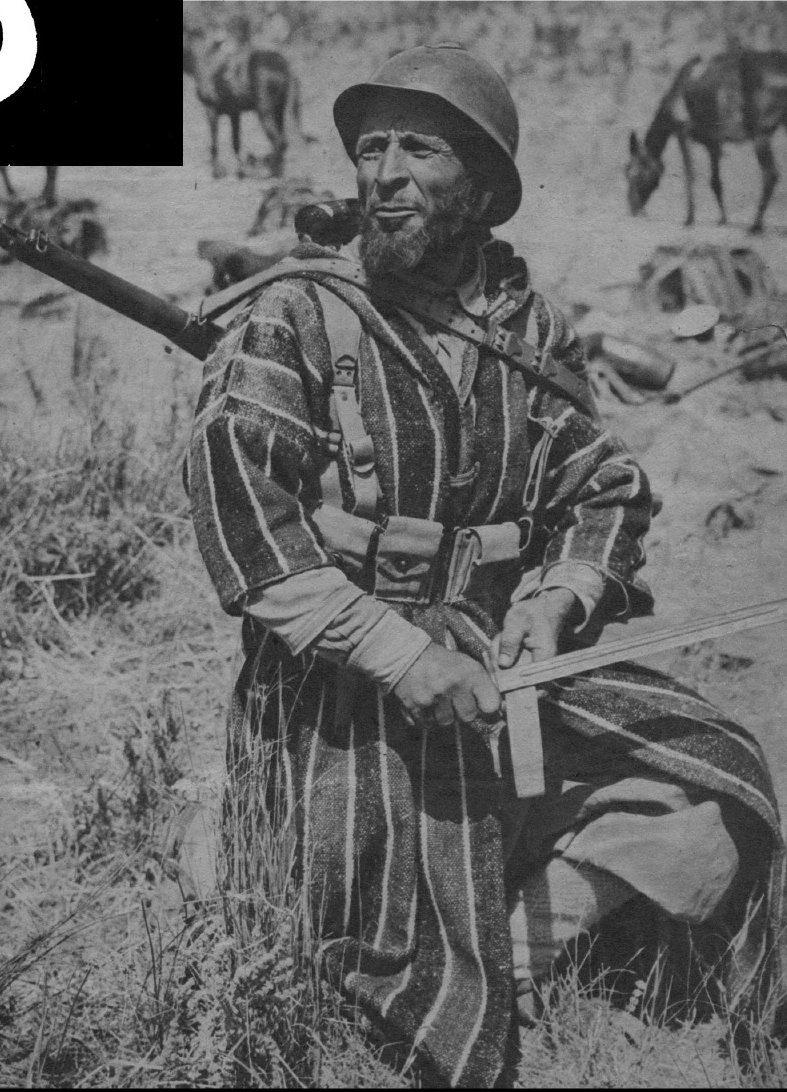
Goumier marocain en 1944.

La promulgation en mai 1930 du Dahir berbère va, à partir de la médina de Salé, provoquer la réaction pacifique de la jeunesse nationaliste dans tout le pays, avec la récitation de la prière du latif dans les mosquées et la signature de télégrammes de protestation contre ledit dahir le 28 août 1930, avant de passer à une coordination nationale de la protestation par la création d'un Comité d'action marocaine dès 1934. Interdit en 1937, tous ses initiateurs sont pourchassés, emprisonnés ou exilés.
Parmi eux il faut citer Allal El Fassi (exilé au Gabon), Mohamed Hassan Ouazzani (placé sous résidence surveillée), Ahmed Balafrej, qui sont les fondateurs historiques du mouvement pour l'indépendance. L'affaire du dahir berbère aura tout de même déclenché une vaste mobilisation médiatique dans le monde musulman, grâce notamment à l'action de l'émir druze libanais Chakib Arslan, fervent militant de la cause arabe et ami personnel de nombreux leaders nationalistes marocains.
La Seconde Guerre mondiale se déclenche en Europe alors que l'opposition nationaliste au Maroc est décimée par la répression. Ses dirigeants n'ont jamais appelé à pactiser avec les forces de l'Axe germano-italo-japonais contre l'occupant français (à l'exception de Brahim Ouazzani). Mieux ils ont attendu, et profité du débarquement américain de 1942 au Maroc, pour reprendre leur mouvement public de revendication.
La défaite de la France a pour conséquence de placer l'administration coloniale sous les ordres du régime de Vichy pro-hitlérien et collaborationniste, qui veut obliger le sultan Sidi Mohammed ben Youssef (futur roi Mohammed V), souverain chérifien depuis 1927, à appliquer les lois antisémites d'inspiration nazie aux Marocains de confession juive. Mais le sultan s'y refusera et cette attitude ainsi que son soutien indéfectible à la cause de la France libre lui vaudront la reconnaissance de Charles de Gaulle lors de la victoire alliée de 1945, reconnaissance symbolisée par la dignité de compagnon de la Libération conférée au sultan marocain.

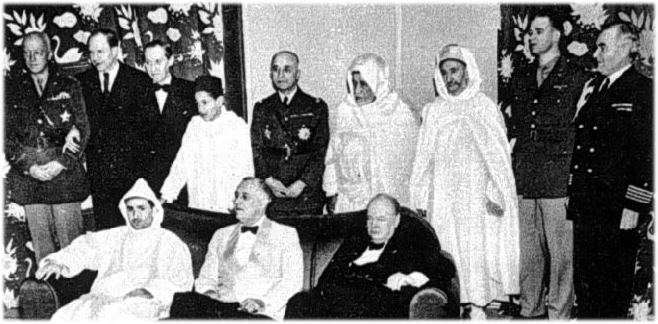
Janvier 1943 : entretiens du sultan Sidi Mohammed ben Youssef, du président américain Roosevelt et du Premier ministre britannique Winston Churchill à Anfa.

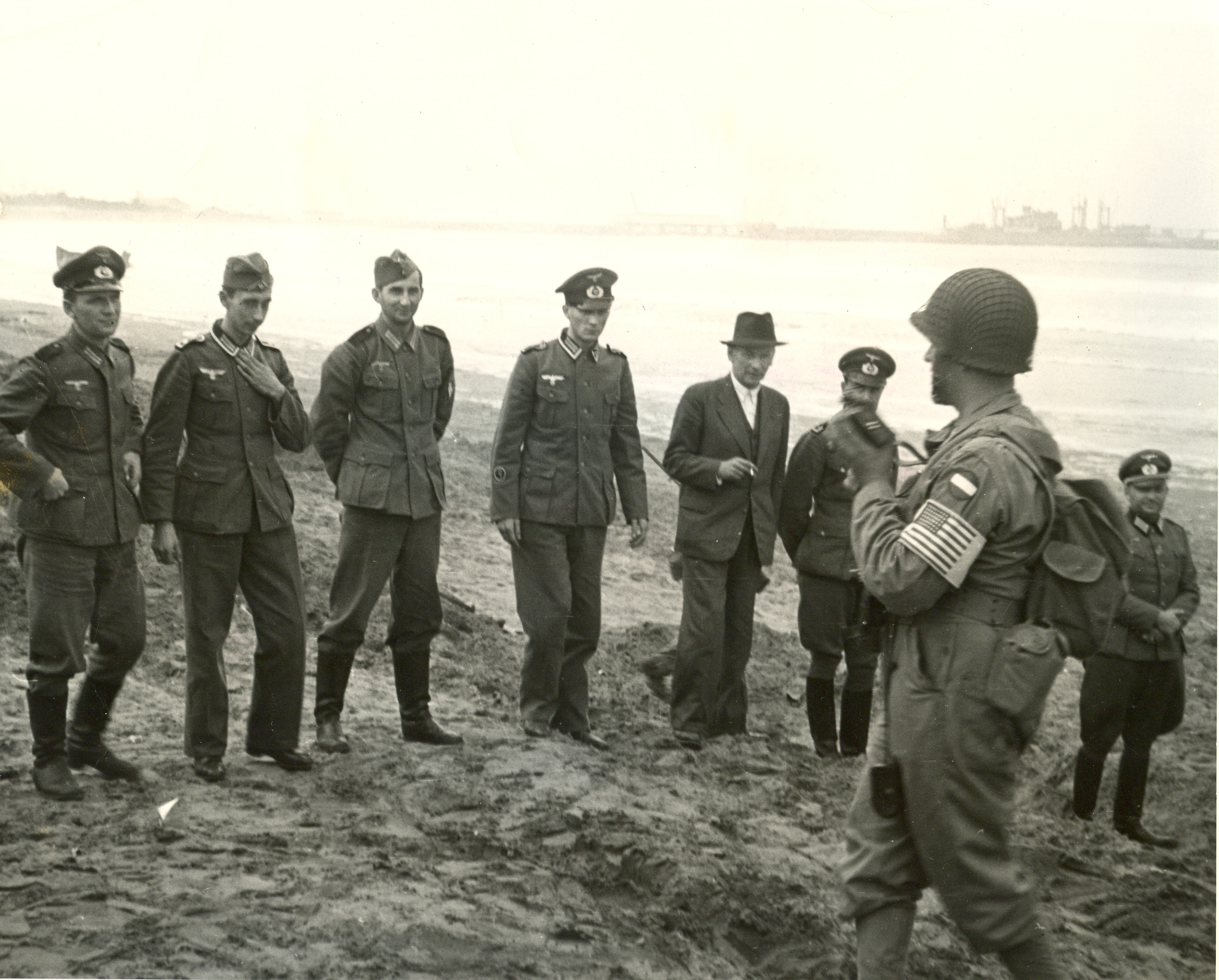
Officiers allemands de la Commission allemande d'armistice du protectorat français capturés par les Américains à Fédala à la suite du débarquement allié au Maroc.

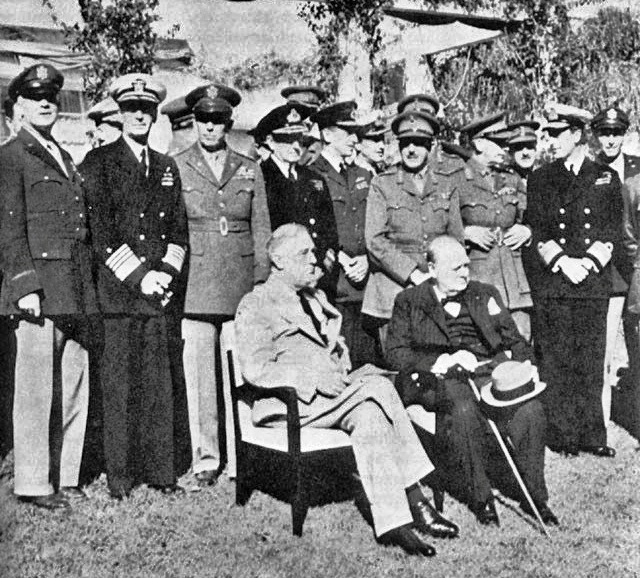
Conférence de Casablanca (1943), le président Roosevelt et le Premier ministre Churchill.

En novembre 1942 a lieu le débarquement américain sur les côtes marocaines, à Port-Lyautey (Kénitra), Fédala (Mohammédia), Casablanca et Safi. Il s'agit de l'opération Torch, supervisée par les généraux Eisenhower et Patton. Les forces fidèles à l'État français sont rapidement mises en déroute, et le protectorat français du Maroc quitte le camp de Vichy et de l'Axe pour celui des Alliés. Il s'ensuit en janvier 1943 la conférence de Casablanca, qui rassemble le président américain Franklin Roosevelt et le Premier ministre britannique Winston Churchill, ainsi que le chef de la France libre, le général de Gaulle, et son rival en Afrique française du Nord le général Henri Giraud. Cette conférence, malgré l'absence remarquée de Staline, marque un tournant dans le déroulement de la guerre.
Les dirigeants alliés annoncent en effet la poursuite du conflit jusqu'à capitulation inconditionnelle de l'Allemagne nazie, de l'Italie fasciste et du Japon impérial, ainsi qu'une aide matérielle importante à l'URSS et l'ouverture de nouveaux fronts en Europe occidentale avec les débarquements projetés en Sicile (opération Husky) et en Normandie (opération Overlord). Localement la conférence a également un impact déterminant. Le sultan Mohammed Ben Youssef est en effet invité à Anfa par Roosevelt et Churchill, et reçu avec tous les honneurs dus à un chef d'État à part entière. L'impact d'un tel événement influe sur la structuration forte du mouvement nationaliste marocain qui réclame désormais ouvertement l'indépendance et l'abrogation du traité de Fès.

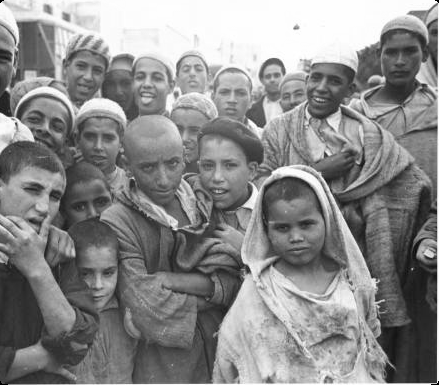
Enfants marocains victimes de misère et de famine pendant la Seconde Guerre mondiale (1942).

Le souverain chérifien, à la suite de la victoire alliée, donne son appui à la France libre, et soutient l'organisation et le recrutement des forces françaises en Afrique du Nord. Le Maroc paie un lourd tribut à la guerre européenne : entre 25 000 et 30 000 hommes tombent pour la libération de la France. Les goumiers marocains s'illustreront notamment au cours de la campagne de Tunisie, de la campagne d'Italie, du débarquement en Provence, puis au cours de la campagne d'Allemagne.
Par conséquent, un puissant esprit de contestation nationaliste se développe dans le pays. L'invasion de la France par les Allemands puis, en 1942, le débarquement américain sur les côtes marocaines, avaient atteint l'autorité de la métropole et jeté le discrédit sur le résident Charles Noguès, qui avait autorisé l'installation d'une délégation de la Commission allemande d'armistice à Casablanca en 1940, dans le cadre de la collaboration entre les autorités françaises de Vichy et le IIIe Reich. En 1943, le parti de l'Istiqlal (Indépendance) est créé par le principal courant nationaliste marocain qui publie le Manifeste de l'Indépendance le 11 janvier 1944.
Mohamed Hassan Ouazzani, alors en exil intérieur au Sud marocain, rival d'Allal El Fassi depuis 1934, fonde son propre parti, le modeste PDI (Parti démocratique de l'indépendance). L'Istiqlal et, dans la mesure de ses moyens le PDI, vont organiser des réseaux clandestins à travers de nombreuses régions avec comme objectif ultime l'obtention finale de l'indépendance. Dans la zone espagnole s'active le Parti de la Réforme nationale d'Abdelkhalek Torres, inspiré par certains mouvements nationalistes arabes du Machrek comme le PSNS ou Misr El-Fatat, et marqué sur le plan idéologique par une influence notable du phalangisme hispanique avec son organisation paramilitaire de jeunesse des Fityanes.
À partir des années 1950, le mouvement national marocain prend la forme d'une lutte armée avec la création de l'Armée de libération nationale qui établit des foyers de guérilla principalement dans les régions montagneuses du Moyen-Atlas, du Rif et de la frontière algérienne, ainsi que dans les confins du Sud. Dans les villes se développent des groupes combattants adaptés au milieu urbain, tels que le Croissant noir (proche du PDI et du PCM), et l'Organisation secrète (liée à l'Istiqlal). Les actions combinées des organisations nationalistes aboutissent aux représailles des autorités françaises, qui s'enchaînent sur un cycle de violences qui culmineront après la déposition du sultan Mohammed Ben Youssef par le résident général Augustin Guillaume, qui place sur le trône chérifien le "sultan fantoche" Mohammed ben Arafa. Ce coup de force du 20 août 1953 est soutenu par les colons ultra-conservateurs, le préfet de police de Casablanca Philippe Boniface, les grands notables marocains liés à la France comme le pacha El Glaoui, ainsi que par le parti extrémiste Présence française du docteur Causse qui assassine les personnalités françaises favorables à l'indépendance marocaine à l'instar de Jacques Lemaigre Dubreuil.

### De l'idée d'indépendance à l'indépendance réelle (1930-1956)

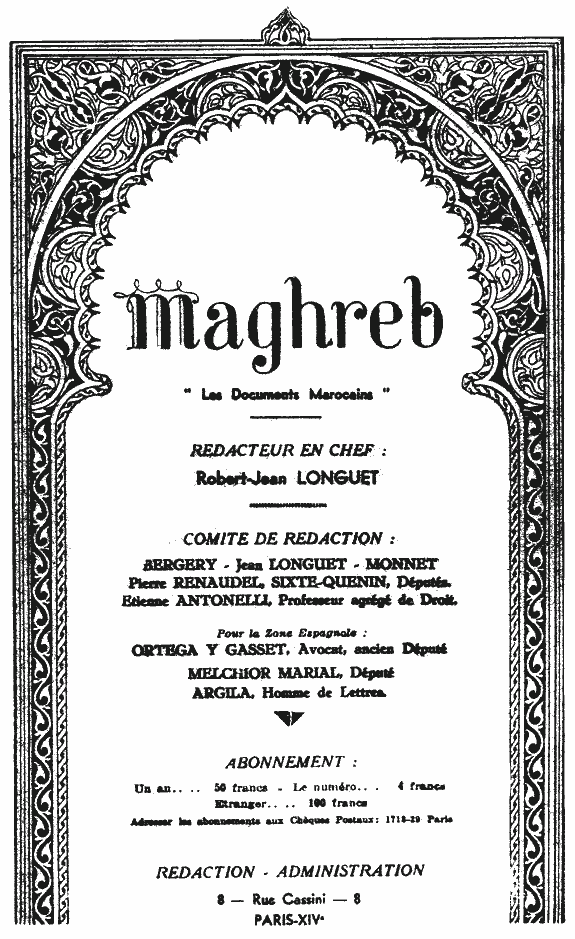
La revue Maghreb publiée à Paris, tribune des revendications nationalistes marocaines depuis les années 1930.

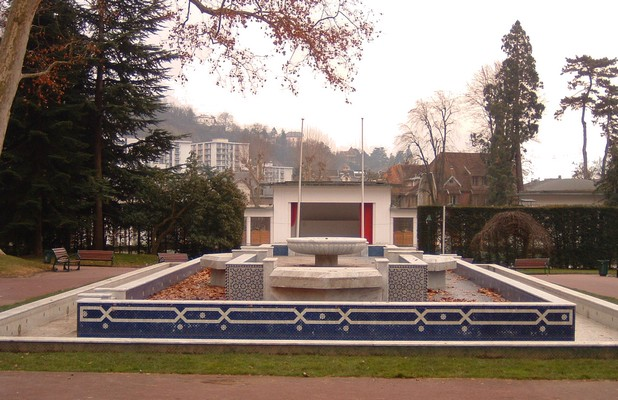
Fontaine hommage, rappelant les négociations pour l'indépendance du Maroc, dans le parc de verdure d'Aix-les-Bains.

- 28 août 1930 : signature à Salé du manifeste contre le dahir berbère promulgué en mai ; première prise de conscience politique des nationalistes.
- 1934 : création de l'Action marocaine.
- 18 novembre 1933 : célébration à Fès de la première fête du Trône.
- 1937 : scission de l'Action marocaine ; Mohamed Hassan Ouazzani fonde le mouvement populaire qui deviendra après la Seconde Guerre mondiale, en 1946, le Parti démocratique de l'indépendance (PDI) ; Allal El Fassi crée le Parti national, qui se transformera en Parti de l'Istiqlal (PI) en décembre 1943.
- 11 janvier 1944 : signature du Manifeste de l'indépendance par 67 leaders nationalistes de toutes tendances ; les manifestations de soutien sont sévèrement réprimées et de nombreux leaders emprisonnés.
- 10 avril 1947 : le sultan Mohammed Ben Youssef prononce le discours de Tanger, réclamant l'indépendance du pays et son intégrité territoriale. Ce discours provoque le limogeage du résident Labonne, considéré comme trop tolérant envers les nationalistes. Il est remplacé par le général Alphonse Juin, qui inaugure une logique de confrontation avec le sultan et l'ensemble du mouvement nationaliste marocain.
- 1950 : expansion du gisement de minerai de fer de l'Omnium nord-africain, première entreprise marocaine et huitième française[169].
- 7 décembre 1952 : Émeutes de Casablanca.
- 20 août 1953 : exil du sultan Mohammed Ben Youssef et de la famille royale en Corse, puis à Madagascar (Antsirabe). Un nouveau sultan âgé de 70 ans, Mohammed ben Arafa, est élu par les oulémas avec l'appui du pacha de Marrakech, Thami El Glaoui. Cette manœuvre engendre des émeutes populaires à Casablanca, durement réprimées. L'Espagne de Franco, non prévenue de la décision, refuse d'en reconnaître la légitimité.
- 1953 : le général Augustin Guillaume, successeur du général Juin au poste de résident, échappe de peu à un accueil aux cocktails Molotov préparé par le PDI pour sa première visite officielle à Agadir.
- 20 août 1953 : déclenchement de la « Révolution du Roi et du Peuple »[170].
- mai 1954 : le général Guillaume est remplacé par un civil, Francis Lacoste.
- 22-26 août 1955 : des pré-pourparlers de négociation sont menés à Aix-les-Bains (Savoie) entre, côté marocain : Si El-Hadj El-Mokri, Grand Vizir, Si Kolti, délégué du Grand Vizir aux PTT, Si Thami El-Mosbi, délégué du Grand Vizir aux Finances, Si Berrada, Vizir adjoint au Grand Vizir pour les affaires économiques, Si Abderrahaman El-Hajoui, directeur adjoint au protocole et S.E. Hadj Fatemi Ben Slimane, ancien pacha de Fès, et côté français : Edgar Faure, président du Conseil, Antoine Pinay, ministre des Affaires étrangères, Robert Schuman, garde des Sceaux, Pierre July, ministre des Affaires marocaines et tunisiennes et le général Koenig, ministre de la Défense nationale ; le sultan Moulay Ben Arafa démissionne le 1er octobre 1955.
- 2 octobre 1955[171] : attaque coordonnées et simultanée de trois bureaux indigènes (Boured, Tizi ouasli, Imouzzer Marmoucha) par l'ALN. La plus emblématique, celle de Boured[172] marque le début de la formation d'un "front Nord" et d'une guerre totale de grande envergure principalement sur le territoire des Igzennayen dans le Rif français[173]. Les combats ne prendront fin de l'indépendance le 29 mars 1956 après l'appel du sultan ce sens[174].L'ALN est alors pilotée politiquement par le "Commité de Tetouan" dirigé, entre autres par Abdelkhalek Torres, le Docteur El Khatib et Cheikh Messaoud Ababou[175].
- 6 novembre 1955 : le gouvernement français reconnaît le principe de l'indépendance du Maroc[176],[177].
- 16 novembre 1955 : retour triomphal du sultan Mohammed Ben Youssef à Rabat-Salé.
- 18 novembre 1955 : Mohammed Ben Youssef célèbre la fête du Trône à la Tour Hassan de Rabat
- 15 février 1956 : visite du sultan en France. Ouverture des négociations franco-marocaines en vue de l'indépendance du Maroc et de l'abrogation du traité de Fès de 1912, établissant le protectorat français. Le parti de l'Istiqlal, représenté par Abderrahim Bouabid, Mohamed Lyazidi et Mehdi Ben Barka, ainsi que le PDI (Parti pour la démocratie et l'indépendance), représenté par Abdelhadi Boutaleb et Ahmed Cherkaoui, participent à ces négociations.
- 2 mars 1956 : le sultan et le gouvernement français annoncent officiellement l'indépendance du Maroc (déclaration commune franco-marocaine)[177].
- 29 mars 1956 : l'ALN annonce, sur demande du sultan seule autorité qu'elle se reconnait et au nom de laquelle elle se bat, la fin des combats pour l'indépendance[174].
- 7 avril 1956 : Mohammed Ben Youssef et le général Franco mettent fin au protectorat espagnol sur le nord du pays (déclaration commune hispano-marocaine)[177].
- 4 juillet 1956 : L'ALN se met à disposition du sultan au nom duquel elle se battait déjà[178].
- 29 octobre 1956 : la zone de Tanger, qui était soumise à un statut international particulier, est elle aussi réintégrée au Maroc[177].

## Le Maroc moderne (1950-présent)
Le sultan prend le titre de roi sous le nom de Mohammed V. Son fils Hassan II lui succède en 1961, puis son petit-fils Mohammed VI, en 1999.

### Règne de Mohammed V (1927-1961)

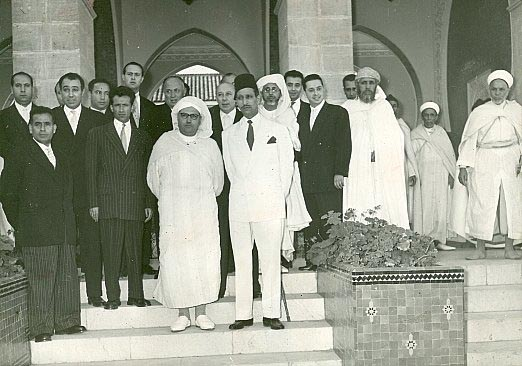
Premier gouvernement marocain de l'indépendance, dirigé par Mbarek Bekkaï (1956).

Au cours des premières années d’indépendance, jusqu'en 1960, la politique marocaine consiste à reconstituer le « Grand Maroc » (ou du moins l'Empire chérifien dans ses frontières antérieures à 1912) englobant la Mauritanie, une partie de l'Algérie, le nord-ouest du Mali, voire l'archipel des îles Canaries, projet dans lequel le roi ne voulait pas être débordé par le parti de l'Istiqlal. Après le retrait d'Allal El Fassi, l'abandon de cette idéologie se confirme par la reconnaissance officielle par Rabat de la République islamique de Mauritanie nouvellement indépendante. Le gouvernement d'Abdallah Ibrahim (1958-1960), d'orientation socialiste, marque la volonté d'émancipation du Maroc qui se traduit diplomatiquement par son adhésion à la Ligue arabe et par son soutien au panafricanisme, et financièrement par l'abandon du franc marocain, indexé sur le cours du franc français, au profit du dirham. Les négociations s'accélèrent pour l'évacuation des bases militaires américaines situées sur le territoire marocain. Le Maroc s'affirme en outre comme l'un des membres fondateurs de l'Organisation de l'unité africaine, et abrite en 1961 un sommet auquel participent le Mali, la Guinée, le Ghana, la République arabe unie et le GPRA, tous réunis au sein du groupe de Casablanca qui milite pour une unification avancée du continent.
L'opposition à la France et à sa politique coloniale, notamment durant la guerre d'Algérie, conduit également le Maroc à abriter des bases et des camps d'entraînement du FLN algérien, ainsi que le commandement de la Wilaya V : il s'agit de l'état-major de l'armée des frontières, connu sous le nom de clan d'Oujda et regroupant les futurs dirigeants de l'Algérie indépendante, tels que Houari Boumédiène et Abdelaziz Bouteflika.

### Règne de Hassan II (1961-1999)

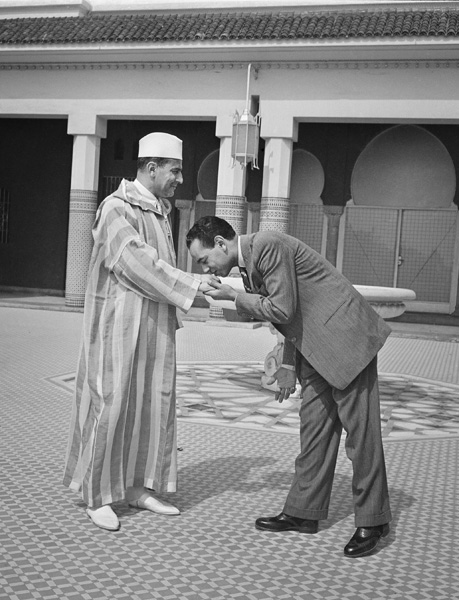
Le prince hériter Moulay Hassan (futur Hassan II) salue son père, Sidi Mohammed Ben Youssef (Mohammed V), en 1950.

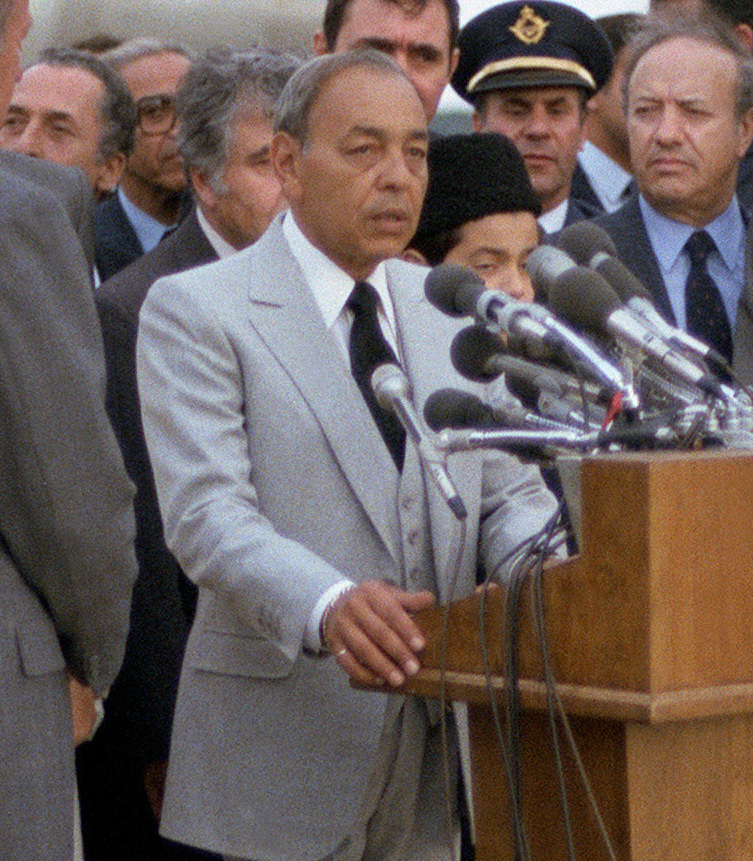
Hassan II, roi de 1961 à 1999.

Le 3 mars 1961, à la mort de son père, le prince Moulay Hassan est proclamé roi du Maroc sous le nom de Hassan II. Les années 1960 sont marquées par un climat politique particulièrement tendu. En octobre 1965 disparaît à Paris Mehdi Ben Barka, chef de l'opposition de gauche issue de la scission avec l'Istiqlal (Union nationale des forces populaires) et qui, en tant que leader du tiers monde, devait présider la Conférence tricontinentale de La Havane en 1966. Toujours en 1965, Casablanca est agitée par de graves émeutes sociales violemment réprimées. Le régime instaure un état d'exception jusqu'en 1970. Cette décennie ouvre ainsi la période des années de plomb au Maroc.
La tension politique latente, consécutive à l'état d'exception, se manifeste par la tentative de coup d’État militaire du général Mohamed Medbouh et du colonel M'hamed Ababou contre le palais de Skhirat (1971), ainsi que par l'attaque du général Mohamed Oufkir contre le Boeing royal en plein vol (coup d'État des aviateurs de 1972). En 1973, afin d'atténuer ces tensions politico-sociales, Hassan II procède à la « marocanisation » des entreprises et des terres encore détenues par des colons français (près de 100.000 Français vivent encore au Maroc en 1971).
Il envoie également un corps expéditionnaire marocain combattre aux côtés des autres armées arabes durant la guerre du Kippour contre Israël, et qui s'illustrera sous les ordres du colonel Abdelkader El Allam au cours de l'offensive du plateau du Golan.
Le Maroc assure aussi sa dimension géopolitique africaine en envoyant, en coordination avec les États-Unis, la France et la Belgique, des détachements de ses forces armées royales combattre au Katanga les rebelles pro-soviétiques du FLNC opposés au dirigeant zaïrois Mobutu Sese Seko pendant la première et la deuxième guerre du Shaba (1977-1978).
En 1969, à la suite de l'incendie criminel de la mosquée al-Aqsa à Jérusalem, les dirigeants des pays musulmans se réunissent à Rabat et décident de la création de l'Organisation de la coopération islamique. Le roi Hassan II devient président du comité Al Qods chargé de surveiller l'évolution de la situation de Jérusalem et de ses lieux saints musulmans soumis à l'occupation israélienne. Le Maroc s'implique dans les négociations secrètes entre les États-Unis, Israël et l'Égypte qui aboutiront aux accords de Camp David en 1978 et à la restitution du Sinaï occupé par les Israéliens depuis 1967 aux autorités égyptiennes. Les guerres israélo-arabes successives auront cependant eu pour effet de provoquer l'émigration massive de la très importante communauté juive marocaine vers l'État hébreu mais également vers la France et le Canada. Par ailleurs, la révolution islamique iranienne de 1979 qui aboutit à la chute du Chah Mohammad Reza Pahlavi prive le Maroc d'un allié très précieux au Moyen-Orient. Pour contrer la menace incarnée à ses yeux par l'ayatollah Khomeini, Hassan II se rapproche de l'Arabie saoudite afin de former une sorte de front sunnite renforcé.
C'est sur les territoires du Sahara occidental sous domination espagnole (que les Marocains revendiquent comme Provinces du Sud) que se porte l'attention du roi en 1975.
En 1969, l'Espagne rétrocède l'enclave d'Ifni, onze ans après le territoire de Tarfaya (1958), mais la décolonisation du Sahara est incomplète, puisque le Rio de Oro et le Seguia el-Hamra connaissent encore l'occupation coloniale et la répression militaire espagnoles. C'est au lendemain de la disparition de Francisco Franco, caudillo de l'État espagnol depuis 1939, que le Maroc entame une récupération planifiée de ces territoires, connue sous le nom de Marche verte (novembre 1975).

#### Guerre des Sables (1963)
La guerre des Sables d'octobre 1963 est un conflit militaire opposant le Maroc et l’Algérie peu après l’indépendance de celle-ci. Après plusieurs mois d'incidents frontaliers, la guerre ouverte éclate dans la région algérienne de Tindouf et Hassi Beïda, puis s'étend à Figuig au Maroc. Les combats cessent le 5 novembre, et l'Organisation de l'unité africaine obtient un cessez-le-feu définitif le 20 février 1964, laissant la frontière inchangée,,.

#### Instabilité sociale (1980-1990)

Logo de l'Union du Maghreb arabe lancée par la réunion de Marrakech de 1989.

Depuis les dernières décennies post-coloniales, le Maroc penche pour une politique nationale agricole tandis que son voisin algérien se tourne vers l'industrialisation et la planification socialiste. Cette décision ne suffit pas à enrayer les inégalités sociales qui déclencheront la colère de la population à travers les émeutes de 1981 à Casablanca et de 1984 à Marrakech et dans le Nord (Tétouan, Al Hoceima, Nador). Les campagnes agricoles sont victimes d'une longue période de sécheresse, tandis que la chute des cours du phosphate et la politique de rigueur budgétaire imposée par le FMI assombrissent la conjoncture économique. Durant les années 1980, le roi Hassan II annonce la candidature marocaine à l'adhésion à la Communauté européenne, qui est déclinée par la Commission de Bruxelles. Le Maroc obtiendra cependant un statut de partenaire avancé auprès des institutions européennes et sera un acteur incontournable du dialogue euro-méditerranéen.
En revanche, l'année 1988 est celle de la réconciliation officielle entre le Maroc et l'Algérie, concrétisée par le rétablissement des relations diplomatiques et la réouverture des frontières, cette dernière mesure prenant fin en 1994. En 1989 à Marrakech une réunion des cinq chefs d'État maghrébins marque la naissance de l'Union du Maghreb arabe, regroupant le Maroc, l'Algérie, la Tunisie, la Libye et la Mauritanie, et prévoyant à terme l'émergence d'un marché unique et la libre circulation des biens et des personnes. La crise latente entre Rabat et Alger via le conflit au Sahara empêche cependant la réalisation de ces objectifs.
En 1984 avait déjà eu lieu une tentative de fusion maroco-libyenne par le traité d'Oujda pour compenser le retrait du Maroc des instances de l'OUA (à la suite de la reconnaissance officielle du mouvement sahraoui par l'organisation panafricaine). Mais cette union binationale échoue en 1986 en raison de la visite au Maroc du Premier ministre israélien Shimon Peres, accueilli à Ifrane par le roi, et du bombardement aérien de la Libye par les États-Unis alliés du Maroc. L'hostilité profonde de l'administration Reagan à l'encontre du régime de la Jamahiriya de Mouammar Kadhafi entérine donc la fin de l'union maroco-libyenne.

#### De 1991 à 1999
Le Maroc se distingue comme faisant partie des pays arabes ayant envoyé un contingent au Koweït aux côtés des Occidentaux pendant la guerre du Golfe, malgré les fortes manifestations populaires dans les rues marocaines en faveur de l'Irak de Saddam Hussein.
Sur le plan intérieur, les années 1990 voient s'amorcer une relative libéralisation du régime par le roi Hassan II, politique qui culmine avec la tenue des élections démocratiques de 1997 et la formation d'un gouvernement dit d'alternance, présidé par Abderrahman Youssoufi de l'USFP (socialiste), et qui succède aux gouvernements technocratiques de Mohammed Karim Lamrani et d'Abdellatif Filali. Les prérogatives royales restent néanmoins confirmées par les référendums constitutionnels de 1992 et 1996.
En 1994 Marrakech abrite la réunion internationale qui aboutit à l'Accord de Marrakech instituant l'Organisation mondiale du commerce (OMC).

### Règne de Mohammed VI (1999-présent)

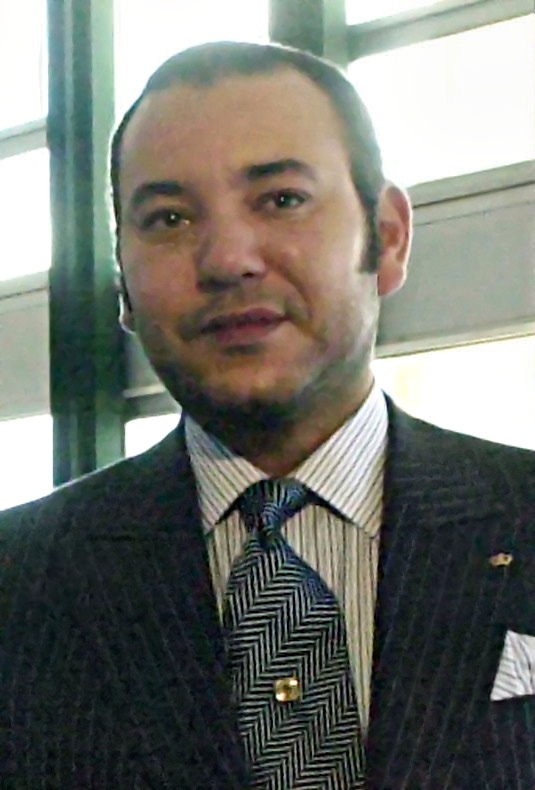
Mohammed VI, roi du Maroc depuis 1999.

En 1999, Mohammed VI succède à Hassan II. L'une des premières mesures du nouveau roi est de démettre Driss Basri de sa fonction de ministre de l'Intérieur (qu'il occupait depuis 1979) mais de maintenir El Youssoufi à son poste de Premier ministre jusqu'en 2002. Succèdent au vieux leader de gauche, comme chefs du gouvernement, Driss Jettou puis Abbas El Fassi à partir des élections législatives de 2007 qui voient la victoire de l'Istiqlal.
Au début du XXIe siècle, le Maroc se trouve confronté à un certain nombre de crises et de défis : conflit de l'îlot Persil avec l'Espagne en 2002, terrorisme avec les attentats de Casablanca du 16 mai 2003,, et celui du 28 avril 2011 à Marrakech,,,, puis émeutes à Sidi Ifni en 2008 et à Taza en 2012, qui mettent en relief toutes les problématiques auxquelles le pays doit faire face. Par ailleurs, depuis fin 2016, la région du Rif connaît un mouvement de protestation à dominante sociale et identitaire, nommé le Hirak, et auquel prend part activement la jeunesse locale. Le Hirak rifain, imité dans d'autres régions du pays comme à Jerada, est réprimé et ses leaders condamnés à de lourdes peines d'emprisonnement. L'année 2019 connaît des atteintes contre certains droits humains, malgré une volonté de l'État de poursuivre le développement socio-économique notamment le long de l'axe Tanger-Agadir.
Le Maroc est touché en 2011 par les remous du printemps arabe et connaît une série de manifestations populaires axées autour du mouvement du 20 Février. Le roi fait alors approuver une nouvelle Constitution par référendum, qui redéfinit entre autres le rôle du gouvernement et officialise l'usage de la langue amazigh au côté de l'arabe. Les élections législatives qui s'ensuivent sont remportées par les islamistes modérés du PJD. Abdel-Ilah Benkiran issu du PJD est nommé à la suite de ce scrutin chef d'un gouvernement de coalition avec le RNI, le Mouvement populaire et le PPS. Le PJD confirme sa forte présence au niveau local et régional à la suite des élections communales de 2015.Saad Dine El Otmani remplace Benkiran à la tête du gouvernement en 2017.
Sur le plan extérieur, toujours en 2015, le Maroc participe officiellement à l'Opération Tempête décisive déclenchée par l'Arabie saoudite contre l'insurrection houthiste au Yémen. Mais avec la crise diplomatique du Qatar, les relations du Maroc avec l'Arabie saoudite et les Émirats arabes unis se dégradent, Ryad et Abou Dabi reprochant à Rabat une neutralité bienveillante en faveur du Qatar. Les rapports maroco-saoudiens se détériorent gravement, ce qui amène le Maroc à se retirer de la guerre saoudienne au Yémen au début de 2019 et à rappeler son ambassadeur aux Émirats en 2020.
En 2016, Rabat opère un virage stratégique en direction de la Russie et de la Chine, après des visites royales dans ces pays,. Le Maroc réintègre l'Union africaine en 2017 afin de retrouver sa dimension géopolitique continentale, et entreprend d'adhérer à la Communauté économique des États de l'Afrique de l'Ouest. L'intervention de la Turquie dans la guerre en Libye qui se complexifie et dans laquelle s'affrontent plusieurs belligérants extérieurs plonge l'environnement maghrébin dans l'incertitude, ce qui pousse le Maroc à adopter une ligne prudente et à réitérer son attachement aux accords de Skhirat qu'il a abrité. Pour prévenir une aggravation du conflit, les autorités marocaines organisent à Bouznika des négociations entre les différentes parties libyennes en vue de privilégier une solution politique,. L'ouverture d'un consulat des Émirats arabes unis à Laâyoune en novembre 2020 signe une réconciliation spectaculaire avec Abou Dabi après une longue période de brouille et conforte la souveraineté marocaine sur le Sahara à l'échelle internationale,. Néanmoins le Maroc subit durement la pandémie de Covid-19 de 2020, et ses retombées sur le plan sanitaire, économique et social.
Galerie de premiers ministres depuis 2000 :

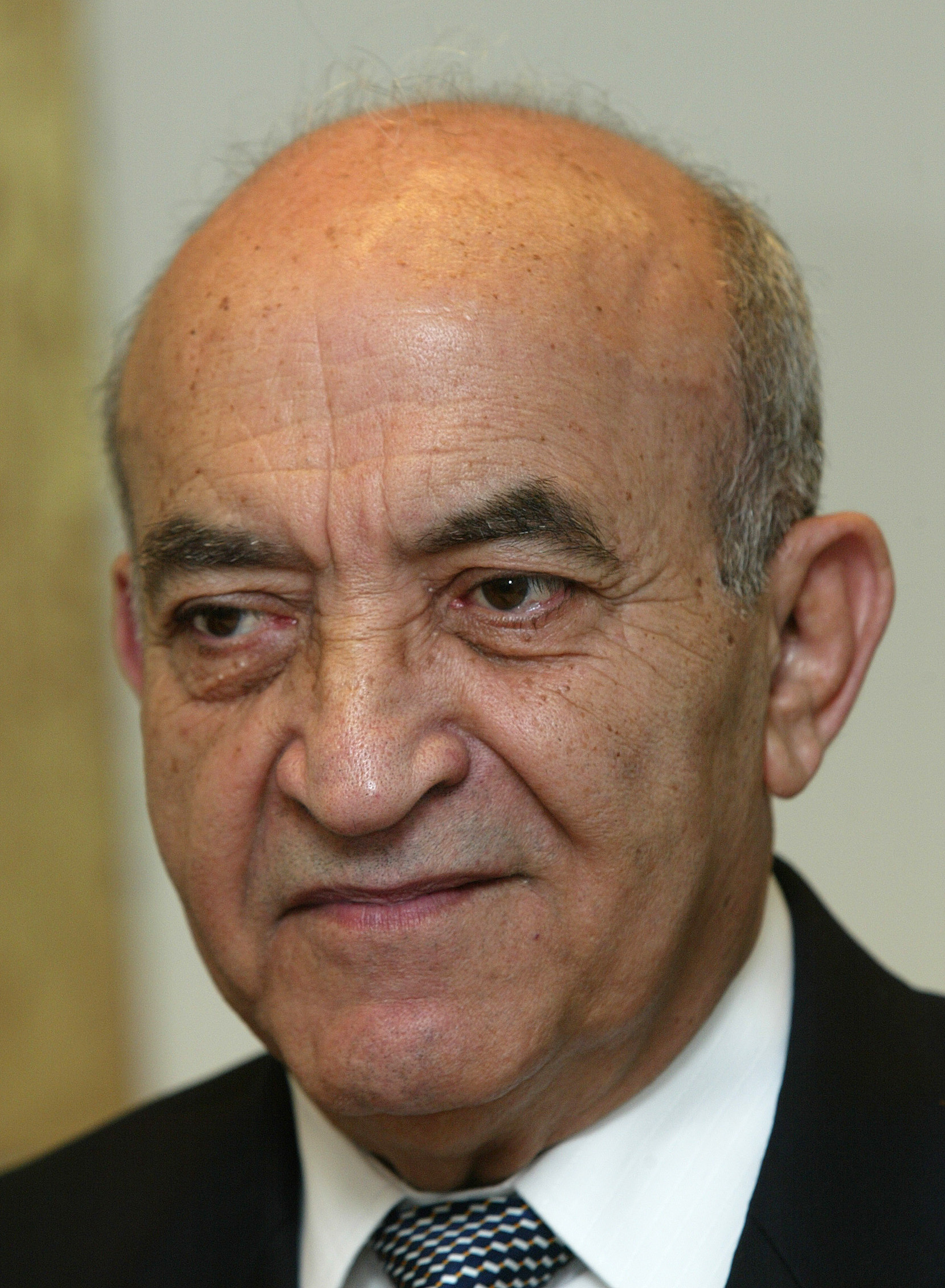
Abderrahman Youssoufi 1998-2002
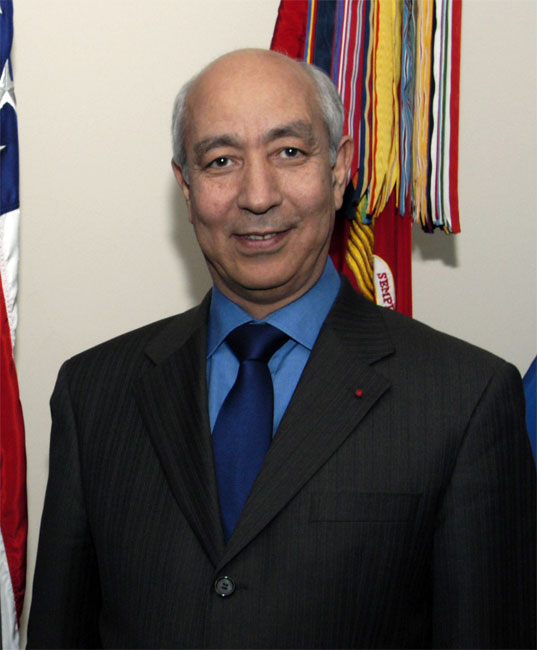
Driss Jettou 2002-2007
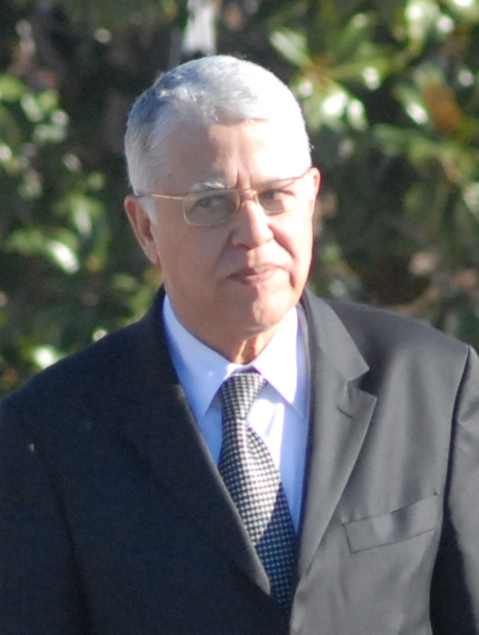
Abbas El Fassi 2007-2011
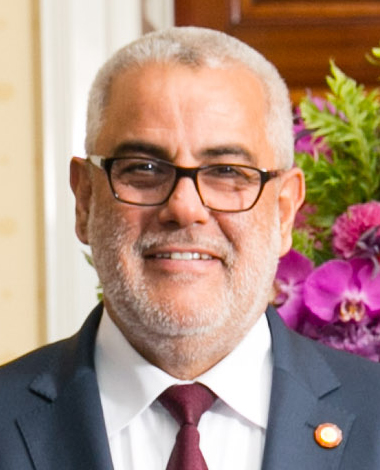
Abdel-Ilah Benkiran 2011-2017
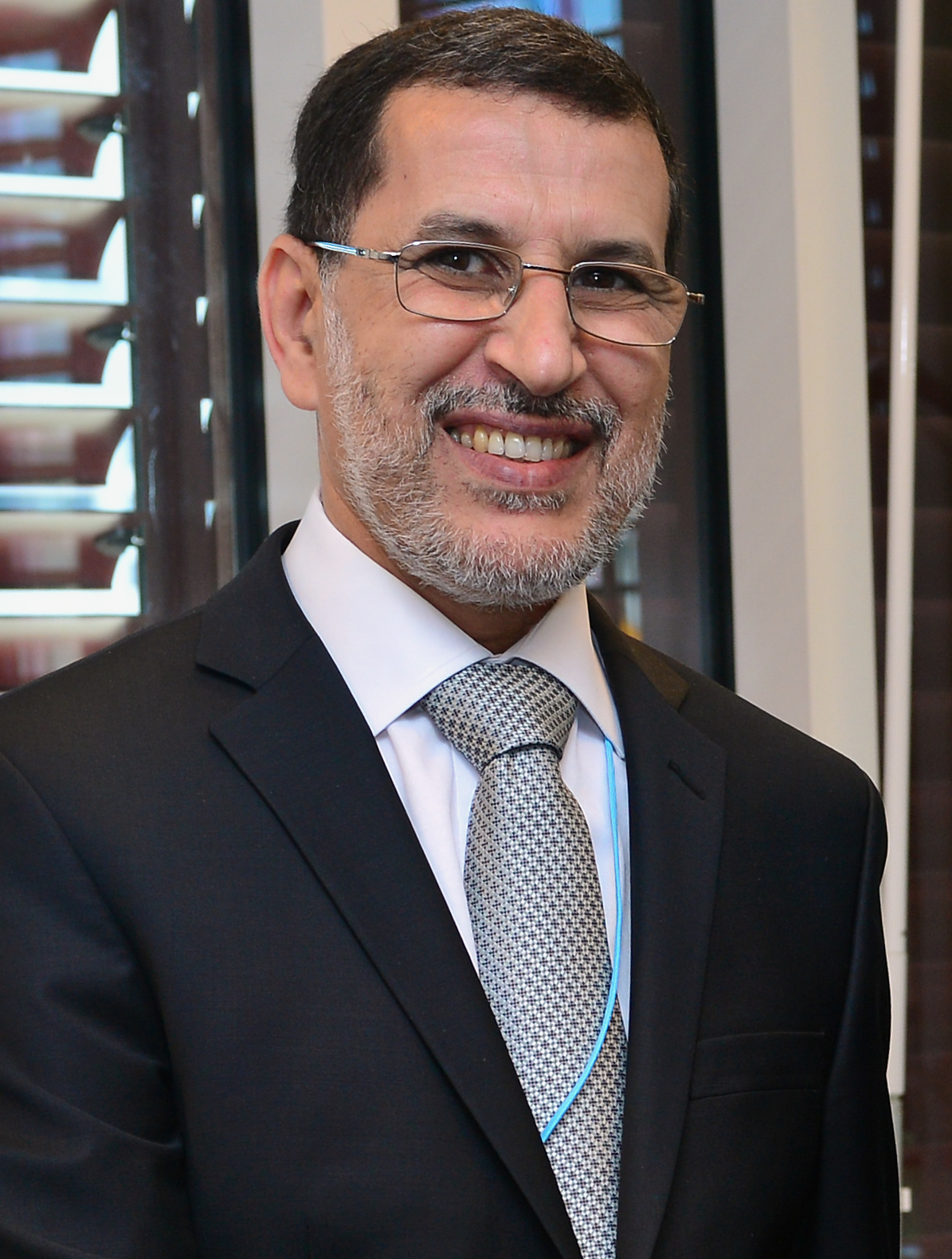
Saad Dine El Otmani 2017-2021
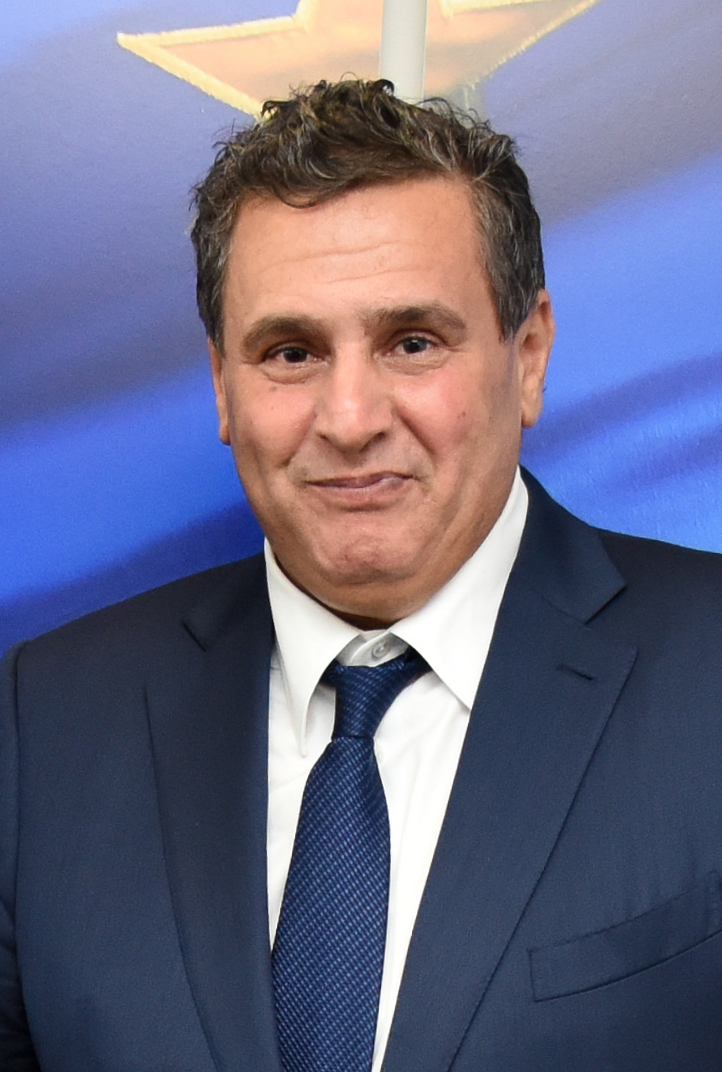
Aziz Akhannouch 2021-présent